# Château de Châteaubriant
Vous lisez un « article de qualité » labellisé en 2019.
Le château de Châteaubriant est un château fort fortement remanié à la Renaissance, situé à Châteaubriant dans le département français de la Loire-Atlantique (région Pays de la Loire).
Ce château construit au XIe siècle dans les marches de Bretagne était, avec ceux de Vitré, Fougères, Ancenis et Clisson, chargé de défendre le duché de Bretagne face aux fiefs limitrophes, notamment le comté d'Anjou. Il est d'ailleurs le pendant breton du château angevin de Pouancé.
Au départ simple donjon, le château est agrandi et fortifié à plusieurs reprises au cours du Moyen Âge, tandis que la ville de Châteaubriant se développe à côté de lui, s'entourant elle-même de remparts. La seigneurie de Châteaubriant, élevée en baronnie au XIIe siècle, passe aux familles de Dinan et de Montfort-Laval. En 1488, le château est assiégé par le roi de France Charles VIII, dans le cadre de la Guerre folle, qui s'achève par la défaite du duc François II. Le mariage du roi avec la duchesse Anne de Bretagne en 1491 réduit l'importance stratégique du château. Le donjon et les logis, endommagés, sont reconstruits et modernisés dans une optique de confort, puis, de 1500 aux années 1540, un « Château-Neuf » est construit dans la basse-cour, selon les règles de l'architecture de la Renaissance.
La baronnie de Châteaubriant revient à la maison de Montmorency au milieu du XVIe siècle, puis à la maison de Condé au début du XVIIe siècle. Objet de plusieurs sièges pendant les guerres de Religion (1562-1598), le château est ensuite délaissé par ses propriétaires qui y viennent très rarement. Après la Révolution française, le château est vendu à plusieurs reprises et est finalement transformé en cité administrative par le département de Loire-Inférieure qui l'acquiert en 1853.
Depuis la fermeture du tribunal d'instance en 2009 et le départ des services de la sous-préfecture en 2012, le château est entièrement consacré au tourisme.

## Situation

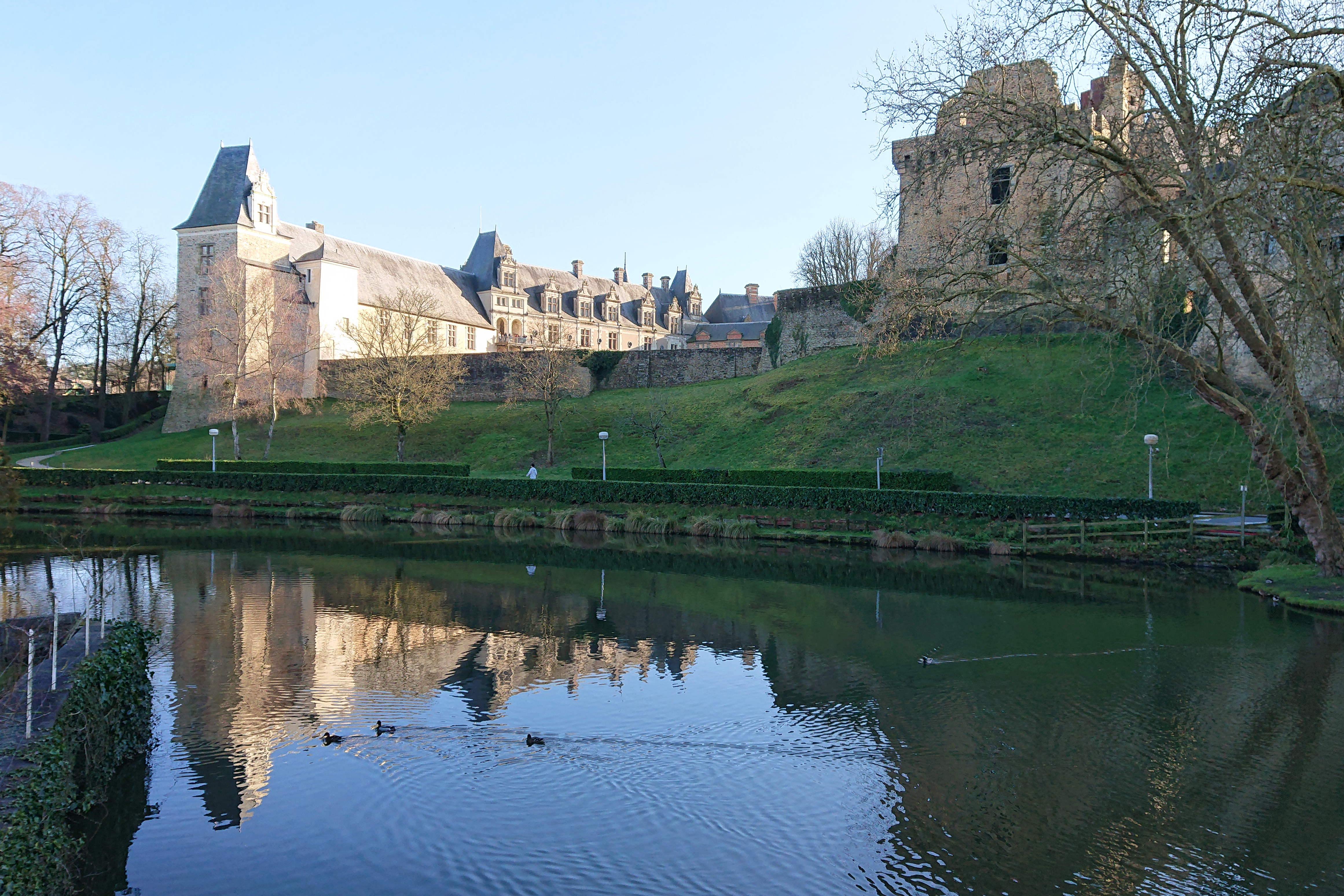
Le château vu de l'étang de la Torche.

Le château est situé dans le centre-ville de Châteaubriant, commune du nord de la Loire-Atlantique située à proximité de l'Ille-et-Vilaine et du Maine-et-Loire. Il est construit à l'est de l'ancienne ville close dont il formait l'un des côtés. À l'ouest, il est séparé du centre ancien par la rue du Château, et il s'ouvre au sud sur la place Charles-de-Gaulle (anciennement place des Terrasses). Au nord, le château est bordé par la rue du Duc d'Aumale et par l'étang de la Torche. À l'est, il est longé par un espace vert, la promenade des Terrasses, qui le sépare de la ligne de train qui va de Châteaubriant à Rennes. Le château occupe un faible escarpement rocheux, qui culmine au niveau de la haute-cour, et qui domine le cours de la Chère et de son affluent le Rollard. La Chère coule au nord du château, d'est en ouest, et elle alimente l'étang de retenue de la Torche, créé au Moyen Âge. Le Rollard coule du sud au nord et son cours est en partie recouvert. Il passe légèrement à l'ouest de la rue Rigale et traverse la Grande rue. Le sous-sol castelbriantais est formé de roches sédimentaires appartenant au massif armoricain, comme du schiste et du grès, et forme des plissements et des affleurements.
Le château est formé d'un ensemble de constructions qui s'étendent sur environ 120 m de large pour 180 m de long. Le terrain s'avance vers son point culminant au nord-ouest et il descend en pente douce du nord au sud. Au Moyen Âge, des douves protégeaient l'édifice au sud et à l'est, complétant ainsi le dispositif de l'étang de la Torche. En revanche, côté ville à l'ouest, la déclivité du terrain suffisait à elle seule à la défense du château. Le petit plateau sur lequel le château est construit présente un étranglement au nord-ouest, caractéristique qui a déterminé la position de la haute-cour. Cet étranglement a en effet été mis à profit pour creuser les douves qui séparent la haute et la basse-cour.

Plan de Châteaubriant en 1832, montrant le château dans son contexte urbain historique.

## Histoire

### Fondation

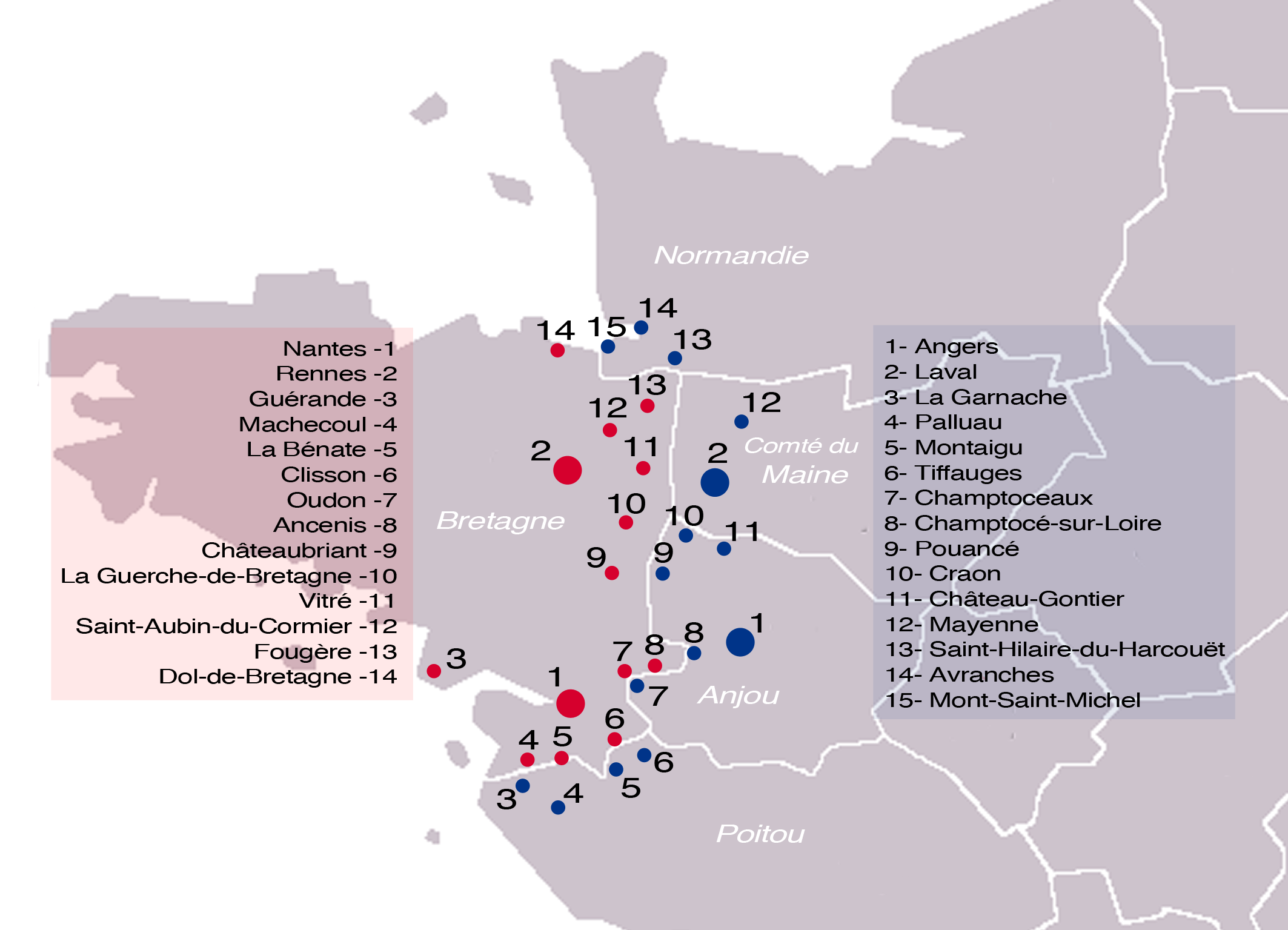
Les Marches de Bretagne. Châteaubriant (no 9) fait face à Pouancé.

La ville de Châteaubriant se trouve au centre d'une région qui est restée longtemps isolée et peu peuplée, le pays de la Mée, qui fait partie des Marches de Bretagne. Ce pays est localisé entre la vallée de l'Erdre au sud et celle du Semnon au nord, dans une zone autrefois couverte de landes et de forêts. Bien que cette situation soit peu favorable économiquement, Châteaubriant se trouve sur les voies qui relient le Vannetais au reste de la France par la basse Vilaine, et elle est aussi à mi-chemin entre les deux plus grandes villes bretonnes, Nantes et Rennes, ainsi que sur la route qui relie Angers et Rennes. Avant le XIe siècle, la ville de Châteaubriant n'existe pas : seul existe le petit village de Béré, situé à un kilomètre au nord-ouest du château. Au début du siècle, Brient Ier fonde le château, et donne ainsi naissance à la ville, à laquelle il donne son nom. Brient, premier seigneur connu de Châteaubriant, a également fondé le prieuré de Béré. Les origines de Brient sont obscures, et aucune information n'est disponible sur son père, en dehors de son nom : Teuharius. En revanche, l'extraction élevée de sa mère, Innoguent, est attestée puisqu'elle est la fille du seigneur d'Aleth. La fondation du château par Brient a lieu a une époque de fixation de la féodalité dans les Marches. À la même époque apparaissent les seigneuries de Vitré, Fougères, Pouancé ou bien Craon, toutes aux mains de familles tenant leur pouvoir d'une charge carolingienne. Brient tient peut-être lui aussi son pouvoir d'une charge ancestrale, et il aurait profité du double recul du pouvoir de l'évêque de Nantes et du duc de Bretagne Alain III pour s'imposer en tant que seigneur de la région. L'émergence de Châteaubriant s'inscrit aussi dans une période d'affrontement entre les comtes de Nantes et de Rennes. Ainsi, le territoire relève du diocèse de Nantes mais Brient devient vassal du comte de Rennes, qui gagne par conséquent un allié contre les comtes de Nantes et d'Anjou.
Un castrum brientii est mentionné en 1028, mais son emplacement demeure inconnu. Il aurait pu s'élever à l'emplacement du château actuel, mais également à quelques kilomètres à l'ouest, au lieu-dit du Bois-Briant, où se trouvent les restes d'une motte dominant un ancien bras de la Chère. Néanmoins, l'hypothèse du château actuel est plus probable, car le site offre le double avantage d'être situé sur un promontoire naturel qui domine le territoire, et de faire face au bourg primitif de Béré. La construction d'un château à Châteaubriant aurait eu pour but à la fois de contrôler la région, et de surveiller la frontière angevine déjà tenue par le château de Pouancé. Aucun élément du XIe siècle n'est plus visible sur le château, en dehors des vestiges de motte castrale situés sous le donjon. Cette motte devait faire quarante mètres de diamètre, mais elle a été dénaturée par de nombreux réaménagements et seul le front nord pourrait effectivement dater du XIe siècle.

### Élément des Marches bretonnes

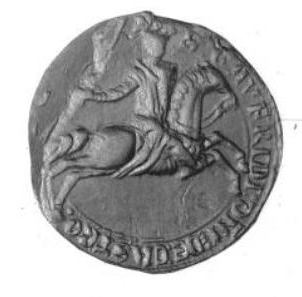
Sceau de Geoffroy IV de Châteaubriant.

Brient meurt en 1060, et son fils aîné Geoffroy Ier lui succède. Geoffroy s'illustre à la Première croisade, lors de laquelle il accompagne le duc Alain IV de Bretagne. Il est remplacé à sa mort par Brient II, qui lui-même est suivi par Geoffroy II en 1116. La puissance familiale s'explique notamment par la continuité de la descendance, illustrée par la longue lignée des Geoffroy, qui dure ensuite jusqu'en 1347. Autour de 1064-1066, la famille de Châteaubriant semble s'être rapprochée politiquement du duc de Bretagne, et Conan II utilise d'ailleurs le château comme base en 1066 pour tenter de reconquérir le Craonnais. C'est lors de cette expédition que Geoffroy Ier aurait trouvé la mort. Les seigneurs de Châteaubriant conservent par la suite leur proximité avec les ducs, et la famille acquiert un rang privilégié en Bretagne. À partir du début du XIIIe siècle, les barons de Châteaubriant sont ainsi les troisièmes parmi les neuf pairs de Bretagne à pouvoir présider les États du duché.
Au XIIIe siècle, les Capétiens prennent le contrôle de l'Anjou et du Maine, et les grands seigneurs des Marches bretonnes perdent une part de leur pouvoir car ils ne peuvent plus s'appuyer sur des alliances avec les Plantagenêts, ennemis des Capétiens. Le duc de Bretagne de l'époque, Pierre Mauclerc, est lui-même un Capétien. Néanmoins, deux attaques remettent en avant l'importance militaire et stratégique du château pour la défense de la Bretagne. En 1223, lorsque des seigneurs du Léon se rebellent contre Pierre Mauclerc, Amaury de Craon profite du conflit pour mettre à sac la baronnie de Châteaubriant, avec le concours de la noblesse angevine, mancelle et normande. Le duc apporte son soutien au baron Geoffroy IV, et l'épisode se conclut par la bataille de Béré, remportée par les forces bretonnes. Ensuite, en 1234, le roi de France Louis IX prend Châteaubriant et son château lors d'une expédition contre Pierre Mauclerc, qui se soumet ensuite à l'autorité royale. Les dégâts occasionnés sur le château à cette occasion ne sont pas connus. Le successeur de Geoffroy IV, Geoffroy V, participe à la septième croisade, et la légende familiale raconte que Louis IX aurait permis à la famille de Châteaubriant d'utiliser de nouvelles armes, portant des fleurs de lys. Il semble plutôt que les barons de Châteaubriant ont commencé à utiliser les fleurs de lys plusieurs années avant, tout comme la maison de Thouars, l'autorisation royale pour utiliser ce symbole n'étant pas obligatoire au Moyen Âge. La devise familiale, « notre sang teint les bannières de France », pourrait aussi dater de cette époque. Elle remplace une devise plus ancienne : « je sème l'or. »
Le château de Châteaubriant semble s'être développé à partir du XIIIe siècle, avec la construction des deux enceintes castrales. Les archères visibles sur les tours les plus anciennes attestent une construction du XIIIe siècle, mais l'ensemble a été repris à plusieurs reprises jusqu'au XVIe siècle. La construction des enceintes ainsi que des tours à archères n'est pas datable avec exactitude. Il est impossible de dire si elle a eu lieu avant ou après l'attaque de 1223, mais cette campagne de travaux est contemporaine des fortifications du château de Vitré (1216) et de celui de Clisson (1217). Elle est également mise en œuvre à une époque où les ducs de Bretagne eux-mêmes cherchent à renforcer leurs défenses, en construisant par exemple la Tour neuve de Nantes et le château du Gâvre. La chapelle du château est édifiée pendant la seconde moitié du XIIIe siècle. Au XIVe siècle, le château est largement amélioré, avec la reconstruction de la chapelle, du donjon et d'une partie des courtines, et la construction du Pavillon des Champs. Vers 1400 enfin, le donjon est remanié et des logis sont construits à côté, pour fournir des logements plus vastes aux seigneurs. En 1432, le château sert de base au duc Jean V pour mener le siège de Pouancé dans le contexte de la guerre de Cent Ans. La lignée mâle fondée par Brient s'éteint en 1347 avec la mort de Geoffroy VIII. Celui-ci tombe au combat lors de la bataille de La Roche-Derrien, épisode du début de la guerre de Succession de Bretagne. Sa sœur, Louise de Châteaubriant, hérite de la baronnie, et elle épouse Guy XII de Laval en 1348. Ce dernier assume le titre de seigneur de Châteaubriant pendant la durée du mariage, mais le couple n'a pas d'héritiers. Geoffroy VIII puis Guy XII de Laval prennent parti pour Charles de Blois dans la guerre de succession, alors que la région est tenue par les Monfortistes soutenus par l'Angleterre et que des garnisons anglaises occupent les châteaux voisins de Rougé, Derval, Blain ou Fougeray. Bertrand du Guesclin, soutien blésiste, se sert de Châteaubriant comme refuge pendant la guerre.

### Le château de Françoise de Dinan

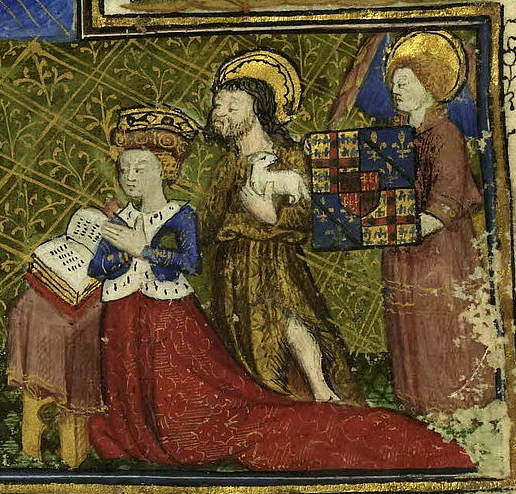
Françoise de Dinan sur une enluminure de son livre d'heures. L'ange porte ses armes au milieu de celles de son mari Guy XIV de Laval.

À la mort de Louise en 1383, Châteaubriant revient à un cousin éloigné de celle-ci, Charles de Dinan. Charles de Dinan laisse plusieurs fils, mais la maison de Dinan s'éteint au XVe siècle et son immense fortune ainsi que tous ses titres vont à la dernière héritière, Françoise de Dinan. Françoise est fiancée à François de Laval, fils de Guy XIV de Laval, mais Gilles de Bretagne, frère du duc François Ier, la convoite et il finit par l'enlever et l'épouser. Il s'empare de ses biens, dont le château de Châteaubriant fait partie. En 1446, François de Laval le retrouve ; il est arrêté et ses biens ainsi que ceux de sa femme passent sous l'autorité du duc. Après la mort de Gilles en 1450, c'est cependant Guy XIV de Laval, devenu veuf entretemps, qui épouse Françoise de Dinan. Le couple récupère la gouvernance du château.
Sous le règne du duc François II, le château de Châteaubriant se retrouve aux premières loges de l'histoire bretonne. Celui-ci fait de nombreux séjours au château, mais Françoise de Dinan se rapproche du maréchal de Rieux avec qui elle forme une alliance contre la politique ducale. Un traité de Châteaubriant, écrit par des nobles bretons demandant l'aide du roi de France, est ainsi signé en mars 1487. Charles VIII entre donc en Bretagne et il séjourne à Châteaubriant le 14 août 1487, avant de partir pour Vitré. Le maréchal de Rieux, et à sa suite Françoise de Dinan, font cependant volte-face lorsqu'ils réalisent que leur traité offre des places fortes bretonnes au roi sans compensation sérieuse, et ils se rallient finalement au duc de Bretagne. En mars 1488, Charles VIII décide d'une attaque militaire sur la Bretagne. Il réunit une armée de douze mille hommes à Tours, puis il attaque Châteaubriant le 15 avril. La place résiste et le château est assiégé, mais il finit par tomber le 23 avril,. Le siège est mal documenté par les textes de l'époque, mais l'archéologie permet de situer une brèche dans la tour de la Torche, à l'angle nord-ouest du château. Les troupes françaises l'auraient percée avec un canon posé de l'autre côté de la Chère. Le flanc nord tout entier présente un travail de sape des forces attaquantes. Il semble que le château était alors vétuste et difficile à défendre, malgré la ténacité des assiégés. L'attaque endommage sérieusement le château ainsi que la ville, où 236 maisons sont incendiées. Après le siège, le roi ordonne aussitôt le démantèlement de la place. Françoise de Dinan reçoit néanmoins un sauf-conduit le 28 avril 1488 pour récupérer ses papiers et ses effets de valeur.
En 1490, Anne de Bretagne offre à Françoise, qui est d'ailleurs sa gouvernante, une indemnité de cent mille écus pour le siège. Il est impossible de savoir si l'argent a été véritablement utilisé pour reconstruire le château et la ville, mais le siège de 1488 est néanmoins une étape clé dans l'histoire du monument. En effet, les destructions occasionnées par le siège puis par le démantèlement, la perte de l'importance stratégique avec le rattachement de la Bretagne à la France, et la propagation de l'architecture de la Renaissance, concourent à la reconstruction du château dans une nouvelle optique, davantage résidentielle et esthétique. Dans un premier temps, de nouvelles ouvertures plus larges sont percées dans le donjon et les logis, afin d'offrir plus de confort. Un bastion est aussi construit dans l'angle sud-ouest pour adapter le château à l'artillerie moderne.

### Le château de Jean de Laval

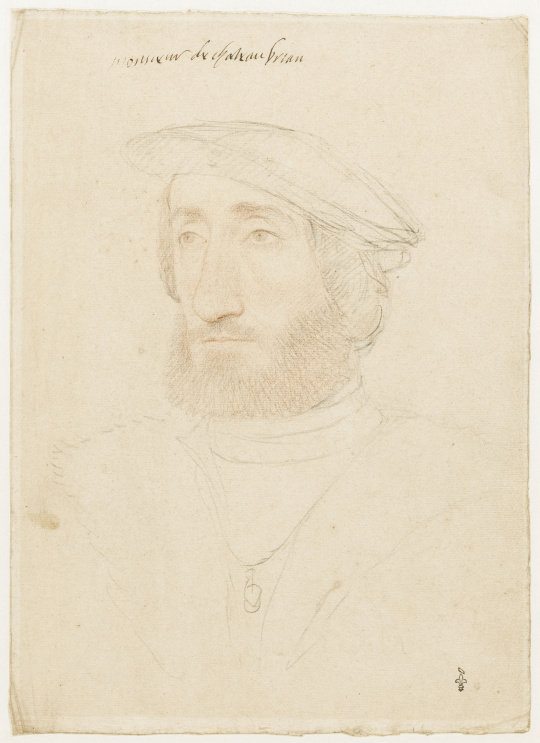
Jean de Laval-Châteaubriant, baron de 1502 à 1543.

Guy XIV de Laval meurt en 1486 et Françoise de Dinan en 1499. Guy XIV ayant eu des enfants d'un premier lit, ses biens sont divisés : alors que Laval, Vitré ou Montfort vont à Guy XV de Laval, Châteaubriant passe au premier fils que Guy XIV a eu avec Françoise de Dinan. Ce dernier, François de Laval, hérite aussi de Dinan et des nombreux autres titres transmis par sa mère. Son mariage à Françoise de Rieux augmente encore son nombre de titres, puisqu'elle est l'unique héritière de plusieurs domaines, comme Malestroit, Derval, Rougé et Châteaugiron. François décède en 1502, à la cour, et son fils, Jean de Laval-Châteaubriant, est reçu page par la reine Anne de Bretagne à quatorze ans. Cette dernière lui présente une cousine lointaine à elle, Françoise de Foix. Les fiançailles sont organisées par la reine à Morlaix en 1505, et le mariage a lieu en 1509. Le couple n'a pas d'héritier mâle, mais il s'illustre à la cour de François Ier. Françoise, nommée dame d'honneur de la reine Claude, est la maîtresse du roi de 1517 à 1525. La mère de François Ier, Louise de Savoie, exaspérée par son influence, profite finalement de la captivité du roi à Madrid pour l'éloigner. Néanmoins, le couple conserve un rang privilégié à la cour, et Jean de Laval reçoit des responsabilités de plus en plus importantes. Régulièrement présent au Conseil du roi, il est nommé gouverneur de Bretagne en 1531.
En 1524, Jean de Laval commence la construction d'un nouveau logis pour remplacer les vieux logis médiévaux de la haute-cour. Construit dans la basse-cour, il complète un premier édifice bâti dans cette même cour vers 1500, le bâtiment des Gardes. Les travaux semblent ensuite s'être accélérés à partir de 1532, date à laquelle François Ier séjourne à Châteaubriant. En effet, pendant ce séjour, Jean de Laval réunit de nombreux architectes pour définir les plans et le style du futur logis. Le baron opte pour un style Renaissance typique du règne de François Ier, et les travaux se poursuivent jusqu'en 1536. Le séjour royal de 1532 est particulièrement long, puisque le roi reste six semaines au château, du 14 mai au 20 juin. Ensuite, il loge dans deux autres domaines de Jean de Laval, la Ville-au-Chef à Nozay et la Hardouinaye à Saint-Launeuc, jusqu'en juillet. Il se rend ensuite à la réunion des États de Bretagne à Vannes pour signer l'édit unissant le duché à la France, ultime but de ce voyage breton. Françoise de Foix, qui meurt subitement en 1537, ne profite guère du nouveau logis édifié par son mari.

### Le château d'Anne de Montmorency

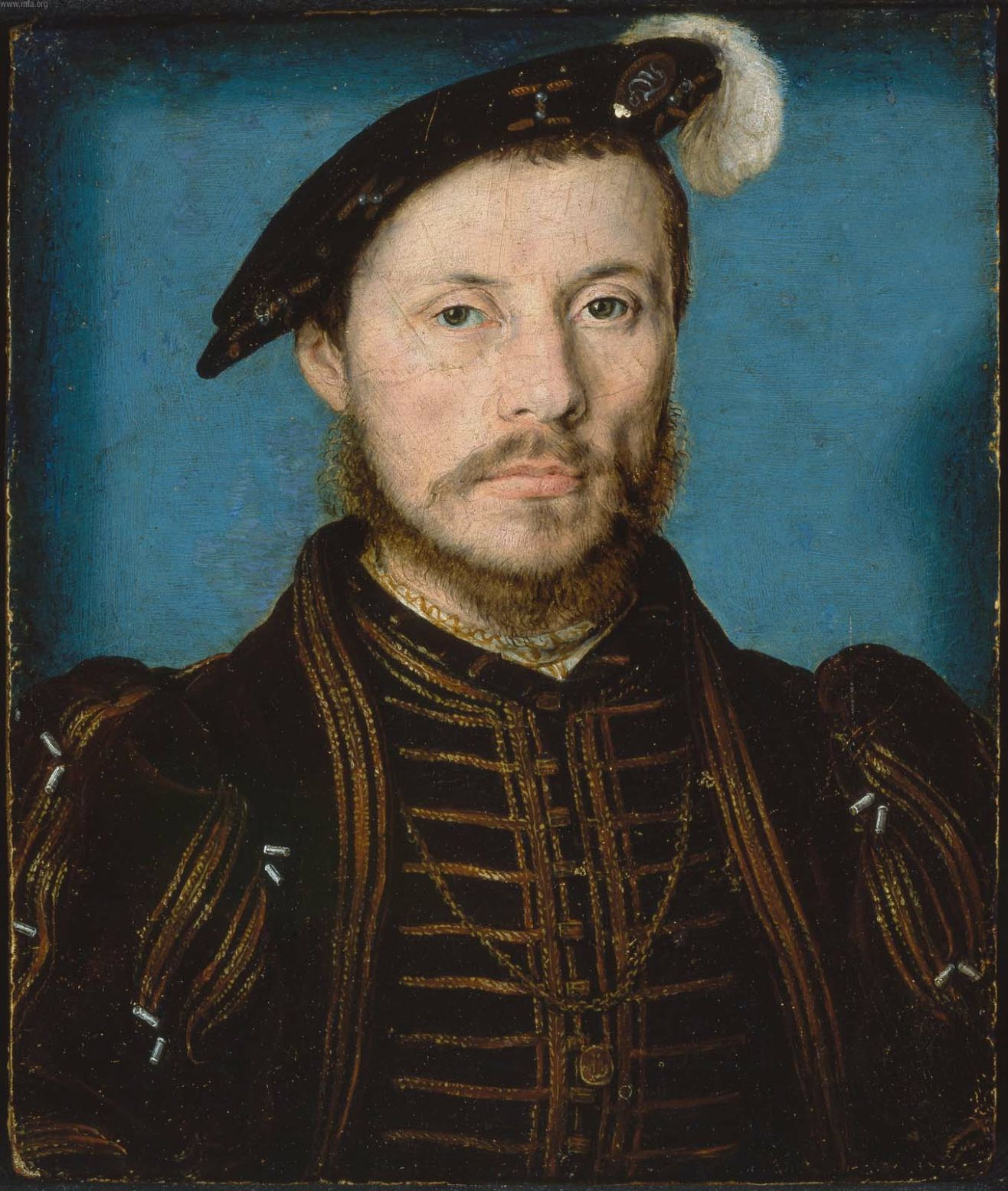
Portrait à l'huile du connétable de Montmorency.

N'ayant pas d'héritier, Jean de Laval décide en 1539 de donner un tiers de sa fortune à son ami le connétable Anne de Montmorency. Ce tiers comprend le château, la baronnie de Châteaubriant, et la plupart des autres titres qui lui sont associés, situés dans la région : Rougé, Teillay, Martigné-Ferchaud, Vioreau, Issé, Derval, Jans, Nozay, Candé (en Anjou). Il en garde cependant l'usufruit jusqu'à sa mort en 1543. Après être entré en pleine possession de Châteaubriant, le connétable de Montmorency achète Champtoceaux et Oudon qui viennent compléter son nouveau domaine haut-breton. La donation des biens faite par Jean de Laval rencontre néanmoins une vive opposition de la part de cousins lointains qui prétendent des droits sur l'héritage, comme Guy XVII de Laval, Jean de Brosse, et surtout Philippes de Montespedon et la famille de Foix. Les Montmorency n'ont gain de cause en justice qu'en 1606, la baronnie étant alors aux mains du fils d'Anne, Henri Ier de Montmorency.
Certains éléments du château Renaissance, et notamment les galeries, semblent avoir été construits dans les années 1540, voire au début des années 1550. Ces éléments n'auraient donc pas été édifiés par Jean de Laval, mais par Anne de Montmorency. Anne possède déjà de nombreuses résidences, notamment Chantilly et Écouen, qu'il fait construire lui-même, ainsi que les propriétés familiales de Montmorency et Compiègne. Il semble cependant avoir accordé un soin particulier au château et à la baronnie de Châteaubriant. Cela est peut-être dû à sa défaveur auprès de François Ier à la fin du règne de ce dernier. Boudant Paris et la cour, il aurait pu choisir de se retirer à Châteaubriant. Bien que relativement isolée, Châteaubriant demeure par ailleurs l'une des villes bretonnes les plus accessibles depuis le Val de Loire, où la cour passe une bonne part de l'année, ainsi que depuis Paris. En outre, les grandes familles françaises de l'époque choisissent habituellement de mener une vie itinérante entre leurs domaines, comme le font les rois. En 1551, le connétable fait ajouter un jeu de paume au château, et il rénove la maison des Cohardières, pavillon de chasse situé dans le parc,. Ces aménagements semblent avoir été effectués en prévision de la visite du roi Henri II, qui séjourne au château la même année. Châteaubriant accueille le roi Charles IX en 1565, alors que celui-ci effectue un voyage de vingt-sept mois à travers la France. Si une partie de la cour rejoint directement Angers depuis Nantes, le roi reste tout de même dix-sept jours au château, et il y revient en 1570.

### Guerres de Religion

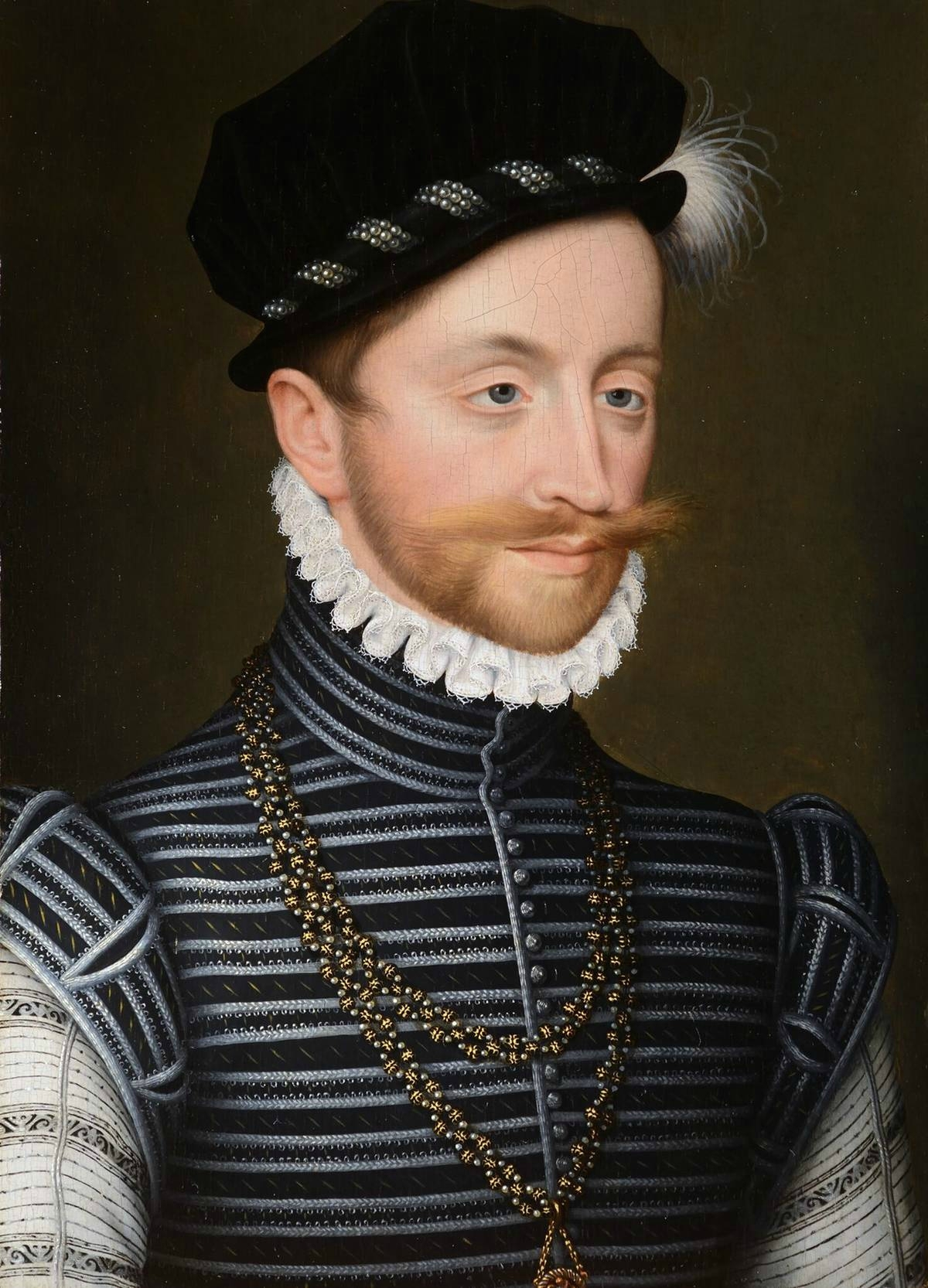
Henri Ier de Montmorency, baron de 1567 à 1614.

Anne de Montmorency meurt en 1567 et il est remplacé par son fils, Henri Ier de Montmorency. Dans la deuxième moitié du XVIe siècle, les Montmorency ne viennent presque plus à Châteaubriant. Le roi et sa cour réduisent leurs séjours dans le Val de Loire, et la famille privilégie donc ses résidences d'Île-de-France. Henri Ier n'est probablement jamais venu à Châteaubriant, sauf peut-être lorsqu'il se rend en Bretagne à l'occasion de la réunion des États de Bretagne à Rennes en 1611. Son fils et successeur, Henri II de Montmorency, ne vient que deux fois, en 1614 à la mort de son père, puis en 1626, lorsqu'il accompagne Louis XIII dans son voyage en Bretagne. Le château reste cependant occupé par un personnel, et notamment par un capitaine, chargé de maintenir l'ordre dans toute la baronnie. En temps de paix, le château n'est pas doté d'une garnison permanente. Lors des guerres de Religion, les Montmorency s'éloignent du roi et leurs affaires en pâtissent. Henri Ier, soutien d'Henri de Navarre, finit cependant par retrouver sa faveur avec l'accession au trône de ce dernier, sous le nom d'Henri IV.
Les troubles de la guerre atteignent la Bretagne à partir de 1589. La province est tenue par son gouverneur, le duc de Mercœur, membre de la Ligue catholique. Celui-ci ne parvient pas à prendre Rennes et Vitré, qui restent aux mains des troupes royales, et la région devient un terrain d'affrontement entre les deux camps. Châteaubriant n'a qu'une importance stratégique mineure, et elle est dès le départ toute acquise à la Ligue. Son capitaine donne rapidement le château à Mercœur. Les troupes royalistes parviennent pourtant à prendre la ville le 13 décembre 1589, mais elle est facilement reprise par les Ligueurs en mars 1590. Les troupes royales échouent à récupérer Châteaubriant en 1594, mais elles y parviennent en avril 1597. Les Ligueurs retrouvent néanmoins le contrôle de la ville et du château trois mois plus tard, avec l'aide des habitants. Les royaux reviennent finalement assiéger le château en mars 1598, alors que Mercœur est en train de perdre face à Henri IV. Le siège est violent et mené par des forces considérables. L'attaque d'artillerie, lancée depuis le coteau qui domine l'étang de la Torche, occasionne des dégâts importants, notamment sur le donjon et les logis Renaissance. À la suite de leur victoire, les Royaux démantèlent le châtelet et une partie des tours.

### Le château des Condé

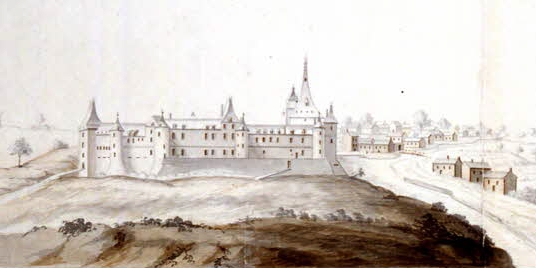
Le château vu par Christophe-Paul de Robien vers 1756. Le donjon est représenté avec sa toiture.

Après la mort d'Henri IV en 1610, la famille de Montmorency s'éloigne de la cour. Son contrôle sur la baronnie de Châteaubriant s'affaiblit, entraînant du laisser-aller dans les affaires locales. Les Montmorency tombent définitivement en disgrâce en 1632, lorsqu'Henri II de Montmorency est condamné à mort et décapité pour crime de lèse-majesté et pour avoir comploté contre le cardinal de Richelieu. Ses biens sont confisqués par Louis XIII, et la baronnie de Châteaubriant est offerte au prince Henri II de Bourbon-Condé. Ce dernier redresse le domaine, mais il continue à le gérer de loin, comme le faisaient les Montmorency. Cependant, le prince Henri II vient à Châteaubriant à deux reprises au moins, en 1633 pour la prise de possession, et en 1635, et il engage des travaux sur le château, faisant changer les portes et fenêtres des logis, réparer la Salle verte, les murailles et le donjon, blanchir les murs et poser des carrelages. Il s'occupe également du parc, qu'il fait sortir de l'abandon en faisant refaire ses clôtures et réintroduire du gibier,.
Henri II de Bourbon-Condé meurt en 1646, et son fils Louis, dit le Grand Condé, lui succède. Ce dernier est un des instigateurs de la Fronde, ce qui explique que ses terres soient confisquées par Louis XIV en 1654. Châteaubriant est brièvement attribuée au prince de Conti avant de revenir au Grand Condé en 1660. La maison de Condé conserve ensuite le château jusqu'à la Révolution. Le personnel local de la famille, comprenant officiers, intendants et juges, se heurte fréquemment aux notables locaux, et les dernières décennies du XVIIIe siècle sont particulièrement marquées par les querelles entre les deux partis. À cette époque, les grandes salles des logis Renaissance, y compris la Salle verte, servent au logement à l'intendant et aux officiers principaux. L'état des bâtiments se dégrade, et le donjon est dans un tel état de délabrement que l'horloge qui se trouve à son sommet doit être descendue en 1727. Récupérée par les autorités municipales, elle est placée dans la lanterne de la chapelle Saint-Nicolas en 1730. La toiture du donjon se détériore pour disparaître totalement au début du XIXe siècle.

### Depuis 1789

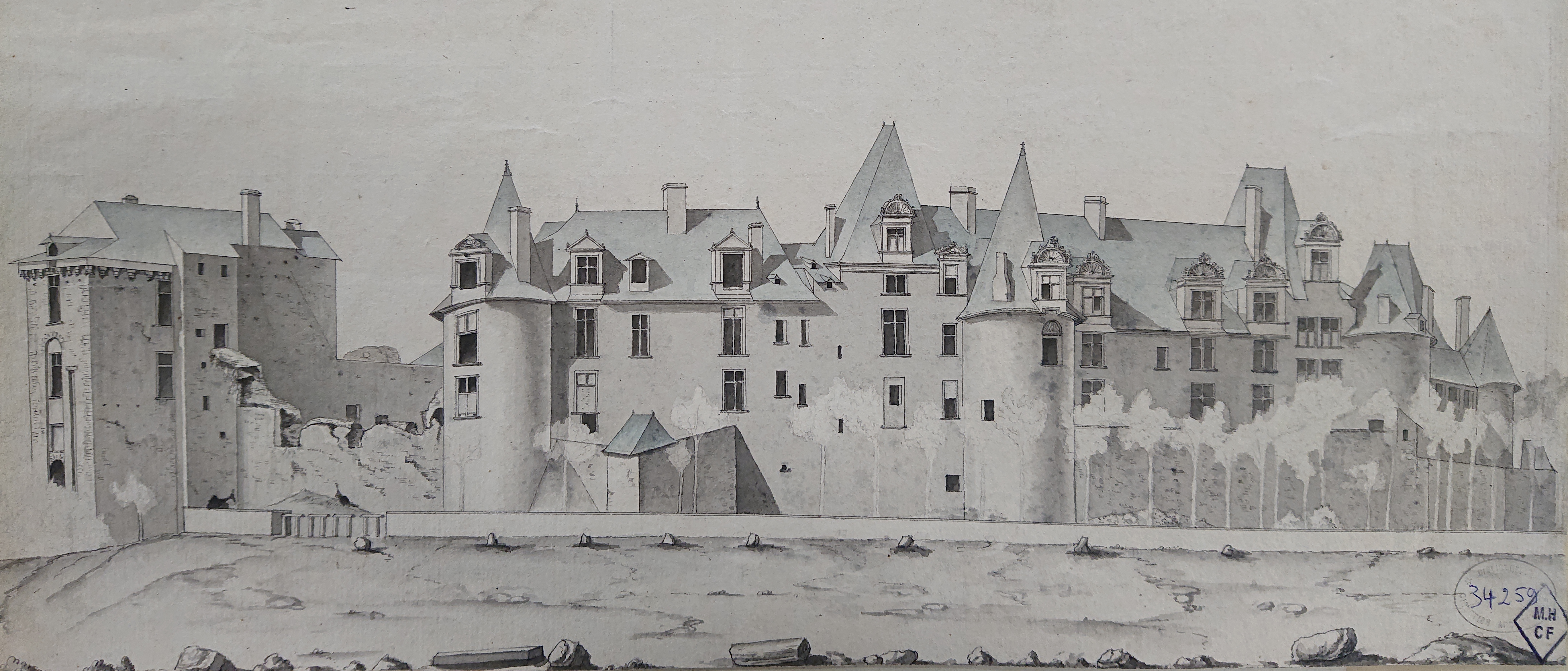
Aquarelle de la face sud du château réalisée par Eugène Viollet-le-Duc au XIXe siècle. Le mur qui reliait le Pavillon des Champs aux logis est encore visible.

Le dernier baron de Châteaubriant, Louis V Joseph de Bourbon-Condé, émigre en 1789 au début de la Révolution française. Le château est confisqué et il est transformé en caserne en 1793. La Garde nationale s'en sert de base, alors que la région est secouée par la Chouannerie et la Guerre de Vendée. Les logis Renaissance servent au logement des soldats, la Grande galerie est en partie transformée en boulangerie, et la chapelle en magasin militaire. Un hospice pour galeux est installé dans le Pavillon des Champs,. En l'an V, le département de Loire-Inférieure songe à vendre par lot les parties inutiles à l'armée.
Sous l'Empire, le château est d'abord offert à l'Ordre national de la Légion d'honneur avant d'être vendu en 1807 à la Caisse de garantie et d'amortissement et à d'autres petits acquéreurs qui se partagent des lots. L'un des acquéreurs est le maire de la ville, Martin Connesson, qui y fait élever un hôtel particulier. La plupart des lots sont restitués au prince de Condé lorsque celui-ci revient d'exil en 1822. Le prince n'est pas intéressé par le château et il décide de le mettre en vente. Martin Connesson souhaite que le château soit acquis par la municipalité, qui a grand besoin de locaux pour sa prison, son tribunal, sa gendarmerie et sa mairie. Néanmoins, le prince refuse de traiter avec l'administration. Le maire contourne la situation en faisant l'achat du château à titre personnel. Il achète le Pavillon des Champs pour 7 550 francs avant de le rétrocéder au département qui le transforme en prison, et il acquiert le reste du château contre 13 900 francs, pour le rétrocéder à la ville,. Le département installe les services judiciaires au château en 1825. En 1839, la municipalité envisage la destruction du donjon, afin de récupérer les pierres pour construire un pont et une école. Ce projet rencontre cependant une vive opposition et le château est inscrit sur la liste des premiers Monuments historiques de 1840.

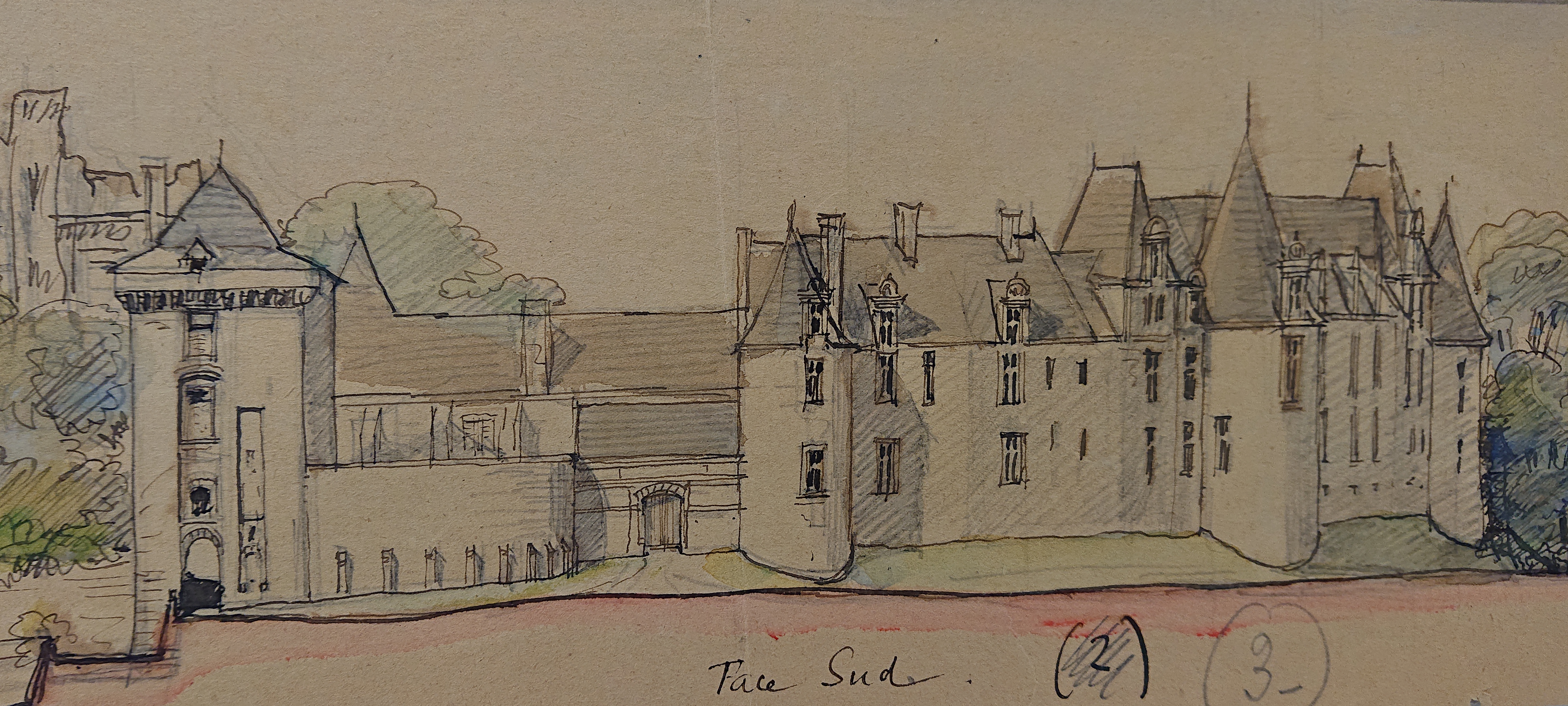
La face sud du château représentée par Henri Deverin au début du XXe siècle. L'espace entre le pavillon et les logis est occupé par l'entrée de gendarmerie et la cour de la prison.

Le château retourne brièvement aux mains d'un propriétaire privé lorsque le duc d'Aumale, héritier des Condé, décide de l'acheter en 1844 pour le restaurer. Il obtient non seulement la partie possédée par la ville, mais aussi le Pavillon des Champs et d'autres parcelles mineures qui étaient restées aux mains de propriétaires privés depuis la Révolution. Néanmoins, le duc ne profite pas longtemps du château, car la Révolution de 1848 puis l'avènement du Second Empire le poussent à l'exil. Il revend le monument au département de Loire-Inférieure en 1853, qui l'a conservé depuis lors. Le château est à nouveau occupé par des administrations, telles que la gendarmerie, les ponts et chaussées, le tribunal, la prison, ou encore la perception, qui réaménagent les bâtiments à leur convenance. Le département met jusqu'en 1861 le Grand logis et la chapelle à disposition d'un orphelinat catholique, la Congrégation de l'Immaculée Conception, qui s'installe ensuite à Nantes. Le conseil général demande le déclassement des Monuments historiques en 1887, à cause des contraintes de conservation trop importantes. Des travaux de restauration sont toutefois menés à partir de 1909, notamment sur le donjon, qui conserve son aspect ruiné. Enfin, le site redevient Monument historique en 1921. Un petit musée local est ouvert en 1881 dans la Chambre dorée,.
Pendant la Seconde Guerre mondiale, le château est réquisitionné par les Allemands qui y installent leur administration locale. Les collections du musée sont dispersées et celui-ci ne rouvre pas à la Libération. En 1941, les corps des vingt-sept otages fusillés à Châteaubriant sont déposés devant le Bâtiment des Gardes avant leur inhumation dans des communes des alentours. La même année, l'école Aristide-Briand est réquisitionnée, et ses classes sont logées provisoirement à l'étage de la Grande galerie. Cet étage accueille ensuite jusqu'en 1972 l'inspection des écoles primaires. En 1944, le château est atteint par un bombardement visant la gare de Châteaubriant. L'aile sud des logis Renaissance s'effondre, et la toiture de la tour à son extrémité est détruite. L'aile est restaurée au titre des dommages de guerre et le donjon, fragilisé par les vibrations, est consolidé. La sous-préfecture est agrandie à la même occasion. À partir de 1958, de nombreuses restaurations sont entreprises sur le château, avec la réfection des charpentes et des lucarnes des logis Renaissance, la remise en état des logis de la haute-cour — attribués à la gendarmerie — puis, dans les années 1970, le réaménagement de la haute-cour qui s'accompagne de fouilles archéologiques,. La gendarmerie quitte le château en 1971, et les services locaux de ponts et chaussées, de perception, d'hypothèques et d'enregistrement, qui se trouvaient tous dans le bâtiment des Gardes, déménagent aussi au début des années 1970. Dans les années 2000 et 2010, de nouvelles restaurations sont effectuées sur la haute-cour, permettant notamment d'ouvrir au public la chapelle, le chemin de ronde, le donjon et les logis. Dans le même temps, les administrations et services restants quittent le château pour de nouveaux locaux plus modernes ailleurs dans la ville. Ainsi, la bibliothèque déménage en 2006, et la sous-préfecture en 2012, même si le sous-préfet y conserve son logement de fonction ainsi qu'un bureau. Le tribunal d'instance, qui occupe le logis Jean de Laval et dont la suppression est décidée par la réforme de la carte judiciaire, ferme en 2009.
Dates clés de l'histoire du château.

## Architecture

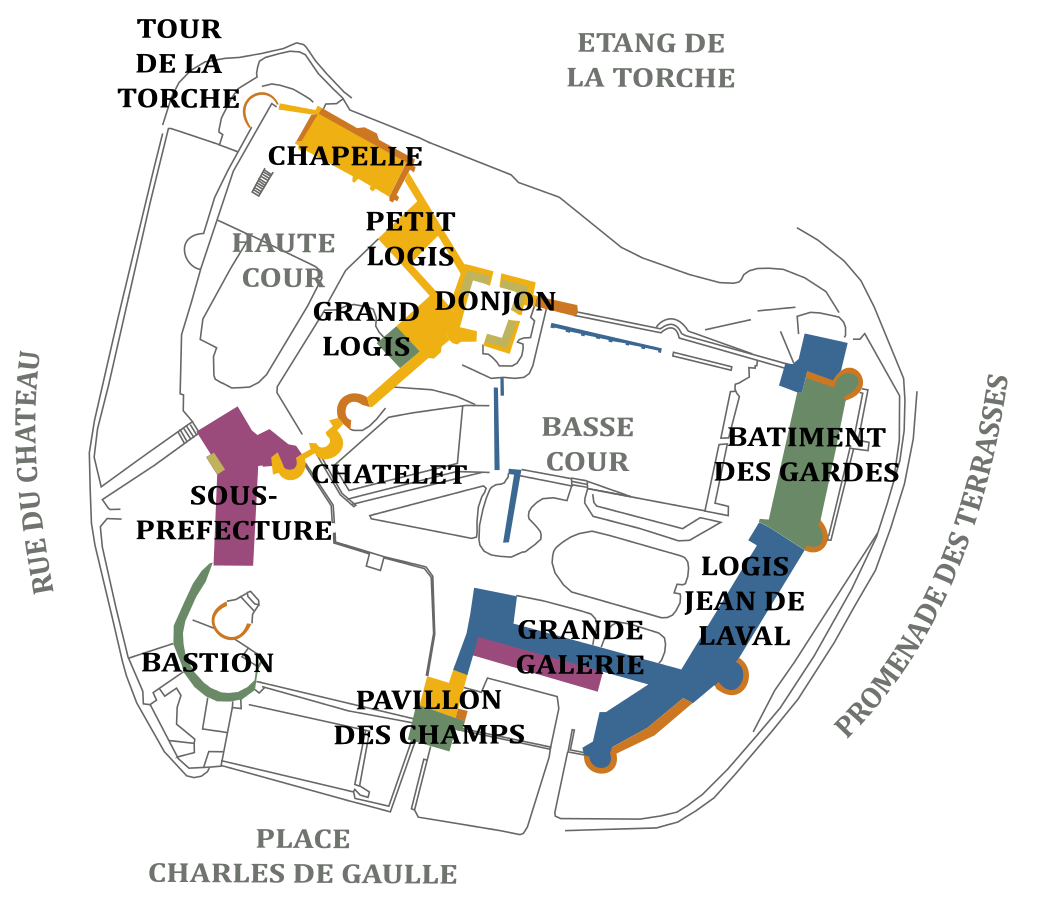
Plan du château et ses principaux éléments.
}}
légende

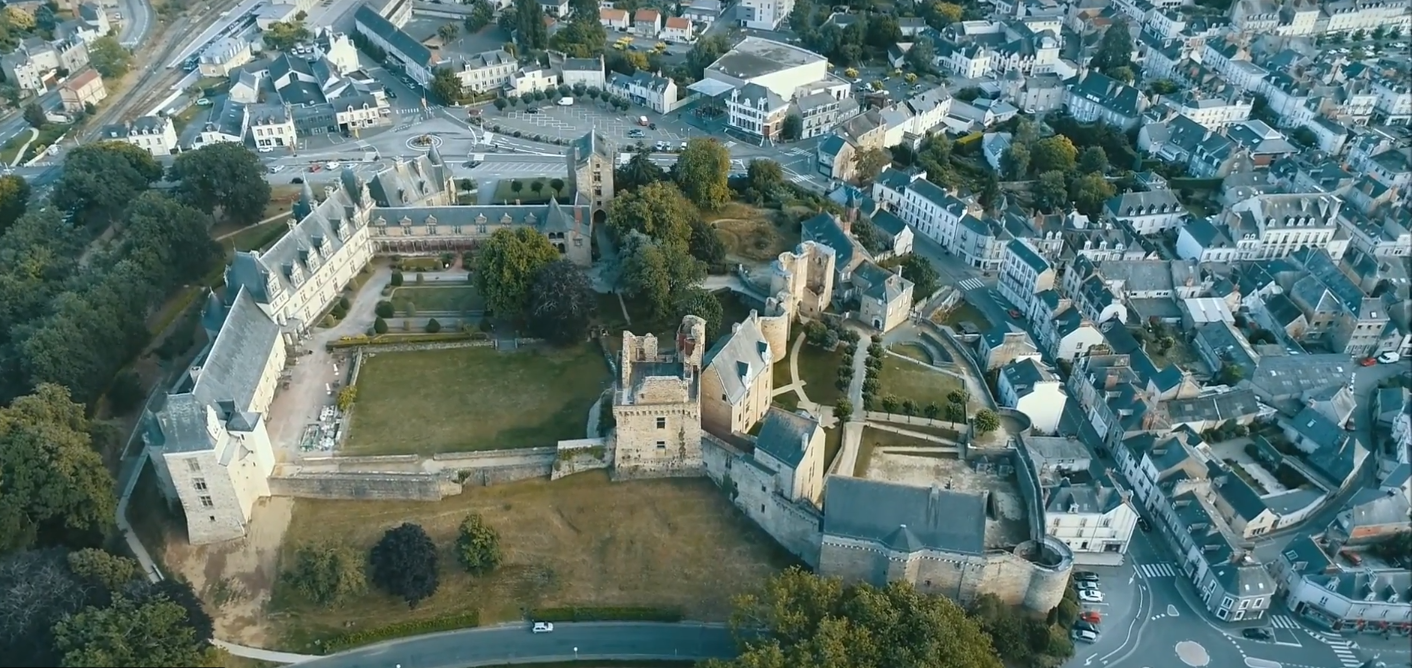
Vue de drone de l'ensemble historique du château

- XIe siècle-XIIe siècle
- XIIIe siècle
- XIVe siècle
- ~1500
- XVIe siècle
- XIXe siècle-XXe siècle

### Éléments médiévaux

#### Dispositions générales

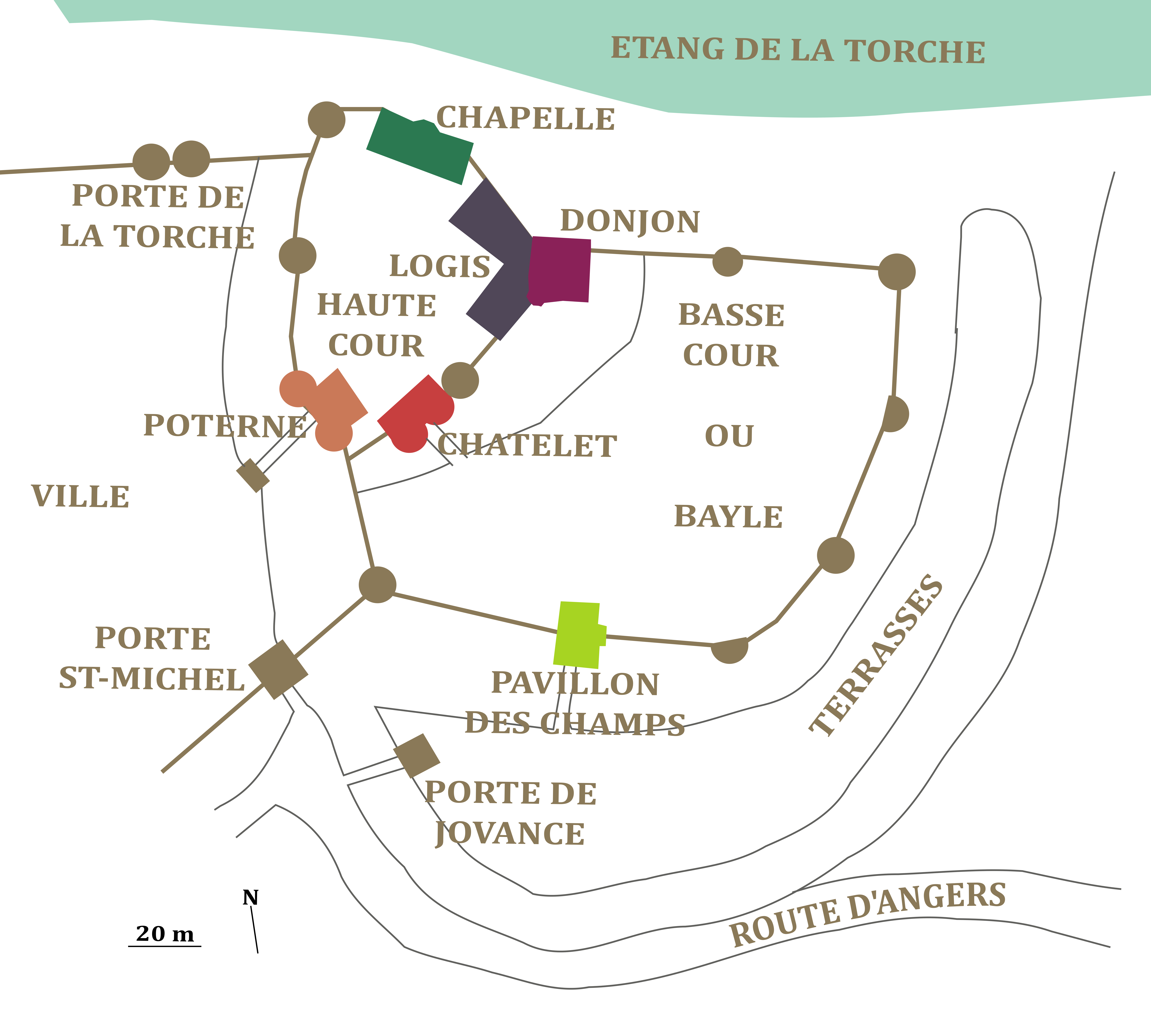
Plan du château au XV, avant le siège de 1488.

Le château médiéval est remarquablement bien préservé, malgré les démantèlements successifs et la construction du Château-Neuf à la Renaissance. Il forme un quadrilatère irrégulier, de 160 m de long pour 120 m de large, dont l'enceinte était à l'origine ponctuée de onze tours et d'un bastion. Le château est situé sur un site présentant autant d'inconvénients que d'avantages : les fronts nord et ouest sont faciles à défendre, puisque l'étang de la Torche et le ruisseau du Rollard fournissent des barrières naturelles, mais les fronts sud et est sont totalement dépourvus de défenses naturelles. Cela explique l'existence de la vaste basse-cour, qui permet de mieux protéger de ces côtés le donjon et la haute-cour. De profondes douves, encore visibles, encerclaient cette basse-cour qui était aussi protégée par des terrasses au sud et à l'est : ces terrasses formaient une lice et constituaient ainsi une première enceinte protectrice. L'accès à cette lice était commandé par une porte fortifiée, placée en avant du Pavillon des Champs, la « porte de Jovance ». Le donjon, situé à l'endroit le plus escarpé, correspond au noyau primitif du château. La haute-cour, qui regroupait au Moyen Âge les bâtiments réservés au seigneur, comprend la chapelle et des logis. D'autres édifices s'y trouvaient aussi, mais ils ont disparu et leur fonction n'est pas connue. La pièce voûtée en sous-sol située devant la chapelle et le vestige de cheminée près de la tour de la Torche en sont des témoins. La haute-cour était directement reliée à la ville close par une poterne, qui se trouvait probablement à l'emplacement de la rampe contemporaine qui relie la cour à la rue du Château. Cette poterne n'est pas connue avec précision, mais l'archéologie a révélé qu'elle était protégée par au moins une tour, qui faisait peut-être partie d'un châtelet. La basse-cour devait contenir divers communs et dépendances et peut-être aussi des logements. La partie nord, entre le donjon et le Bâtiment des Gardes, a été fouillée en 2000 et ces fouilles ont révélé les traces de nombreux édifices successifs, démolis à la fin du XVe siècle. Une poterne existait également dans l'enceinte nord, mais elle a été bouchée à cette même période. Les parties les plus anciennes du château sont principalement construites en grès roussard.

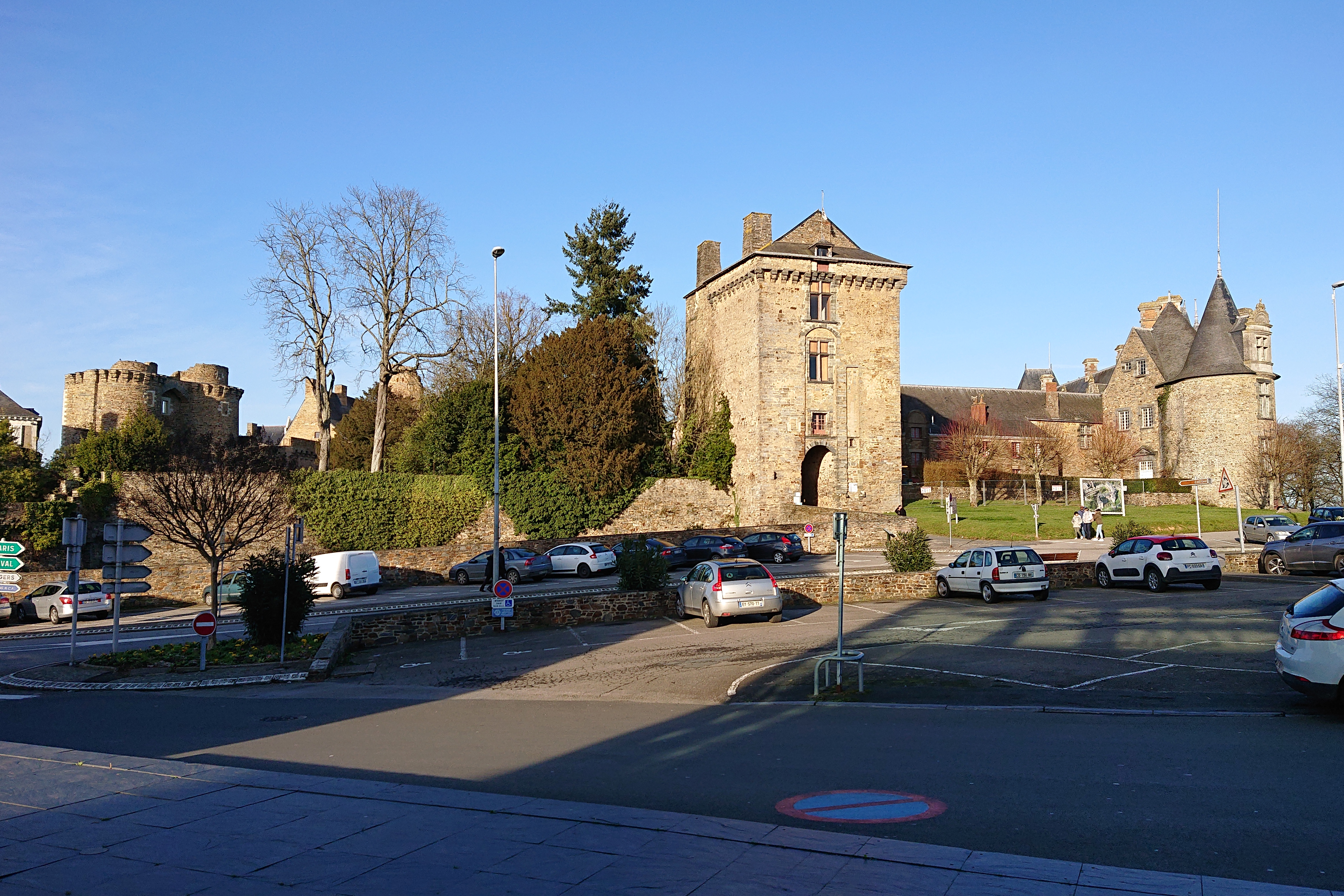
Vue du front sud depuis la place Charles-de-Gaulle, avec le Pavillon des Champs en évidence.

Le château fort est constitué d'éléments remontant à des époques très variées, du XIe  au  XVe siècle, mais il a été largement façonné par la reconstruction qui a suivi le siège de 1488. La plupart des bâtiments médiévaux, comme les logis et le donjon, ont alors été largement transformés. Reconstruits ou restaurés, ces bâtiments présentent des éléments caractéristiques de l'architecture de la fin du Moyen Âge, notamment des fenêtres à meneaux et des cheminées monumentales. Ces éléments ne sont plus faits de grès, mais de schiste bleu et vert. Pour accompagner les progrès de l'artillerie, les défenses du château ont également été renouvelées, avec notamment l'ajout d'un bastion et de deux demi-lunes qui ont été bâties sur les terrasses. Le tracé d'une de ces demi-lunes se voit encore dans la configuration de la place Charles-de-Gaulle, située devant le Pavillon des Champs, et qui forme un arc de cercle. L'autre demi-lune n'est plus décelable dans le paysage depuis la construction de la voie ferrée, mais elle est encore lisible sur le plan cadastral de 1832. Elle se trouvait à l'angle nord-est, près de l'étang de la Torche. La poterne qui reliait la haute-cour à la ville a également été réaménagée, avec la construction d'une grosse tour polygonale, reliée par une fausse-braie au bastion. Cette tour a disparu, mais des vestiges sont encore visibles dans les sous-sols de la sous-préfecture qui occupe son emplacement. À la même époque, un « dos d'âne », bourrelet de terre permettant de retrancher les douves sèches en deux nappes protectrices, a été aménagé en contrebas de la haute-cour, côté ville. Encore visible au XVIIe siècle, le dos d'âne a disparu, mais la rue du Château, qui s'est également appelée « rue du Dos-d'Âne » et qui a été ouverte en 1846 à cet emplacement, est toujours surélevée par rapport à la rue de Rigale voisine.

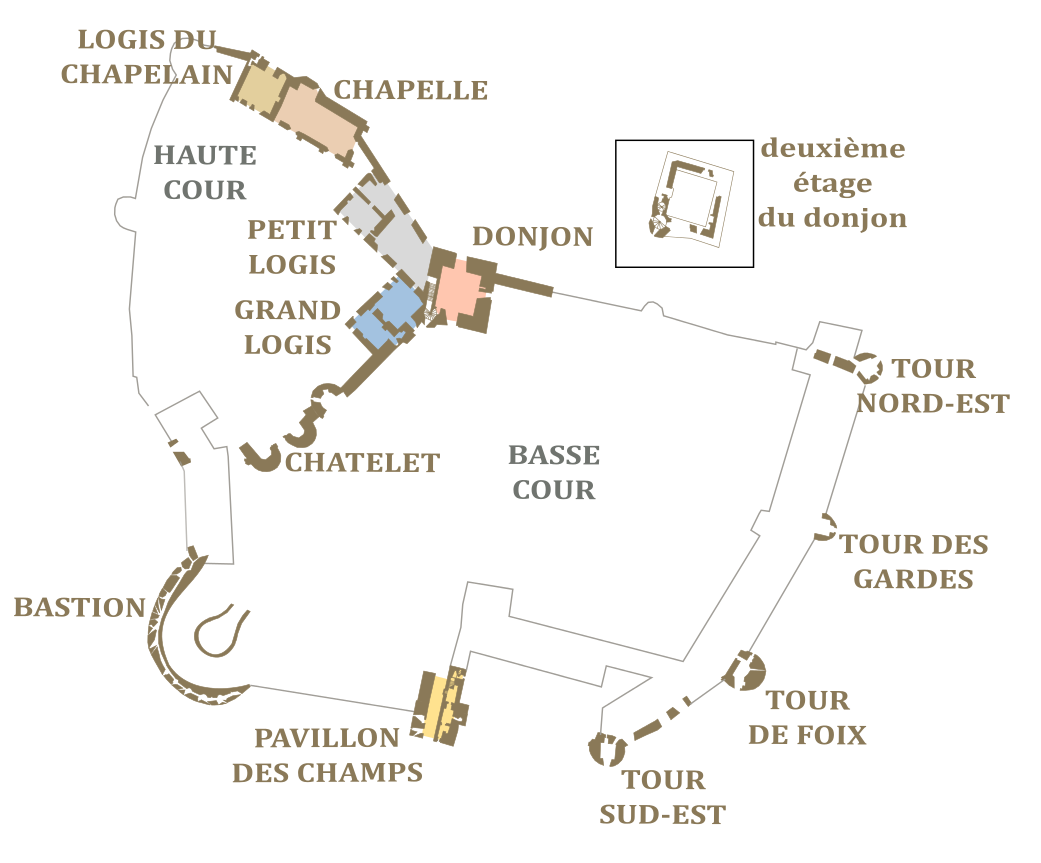
Plan au sol des éléments médiévaux du château.
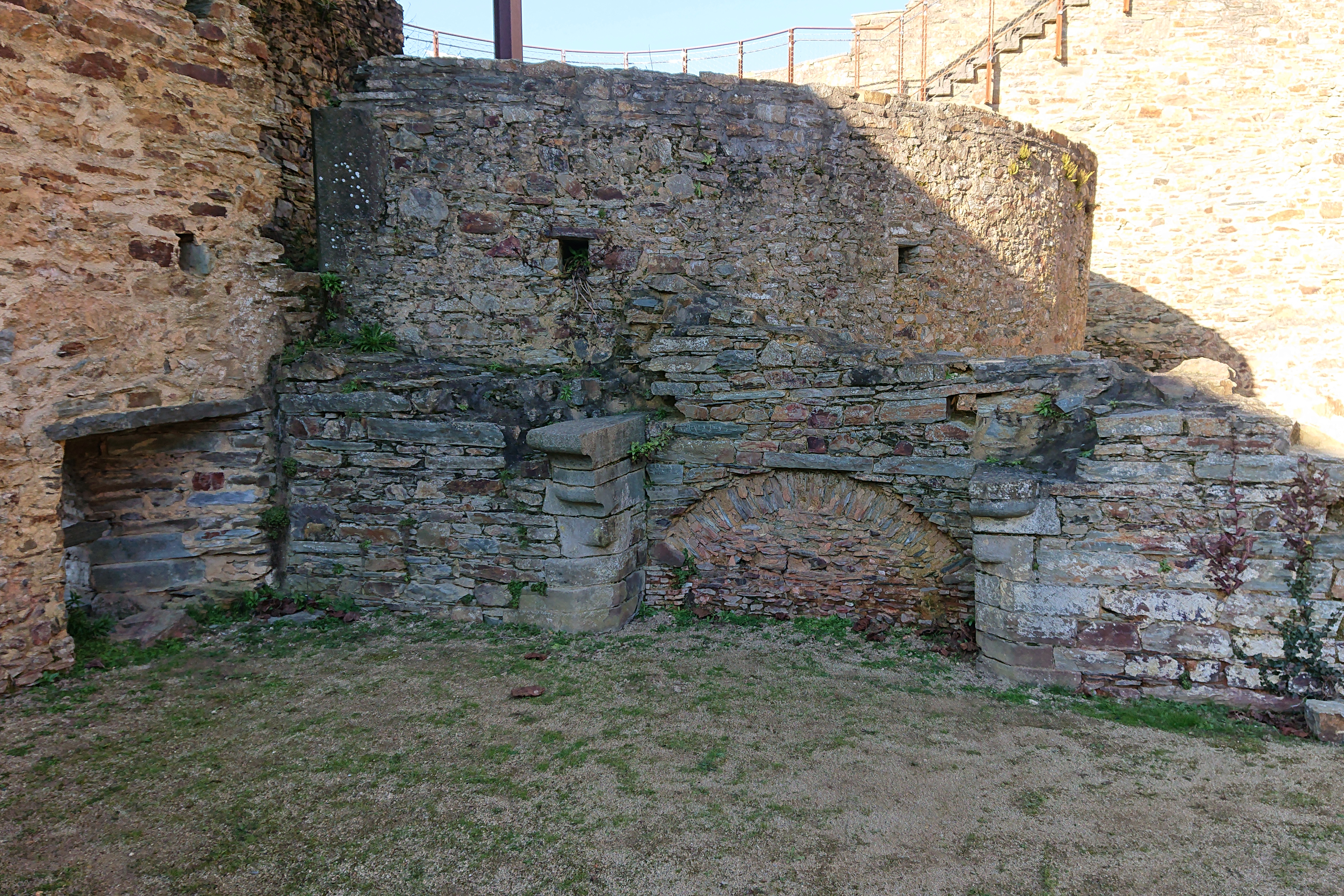
Vestiges d'une cheminée dans la haute-cour.
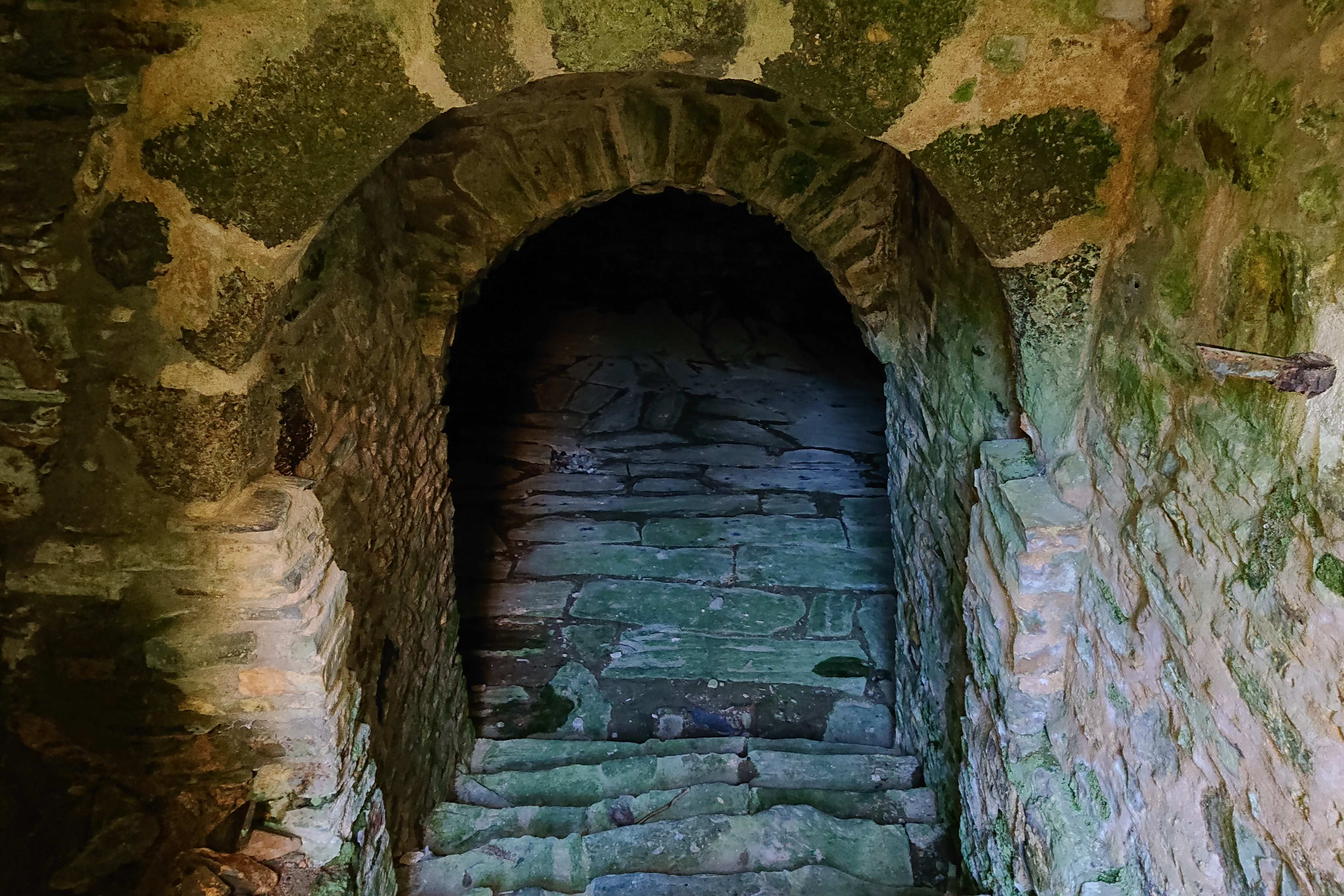
Entrée de la salle voûtée sous la haute-cour.

#### Donjon

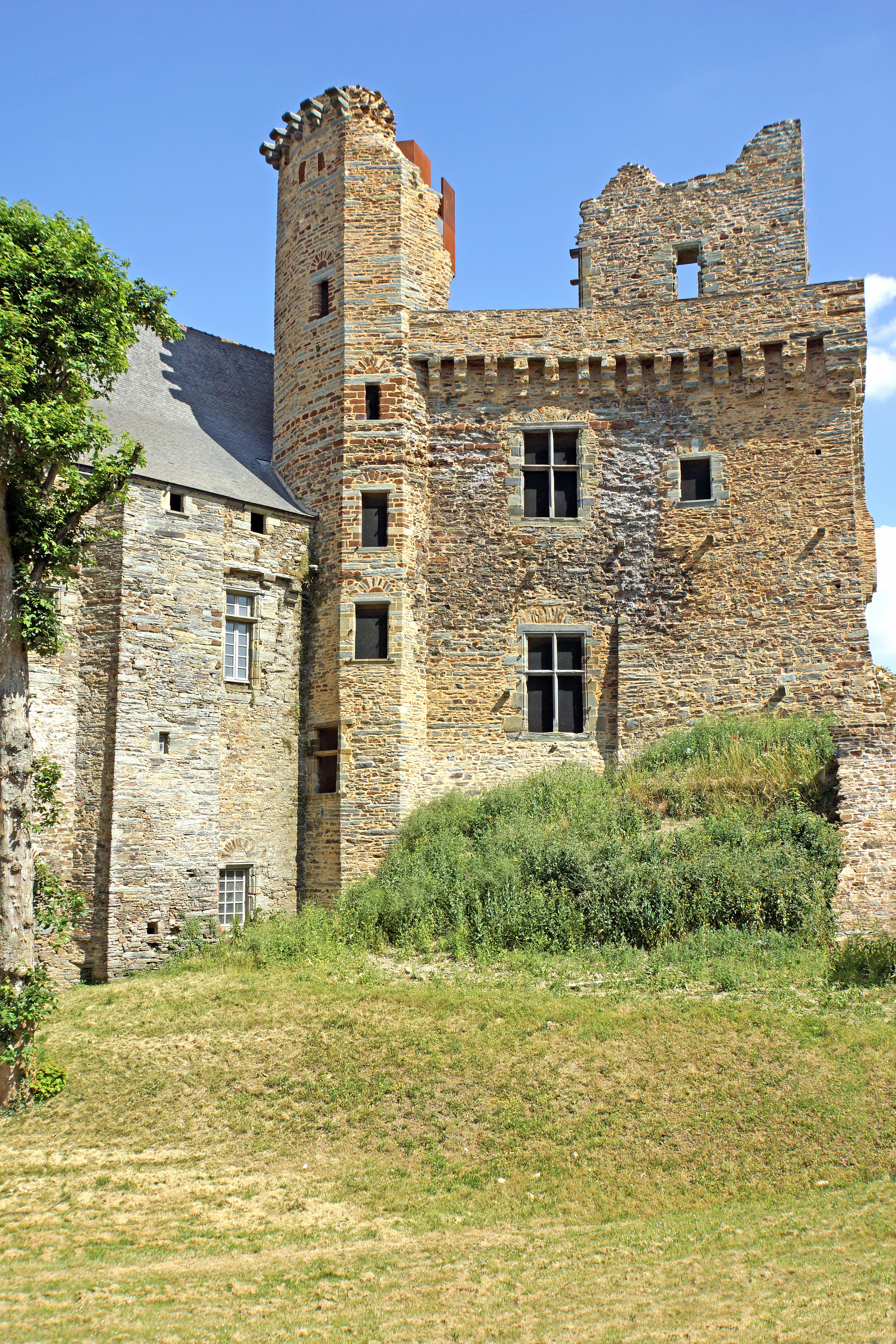
Le donjon et sa tourelle d'escalier.

Le donjon, en ruine depuis le XVIIIe siècle, n'a plus de toiture ni de planchers. De plan carré, il comprend trois niveaux subsistants ; le rez-de-chaussée et le premier étage faisaient chacun 100 m2. Certaines salles semblent avoir été divisées en pièces plus petites, au moyen de cloisons dont il reste des amorces. La salle au rez-de-chaussée semble avoir fait office de chambre haute au Moyen Âge, puis elle a été transformée en cuisine à l'époque moderne. Elle communiquait avec les logis Renaissance au moyen des galeries construites au XVIe siècle. Au Moyen Âge, le donjon devait aussi renfermer le trésor et les archives des seigneurs. Les murs jusqu'au premier étage font environ 3,50 m d'épaisseur, mais ils s'affinent ensuite pour atteindre 2,30 m au niveau du chemin de ronde.
Le donjon est le point d'articulation du château, situé à cheval sur la haute-cour, la basse-cour, et l'enceinte extérieure. Sa base remonte au XIe siècle, mais l'édifice a été repris, épaissi et surélevé à plusieurs reprises tout au long du Moyen Âge. Un ancien chemin de ronde, fait de créneaux et encore décelable sur le flanc nord, correspond à la hauteur du donjon primitif, qui ne comprenait qu'un niveau. Au XIVe siècle, ce premier donjon a été profondément remanié et rehaussé jusqu'au chemin de ronde actuel, qui repose sur trois consoles. Il était couvert par un appentis dont il reste la trace d'un solin et des corbeaux. Lors de ces travaux, un escalier à vis a été inséré dans le mur ouest, desservant le rez-de-chaussée, l'étage et le chemin de ronde. Il était accessible depuis l'extérieur par une rampe aménagée dans l'épaisseur du mur, et s'ouvrant sur une porte en arc.

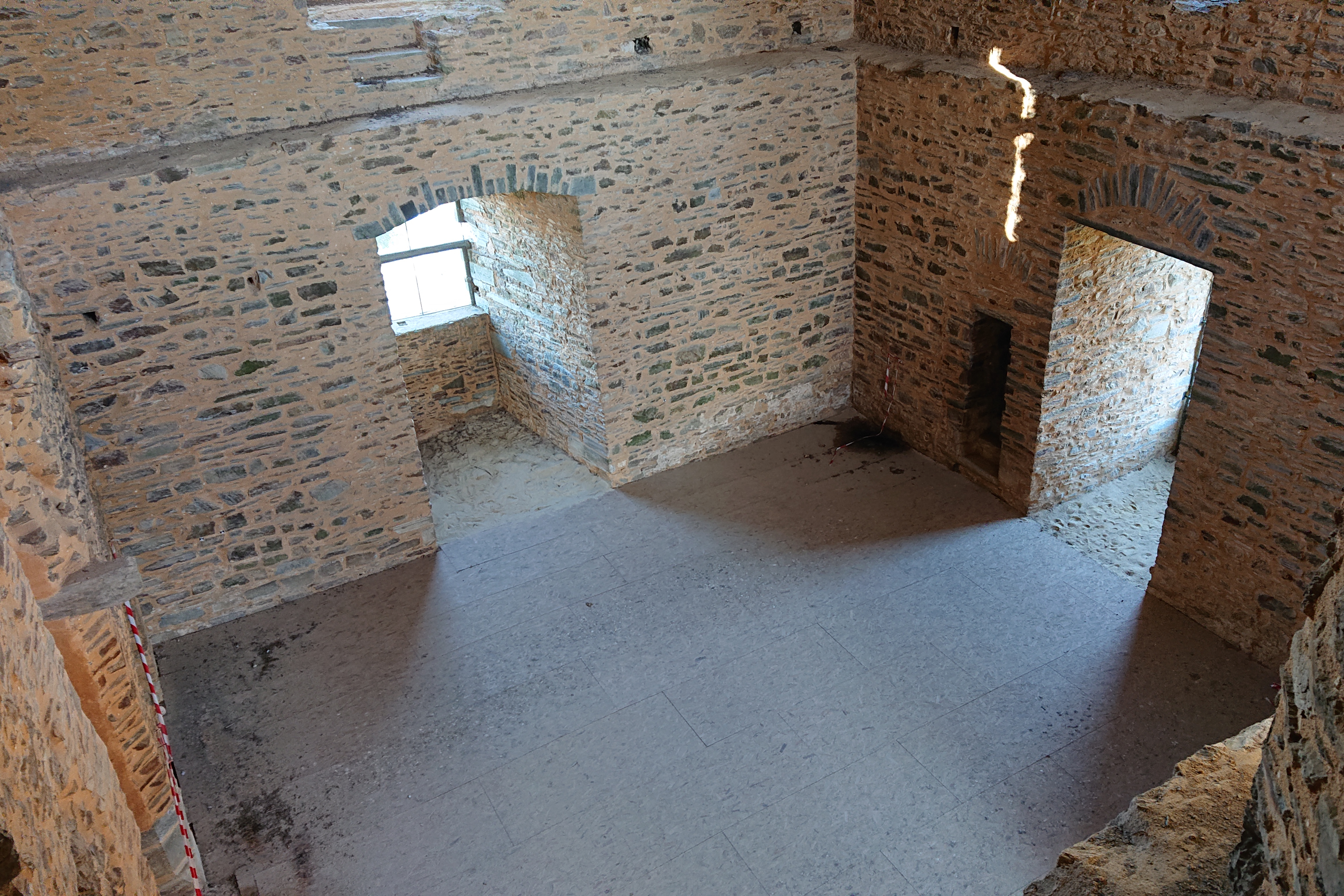
Vue du rez-de-chaussée.

À la fin du XIVe  et au début du  XVe siècle, le donjon a été à nouveau amélioré, avec la construction d'un étage supplémentaire, couronné par un deuxième chemin de ronde. Un grand escalier a été également ajouté, pour améliorer le confort du donjon mais aussi pour desservir le Grand Logis, construit à la même époque à côté. Le grand escalier est trop grand pour être logé dans le mur, et il est placé dans une nouvelle tourelle polygonale, située à l'angle sud-ouest. Construit juste à côté du petit escalier, il réemploie sa rampe d'accès depuis l'extérieur, qui est désormais coupé de ce petit escalier. Le grand escalier a un rayon de 1,70 m, et le petit escalier un rayon de 0,90 m. La saillie créée par la tour polygonale a été jugée trop importante, et le mur sud du donjon a été élargi pour la gommer en partie. Cette reprise est bien visible sur les mâchicoulis de cette façade, qui sont plus petits et plus légers que les autres. Les baies supérieures de la tourelle d'escalier, avec leur linteau soulagé par un arc de décharge, sont caractéristiques du règne du duc Jean IV (fin XIVe siècle).
Après le siège de 1488, le donjon a été réparé et son confort a été à nouveau amélioré, avec la construction de nouvelles cheminées et de grandes fenêtres. Ces dernières ont contribué à fragiliser le monument : elles auraient occasionné deux lézardes dans la façade orientale. Au XVIe siècle, un dernier étage a été ajouté au sommet du donjon, faisant culminer la tour à environ 40 m au-dessus du sol. Depuis son effondrement, le donjon ne fait plus que 28 m. La toiture, disparue au début du XIXe siècle, était un comble en pavillon, surmonté d'un clocheton muni d'une horloge. La restauration du donjon dans les années 2010 a eu pour but principal de mettre le bâtiment hors d'eau. Une terrasse a été construite au niveau du chemin de ronde, pour préserver des intempéries les niveaux inférieurs et pour permettre aux visiteurs d'accéder au sommet du donjon. Les nouveaux éléments sont construits avec les mêmes matériaux utilisés pour bâtir le donjon, mais ils ne sont pas patinés pour les différencier des structures d'origine. Les fouilles effectuées au cours de la restauration ont notamment permis de retrouver l'ancien sol carrelé du rez-de-chaussée.

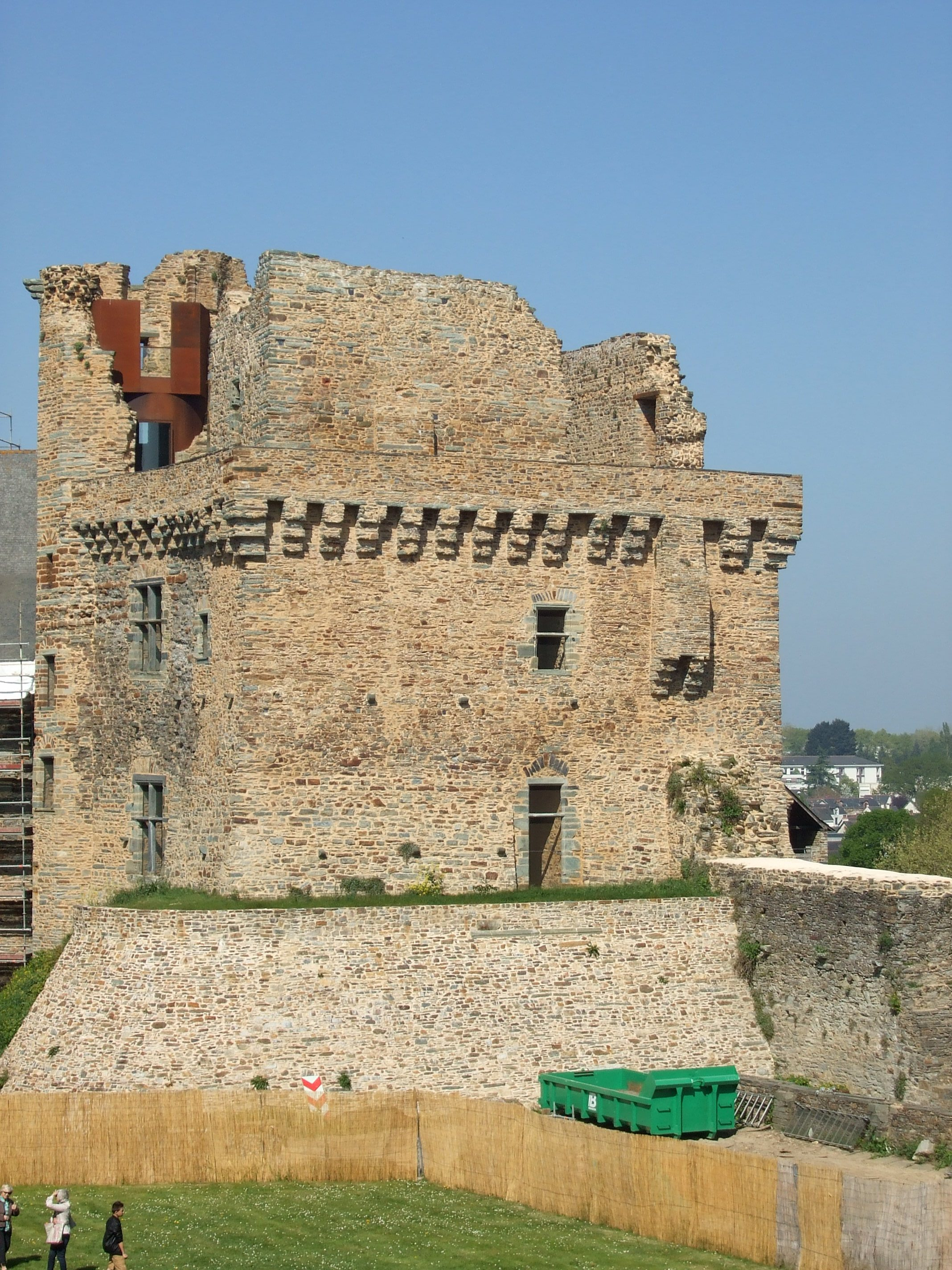
Les faces sud et est du donjon.
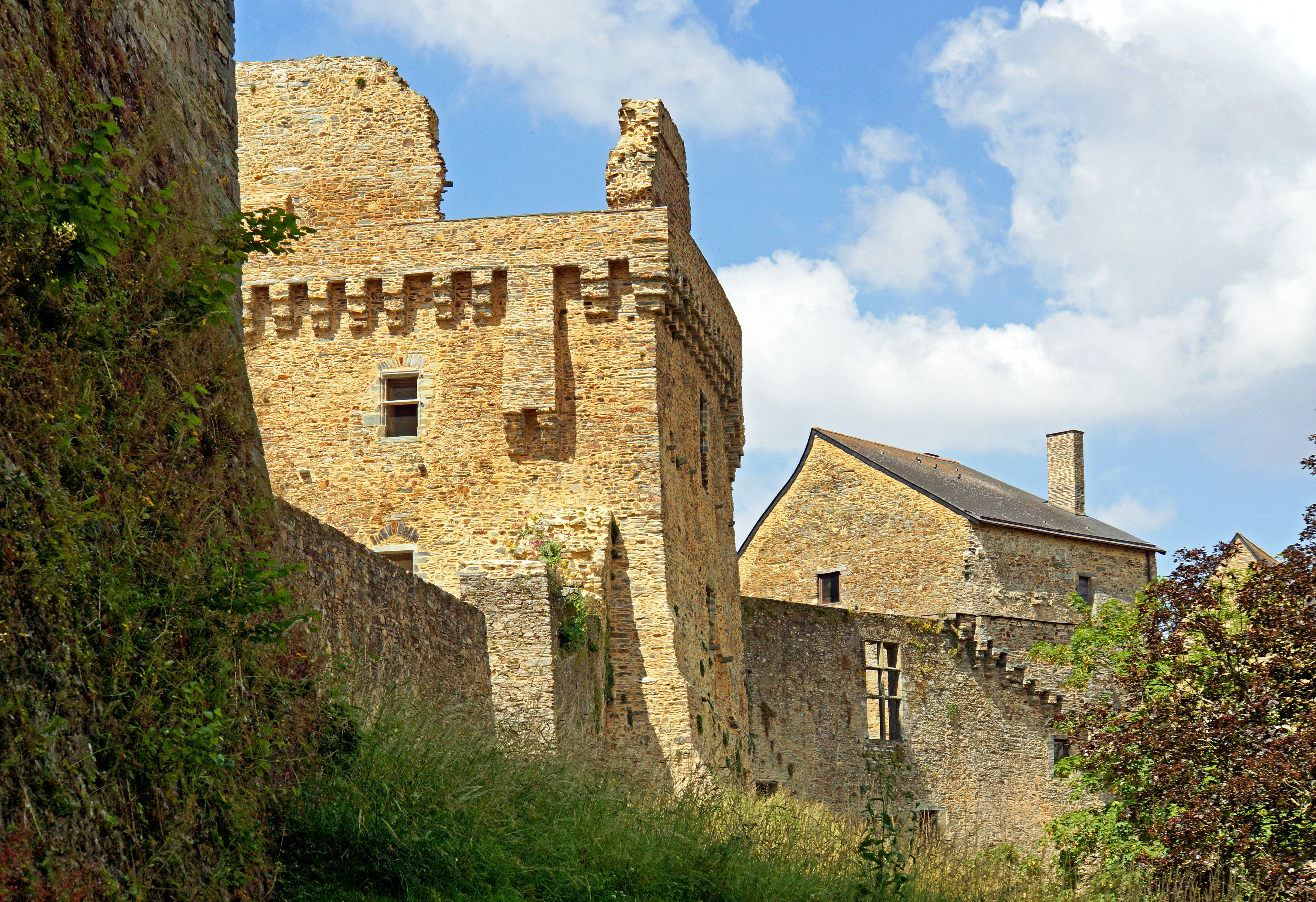
Le donjon et l'enceinte nord.
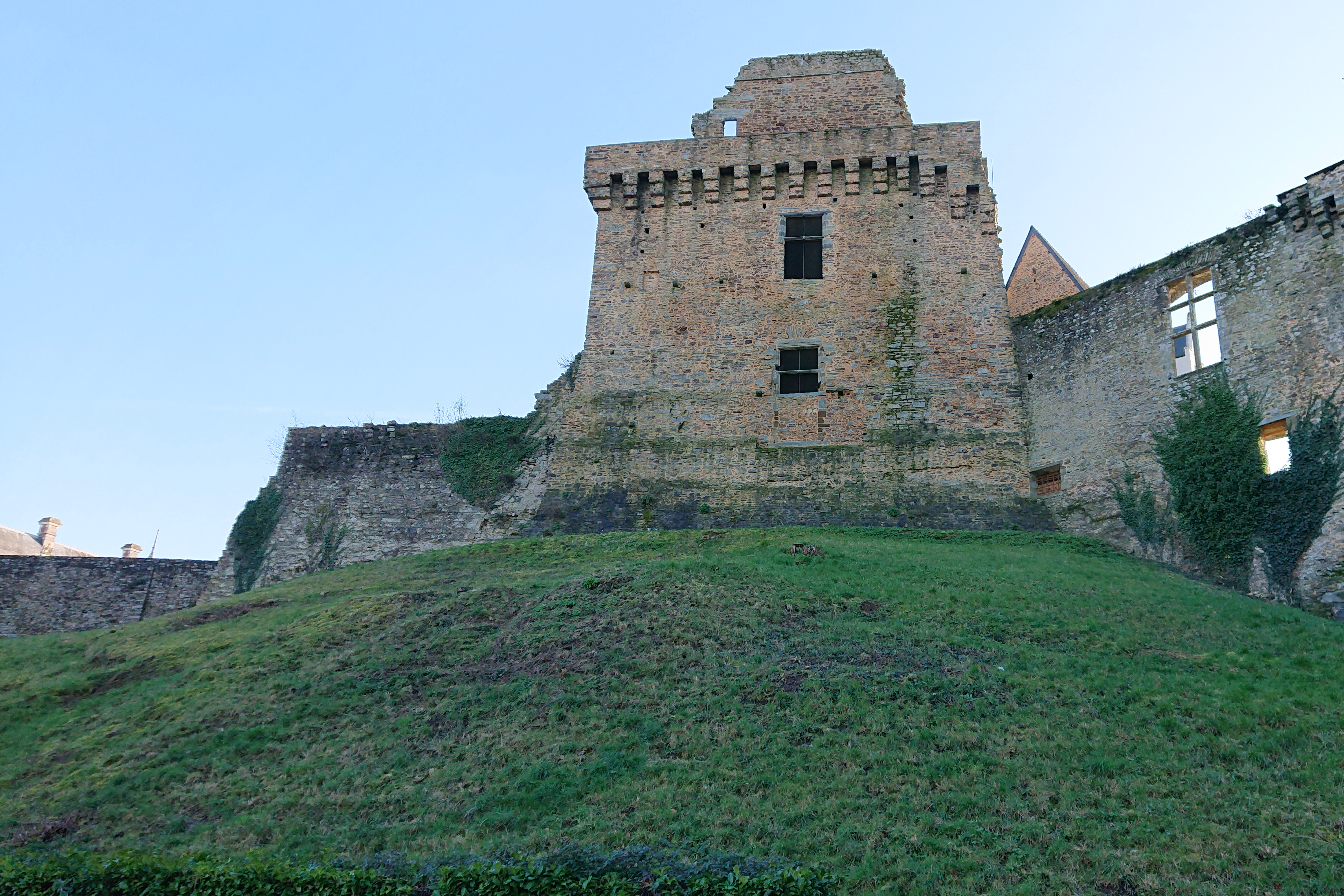
La façade nord.
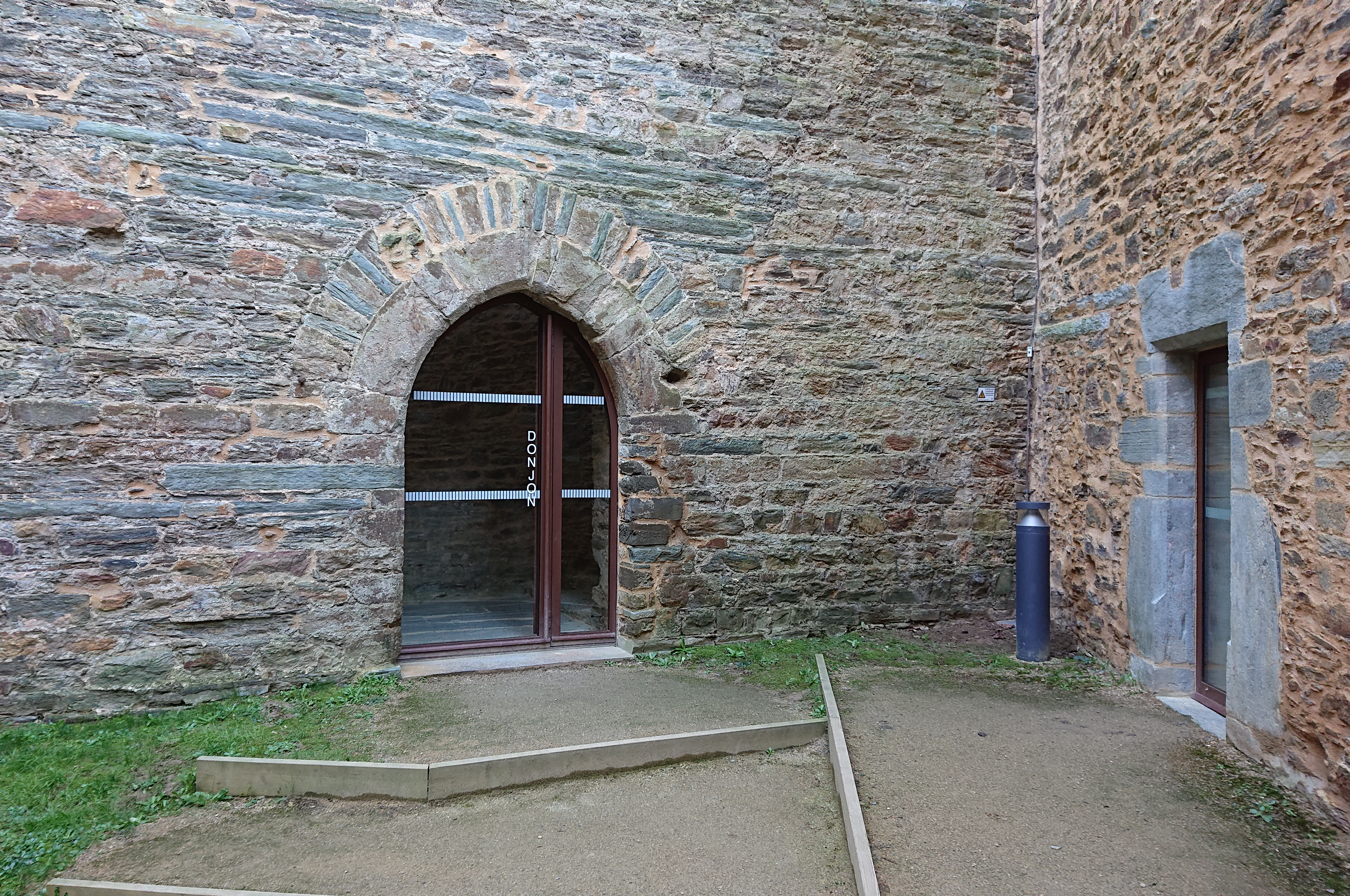
La porte d'entrée dans le Petit Logis.
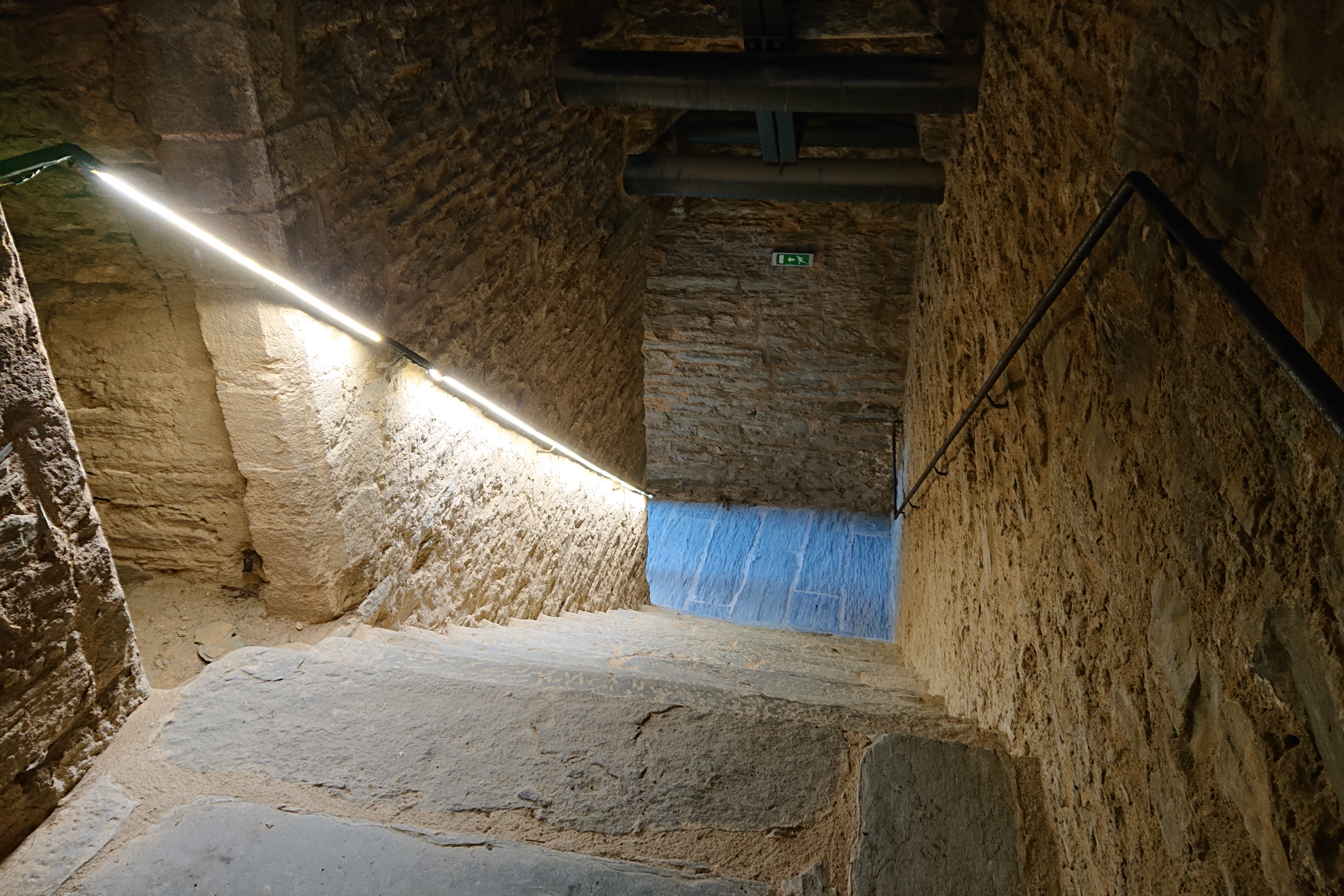
La rampe d'accès.
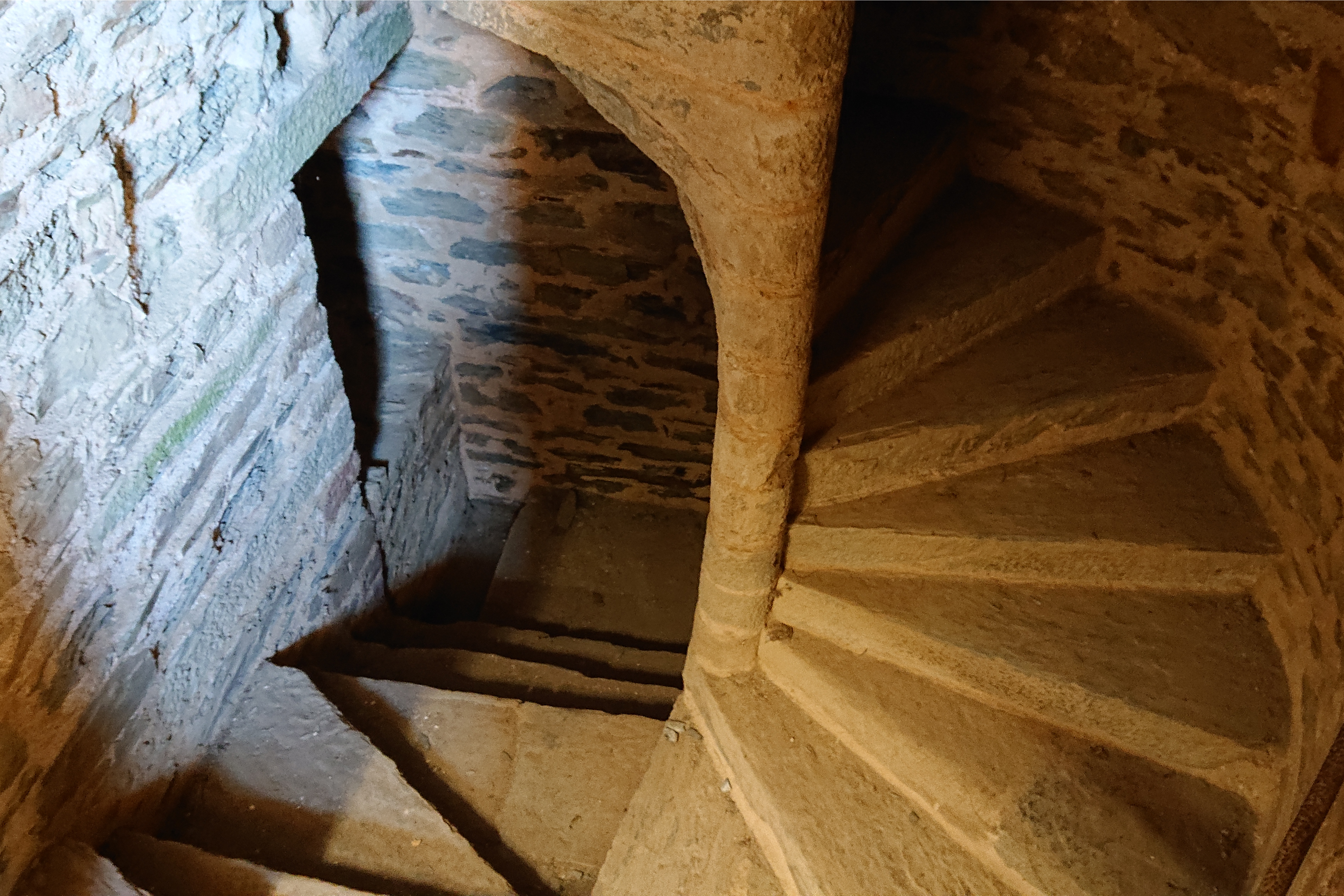
Le petit escalier.
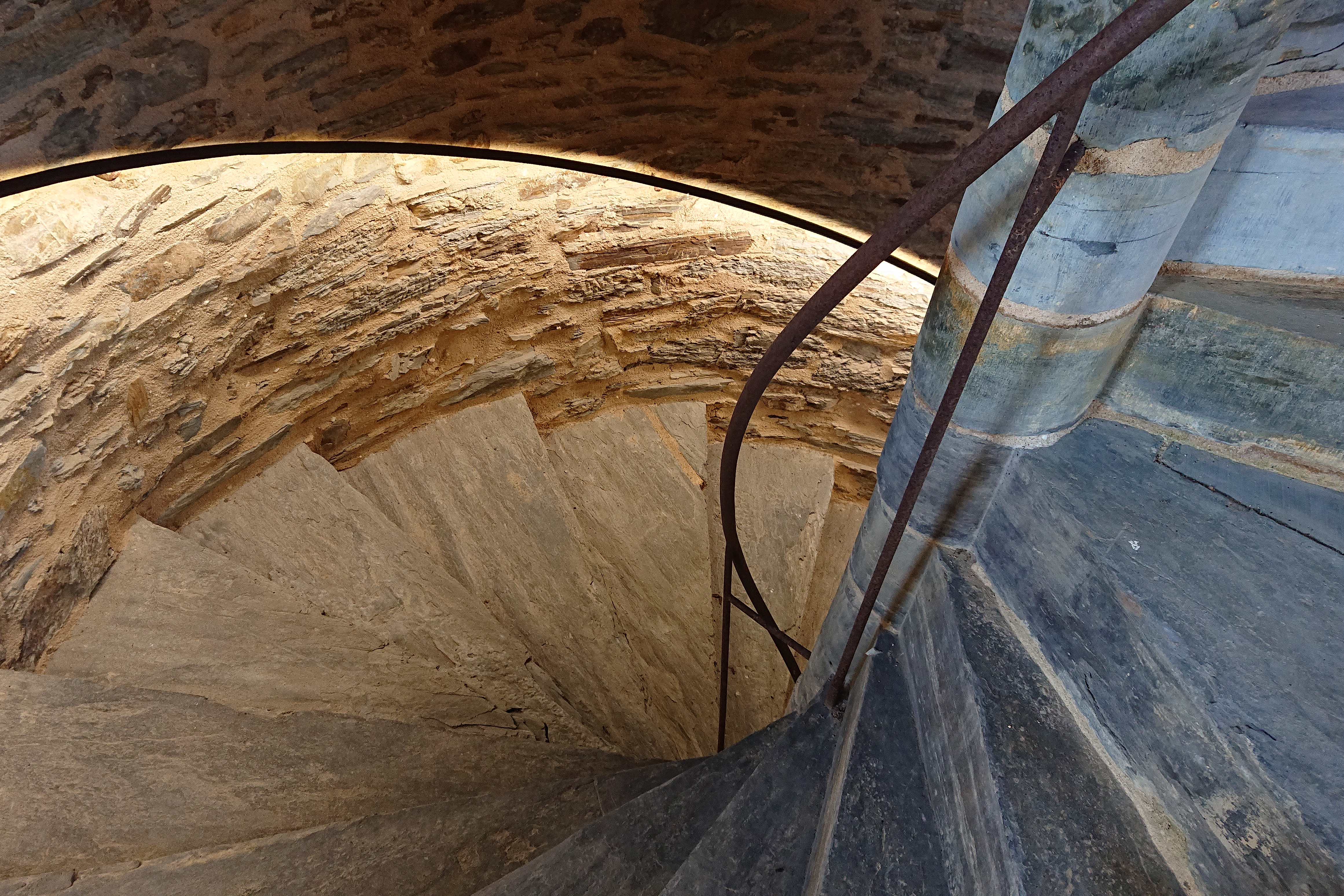
Le grand escalier.
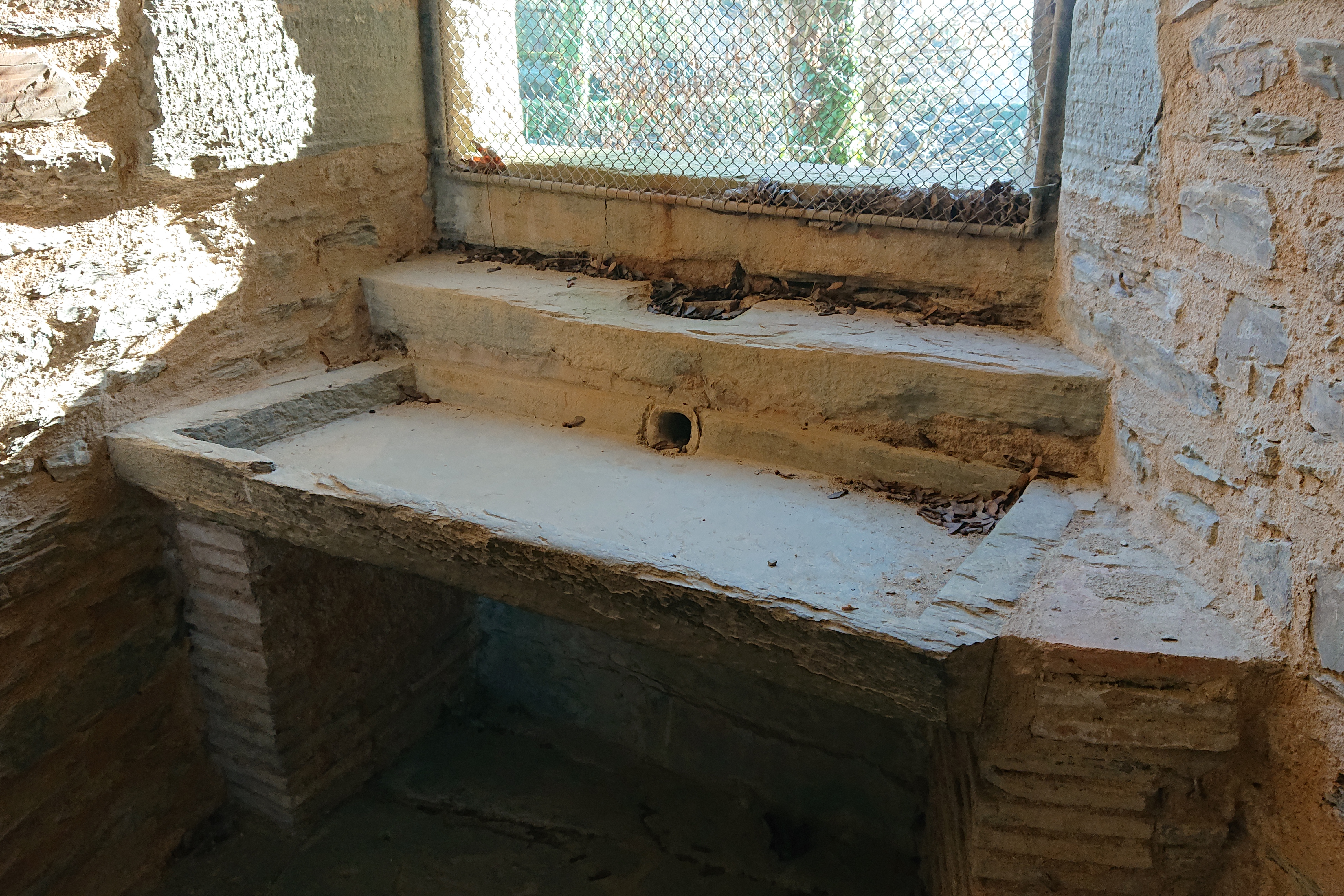
Ancien évier au rez-de-chaussée.
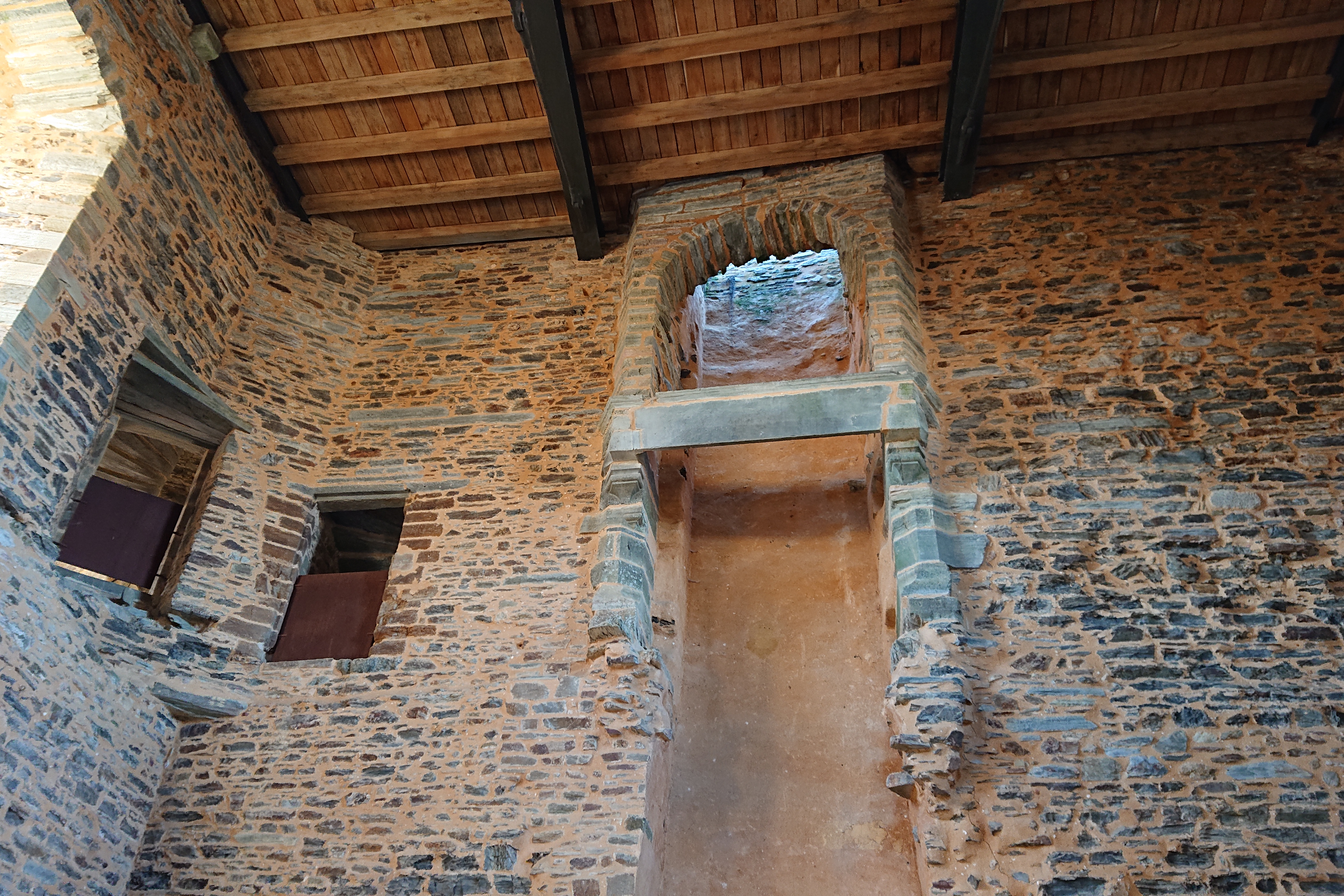
Cheminée du premier étage.
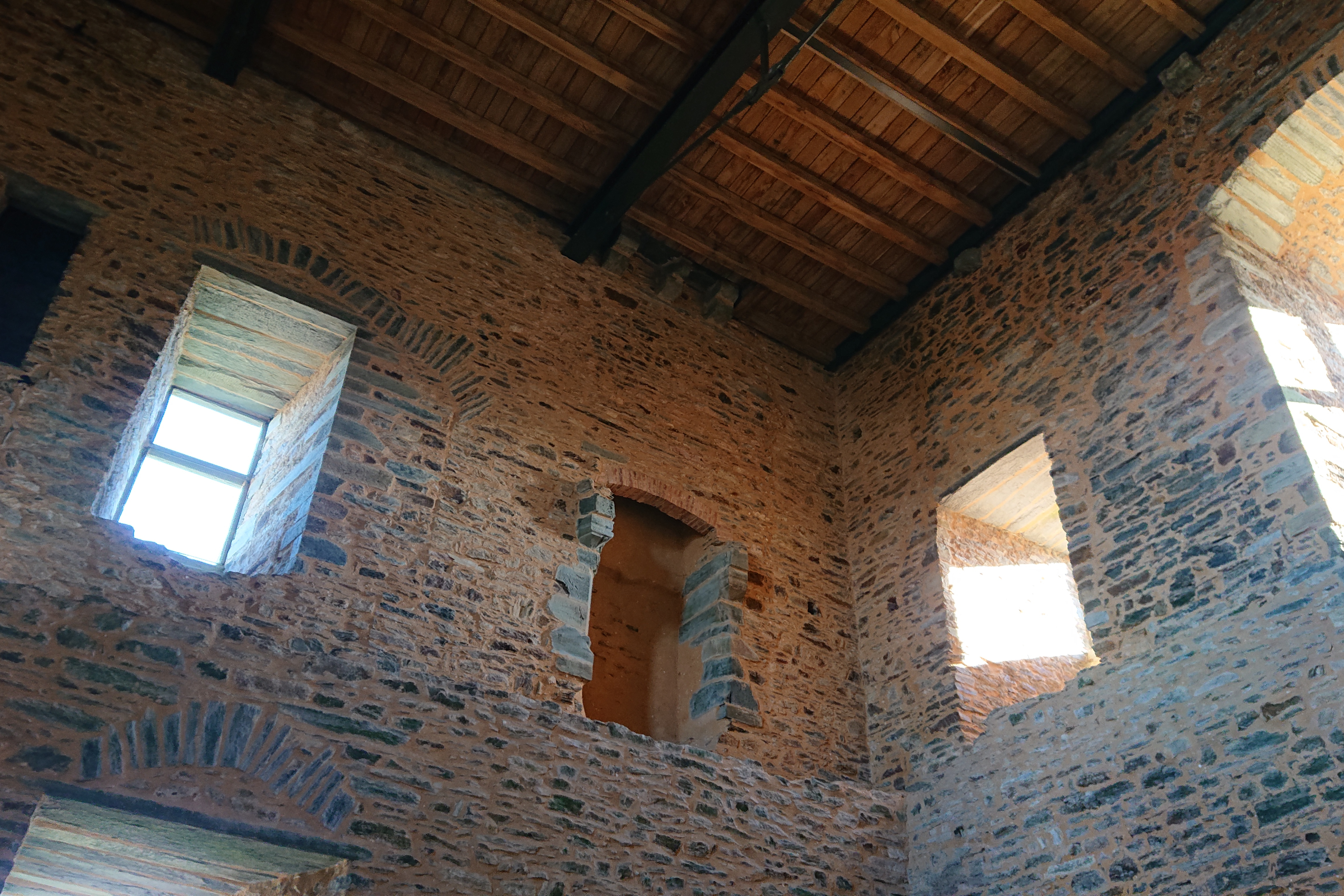
Vue du premier étage.
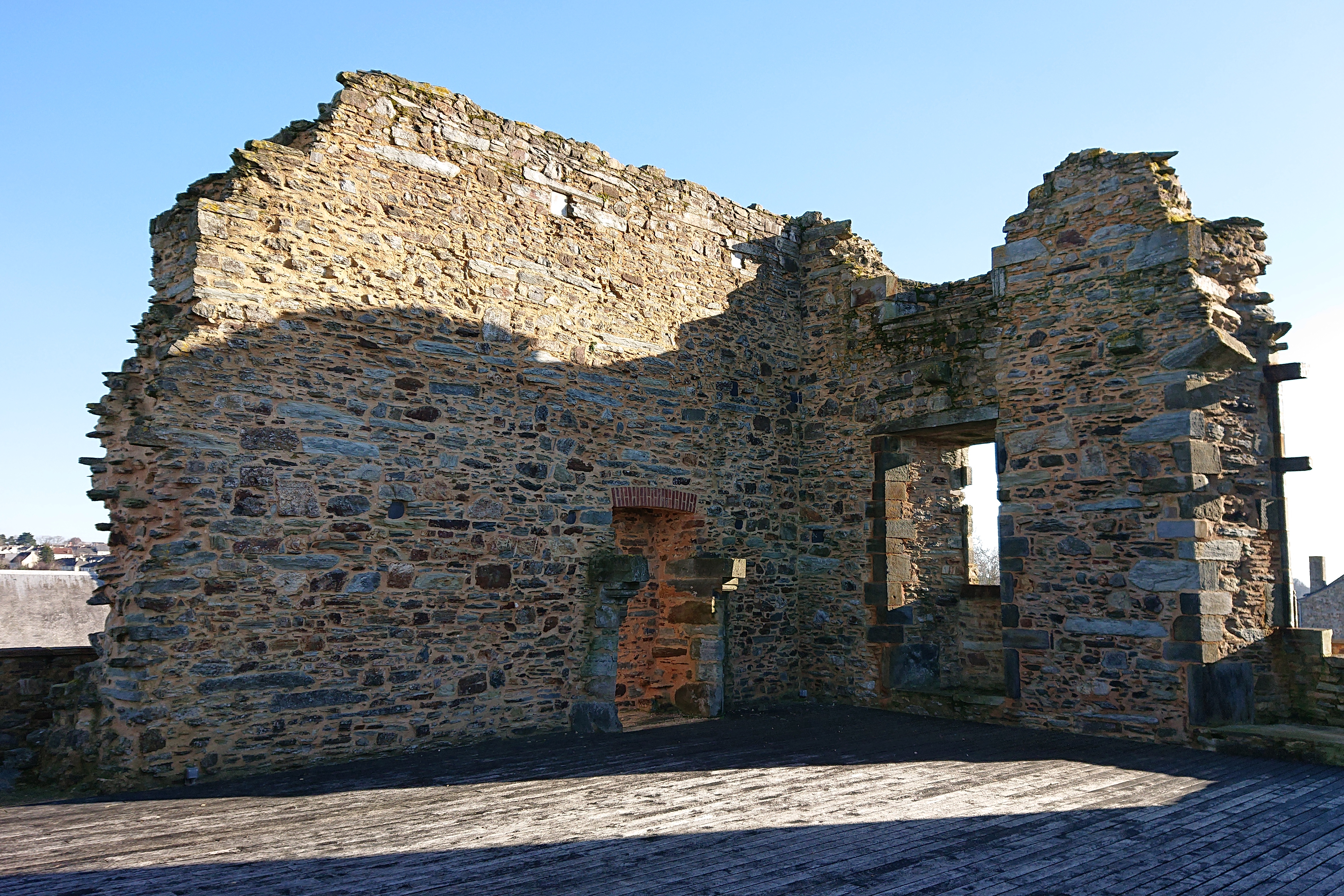
Terrasse et vestiges du deuxième étage.

#### Grand et Petit Logis

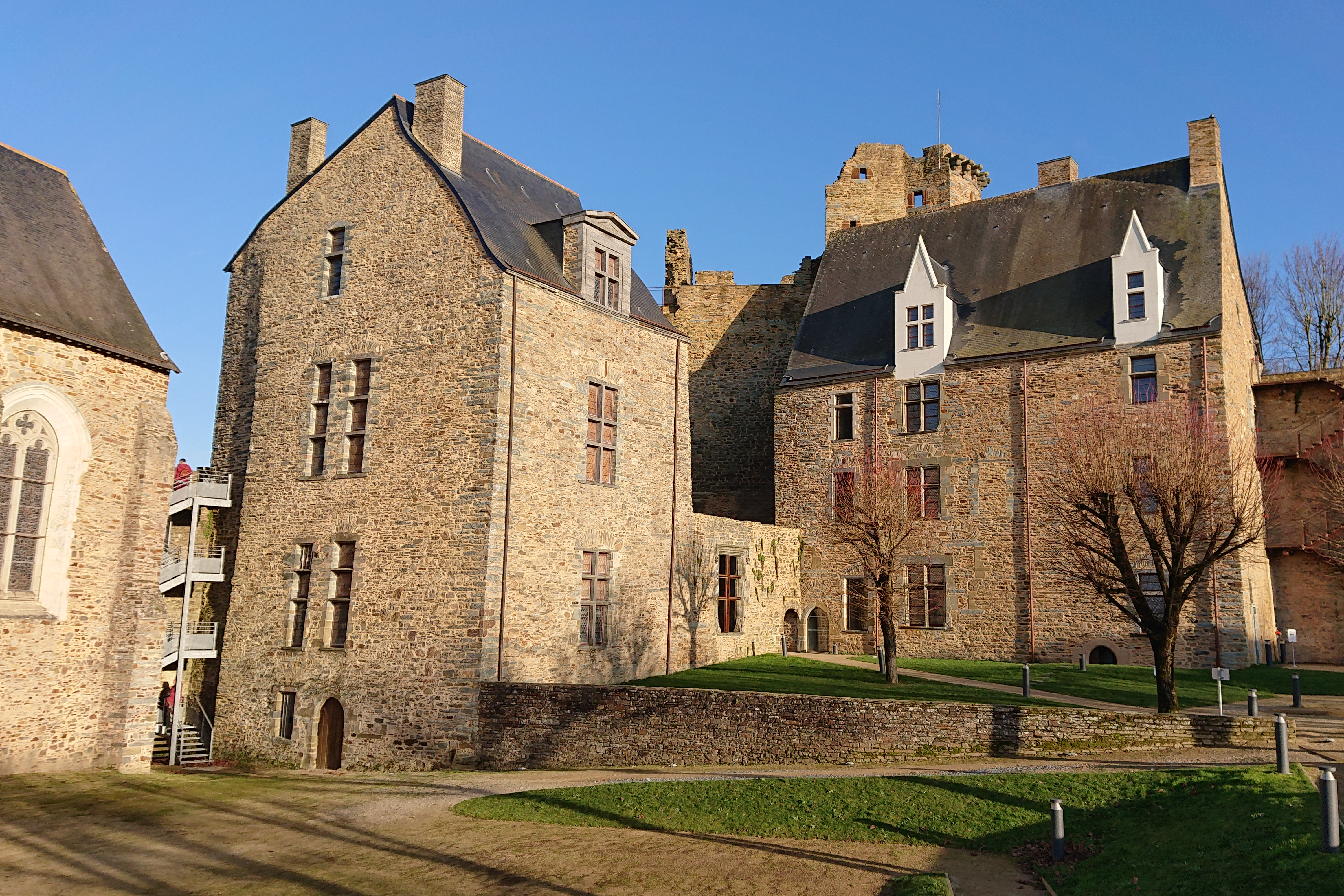
Le Petit Logis, à gauche, et le Grand Logis, à droite, devant le donjon et à côté de la chapelle.

Le coin nord-est de la haute-cour, qui jouxte le donjon, comprend un corps de logis médiéval. Celui-ci est constitué de deux édifices distincts, séparés par une partie en ruine. Ils sont posés en équerre ; l'édifice au nord est le Petit Logis, l'autre le Grand Logis. Ils ont servi au logement des seigneurs de leur construction à la fin du XIVe siècle jusqu'à l'achèvement dans les années 1530 du Château-Neuf de style Renaissance. Les deux logis ont été profondément modifiés au fil des siècles et notamment lorsqu'ils ont fait office de logements de fonction et de bureaux à la gendarmerie. Les deux logis sont desservis par les escaliers du donjon, dont ils forment une extension à part entière.
Le Grand Logis, construit entre le donjon et le châtelet, est adossé à la courtine. À sa création à la fin du XIVe siècle, il ne possédait que deux niveaux. Les étages supérieurs ont été ajoutés à la fin du XVe siècle, lorsque le château a été reconstruit après le siège de 1488. Ainsi, la plupart des charpentes sont datables de 1499-1504. Depuis ces transformations, l'édifice présente sur la haute-cour une façade de trois étages. Lors des travaux de reconstruction, une extension a également été ajoutée au sud, et toutes les ouvertures ont été refaites. La façade est ouverte par des fenêtres à meneaux, et elle conserve les traces d'une fenêtre murée. Les deux portes basses en plein-cintre, qui étaient les entrées d'origine, ont longtemps été supplées par une porte fenêtre aménagée dans une ancienne fenêtre à meneaux.

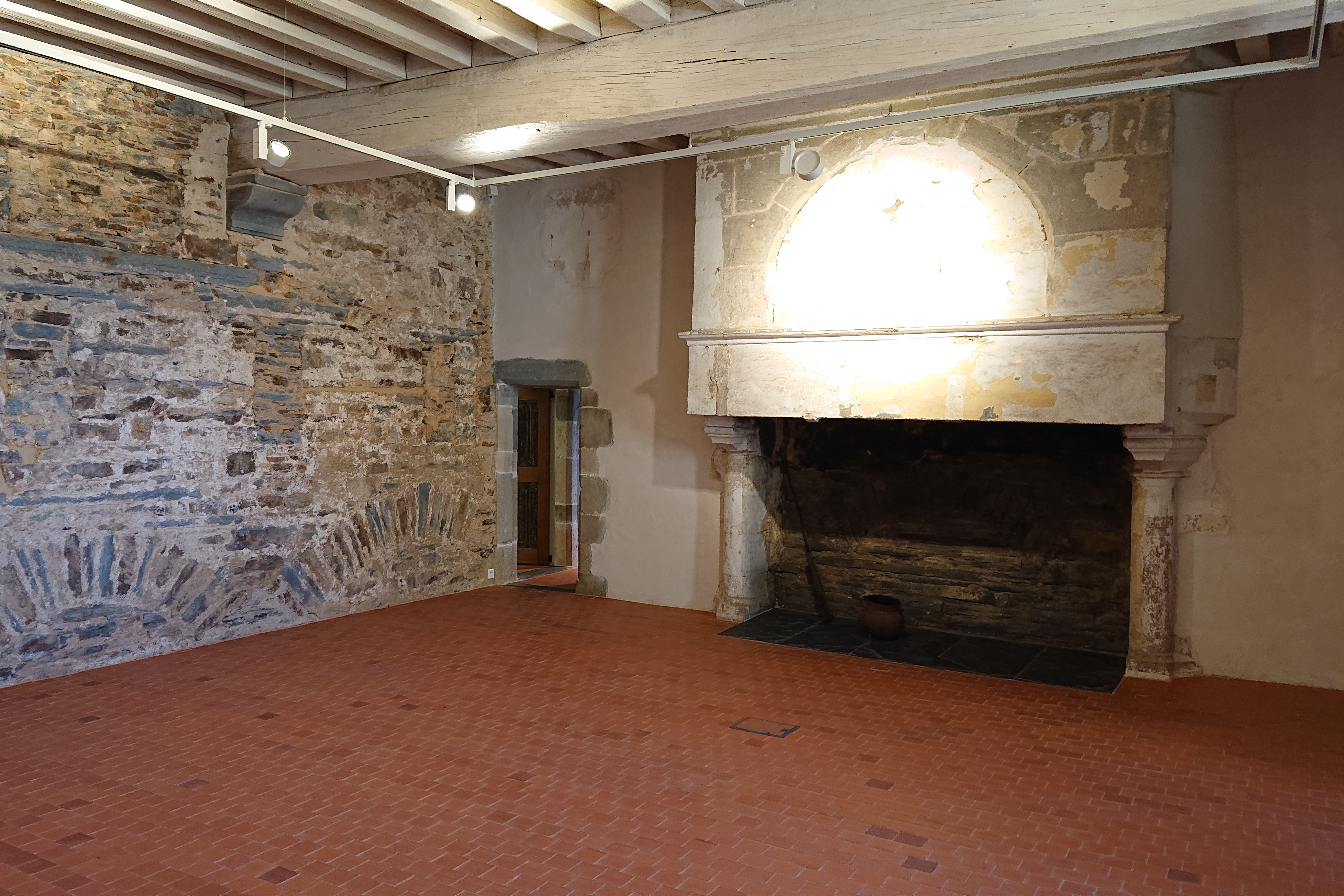
Grande salle du premier étage du Grand Logis.

Le Grand Logis a été entièrement restauré dans les années 2010, de façon à lui redonner son aspect du XVe siècle. La campagne a redonné à toutes les fenêtres leurs meneaux, et deux lucarnes ont été replacées dans les combles. Du côté de la basse-cour, le logis est ouvert par des ouvertures percées dans la courtine et agrandies au XVe siècle. Elles conservent cependant leurs arcs de décharge d'origine. La courtine a été modifiée dans sa partie supérieure lors de la construction du logis. Le chemin de ronde a été en partie intégré au logis et l'épaisseur de la muraille a été renforcée pour y placer des latrines. À l'intérieur, le logis conserve quelques cheminées du XVe siècle. Il adopte un plan similaire à chaque étage, avec deux pièces, une grande au nord, dans la partie la plus ancienne du logis, et une petite au sud, dans l'extension ajoutée à la fin du XVe siècle. Dans les étages, la grande pièce était probablement une chambre, tandis que la petite servait de garde-robe ; au rez-de-chaussée, la présence d'un four à pain et d'une grande cheminée suggèrent l'existence d'une cuisine.
Le Petit Logis comprend une partie en ruine, du côté du donjon et du Grand Logis. Cette partie comprenait deux salles superposées, qui avaient vraisemblablement des fonctions d'apparat. Partiellement reconstruite au XIXe siècle, la partie présente toujours une grande fenêtre au rez-de-chaussée qui a perdu son meneau mais qui a conservé une ornementation remarquable. Cette fenêtre date des reconstructions de la fin du XVe siècle. La salle du rez-de-chaussée communique avec le donjon par une porte. Le Petit Logis possède des portes basses similaires à celles du Grand Logis. Il présente un toit inhabituel, avec un pan sud droit et un pan nord à l'impériale. Après étude des charpentes, il apparait que ce toit a été ajouté vers 1560, et qu'à l'origine il était entièrement conçu à l'impériale. Le versant sud s'est cependant dégradé, et il a été restauré au milieu du XVIIIe siècle selon une configuration droite.

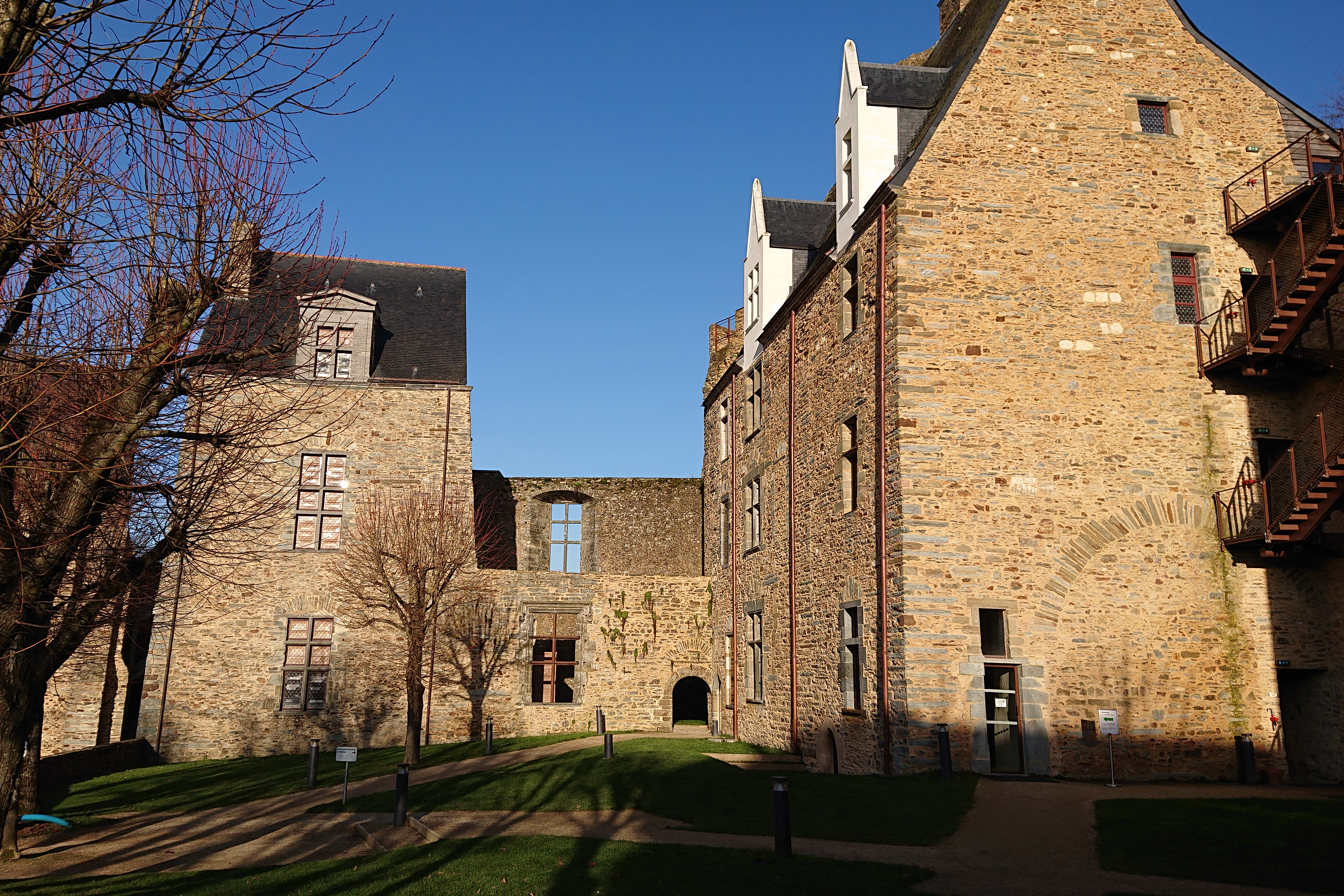
Les deux logis vus du sud.
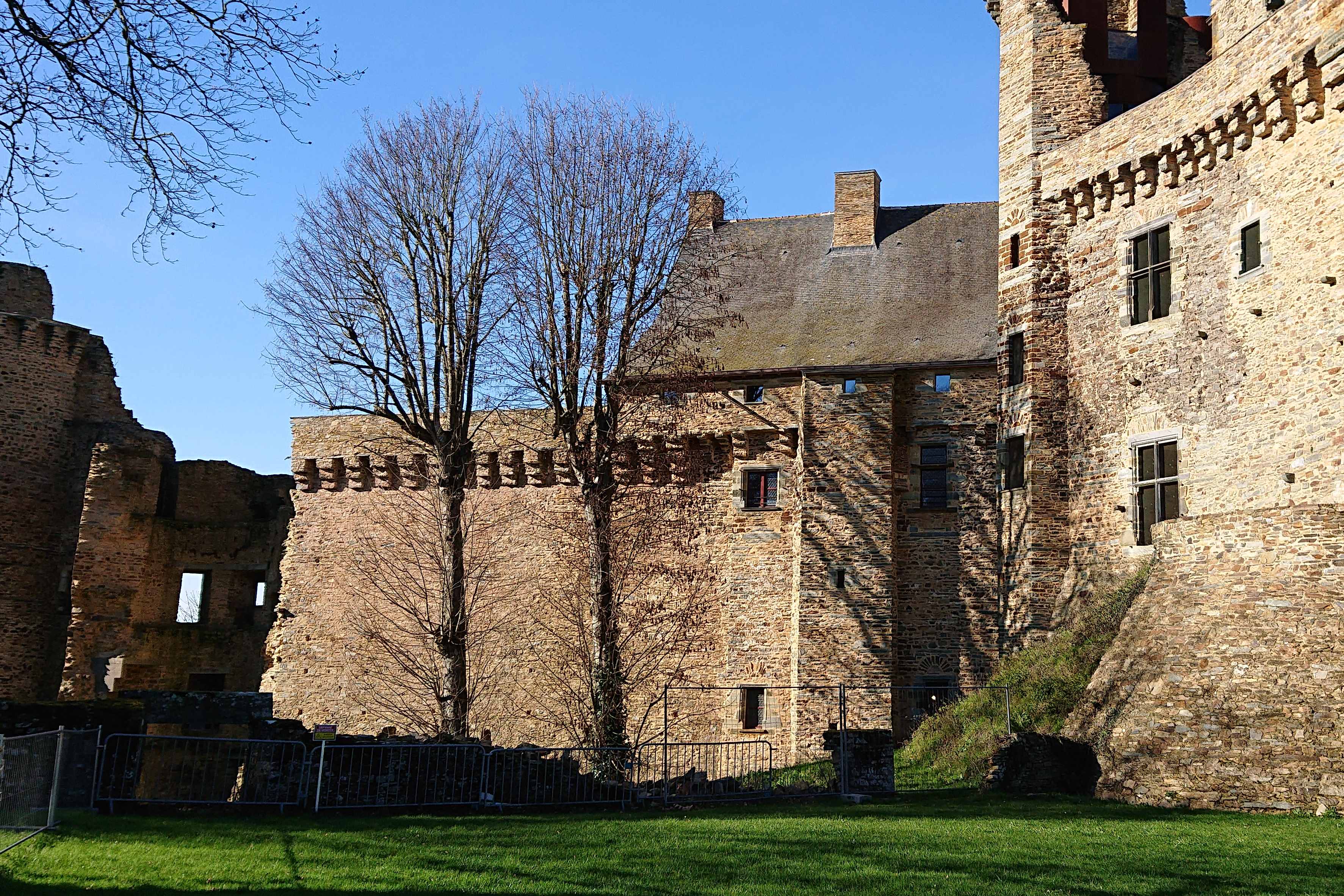
Le Grand Logis vu de la basse-cour.
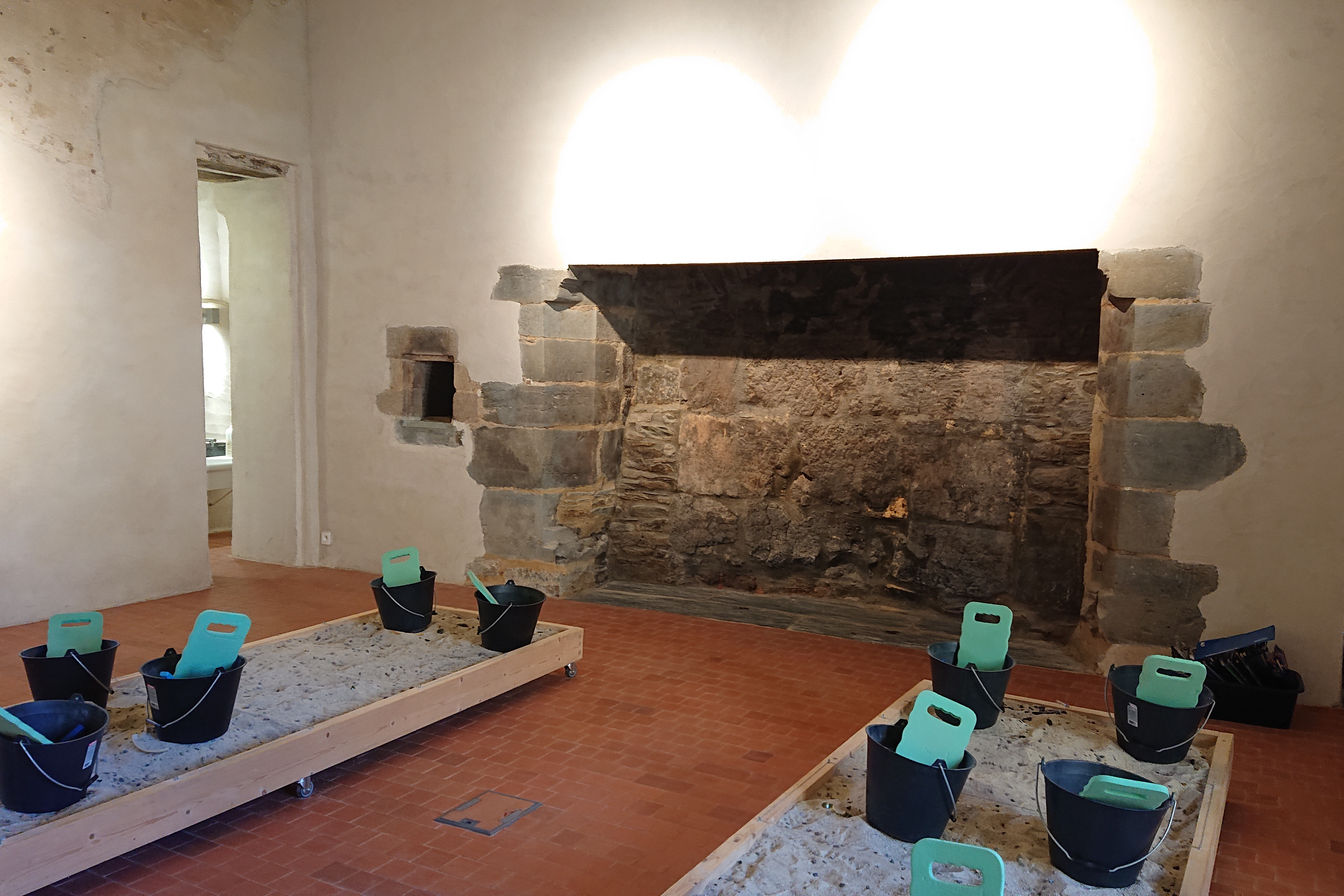
Grande cheminée du rez-de-chaussée du Grand Logis.
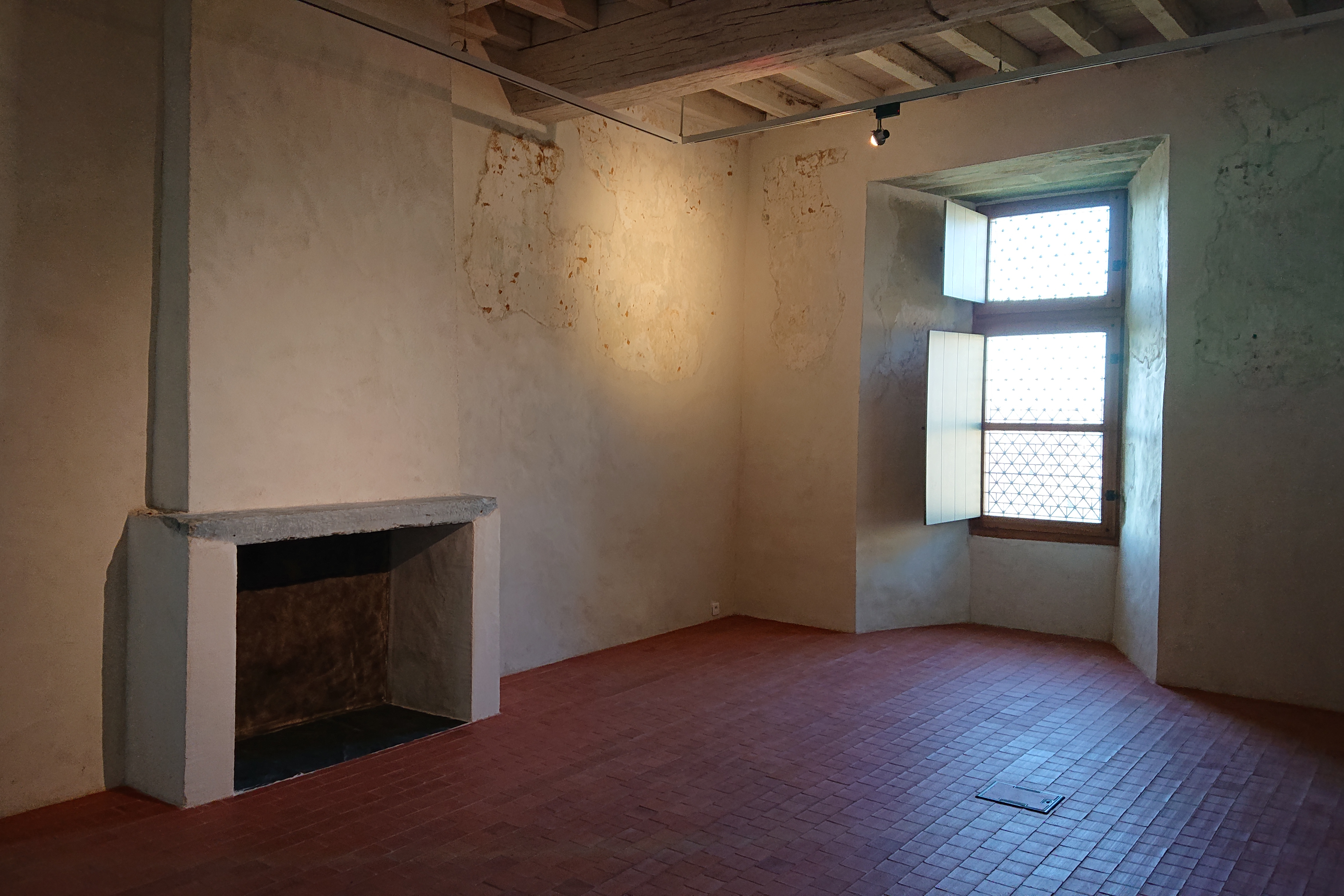
Petite salle du premier étage du Grand Logis.
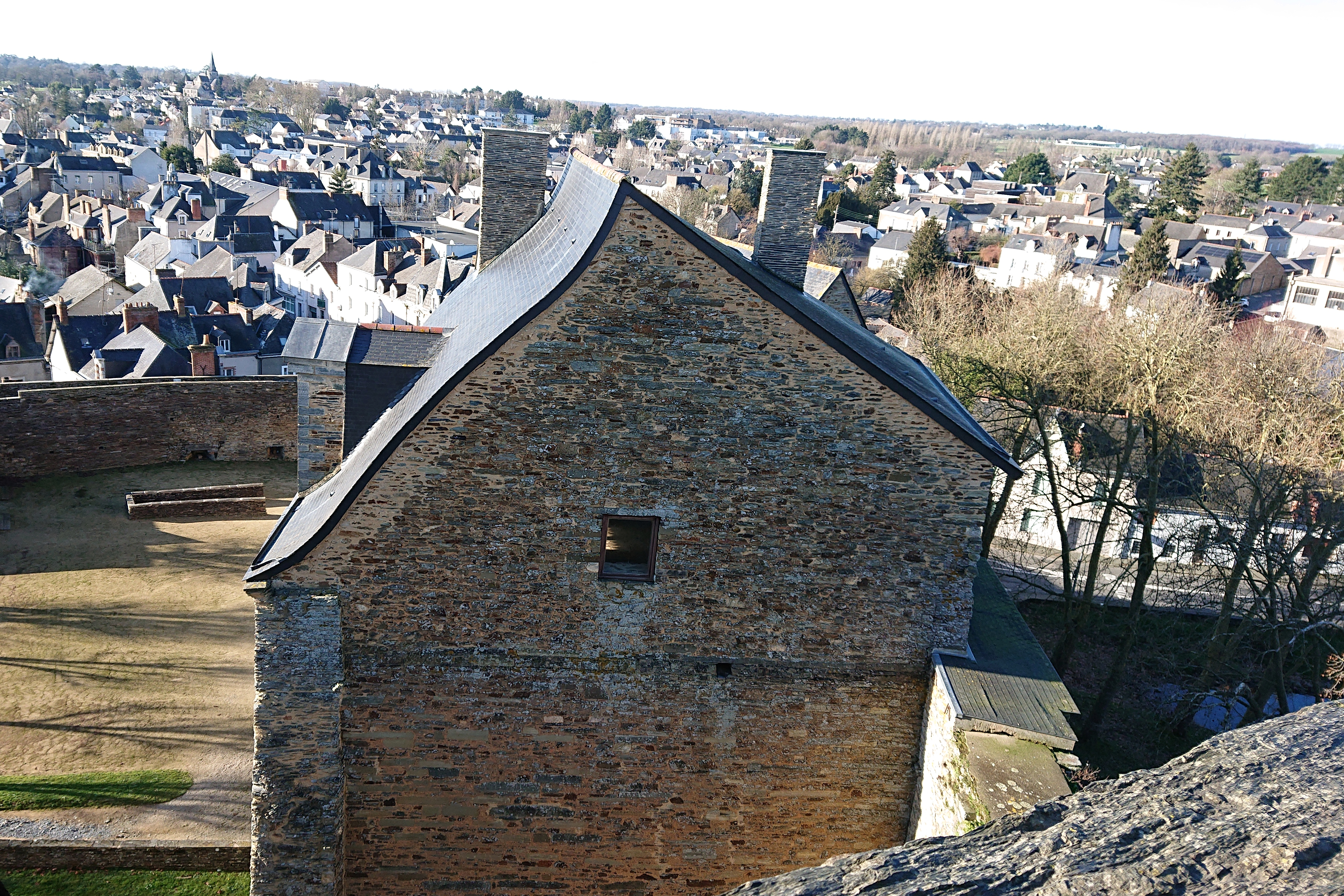
Le toit du Petit Logis.
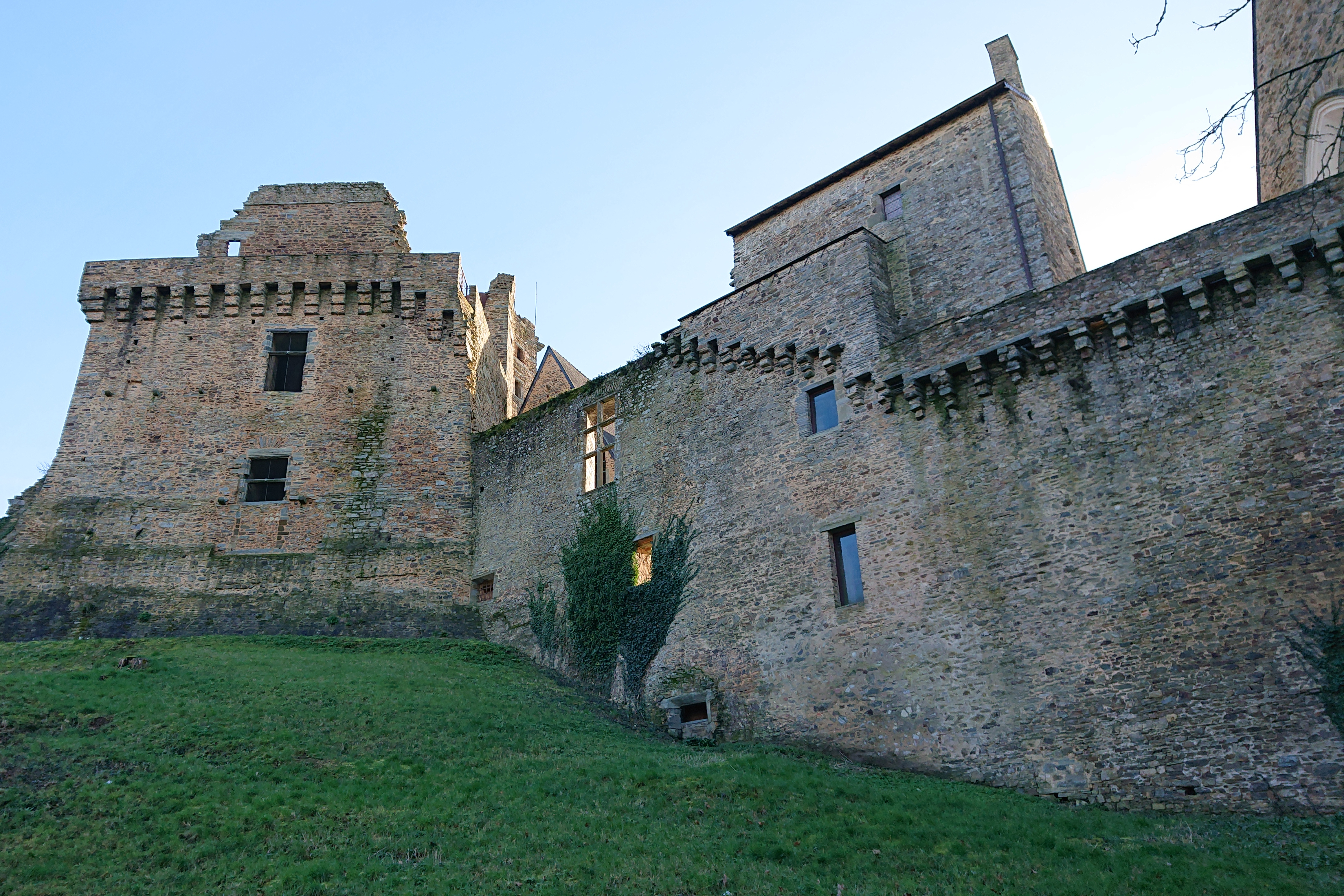
La Petit Logis vu de la Torche.
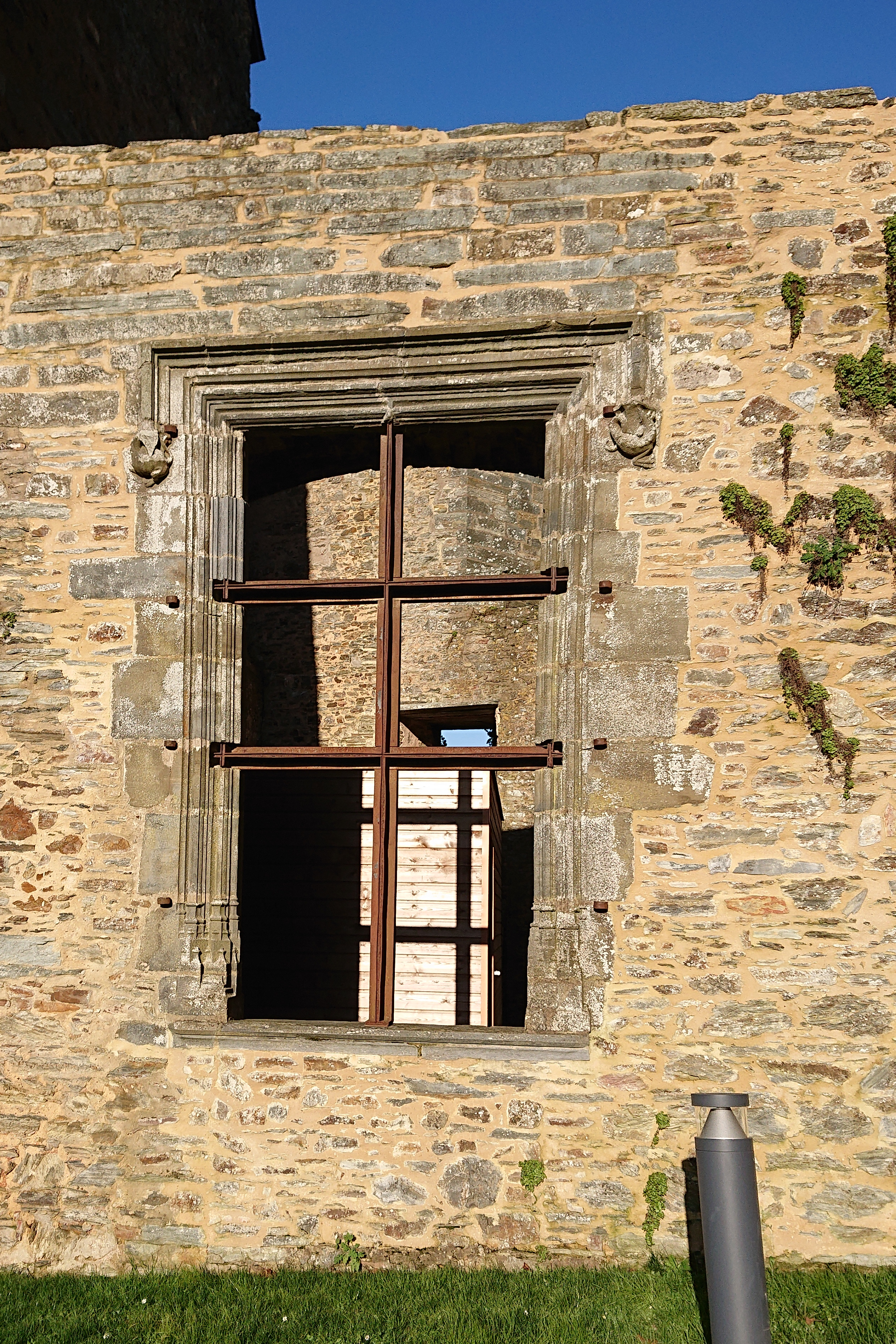
Croisée de la salle basse du Petit Logis.
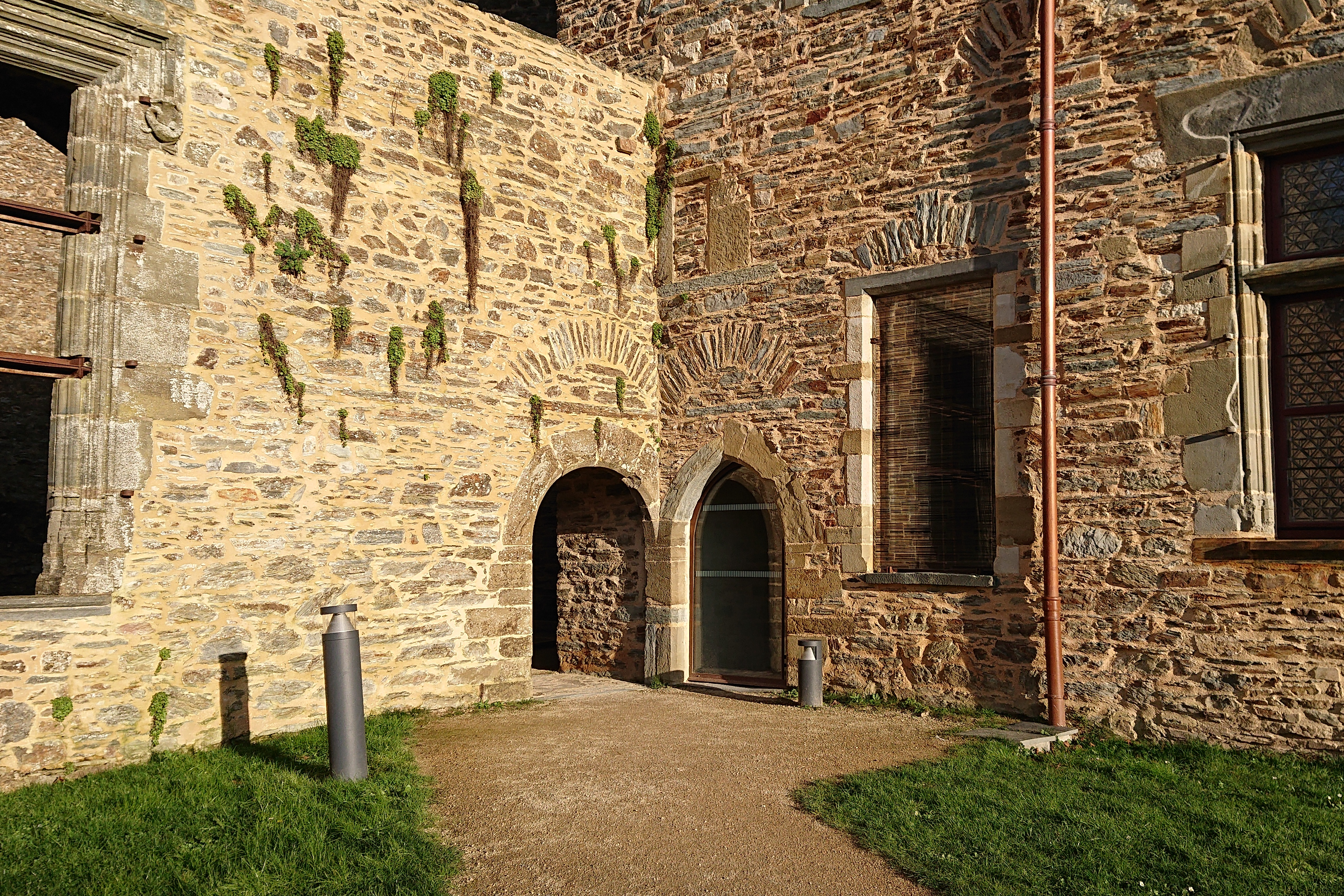
Portes en symétrie du Petit et Grand Logis.
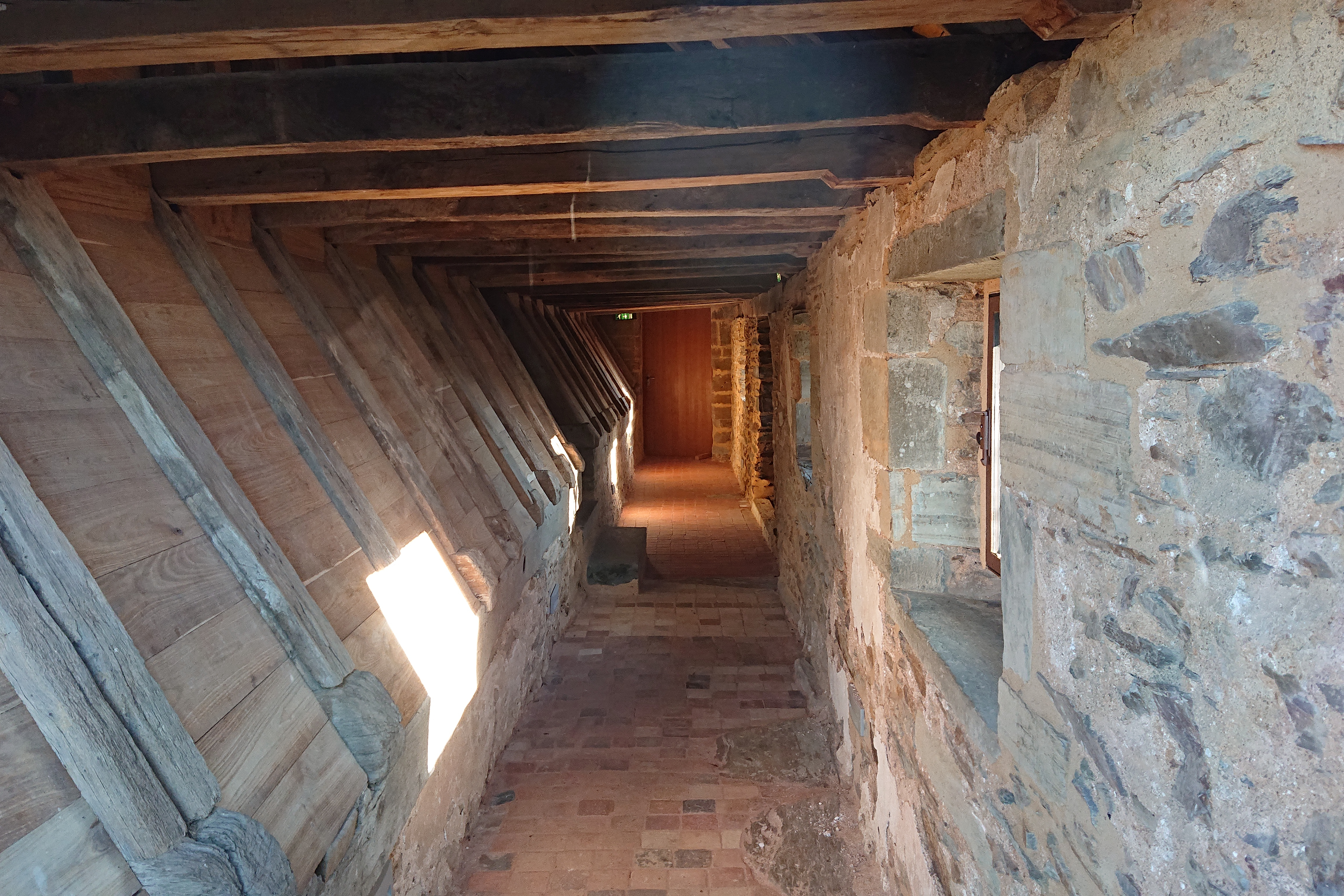
Le chemin de ronde dans le Grand Logis.

#### Chapelle

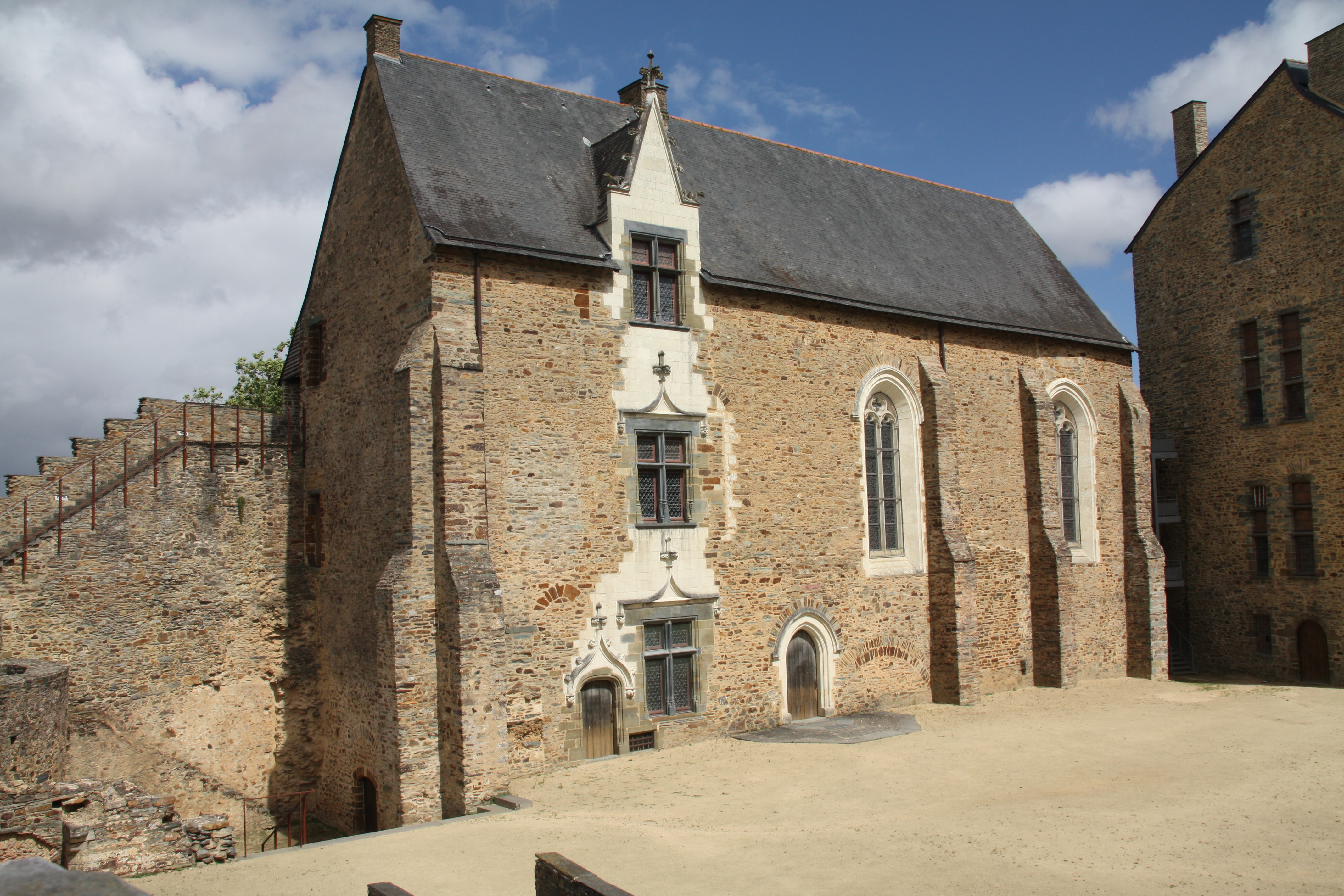
La chapelle dans la haute-cour. Le logis du chapelain est visible dans la partie gauche.

La chapelle, édifiée contre la muraille nord de la haute-cour, a un plan rectangulaire de 27,60 × 10,20 m. Elle remonte au XIIIe siècle, mais elle a été largement reconstruite au XIVe siècle, lorsque les baies gothiques ont été percées, puis remaniée au XVe siècle. Elle comprend dans sa partie ouest une ancienne habitation, le logis du chapelain. Le culte était assuré par des moines de l'abbaye de Melleray et elle est dédiée aux saints Côme et Damien. La chapelle est particulièrement grande pour une chapelle castrale. Malgré ses multiples reprises, elle offre un exemple rare de construction gothique du XIIIe siècle au nord de la Loire, et elle montre une influence de l'architecture utilisée par les ordres mendiants à l'époque. D'ailleurs, les seigneurs de Châteaubriant du Moyen Âge montrent une certaine proximité avec l'ordre mendiant des Trinitaires : ils se faisaient enterrer dans le prieuré trinitaire qui se trouvait au faubourg de Couëré, et qui avait été fondé par Geoffroy IV en 1262. La première mention écrite de la chapelle ne date que du début du XVIe siècle. Entre 1636 et 1653, des travaux y sont entrepris par Henri II de Bourbon-Condé, et d'autres aménagements sont effectués périodiquement jusqu'à la Révolution. À la Révolution, elle cesse d'être affectée au culte et elle est transformée en entrepôt. La table de l'ancien maître-autel a été réemployée sur le calvaire de Louisfert. Des vestiges de solins au-dessus de la voûte semblent indiquer que la chapelle était autrefois surmontée d'un clocheton. La chapelle a été largement restaurée dans les années 1950 puis au début des années 1970. Les découvertes liées à la construction d'un parking souterrain à proximité en 1974, et des fouilles menées dans les années 1990 et 2000, ont permis de restituer l'histoire de la chapelle et de ses abords.

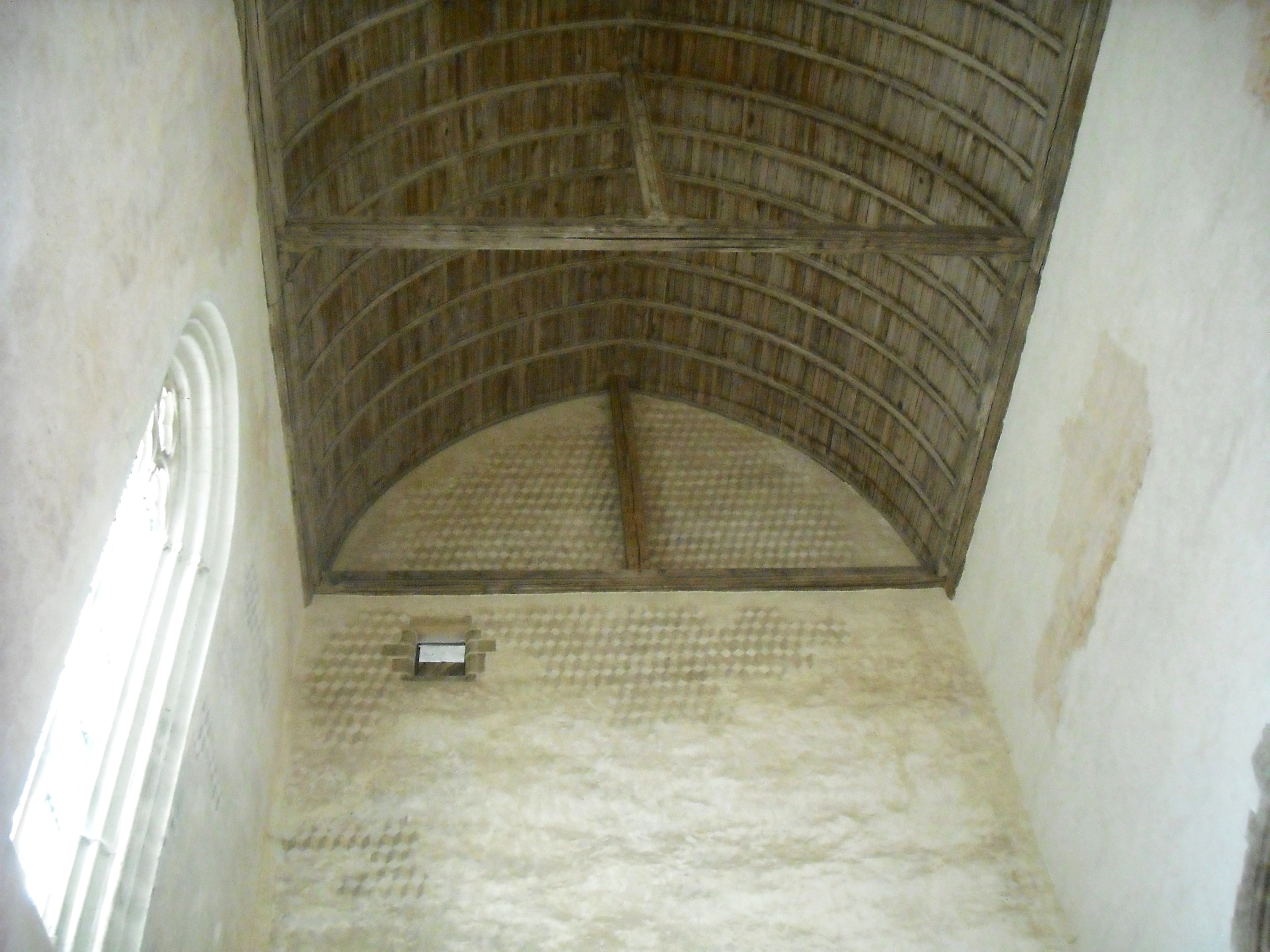
L'intérieur de la chapelle et sa fresque.

Les fouilles ont notamment permis la mise au jour des vestiges d'un bâtiment du XIe  ou  XIIe siècle, qui pourrait être une chapelle primitive. Incendié puis reconstruit, cet édifice aurait été détruit lors de la construction de la nouvelle chapelle au XIIIe siècle. Cette nouvelle chapelle devait comprendre cinq voûtes d'ogive en pierre. Le poids de celles-ci devait reposer sur les contreforts sud, l'existence de contreforts au nord n'étant pas avérée. L'architecture intérieure était très sobre, avec pour seul ornement une colonne engagée, qui semble avoir agrémenté un support des voûtes d'ogive. La chapelle possédait deux absides latérales, disparues mais découvertes lors des fouilles. La nouvelle chapelle a été à son tour en grande partie détruite puis reconstruite au milieu du XIVe siècle. Le front nord a été complètement rasé, et seuls trois mètres d'élévation ont été conservés sur le mur sud. Cette élévation comprend toujours un arc à double rang de claveaux, situé à droite de la porte de la chapelle.
Cette reconstruction n'est pas expliquée par les archives, mais elle a pu intervenir à la suite d'un siège de troupes blésoises, montfortistes ou anglaises au début de la Guerre de Succession de Bretagne. La nouvelle chapelle est réduite d'un tiers en longueur mais rehaussée d'autant en hauteur. Le nouveau sol est posé à plus de deux mètres au-dessus de l'ancien niveau et un niveau de crypte semble avoir ainsi été créé. Le nouveau plafond est en bois, et la destruction des voûtes en pierre permet de supprimer trois contreforts sur six. La légèreté du nouveau plafond permet d'ouvrir de grandes fenêtres dans les murs sans peur de les fragiliser. Ainsi sont ajoutées les grandes baies gothiques, réalisées en tuffeau du Val de Loire. La baie du pignon oriental est particulièrement élaborée, avec trois lancettes trilobées surmontées de trois quatre-feuilles, et les deux baies de la façade sud comprennent chacune deux lancettes et un quatre-feuille. Les remplages sont ornés de colonnettes terminées par de petits chapiteaux feuillagés.

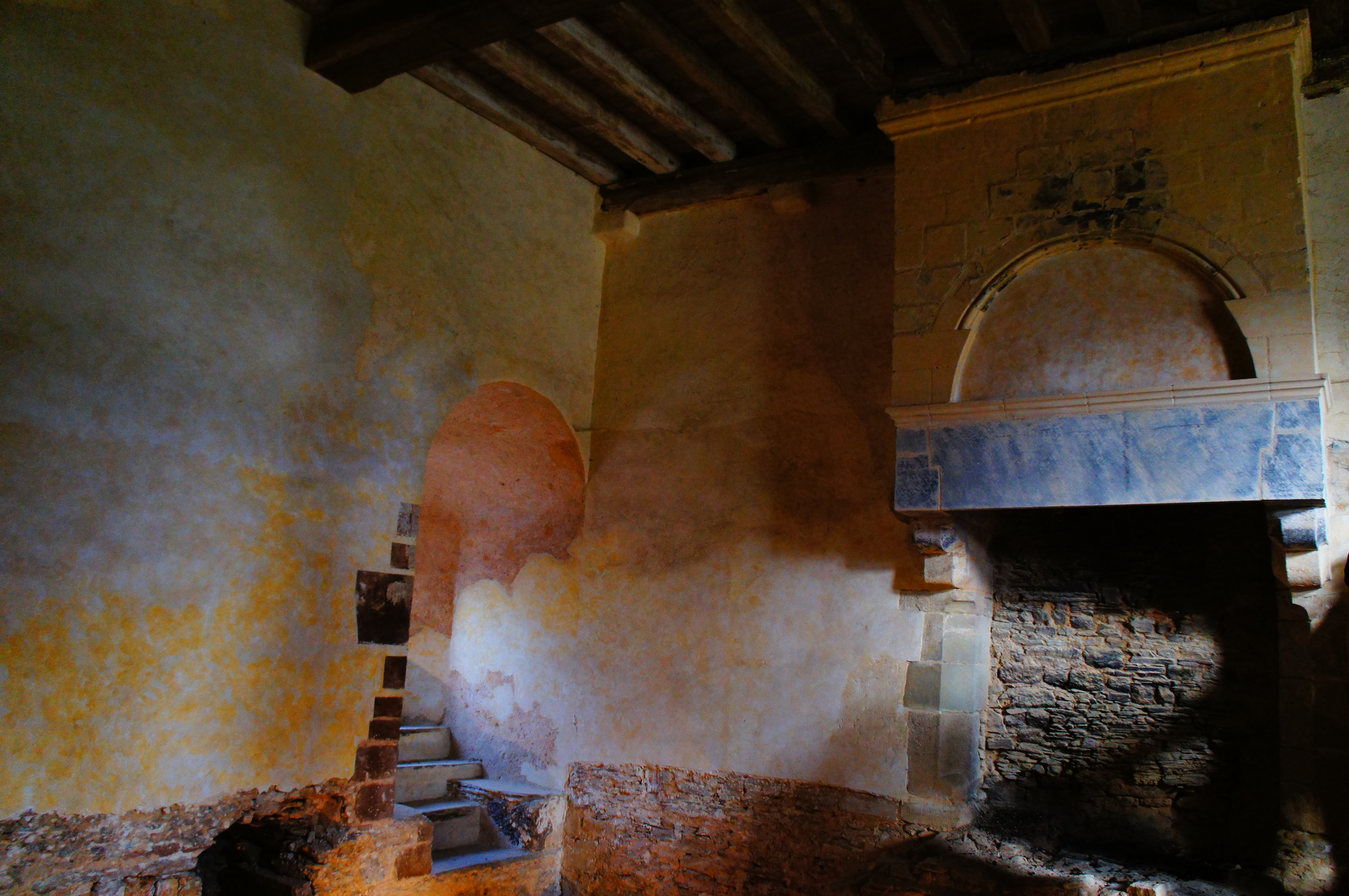
Le rez-de-chaussée du logis du chapelain.

Lors des travaux, l'ouest de l'ancienne chapelle est également soustrait pour y construire un logement pour le chapelain. Réparti sur quatre niveaux, il comprend un espace de stockage au sous-sol, des communs et une cuisine au rez-de-chaussée, une chambre au premier étage, et une dernière salle sous les combles. La présence d'une grande fenêtre, de cheminées dans les chambres et de latrines dénotent un habitat nobiliaire annexe. Pendant la reconstruction de la chapelle, un chemin de ronde couvert est aménagé du côté de la Torche, permettant une meilleure défense de ce côté-ci du château. Au XVe siècle, le sol de la chapelle est surélevé : des remblais sont effectués et un nouveau carrelage est posé. La chapelle ne semble pas avoir souffert du siège de 1488, mais le logis du chapelain est refait à neuf, avec de nouvelles cheminées (celle du premier étage a disparu au XIXe siècle) et de nouvelles fenêtres côté cour. Celles-ci adoptent un style gothique flamboyant. La chapelle est ornée d'une nouvelle fresque au décor en damier. Le premier étage du logis du chapelain montre encore les traces d'une ancienne fenêtre, détruite lors de la construction des nouvelles, et qui avait des dimensions similaires aux baies de la chapelle.

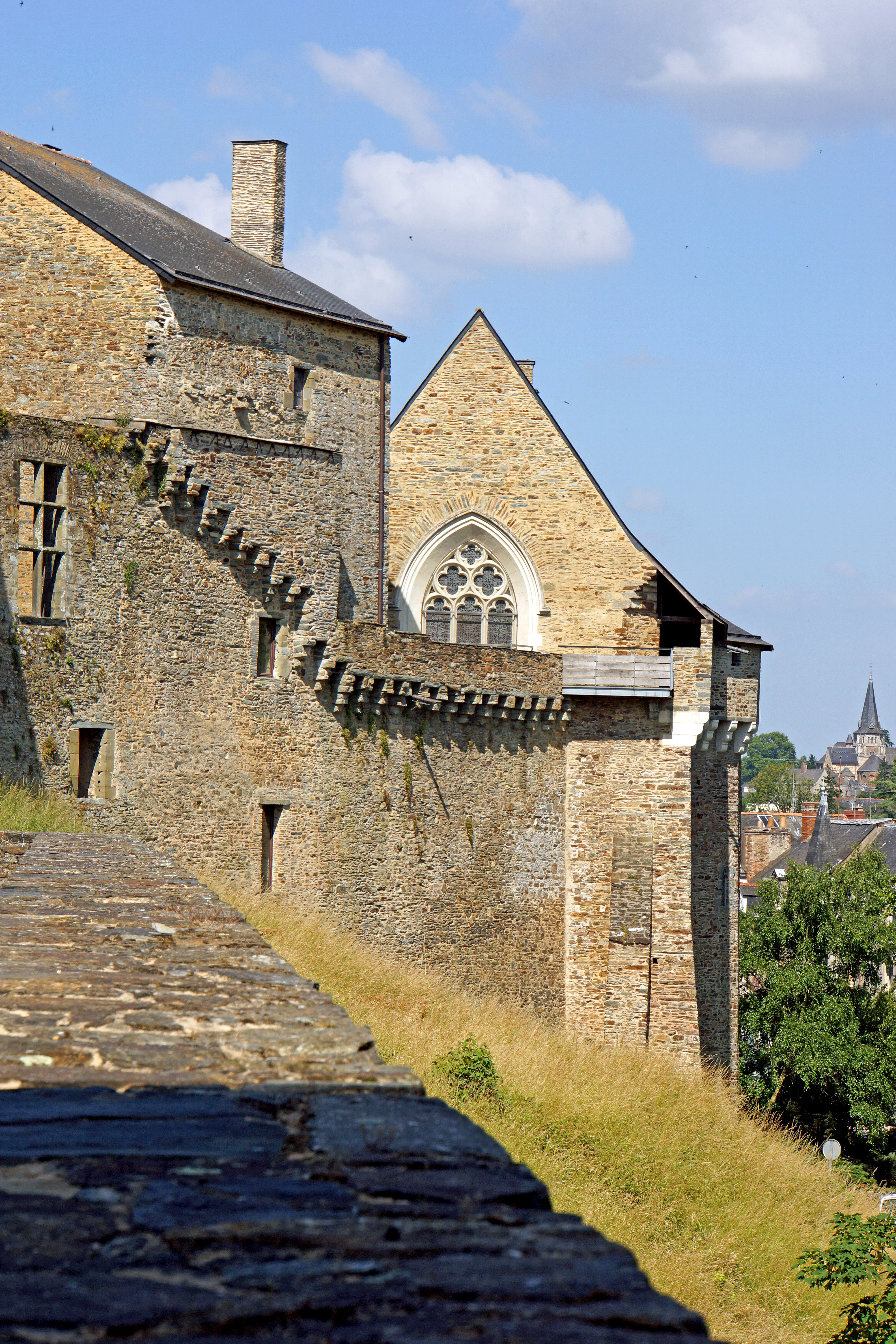
La chapelle vue du donjon.
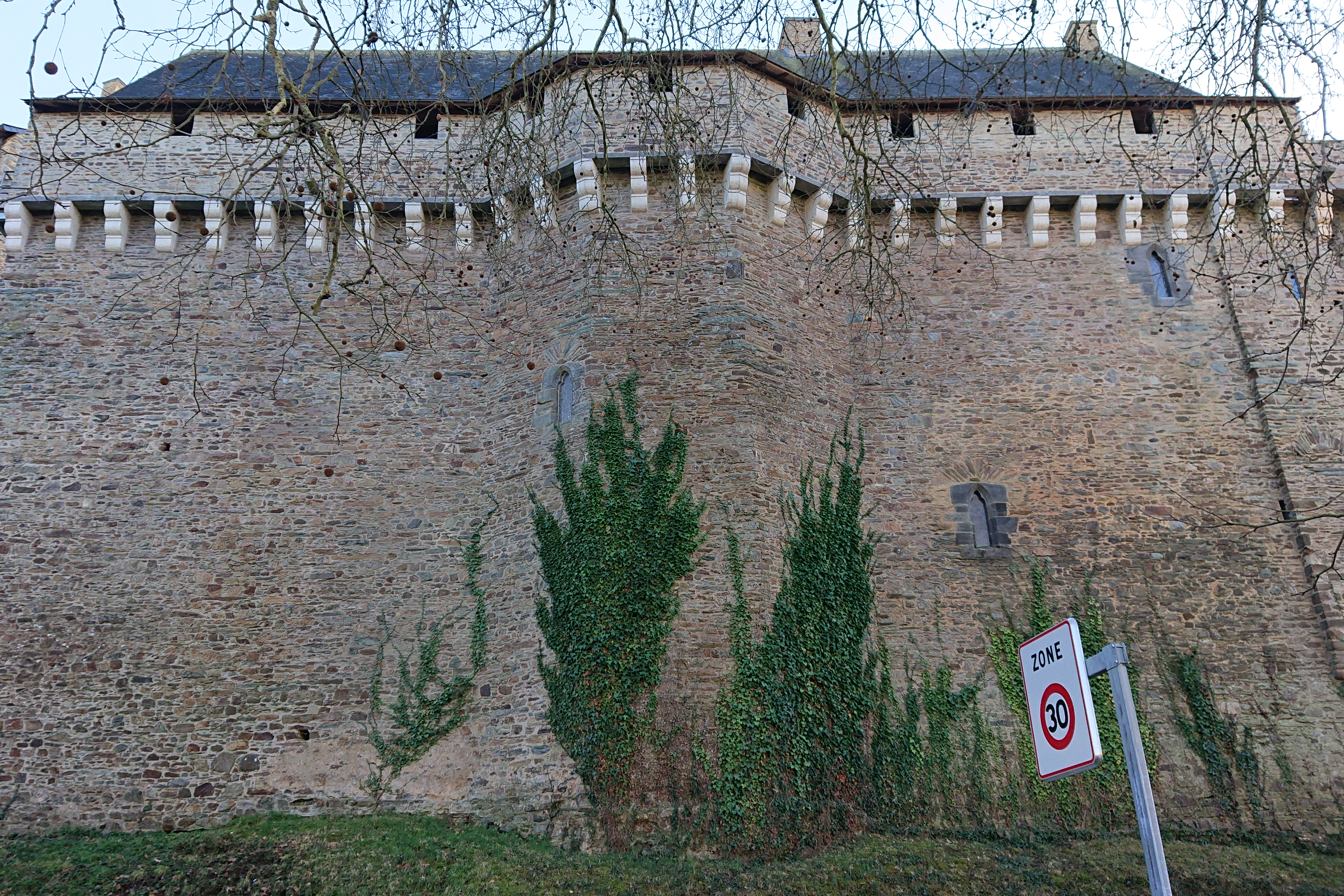
La chapelle vue de l'étang de la Torche.
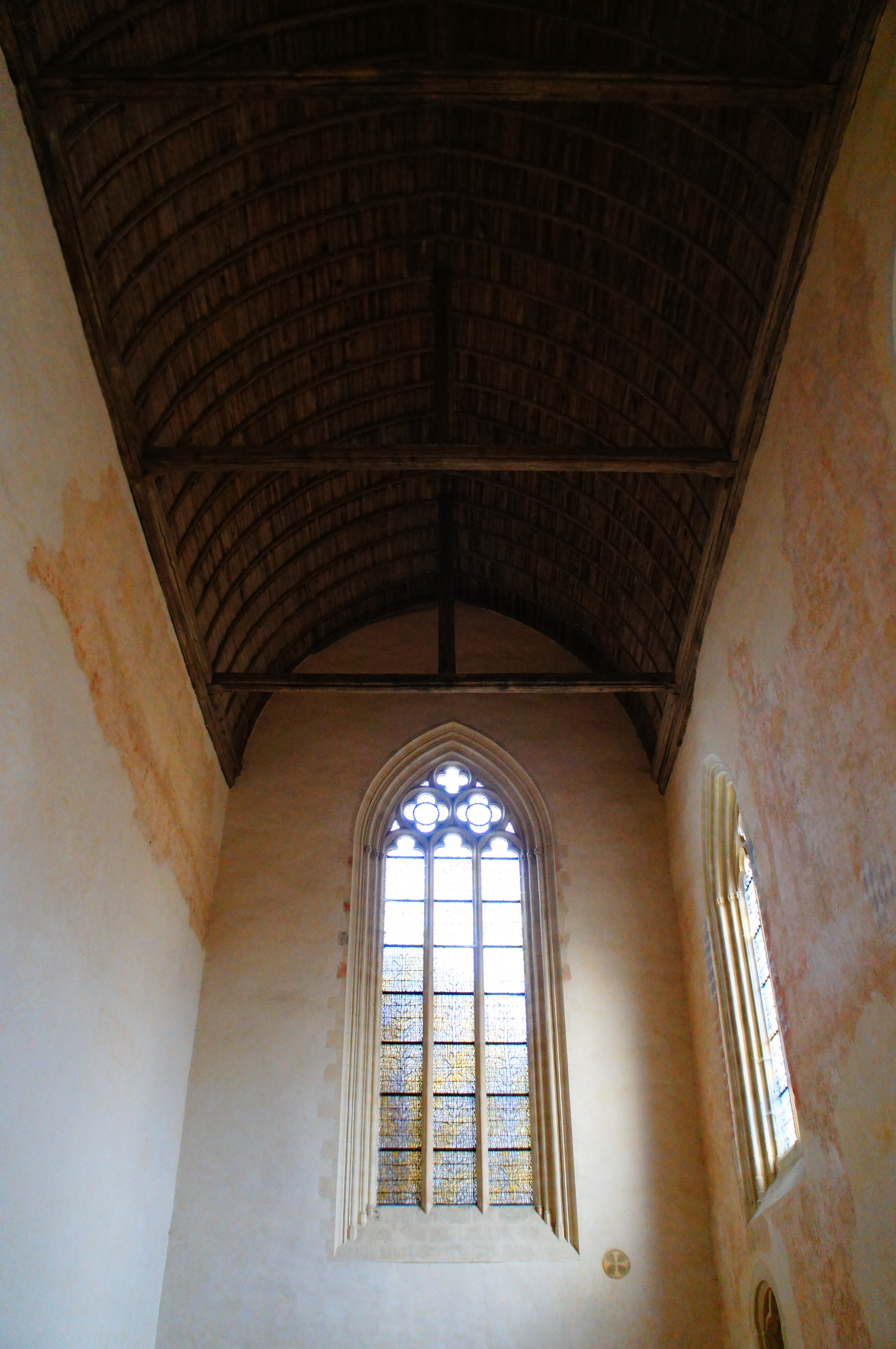
La nef vue vers l'est.
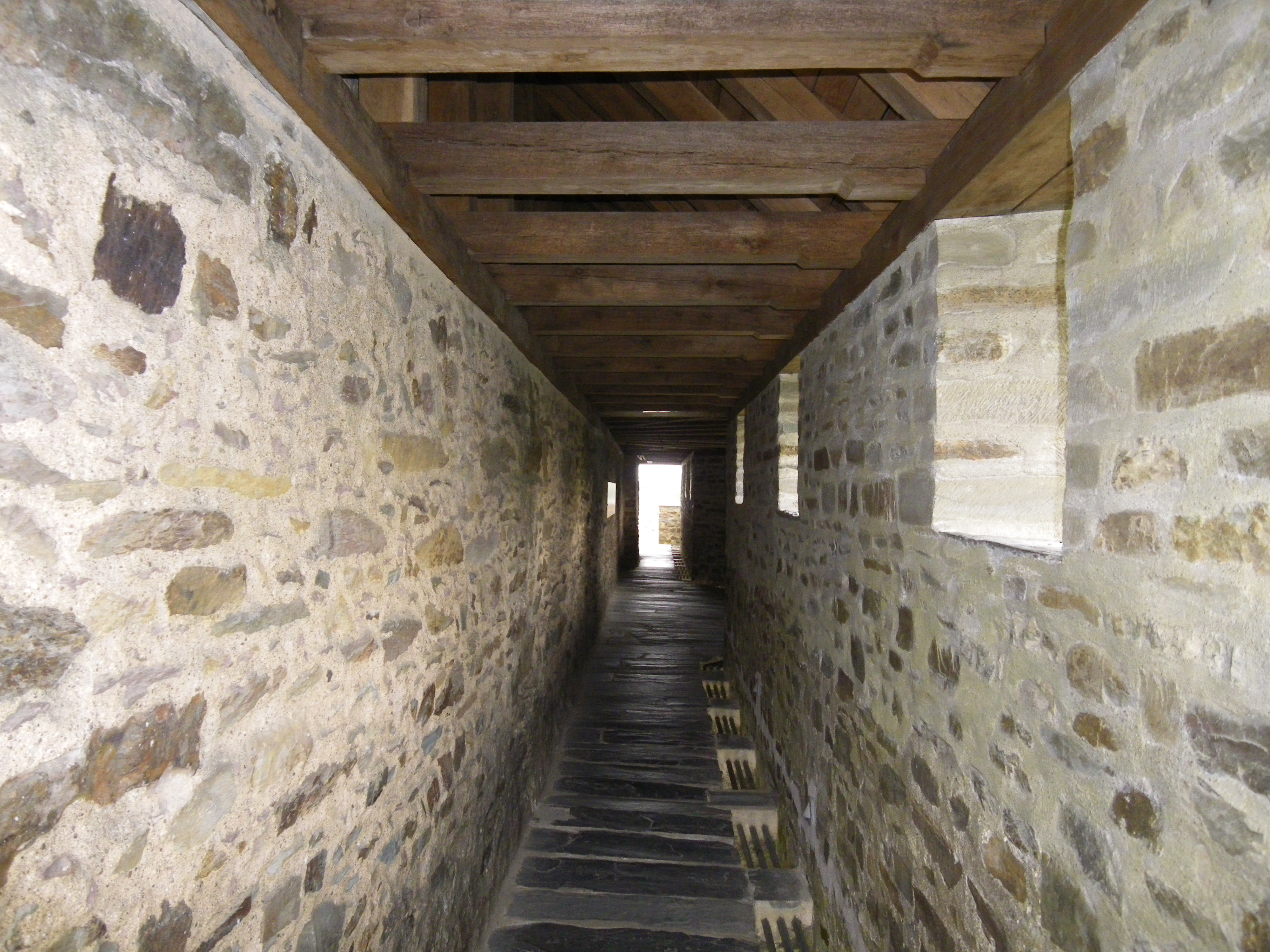
Le chemin de ronde.
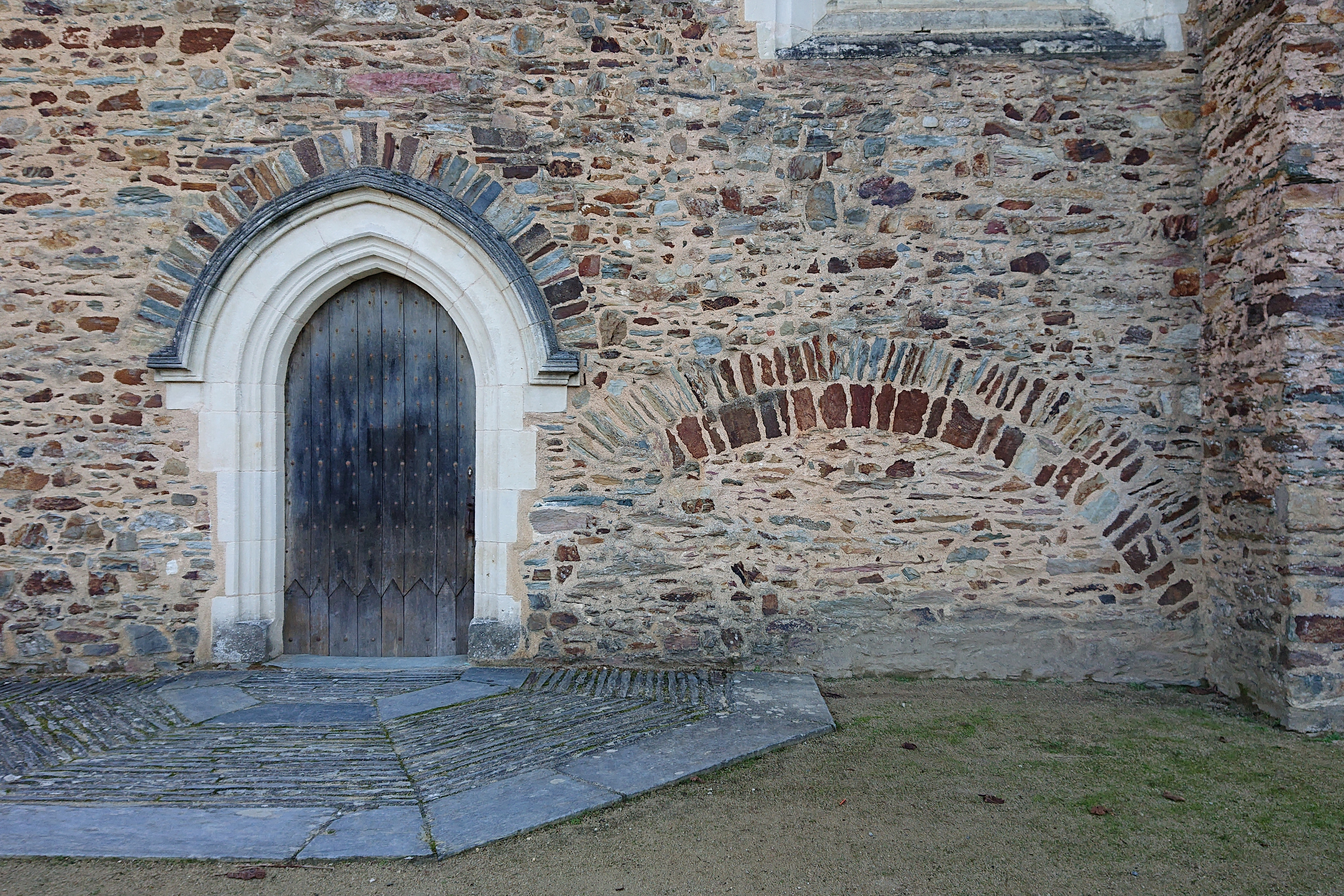
Porte de la chapelle et arc du XIIIe siècle.
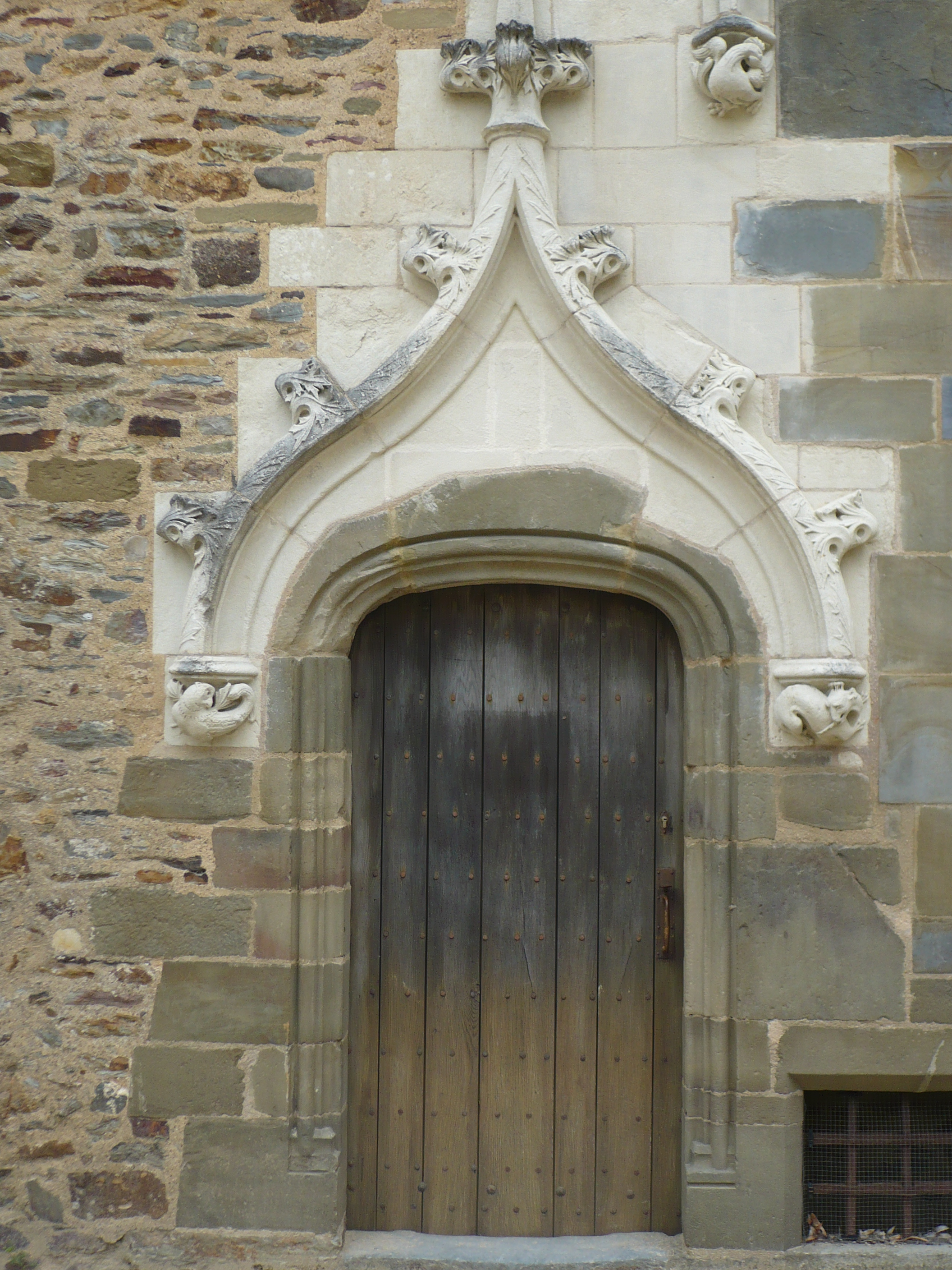
Porte du logis du chapelain.

#### Châtelet

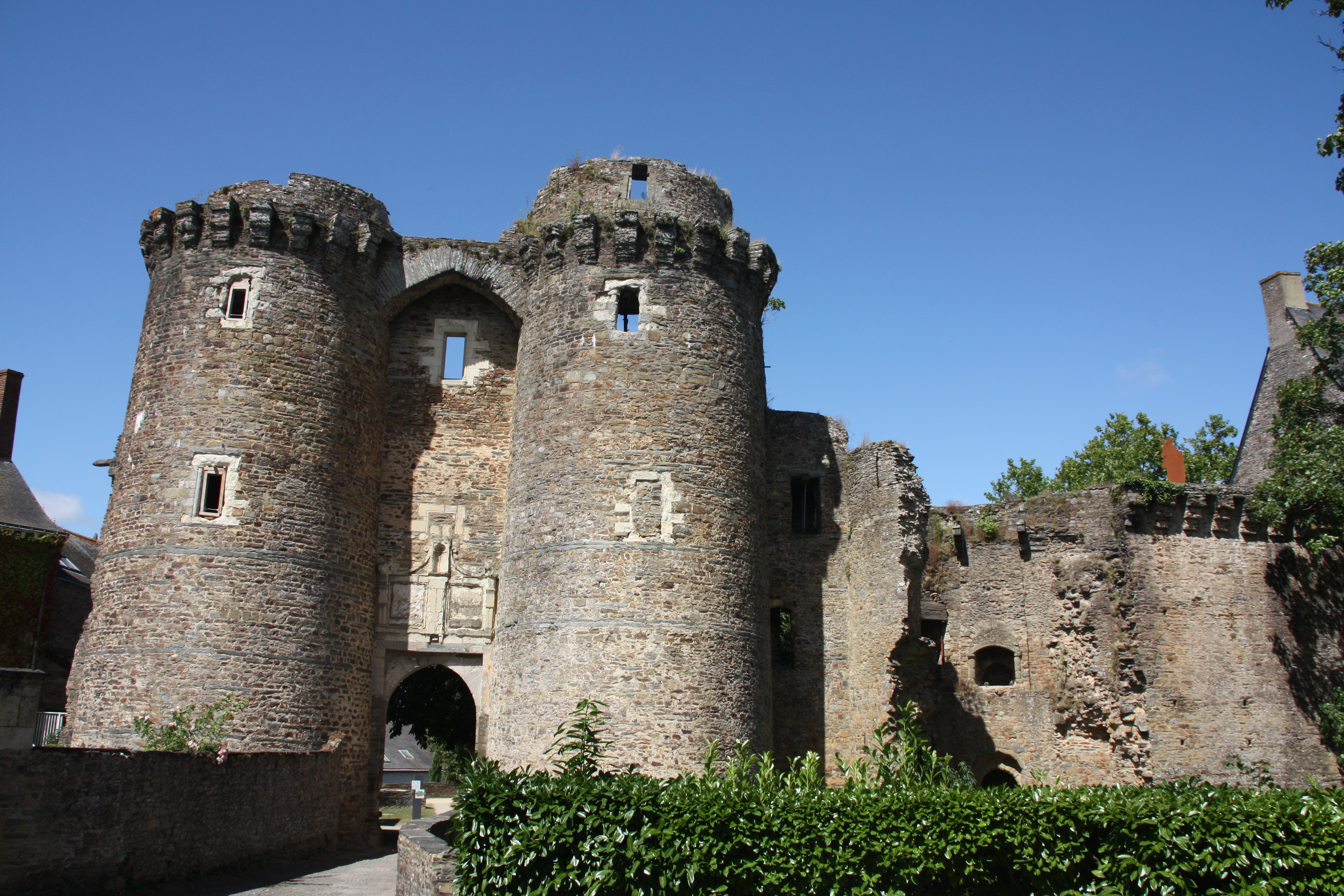
Vue de la face externe du châtelet et de la tour éventrée attenante.

Le châtelet fait partie de la courtine qui sépare la haute-cour de la basse-cour. Il constitue l'un des deux accès vers la haute-cour, avec la poterne qui reliait cette cour à la ville close. La portion située entre le châtelet et la muraille ouest du château a disparu. Il n'en reste que l'amorce, sur la tour sud du châtelet, et un reste de douve. Cette portion existe encore au début du XIXe siècle, et elle a vraisemblablement disparu lors de la construction de la sous-préfecture. Le châtelet ainsi que la tour attenante sont en ruine depuis leur démantèlement à l'issue des Guerres de Religion.
Le châtelet, construit au XIVe siècle, comprend deux hautes tours qui encadrent une porte unique. Les deux tours devaient atteindre 25 m de haut avec leur toiture conique. Si l'élévation extérieure est bien préservée, la façade sur la haute-cour a presque entièrement disparu. L'élément, constitué de quatre étages, devait avoir une profondeur faible. Les salles dans les tours, de plan polygonal, communiquaient au-dessus de la porte par un petit passage central. Les deux tours sont pratiquement identiques, et elles montrent toutes les deux les mêmes consoles de mâchicoulis, et le même appareillage en pierre calcaire des baies. La maçonnerie est soignée, avec des assises de schiste disposées régulièrement. La tour sud a cependant un volume intérieur plus réduit, et l'appareil avec laquelle elle est construite est mieux choisi. Le dispositif de défense de la porte est limité. Le châtelet ne semble pas avoir été muni d'un pont-levis, et seule une herse pouvait bloquer l'entrée. Au sommet, un arc brisé masque un assommoir placé au-dessus de l'entrée. Le style des ouvertures et des consoles de mâchicoulis se rapproche de celui du donjon. Un frontispice au décor maniériste a été ajouté à la Renaissance au-dessus de la porte. C'est peut-être l'œuvre de Jean Delorme, ou de son frère Philibert. L'ajout du frontispice a entraîné la condamnation d'une fenêtre médiévale. Il portait deux blasons, martelés à la Révolution, mais les deux épées et la cordelière qui peuvent encore se deviner dans les cartouches signifient qu'il s'agissait des armoiries du connétable Anne de Montmorency.

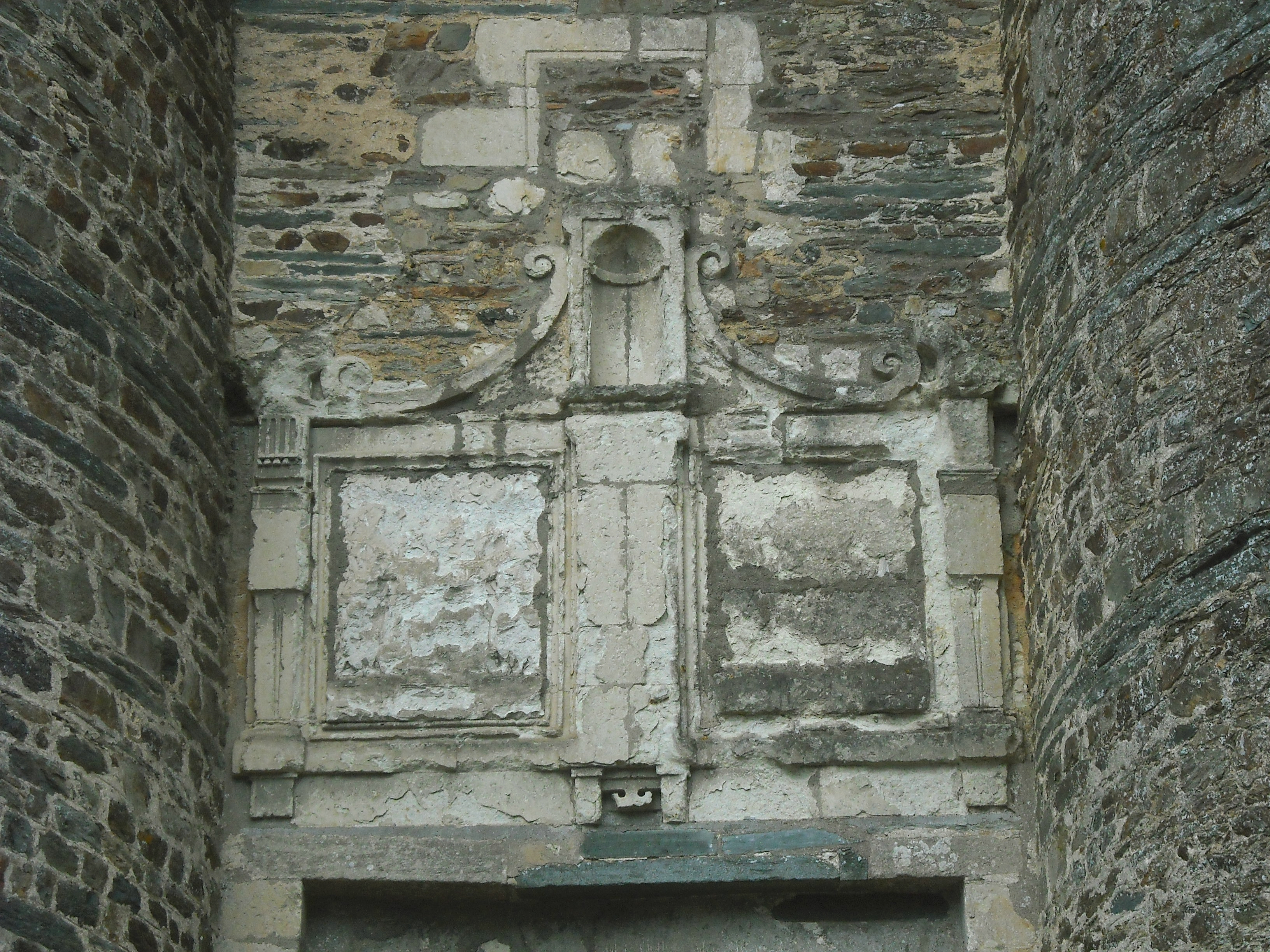
Le frontispice Renaissance.

Entre le châtelet et le donjon se trouvent les restes d'une tour, éventrée sur toute sa hauteur. Ronde et similaire aux tours du châtelet, elle date du XIIIe siècle, mais elle a été reprise au XIVe siècle. La cheminée du premier étage et l'encorbellement d'une autre cheminée dans l'étage supérieur datent ainsi de cette époque. Les lignes de fracture suivent l'emplacement des archères, et la tour n'est pas liée à la courtine dans sa maçonnerie. La courtine du XIIIe siècle semblait passer en arrière de la tour, et la nouvelle, construite au XIVe siècle plus en avant, est contemporaine de la première campagne de construction du donjon. La tour était desservie par un escalier à vis situé derrière le pan de mur qui la sépare du châtelet. Il n'en reste qu'une cage éventrée. Cet escalier desservait aussi le châtelet. La tour permettait de protéger efficacement le châtelet, ce qui explique sûrement pourquoi elle a été totalement démantelée alors que les deux tours du châtelet, moins bien équipées, ont été conservées dans leur partie extérieure.

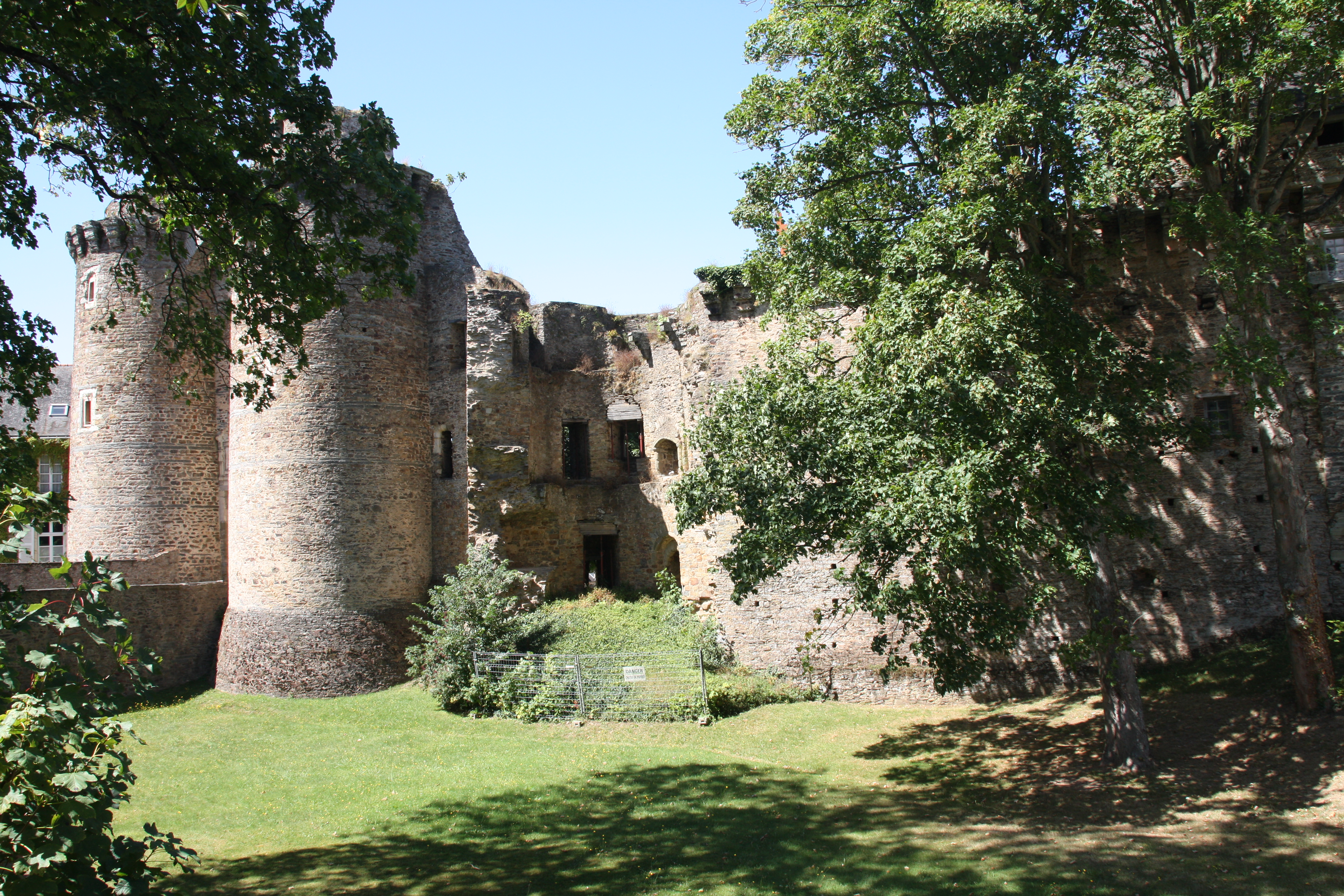
Le châtelet et sa douve.
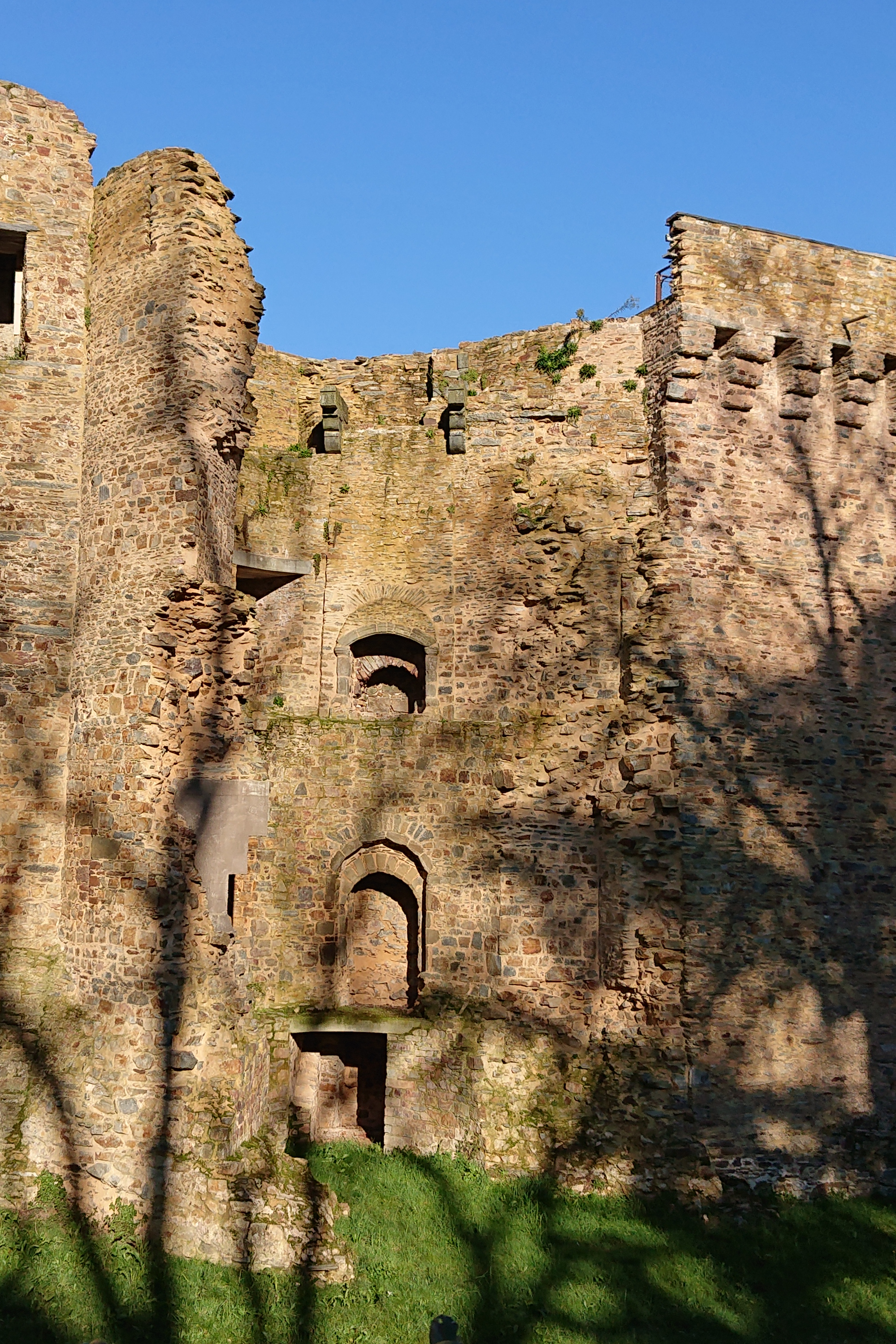
La tour éventrée.
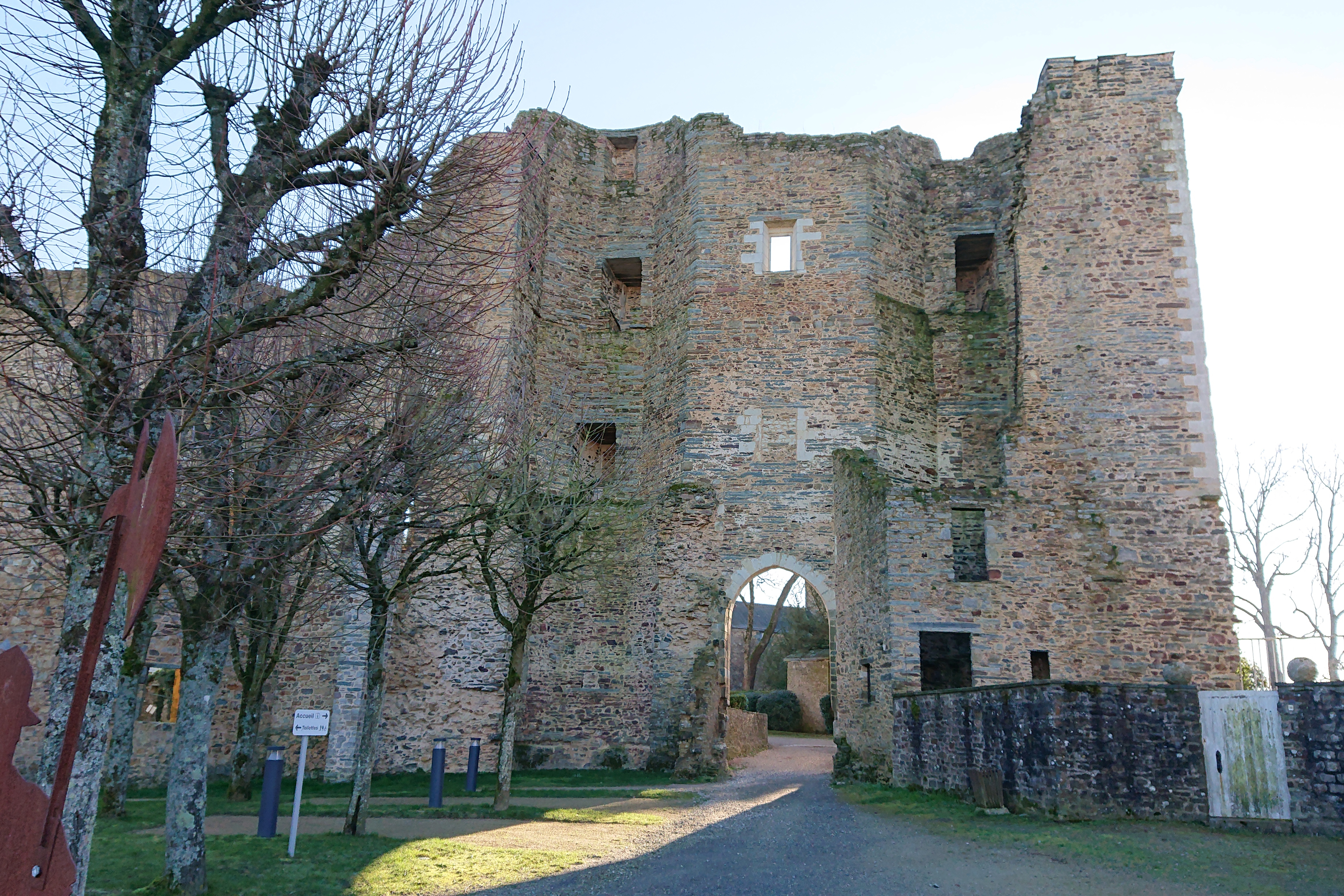
Face interne du châtelet.
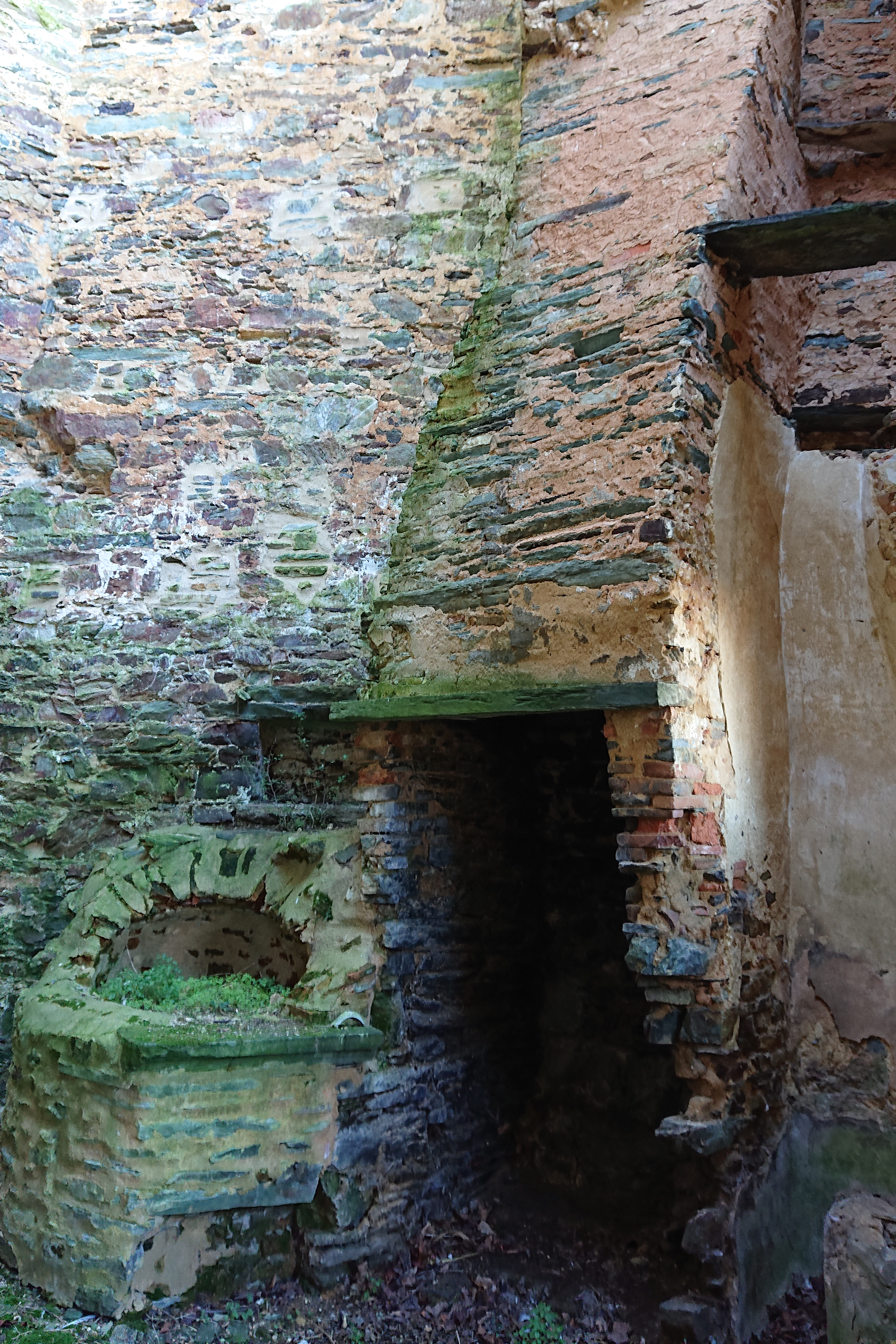
Intérieur de la tour sud.

#### Tour de la Torche

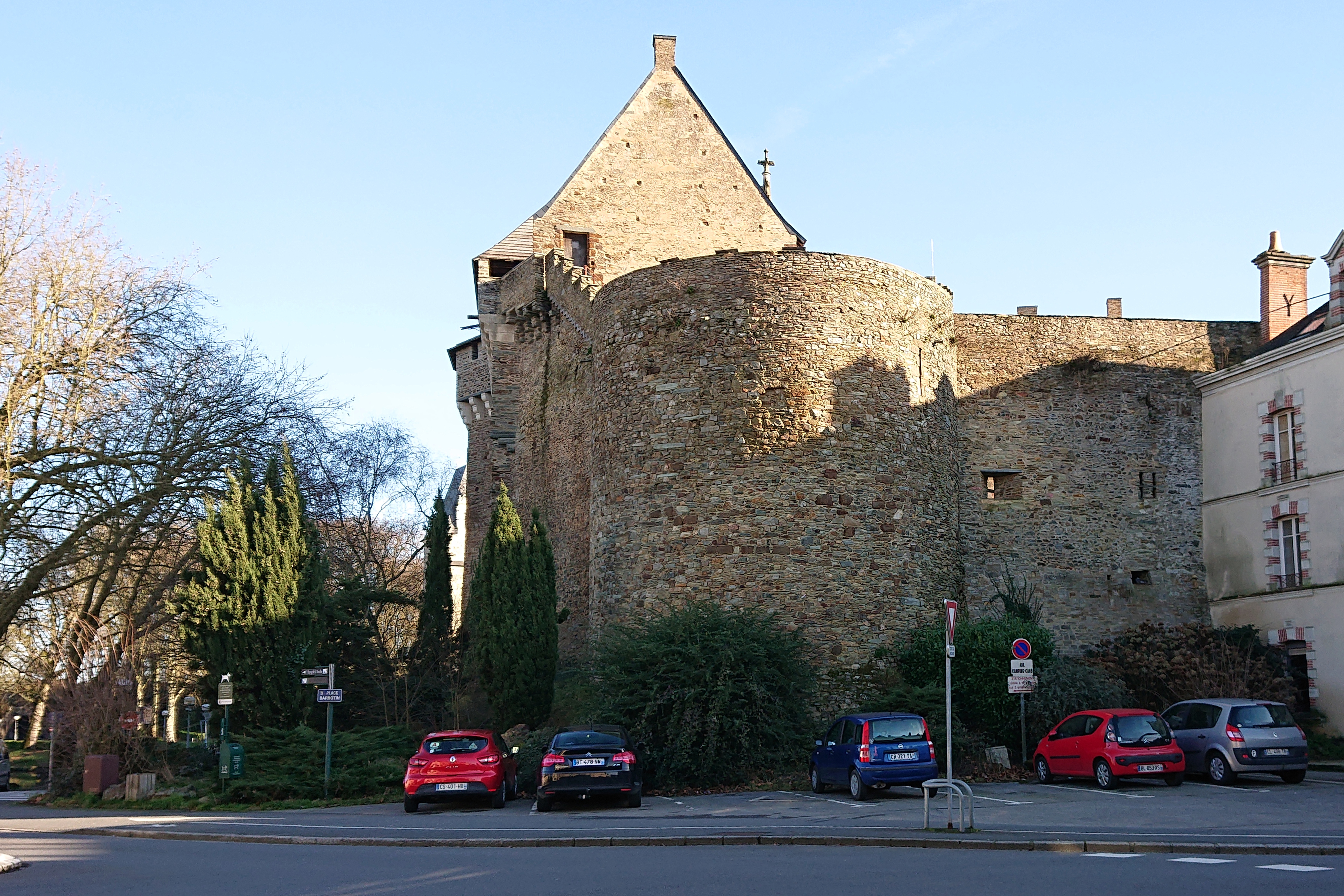
La tour vue de l'extérieur du château.

Cette tour occupe l'angle nord-ouest du château et de sa haute-cour. Voisine de la chapelle, la tour commandait la défense du pont sur la Chère situé en contrebas. Elle permettait aussi une protection supplémentaire de la porte de la Torche, qui faisait partie des remparts de la ville. La porte a été détruite en 1838 lors du percement de la rue du Château. L'intérieur de la tour de la Torche, ainsi que le fossé qui se trouvait en dessous, ont été comblés vers 1640 par les gravats résultant des travaux de Henri II de Bourbon-Condé sur la chapelle et le donjon. La tour semble remonter au XIIIe siècle, soit l'époque de construction de l'enceinte du château. La tour fait dix mètres de diamètre pour des murs dont l'épaisseur varie de 1,42 m d'épaisseur côté cour à 3 m vers l'extérieur. Seul le rez-de-chaussée communiquait avec la cour. Le premier étage était accessible via le chemin de ronde, et un escalier le reliait au deuxième étage, qui a complètement disparu. La tour aurait été construite un peu avant la chapelle, et elle était peut-être été coiffée d'un hourd dont il ne reste pas de trace. La tour n'est pas liée directement à la courtine, qui semble avoir été construite postérieurement. Cette disposition courante permettait de limiter la largeur des brèches en cas d'attaque. Les travaux archéologiques ont permis de retrouver la trace d'une brèche percée dans la tour à la toute fin du Moyen Âge, vraisemblablement lors du siège de 1488. La tour a plus tard été reconstruite et munie de deux canonnières.

#### Remparts

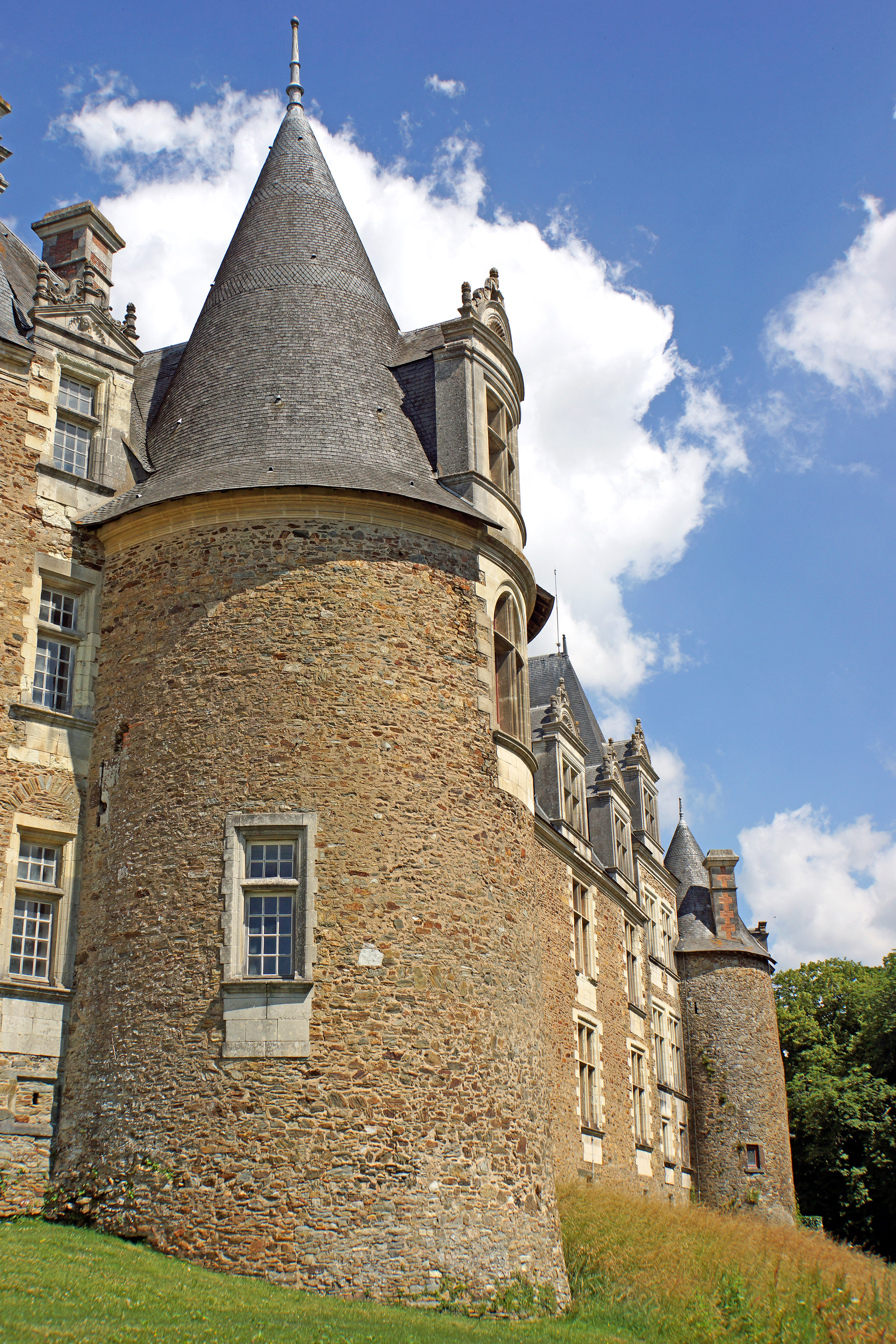
Le front oriental repris dans les logis Renaissance.

Le front oriental, qui fait face à l'Anjou, a été repris dans les logis Renaissance. Néanmoins, il conserve ses dispositions primitives. Long d'environ 150 m, il forme un arc de cercle muni de quatre tours. La tour d'angle au sud-est, qui se trouve à l'extrémité des logis, était autrefois à cheval sur l'enceinte, et un mur la reliait au Pavillon des Champs. Vers le nord, une courtine d'une trentaine de mètres en angle brisé la raccorde à une demi-tour. Cette dernière, qui contient l'oratoire dit « de Françoise de Foix » présente encore deux archères, l'une à l'étage, l'autre au rez-de-chaussée. Chacune de ces archères prenait en enfilade un côté de la courtine. L'enceinte entre cette demi-tour et la suivante plus au nord a été remplacée par un nouveau mur à la Renaissance. Cette portion fait 40 m de long. La tour suivante possède une archère, orientée vers la courtine au sud. La portion de courtine suivante a été profondément remaniée à la Renaissance lors de la construction du Bâtiment des Gardes, mais elle conserve une grande épaisseur de 2,20 m. Une quatrième tour est posée en écharpe au nord, à l'extrémité de l'enceinte. À la Renaissance, chacune des tours a été arasée à la même hauteur.
Le front nord est celui qui a le mieux gardé son apparence médiévale, même s'il présente surtout un aspect ruiné. À son extrémité orientale, il a été altéré par la construction d'un pavillon carré au XVIe siècle, adjacent au Bâtiment des Gardes, et la courtine entre ce logis et le donjon est fortement dégradée. Elle a d'ailleurs perdu une demi-tour, qui se trouvait en son centre et qui est encore visible à travers la maçonnerie. La courtine monte au donjon au moyen d'une rampe qui se lie au premier étage. De ce côté-ci, le donjon forme un ressaut car la courtine rejoint son flanc plutôt que son angle extérieur, mais de l'autre côté la liaison entre les deux est plane. La courtine s'avance ensuite sur une quarantaine de mètres jusqu'à la chapelle. Comme sur le versant nord du donjon, la muraille bute contre le pignon de la chapelle, et cette saillie est renforcée par un contrefort. Ensuite, la muraille longe le mur gouttereau de la chapelle, jusqu'à atteindre la tour de la Torche. Un chemin de ronde à mâchicoulis relie cette tour au donjon.
Le front ouest, côté ville, est mal préservé, car les parties supérieures de la muraille ont été arasées ou reprises dans la construction de la sous-préfecture, et des maisons particulières, construites sur le flanc du château, masquent les parties basses. Les remparts suivaient ici les contours du plateau, induisant un angle rentrant assez important dans la partie sud. Ils comprenaient une demi-tour ainsi que la poterne qui reliait directement la haute-cour à la ville close. La courtine se terminait au sud par une tour qui a été absorbée dans le bastion. Le front sud a été tout autant altéré, notamment parce qu'il a été modifié jusqu'à la fin du XVIe siècle. Il est marqué en son centre par le Pavillon des Champs, et il ne comporte pas de tours en dehors de celle englobée dans le bastion à l'ouest et celle qui se trouve à l'extrémité des logis Renaissance à l'est.

#### Pavillon des Champs

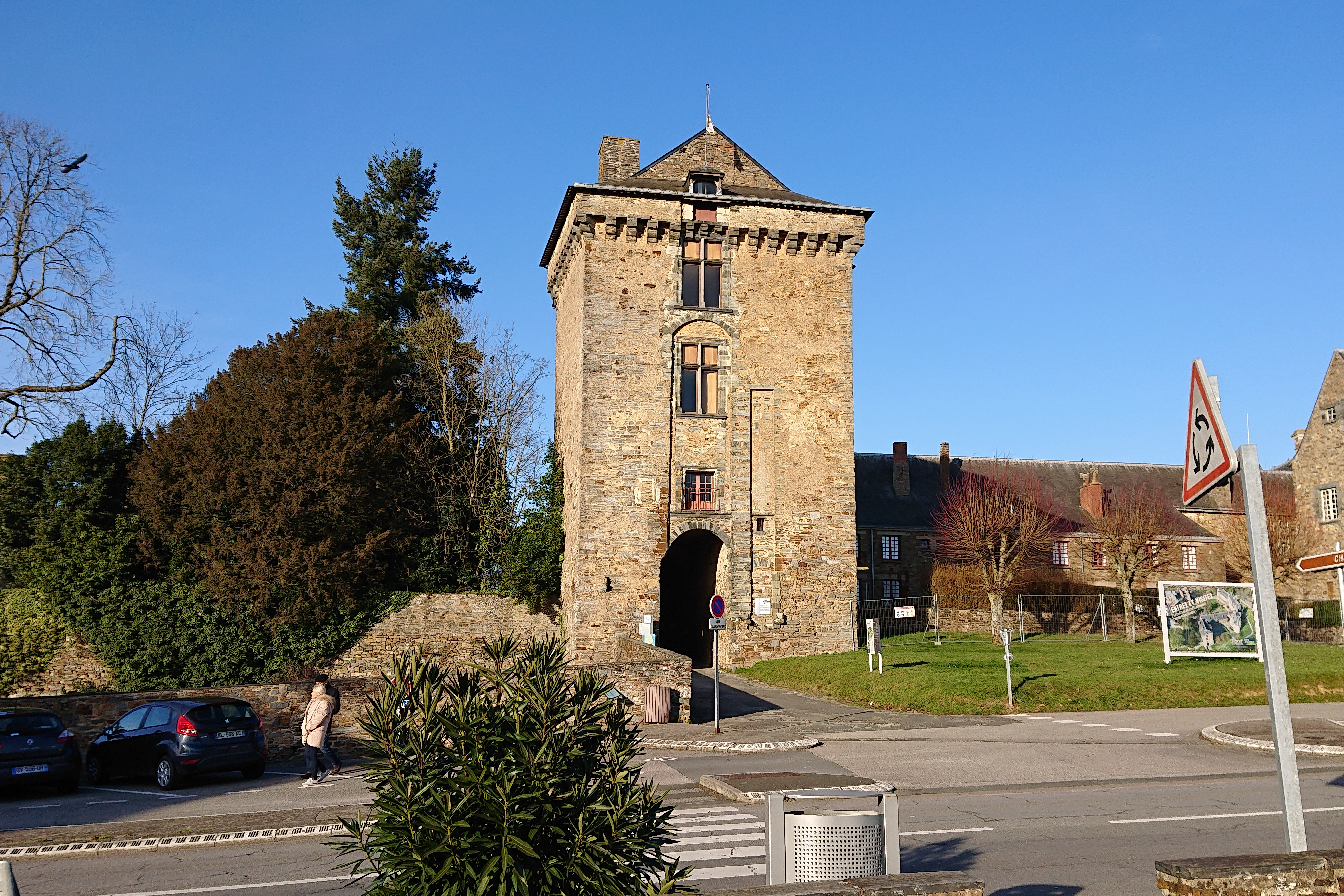
Le pavillon vu de la place Charles-de-Gaulle.

Le Pavillon des Champs, qui forme l'entrée principale du château, ouvre la basse-cour sur le sud. Il communiquait autrefois avec l'extérieur de la ville, d'où son nom. Le pavillon est une tour massive, de seize mètres sur onze de côté, offrant à l'extérieur sa plus petite face. À l'origine, le pavillon était protégé par des douves, dont il ne reste qu'une portion vers l'ouest. Haut de quatre étages, il comprenait deux entrées, une porte principale, encore visible, et une entrée piétonne, qui a été murée. Chacune était munie d'un pont-levis. La structure du pavillon montre que celui-ci a été repris à de multiples reprises. La moitié postérieure, du côté du château, remonte au XIVe siècle. Lors de sa construction, cette partie était alignée à la courtine et elle ne saillait pas à l'extérieur. La partie antérieure, qui s'avance largement au dehors de l'enceinte, semble dater du XVe siècle. Elle aurait été construite lors de travaux de fortification avant le siège de 1488, dans une volonté d'adapter le château aux progrès de l'artillerie, avec notamment l'ajout de casemates. Ensuite, elle aurait été restaurée au tout début du XVIe siècle. Le Pavillon des Champs a été réaménagé en prison au XIXe siècle, et il a accueilli des prisonniers de 1839 à 1926.
Les murs côté extérieur font de 2,60 à 1,40 m, tandis que les murs tournés vers l'intérieur du château ont une épaisseur variant entre 1,40 et 1 m. La partie la plus récente du pavillon possède des mâchicoulis, et leur aspect (des consoles très avancées, avec un talon renversé, un quart de rond et un larmier droit, le tout surmonté d'un listel) est caractéristique du début du XVIe siècle. Le contraste entre les deux époques apparaît également dans les différences de tracé des arcades du passage : en arc brisé côté cour, en plein cintre côté extérieur. À huit mètres du mur de façade, la tour comprend aussi un gros mur de refend, marqué au niveau du passage par un arc en calcaire, brisé à double rouleau, similaire à l'arc côté cour. Le sol du passage a été abaissé à l'époque contemporaine, et le niveau d'origine était situé environ 1,80 m plus haut, comme l'indique la poterne piétonne qui se trouve à droite de l'entrée principale. Cette poterne murée conserve l'un des encorbellements de son pont-levis. Elle ouvrait sur un corridor, qui communique avec le passage principal au moyen d'une porte, et avec un escalier à vis situé tout au fond, contre la façade postérieure du pavillon. La partie antérieure comprend deux casemates d'artillerie qui s'ouvrent sur trois meurtrières à couleuvrine. À l'arrière, l'escalier à vis est inséré dans une tourelle carrée, qui est décorée d'un frontispice de style Renaissance, probablement ajouté par Anne de Montmorency et qui rappelle les cheminées du château d'Anet. Ce frontispice pourrait être l'œuvre de Jean Delorme ou de son frère Philibert Delorme.

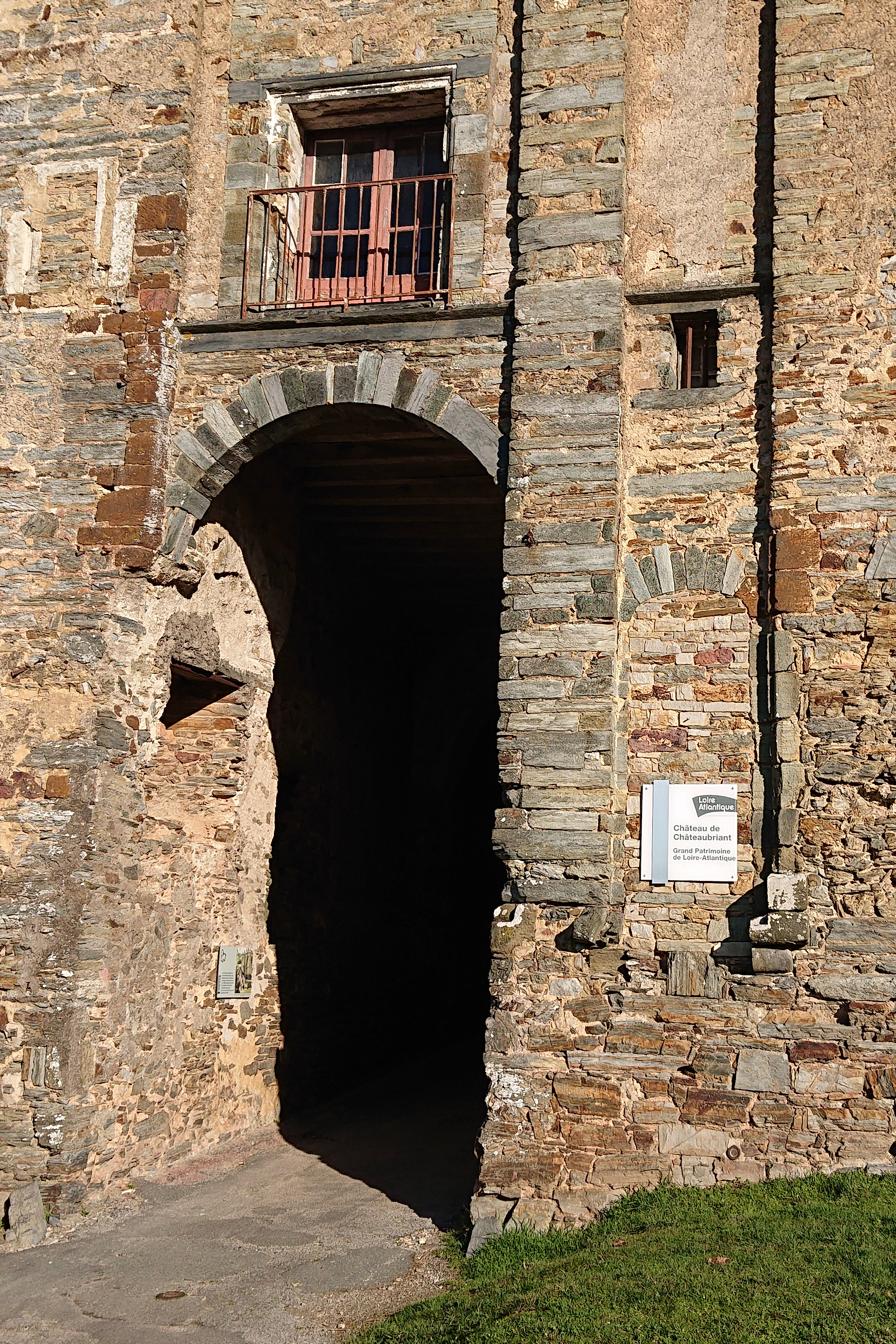
Le passage et l'ancienne poterne.
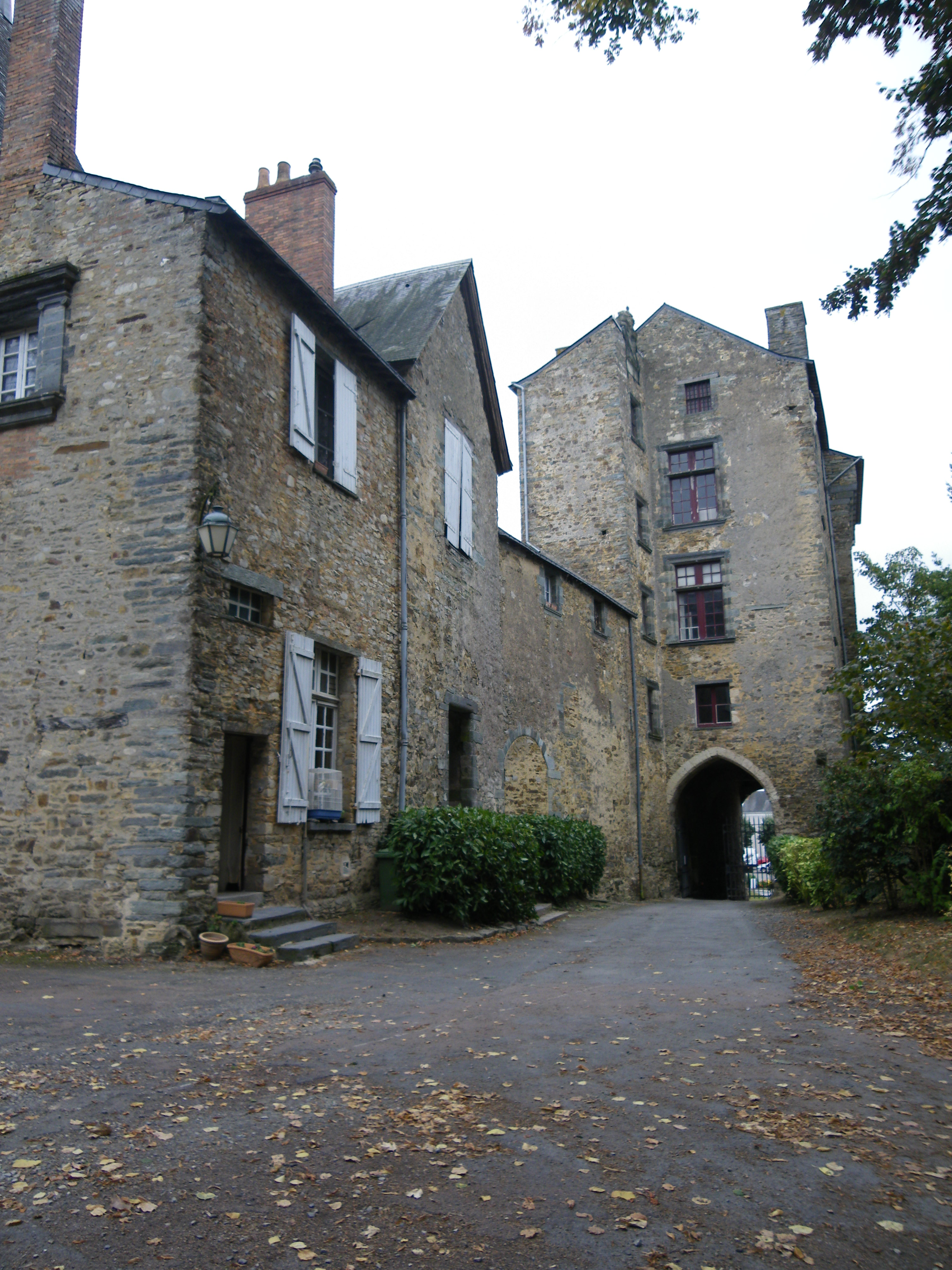
La face arrière du pavillon.
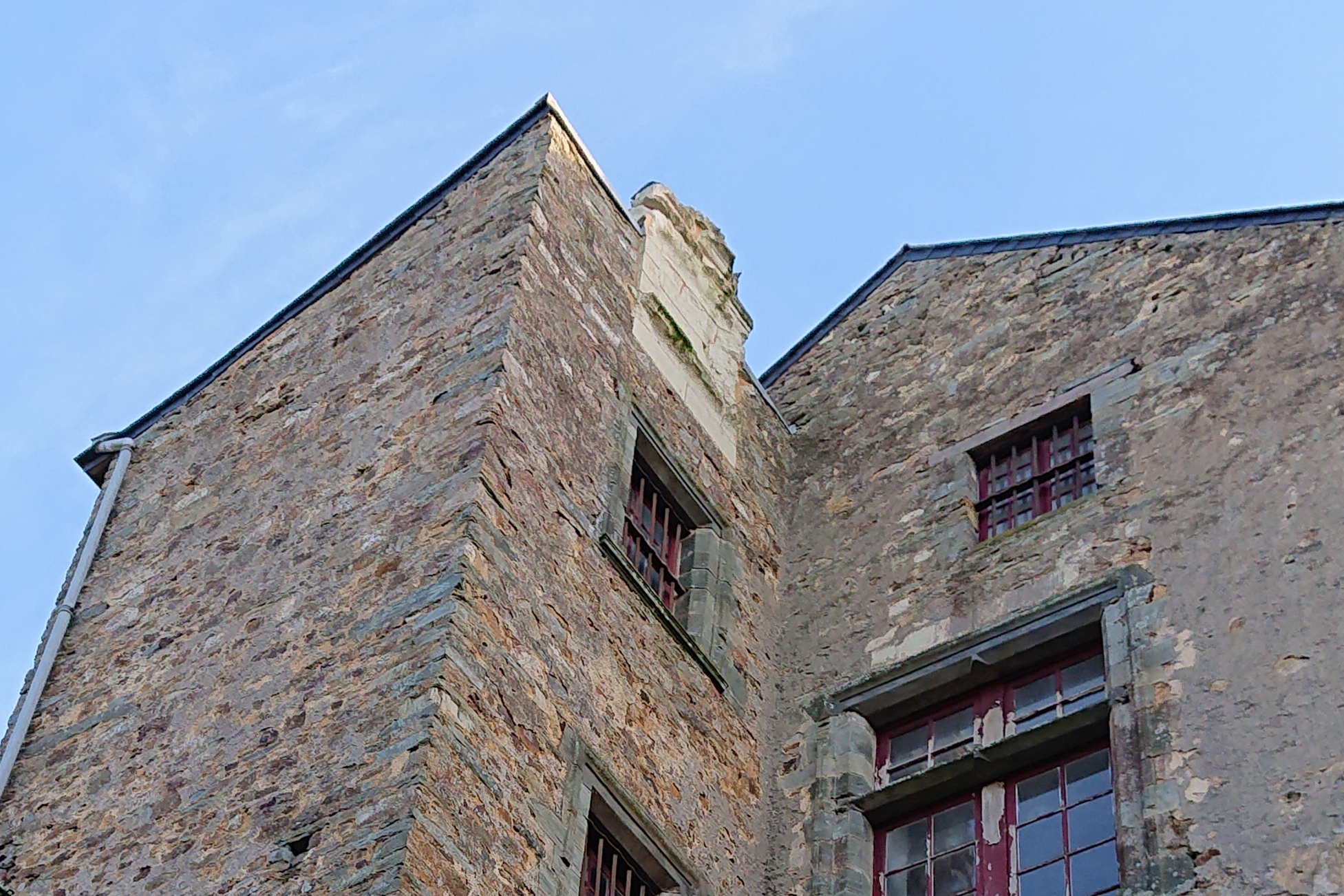
Le frontispice à l'arrière.
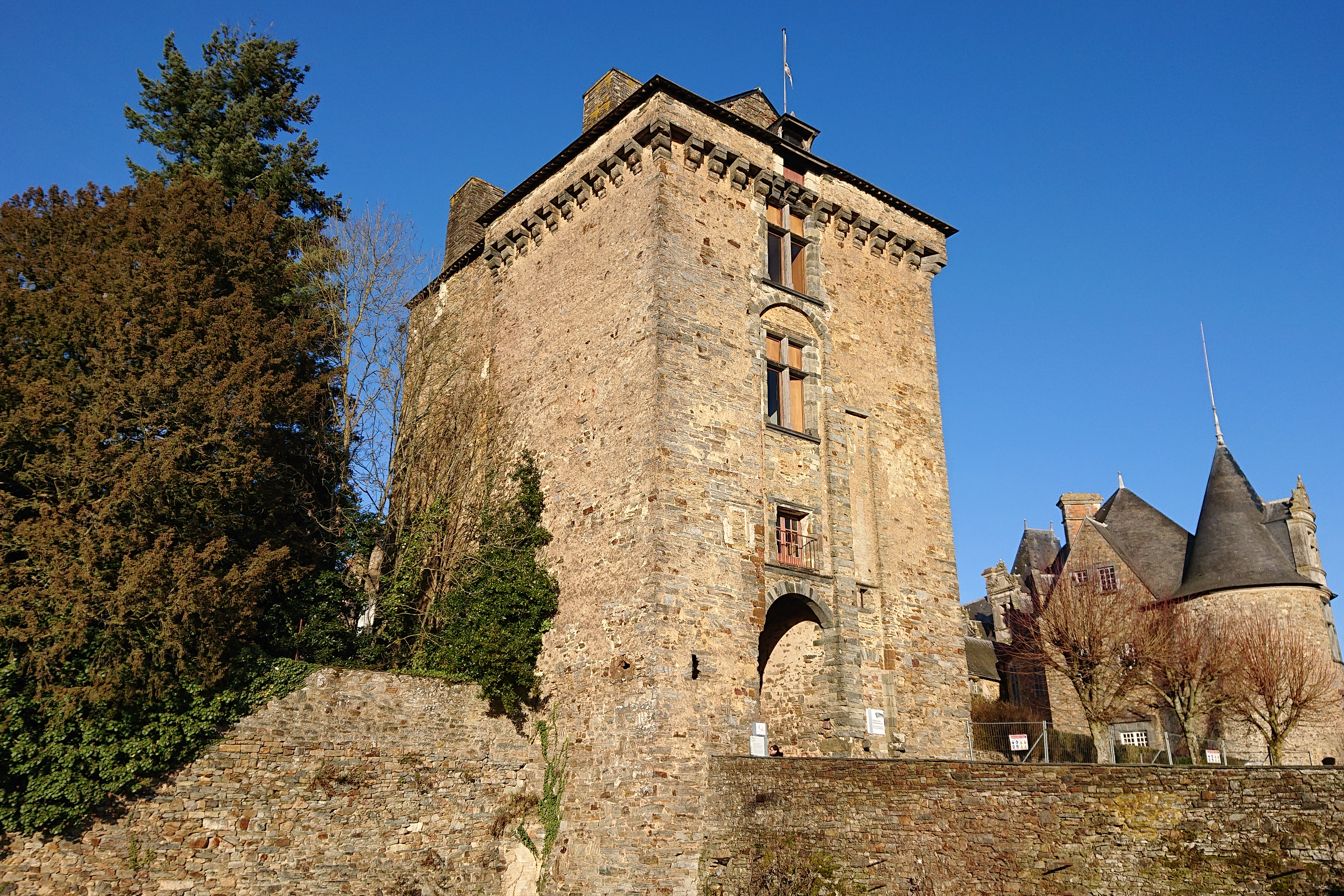
Le pavillon vu de la douve.
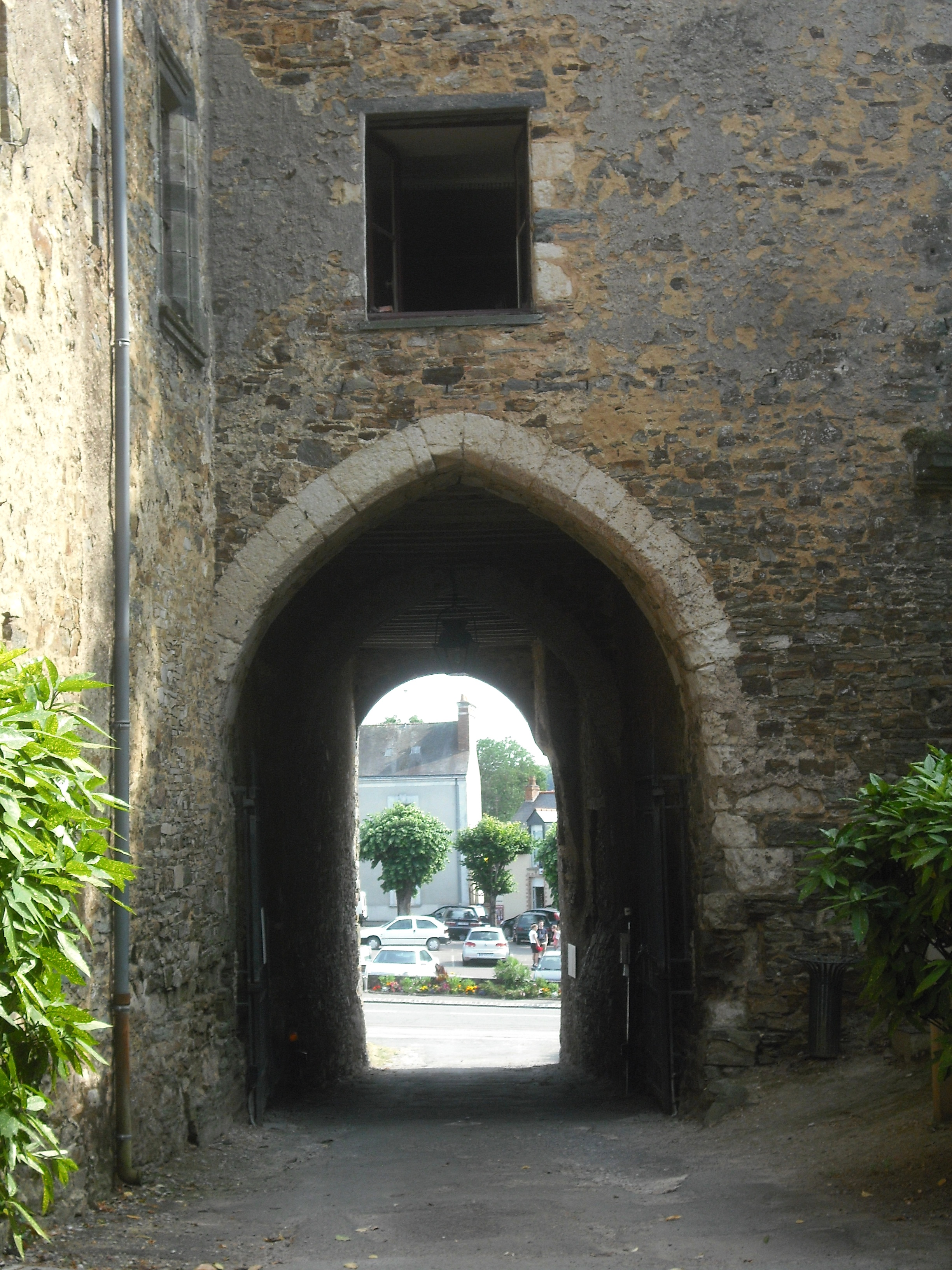
Le passage côté cour.
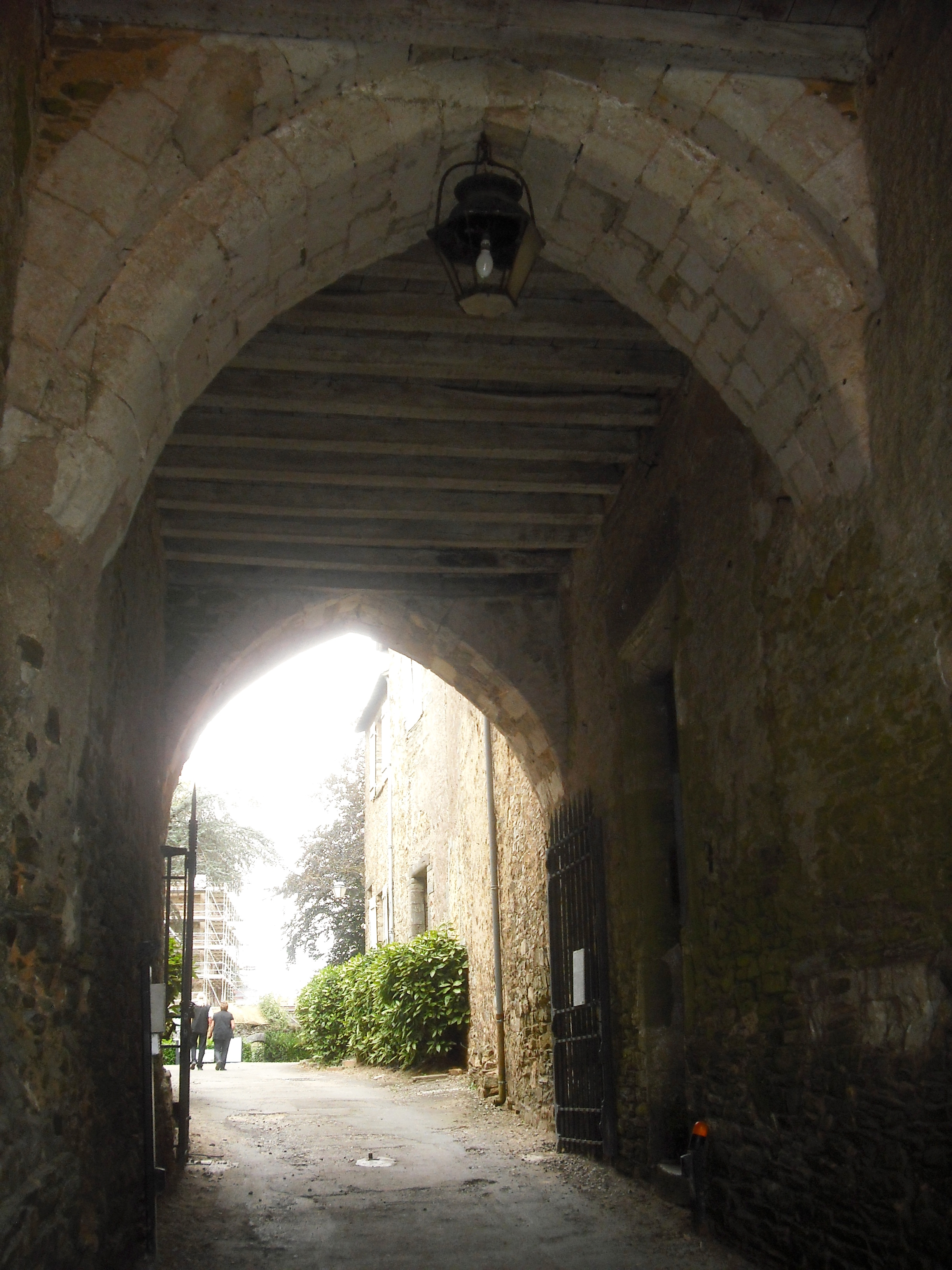
L'intérieur du passage.
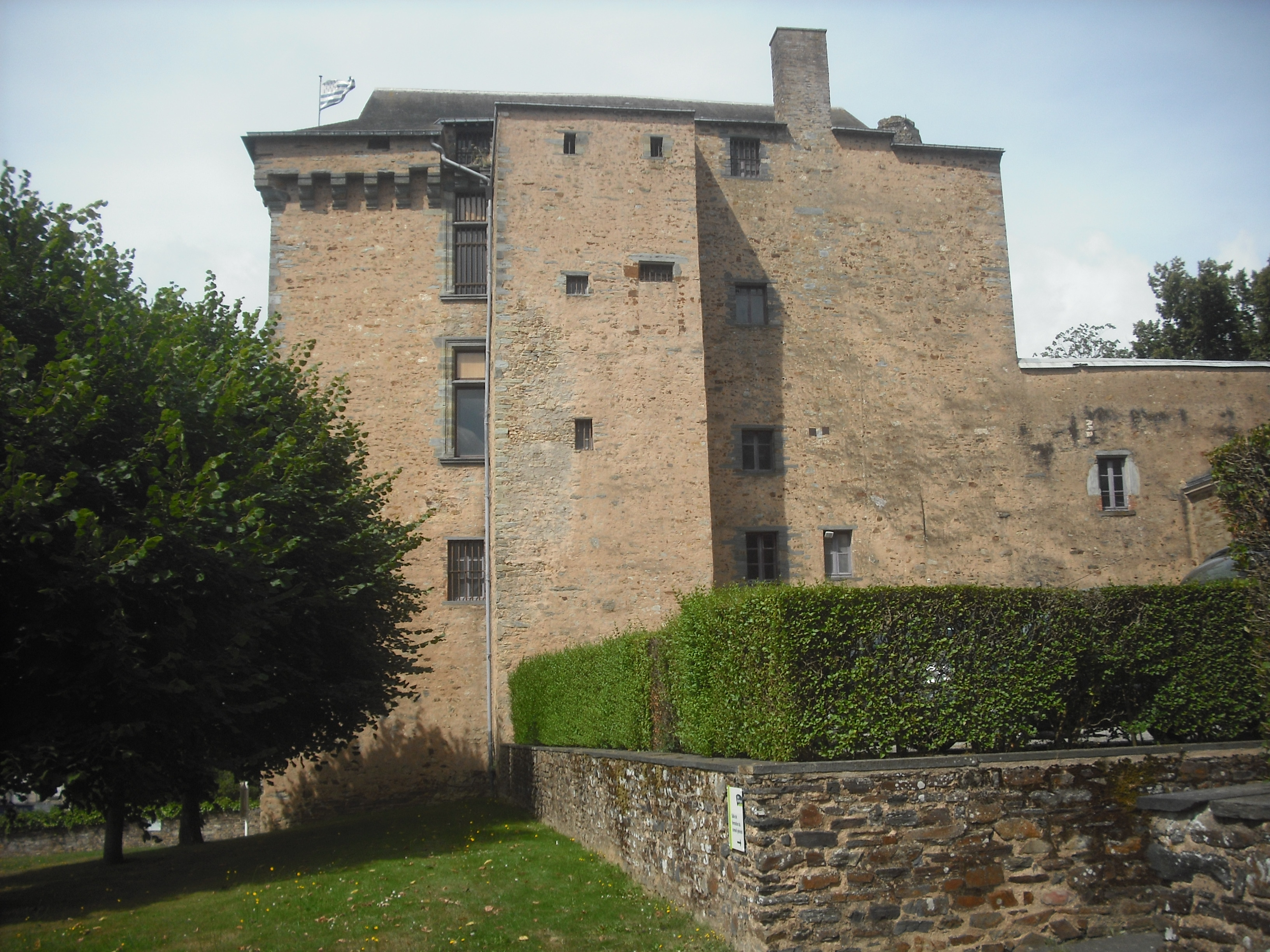
La face orientale du pavillon.
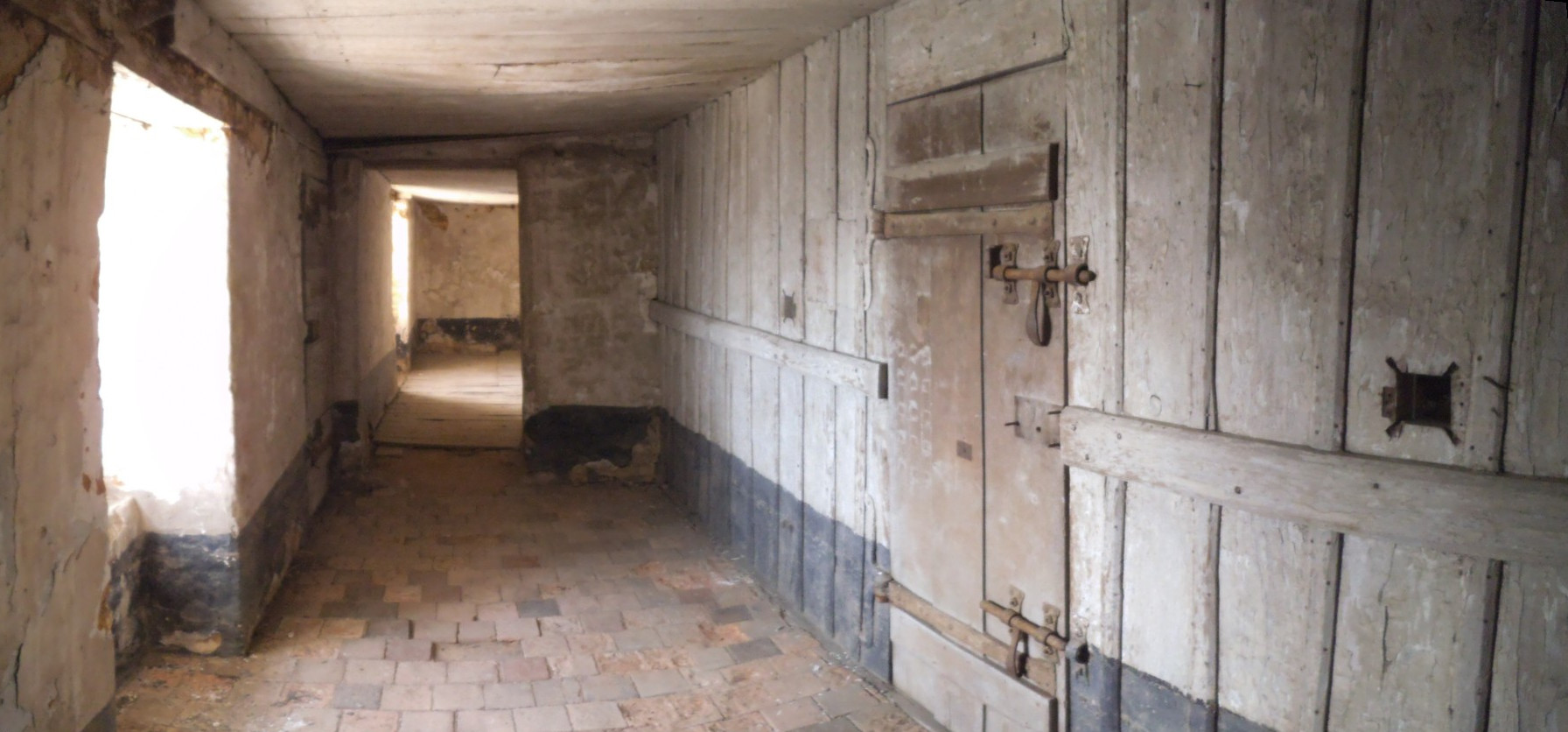
Les anciennes prisons au dernier étage.

#### Bastion

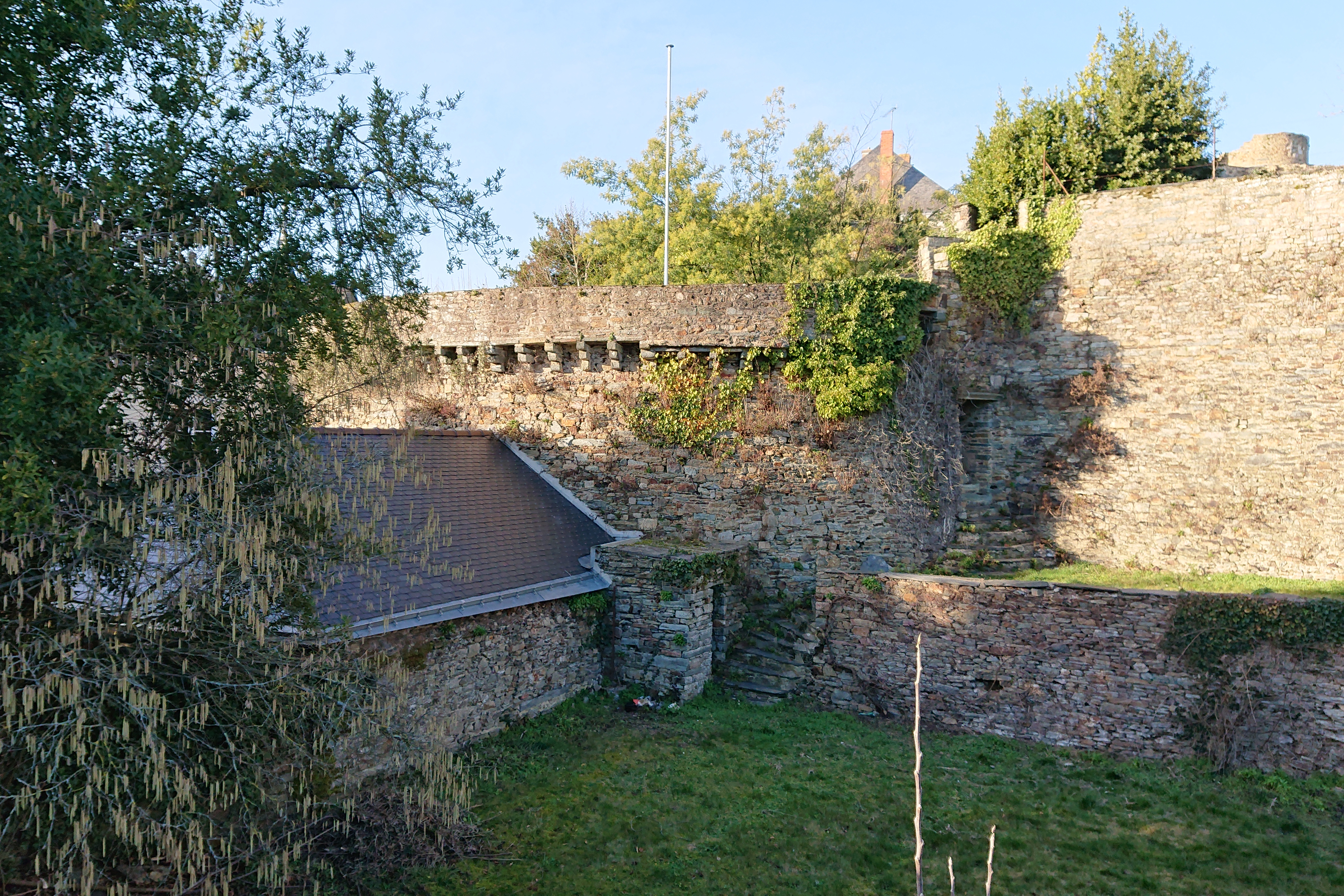
La face orientale du bastion.

Après la fin de la guerre franco-bretonne, le château n'a plus de réelle importance stratégique, et les aménagements effectués par Françoise de Dinan dans le donjon et les logis contribuent à diminuer sa vocation militaire. Néanmoins, le château est doté d'une nouvelle défense, adaptée aux progrès de l'artillerie, les canons à poudre se généralisant alors. Il s'agit d'un bastion en boulevard d'artillerie construit en demi-lune, placé à l'angle sud-ouest de la basse-cour. Il occupe un emplacement important pour la défense du château, puisqu'il se trouve à la fois à une jonction avec les remparts de la ville, et face aux routes de Nantes et d'Angers ; cette dernière est particulièrement dangereuse car elle émerge d'un coteau qui surplombe le château. Le bastion est construit autour d'une tour déjà existante, et à l'arrière, une portion de l'enceinte médiévale et la tour se trouvent ainsi fossilisés sous la terrasse d'artillerie. La partie haute de la tour émerge au sommet du remblai, et ses dimensions sont similaires à celles des autres tours des fronts ouest et est.

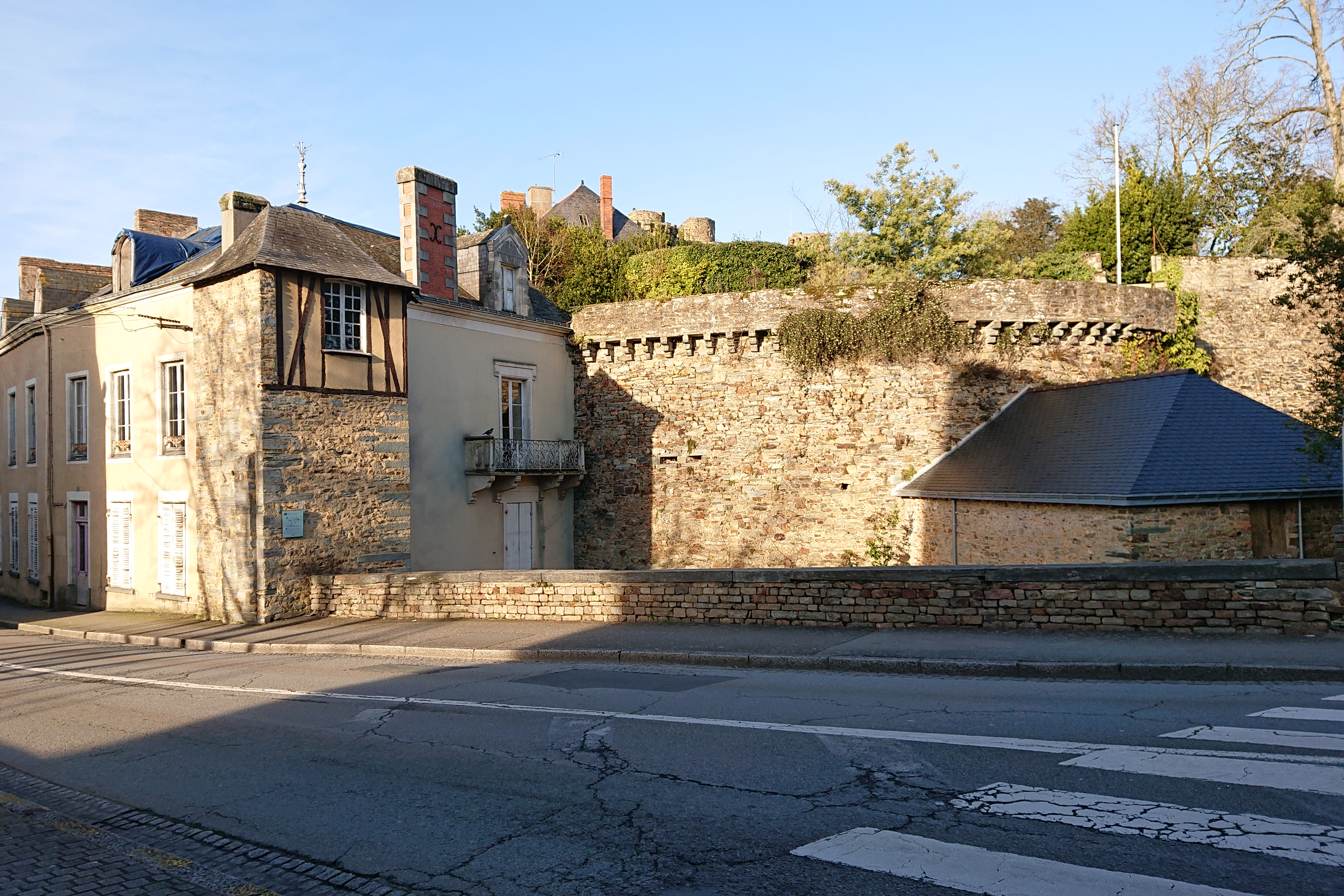
Le bastion et un vestige de la porte Saint-Michel à sa gauche.

La vocation principale du boulevard est de fournir une galerie protégée, permettant à la fois aux soldats de circuler en sécurité sans être vus et d'attaquer les assaillants par des tirs rasants. Étant muni de contre-mines, il offre aussi une protection contre les mines, qui sont faciles à placer dans un terrain meuble sans eau ni rochers comme celui qui se trouve sous le front sud du château. L'édifice est construit en moellons de schiste et de gneiss, et à l'origine, il était coiffé de mâchicoulis sur tout son périmètre. Ceux-ci ont partiellement disparu au sud à cause d'un effondrement naturel en 1915. Seul un mâchicoulis sur cinq est ouvert d'un orifice permettant un flanquement vertical, ce qui suggère que ces mâchicoulis ont davantage été construits pour leur caractère ostentatoire que pour leur utilité militaire. Le bastion est construit à l'endroit où l'enceinte de la ville se raccorde aux murailles du château, mais il semble avoir été édifié à un moment où l'enceinte était inexistante ou détruite, car les deux ne sont pas liés par leur maçonnerie. La portion d'enceinte aurait été reconstruite après l'achèvement du bastion. Ce dernier était par ailleurs voisin de la porte Saint-Michel, détruite en 1838, et mentionnée pour la première fois en 1541. La face du bastion tournée vers la ville semble avoir été rapidement occultée par des habitations construites contre lui, à partir du XVIe siècle. La galerie située à l'intérieur du bastion est encore en grande partie intacte. Large de 90 cm en moyenne pour une hauteur de 1,90 m, elle est voûtée par une ogive très aigüe, en forme de lancette. Elle dessert treize casemates qui permettent de tirer au canon sur l'assaillant.

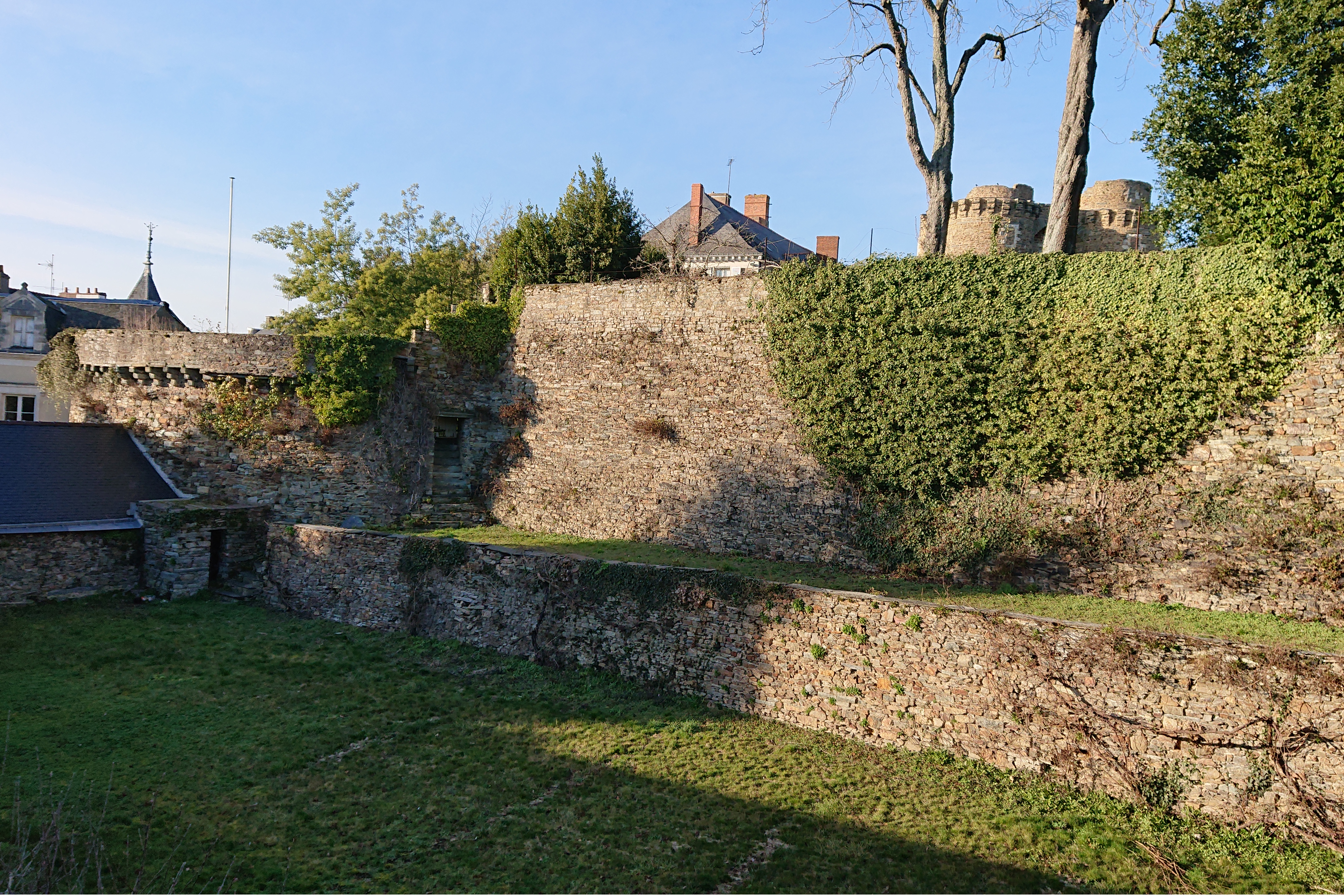
Le bastion et la fausse-braie à l'est.
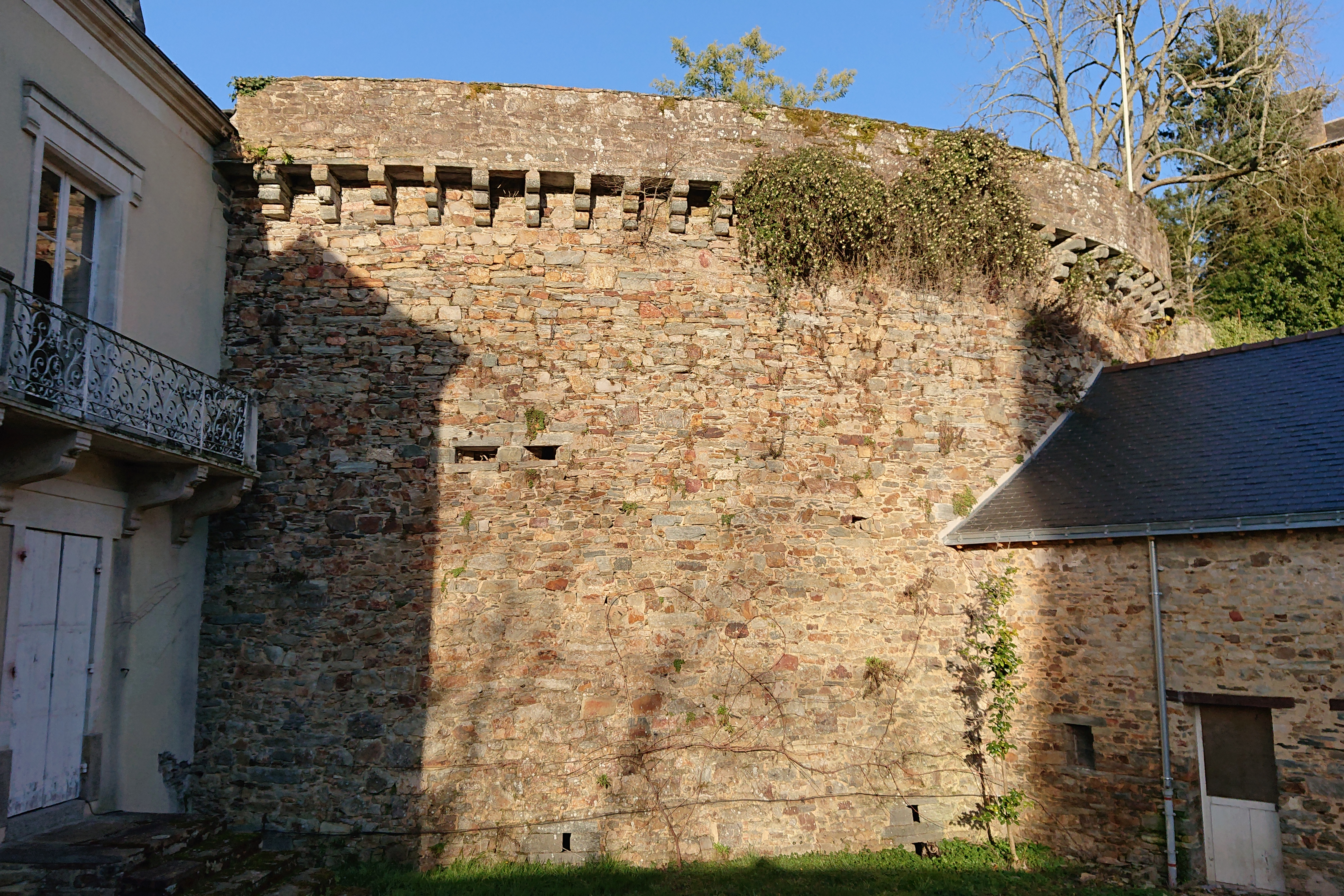
Face côté ville, avec une canonnière.
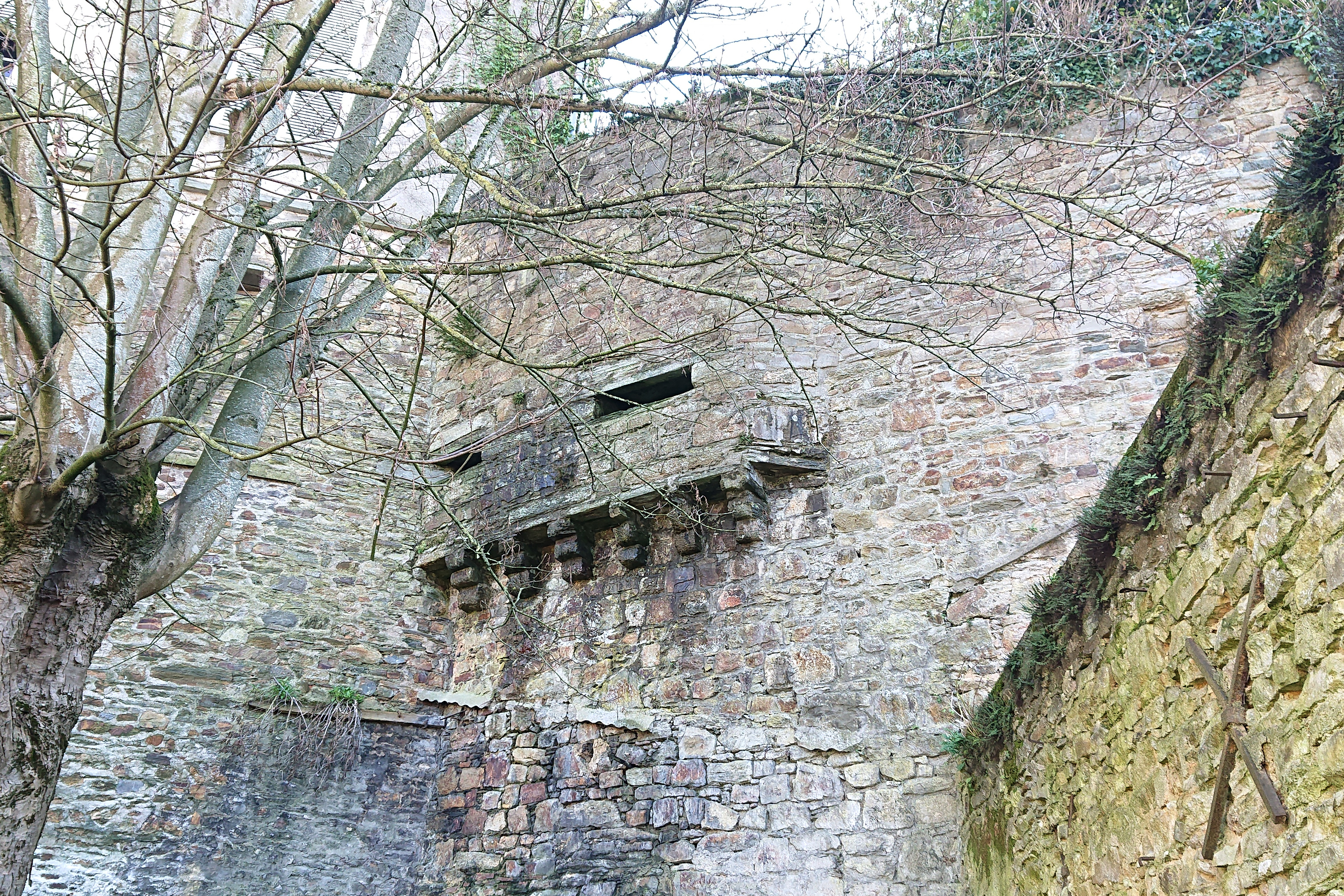
La face nord, avec deux canonnières.

### Château Renaissance

#### Dispositions générales

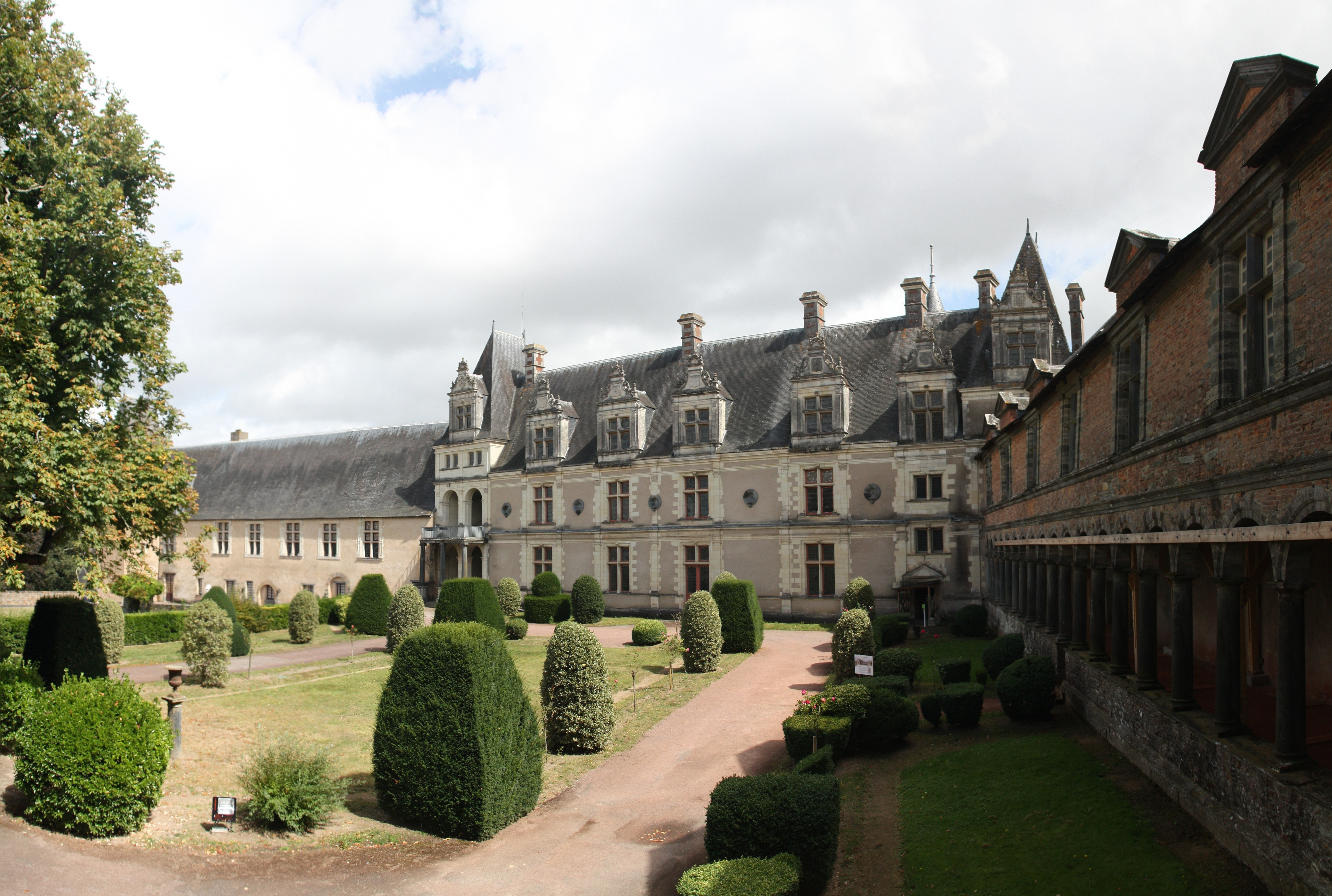
Façades intérieures du château Renaissance.

Le château de la Renaissance, ou « Château-Neuf », a été construit dans la première moitié du XVIe siècle, le long de la courtine orientale de la basse-cour. La basse-cour a été choisie au détriment de la haute-cour pour ses vastes dimensions, qui permettent l'édification de vastes logis et l'aménagement d'un jardin, élément indispensable de la demeure noble de l'époque. L'ajout de nouveaux logis sur des châteaux forts médiévaux est un phénomène visible sur de nombreux châteaux français pendant la Renaissance, par exemple à Loches, Blois, Montreuil-Bellay ou à Angers, et le déplacement du logis seigneurial dans la basse-cour, plus propice au confort et à l'agrément, est un schéma courant à l'époque. L'étendue de la cour n'est plus dévolue au service, mais elle accueille des jardins travaillés. Ainsi, à Châteaubriant, des « Petits jardins » sont aménagés devant le Bâtiment des Gardes, tandis qu'une cour d'honneur s'étend devant le logis Jean de Laval. Des « Grands jardins » sont aussi créés à l'extérieur du château.
Le château Renaissance n'a pas été construit lors d'une seule campagne de construction, et il présente en fait divers moments de la Renaissance française, du règne de Louis XII à celui de François Ier. L'intérêt architectural du château tient d'ailleurs dans ses développements et ses remodelages successifs, qui présentent les évolutions de l'époque. Les façades montrent des défauts et des maladresses, qui trahissent les tâtonnements des architectes pour s'approprier les règles classiques, mais elles présentent cependant une grande finesse d'exécution dans le décor sculpté. Commencé avec le Bâtiment des Gardes, le nouveau château est étendu quelques décennies plus tard avec l'ajout du logis Jean de Laval, construit en prolongement, puis par l'ajout de galeries qui entourent les jardins. Étant donné la longue durée des travaux, il est impossible de dire si le château de Châteaubriant résulte d'un « grand dessein » de ses propriétaires, qui auraient imaginé à l'avance le château dans son état définitif. Il semble néanmoins que Jean de Laval ait d'abord voulu mettre au goût du jour le Bâtiment des Gardes en remplaçant ses fenêtres, tout comme les logis médiévaux avaient été rajeunis par de nouvelles baies après le siège de 1488. Il aurait ensuite décidé la construction d'un logis plus moderne, puis d'y ajouter des galeries. L'édification du château semble avoir occupé toute la vie du baron, depuis la mort de son père en 1502, jusqu'à l'achèvement des galeries dans les années 1540. Une plaque située au-dessus de l'entrée d'une galerie portait d'ailleurs l'inscription « De mal en bien, de bien en mieulx, pour l'achever je devins vieulx. 1538. » Dans l'ensemble des logis Renaissance, comme d'ailleurs dans certains éléments médiévaux, le château de Châteaubriant montre une recherche constante de polychromie, réalisée en combinant des matériaux différents, généralement le schiste vert et le tuffeau, le grès étant aussi visible sur les éléments médiévaux.

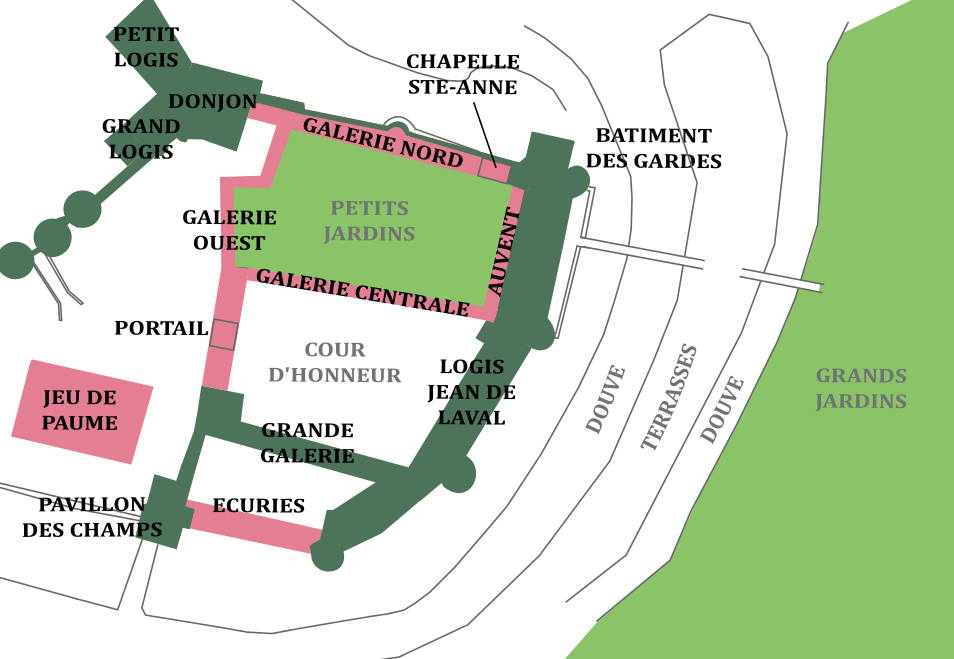
Le Château-Neuf à son apogée au milieu du XVIe siècle. Les éléments en rose ont disparu.

Les architectes des logis Renaissance sont inconnus, mais le logis Jean de Laval peut être attribué à un architecte local, et notamment à Jean Delespine, qui a également réalisé le Château-Neuf de La Flèche et la reconstruction du château de Serrant. Ces deux édifices sont contemporains de Châteaubriant, et ils présentent des points communs : chacun possède un escalier rampe sur rampe couvert en berceau incliné, La Flèche présente la même ordonnance approximative des façades, et Serrant montre un usage similaire de pilastres isolés. Comme à La Flèche, l'escalier principal illustre le goût de l'époque pour les escaliers offrant des vues sur le jardin et le paysage. Sa configuration, rampe sur rampe, caractéristique de la Renaissance italienne, n'est déjà plus une innovation à l'époque de sa construction car de nombreux exemples existent alors, notamment à Azay-le-Rideau et même en Bretagne, à Josselin et Ranrouët. En revanche, l'escalier de Châteaubriant est d'un style plus avancé que celui d'Azay par exemple, car son plafond est en berceau et non plus en nervures. Le Château-Neuf ne semble pas avoir eu une grande influence sur l'architecture de la ville, à l'exception d'une maison au 20, Grande-Rue qui adopte une corniche en tuffeau. En revanche, il aurait inspiré en partie le château du Puy du Fou, son commanditaire étant d'ailleurs marié à une dame de la famille de Laval. Ce château présente un corps de logis polychrome, décoré d'ordres superposés.

Plan des logis Renaissance :
Rez-de-chaussée.
Premier étage.
Deuxième étage.

#### Bâtiment des Gardes

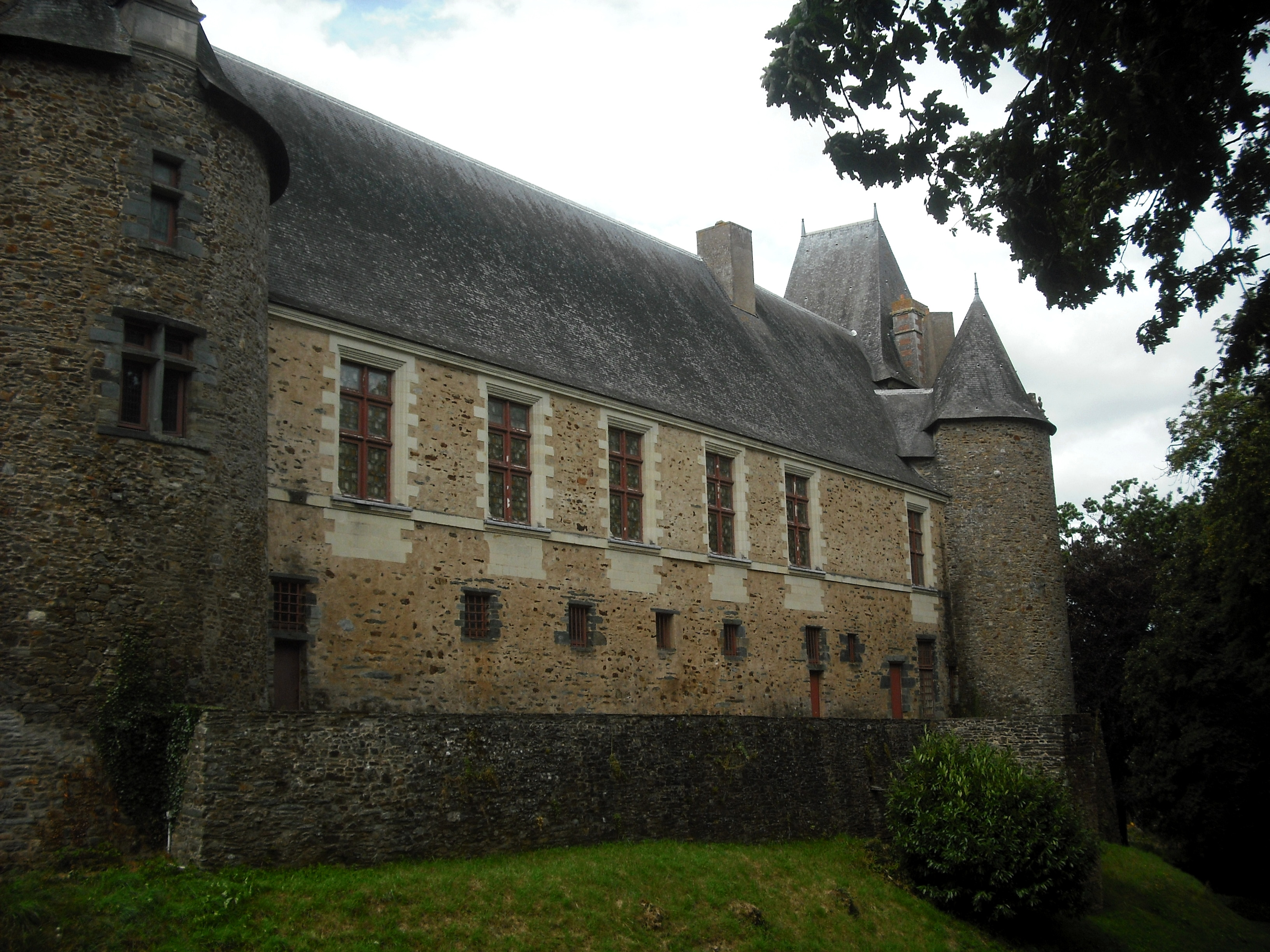
Façade côté douve du bâtiment.

Le Bâtiment des Gardes est l'élément le plus ancien du château de la Renaissance. Il remonte aux alentours de 1500. Sa paternité est difficile à établir, car la baronnie de Châteaubriant a changé deux fois de mains à l'époque du début du chantier. Ainsi, il pourrait avoir été commandé par Françoise de Dinan, morte en 1499, ou par son fils François de Laval, ou encore Jean de Laval, qui hérite en 1502. Néanmoins, il est clair que Jean de Laval et sa mère Françoise de Rieux ont eu un rôle important dans la mise en œuvre du logis. L'édifice adopte un style caractéristique du règne de Louis XII. L'élément le plus remarquable du logis est sa grande salle, située à l'étage et longue de 26,50 m sur 9,50. Bâtie pour faire office de grand-salle du château, elle était autrefois connue sous le nom de « salle verte ». Néanmoins, cette appellation a été remplacée par celle de « Salle des Gardes » depuis la Révolution, car la pièce a été occupée par des soldats de la garde nationale. Cependant, sous l'Ancien régime, la véritable salle des gardes se trouvait près du châtelet de la haute-cour. La Salle verte possède une grande cheminée aux piédroits de schiste et à la corniche de tuffeau. Dans l'extrémité nord du bâtiment se trouve un ancien appartement comprenant quelques pièces. La salle contigüe à la Salle verte présente une fresque ornée d'un blason non identifié sur le manteau de sa cheminée, et la pièce au-dessus, à l'étage de comble, possède un décor de livres alignés en frise, remontant probablement au début du XVIe siècle. Ce décor permet de penser que cette pièce servait de bibliothèque ou d'étude.

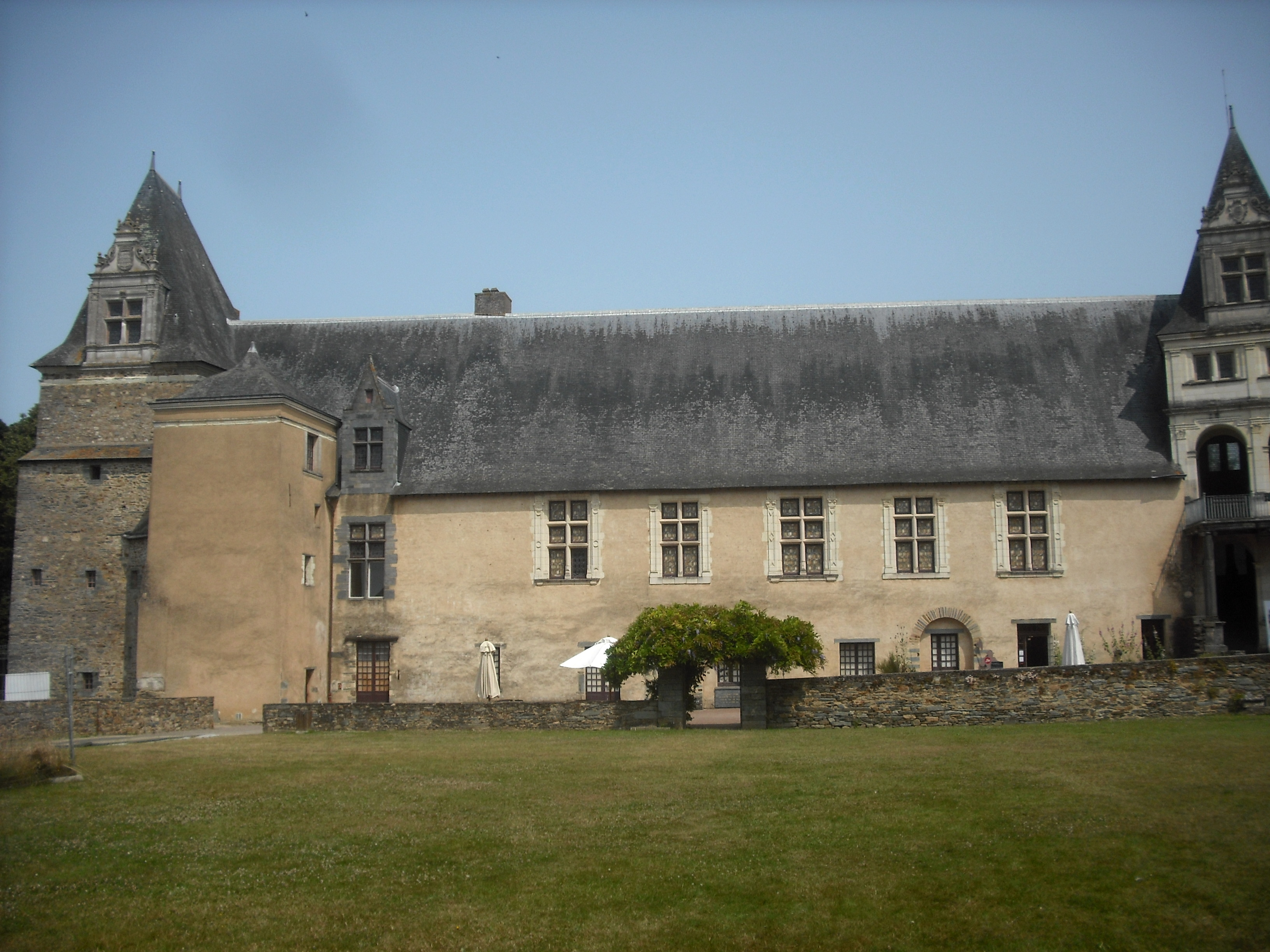
Élévation côté cour du Bâtiment des Gardes.

Le bâtiment présente au rez-de-chaussée des ouvertures disposées irrégulièrement, qui tranchent avec la régularité des baies de l'étage. Des restes de corbeaux semblent prouver qu'une sorte d'auvent s'élevait à l'origine devant le rez-de-chaussée, masquant ainsi ses ouvertures. Cet auvent formait peut-être une galerie extérieure. Au rez-de-chaussée, une salle présente un plafond en charpente, détail archaïque qui s'observe encore en Bretagne au XVIe siècle sur des logis seigneuriaux. Côté cour, les cinq grandes baies régulièrement ordonnées de l'étage ont été ajoutées postérieurement par Jean de Laval. Si ces fenêtres ont perdu leur gâble et leur entablement, elles présentent toujours des encadrements ornés de sculptures. Les pilastres des fenêtres des extrémités sont décorés de cercles et de demi-cercles, tandis que ceux de la fenêtre centrale portent des losanges et des demi-losanges. Les pilastres sont surmontés de chapiteaux agrémentés de feuillages et de sphinges. Les deux autres fenêtres sont plus pauvrement ornées, et leurs pilastres et chapiteaux ne sont pas décorés. Il semble que ces deux fenêtres n'avaient pas de gâble. Les fenêtres sont très semblables à celles du château de Chenonceau et leur style les rattache aux premières années du règne de François Ier ainsi qu'aux débuts de la Renaissance italianisante. Les nouvelles baies du bâtiment font écho à celles ajoutées à la même époque sur le château de Laval par Guy XVI de Laval, cousin de Jean. La travée tout à gauche a conservé son aspect d'origine, et elle présente des ouvertures encadrées de schiste. La fenêtre à double meneau de l'étage ainsi que la lucarne à fronton élancé sont caractéristiques du tout début du XVIe siècle. Le bâtiment a vraisemblablement souffert de la Guerre de la Ligue, et la restauration médiocre qui a suivi aurait supprimé les gâbles et aurait remplacé la charpente d'origine par la structure plus banale qui existe depuis. Du côté des douves, la tour sud présente des ouvertures percées à la fin du XVe siècle, en même temps que celles du donjon et des logis médiévaux. La façade extérieure ouvre sur une terrasse en fausse-braie, qui donnait autrefois sur un pont-levis permettant de rejoindre le parc en dehors des murailles.
Le Bâtiment des Gardes contraste avec le logis Jean de Laval situé en continuité au sud. L'ensemble des deux logis semble pourtant avoir été perçu à la Renaissance comme un ensemble abouti, le grand escalier étant par exemple placé au milieu des deux bâtiments. À son extrémité nord, le Bâtiment des Gardes se termine en outre par un pavillon de quatre étages, semblable en style et en proportions au pavillon de l'escalier et au pavillon qui termine le logis Jean de Laval au sud. Ce pavillon, ajouté lors de la construction du Logis Jean de Laval, montre ainsi la volonté d'intégrer le Bâtiment des Gardes à ce dernier pour unir les deux éléments dans un ensemble cohérent,. Sa lucarne côté cour porte les armes de Châteaubriant. Le pavillon comprend un corps de latrines, qui s'étend jusqu'au troisième étage, et il est contigu à une tour d'escalier carrée, ajoutée à la fin du XVIe siècle. Cette tour est coiffée d'un toit à l'impériale et une chapelle y était autrefois adossée. Ce pavillon marquait aussi la jonction entre le Bâtiment des Gardes et une galerie qui longeait le nord du jardin intérieur, le long de l'enceinte du château.

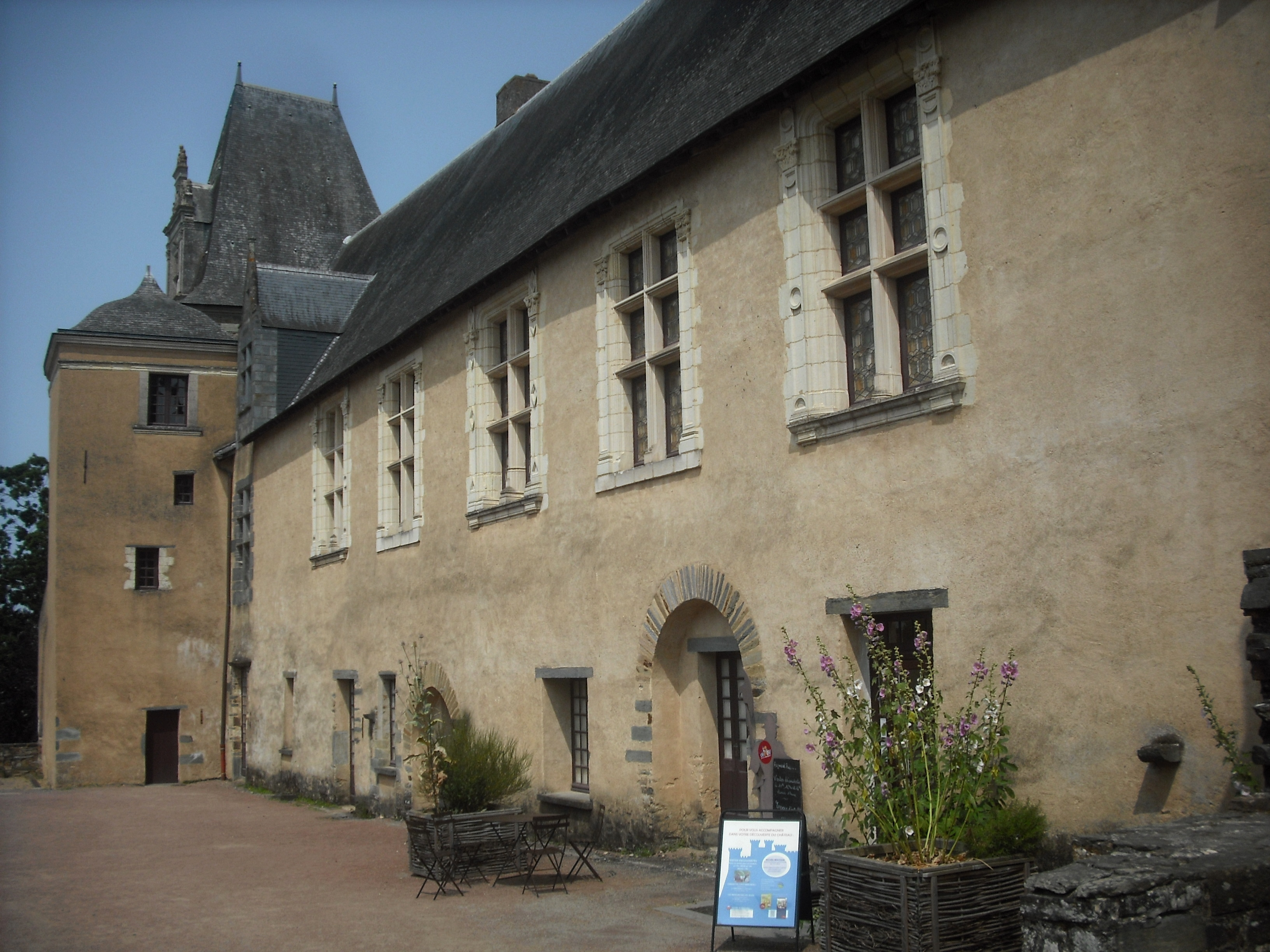
Le bâtiment et son pavillon d'escalier.
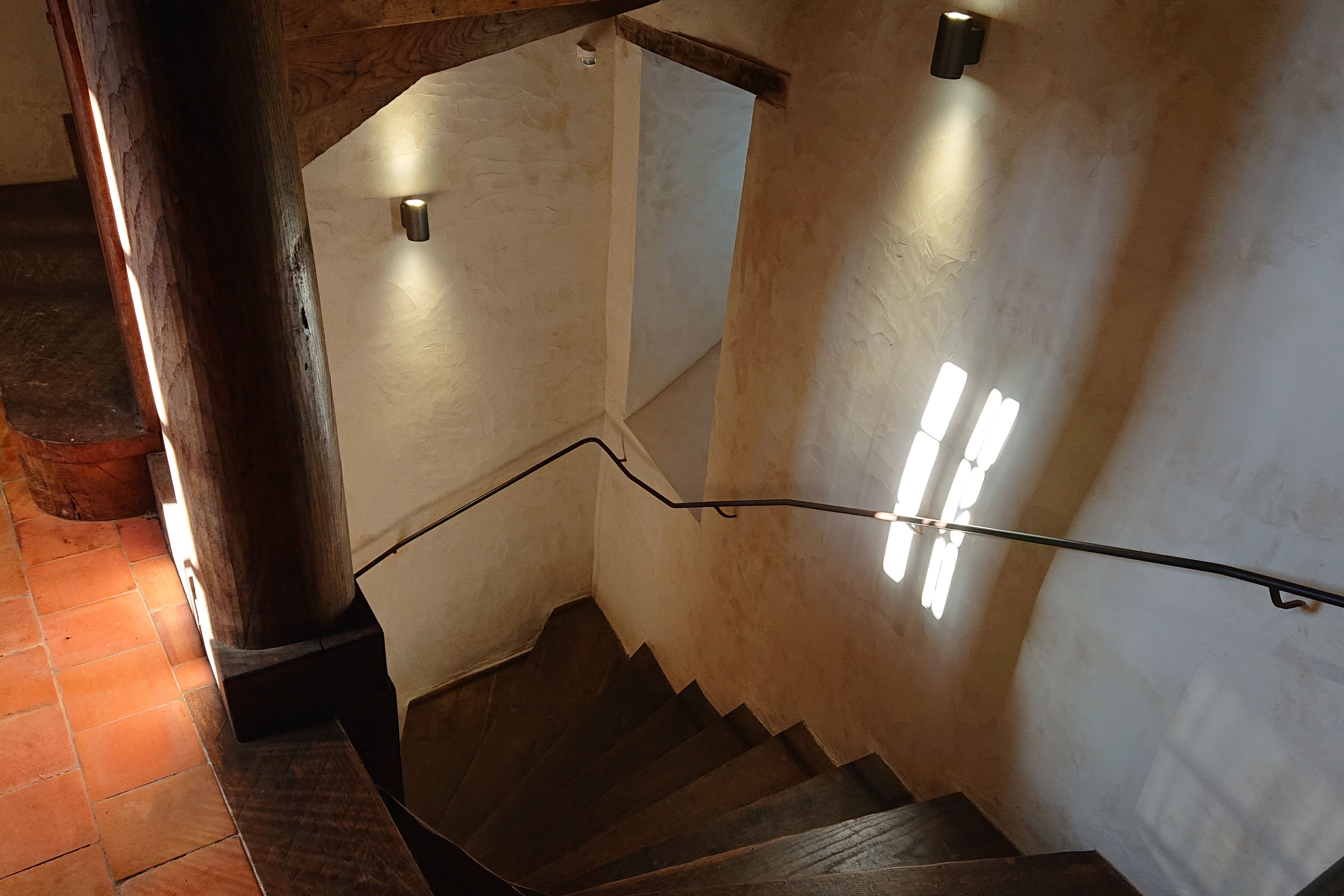
Escalier du pavillon.
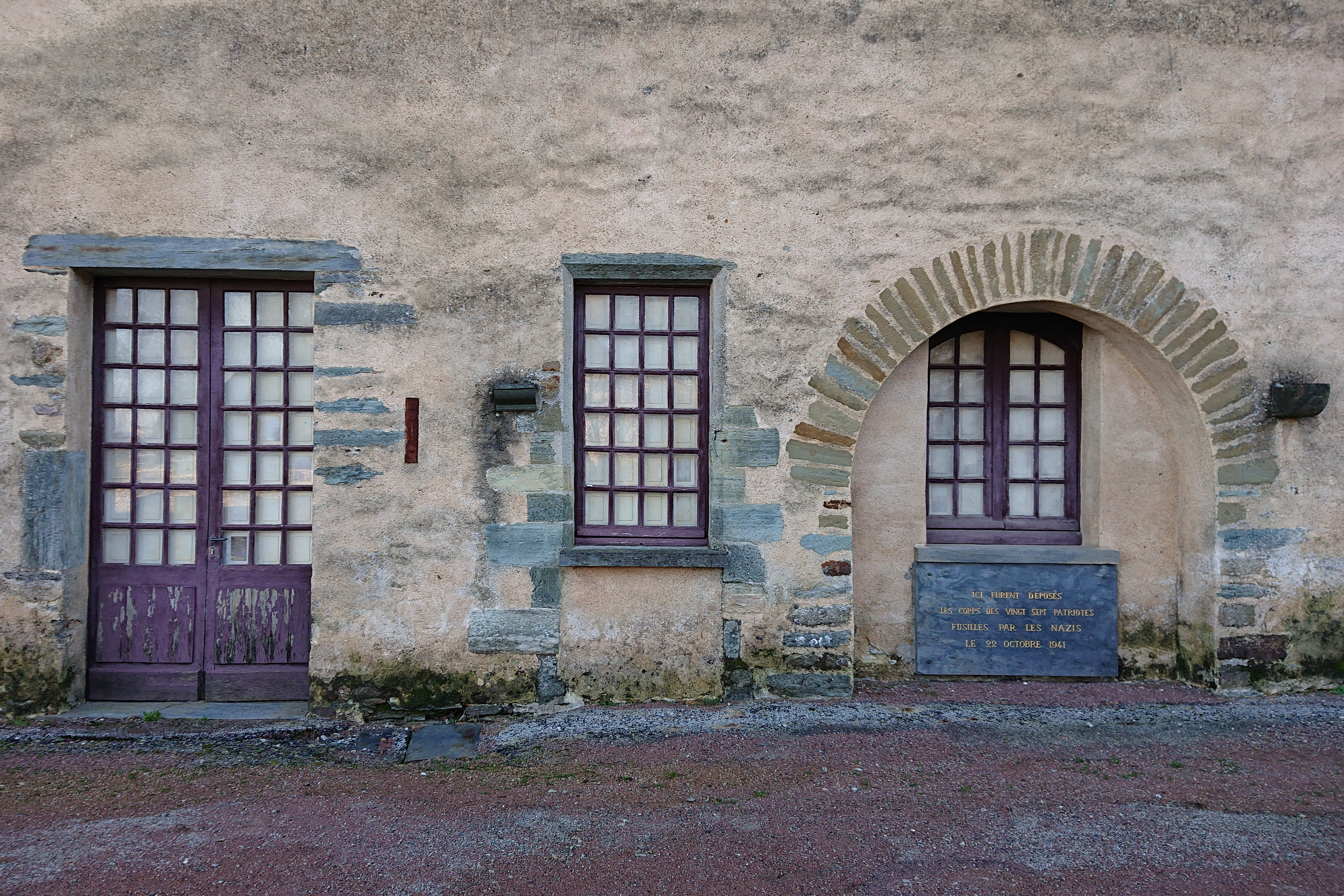
Ouvertures et corbeaux du rez-de-chaussée.
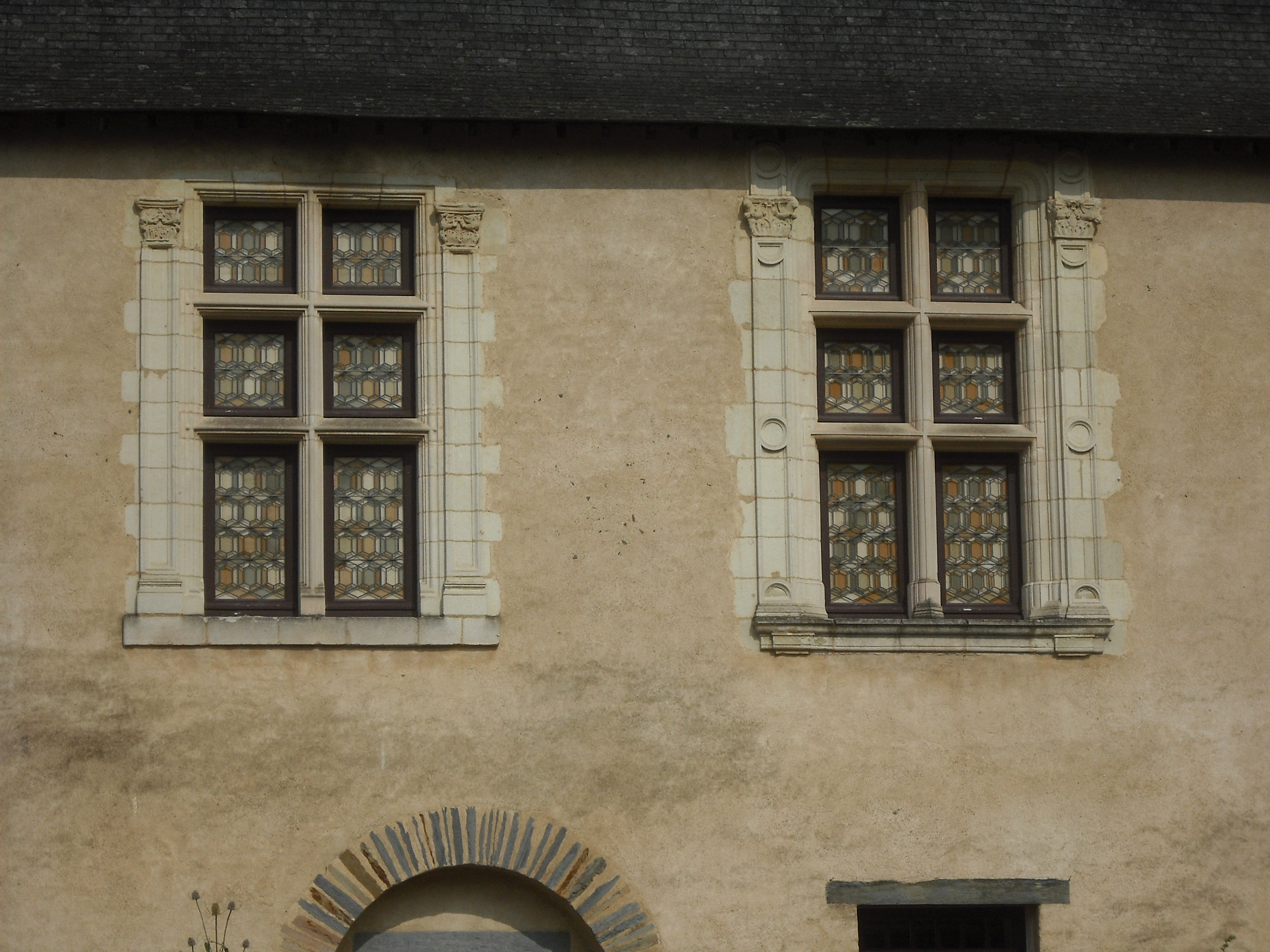
Deux baies de l'étage.
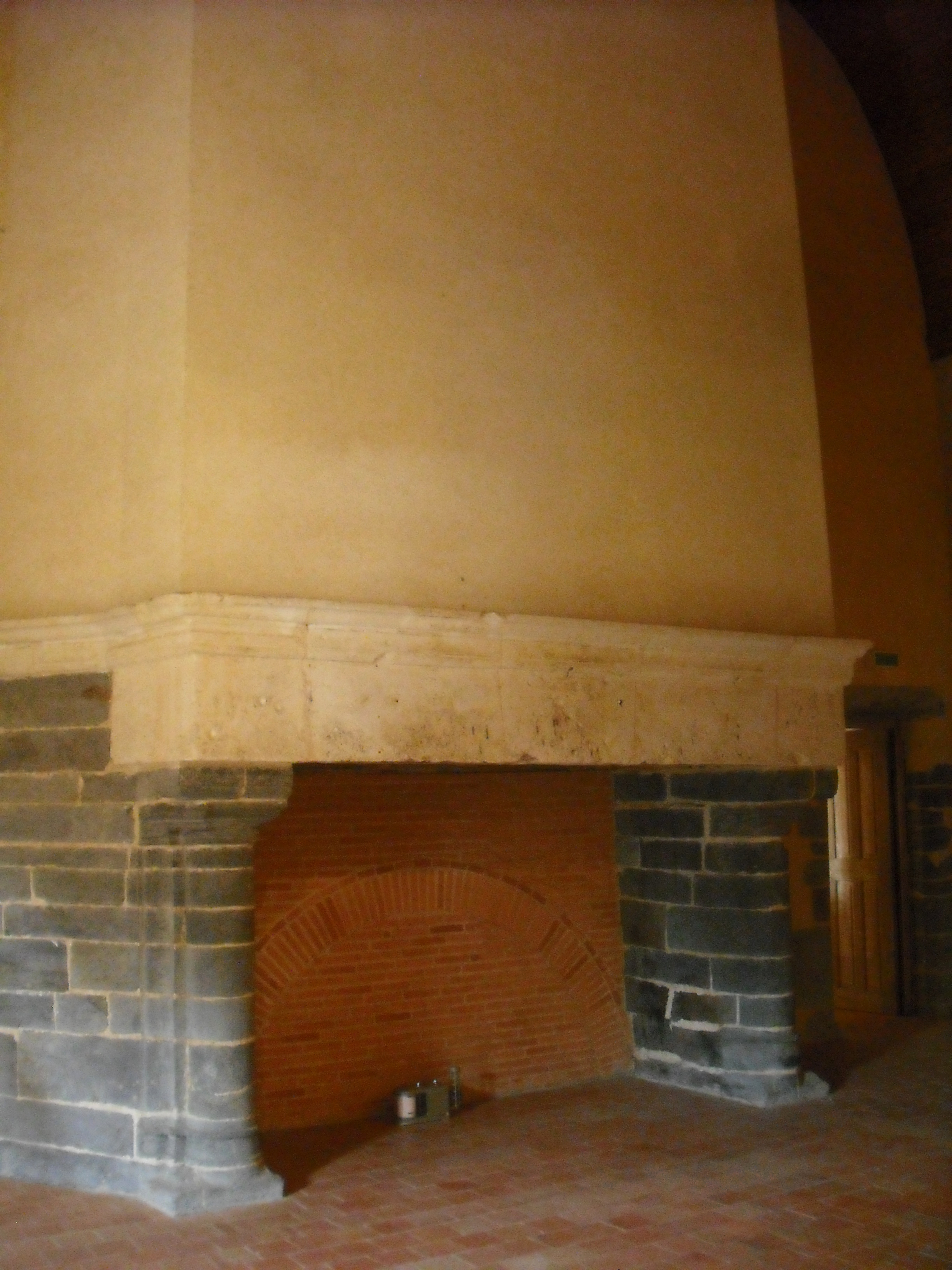
La cheminée de la Salle verte.
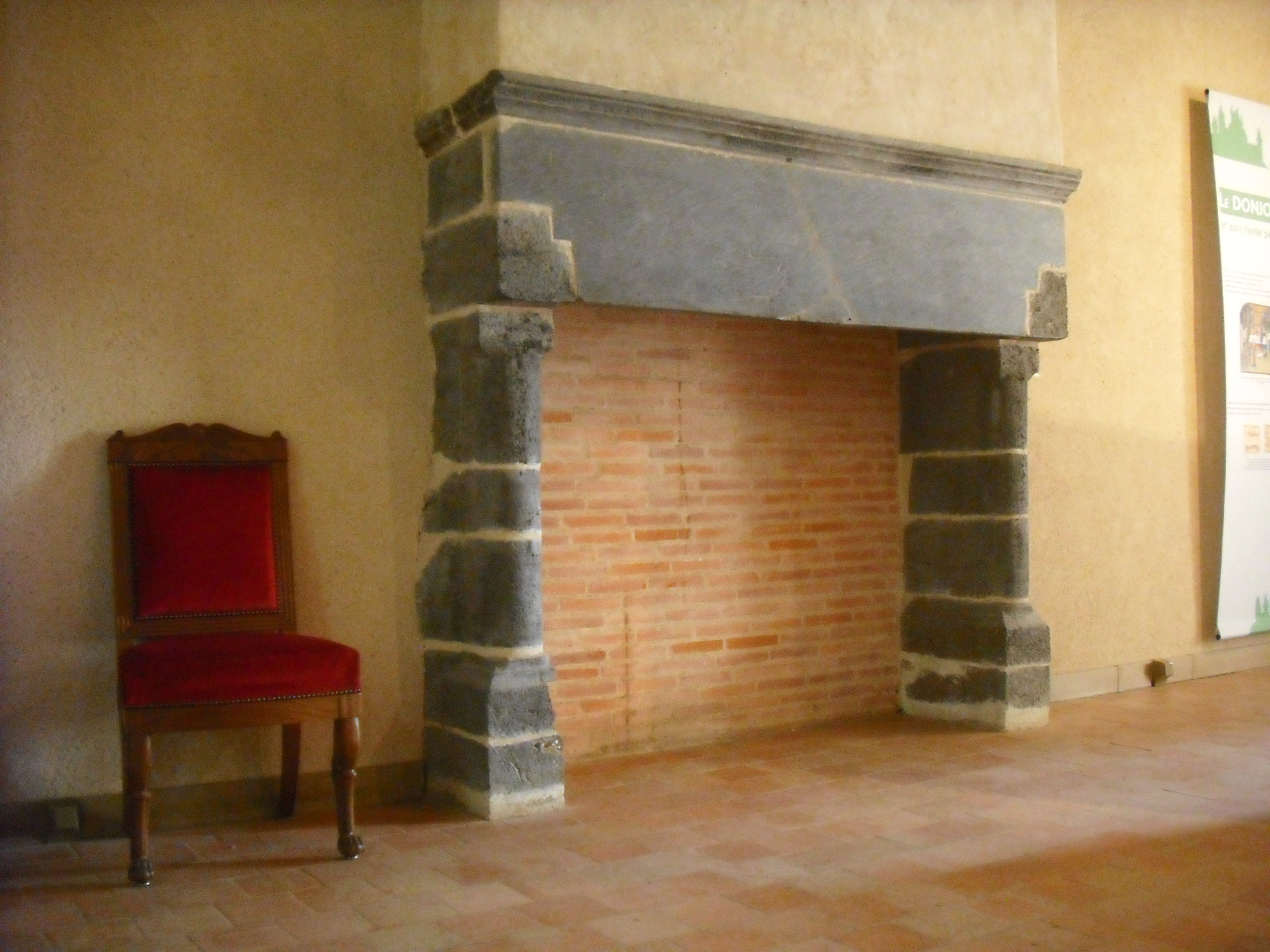
Cheminée de la salle voisine de la Salle verte.
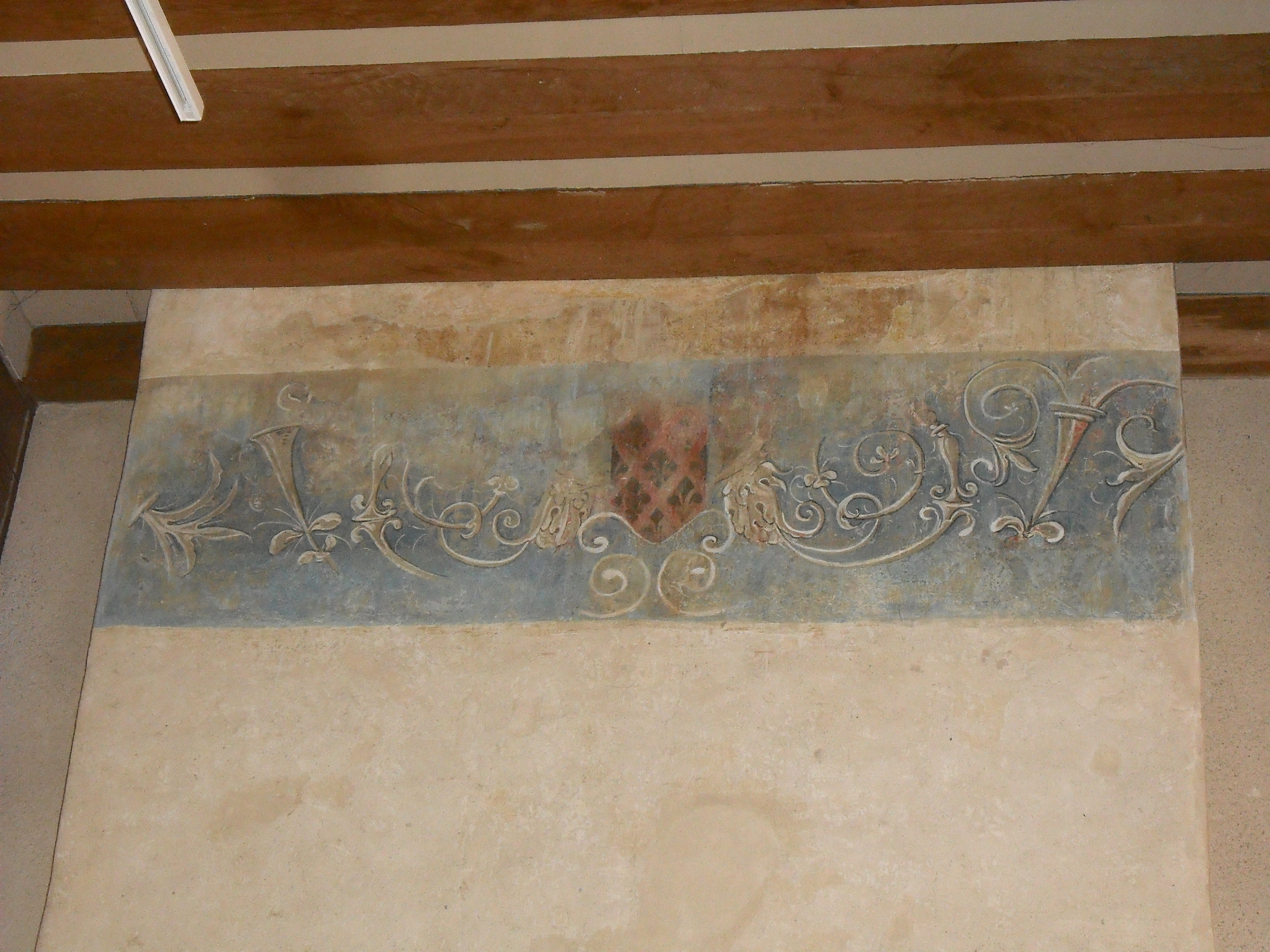
Fresque de la cheminée.
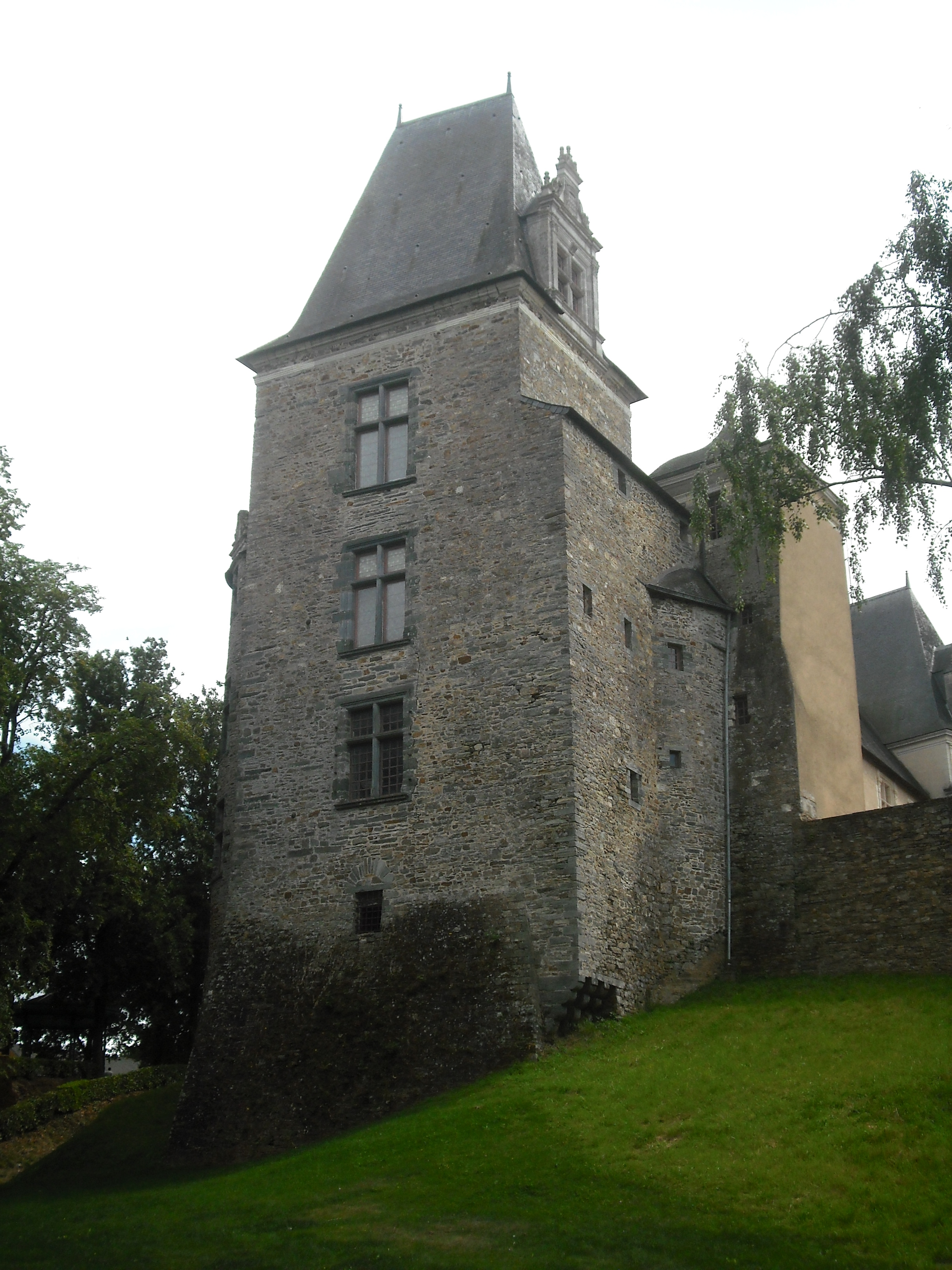
Le pavillon nord.

#### Logis Jean de Laval

##### Extérieurs

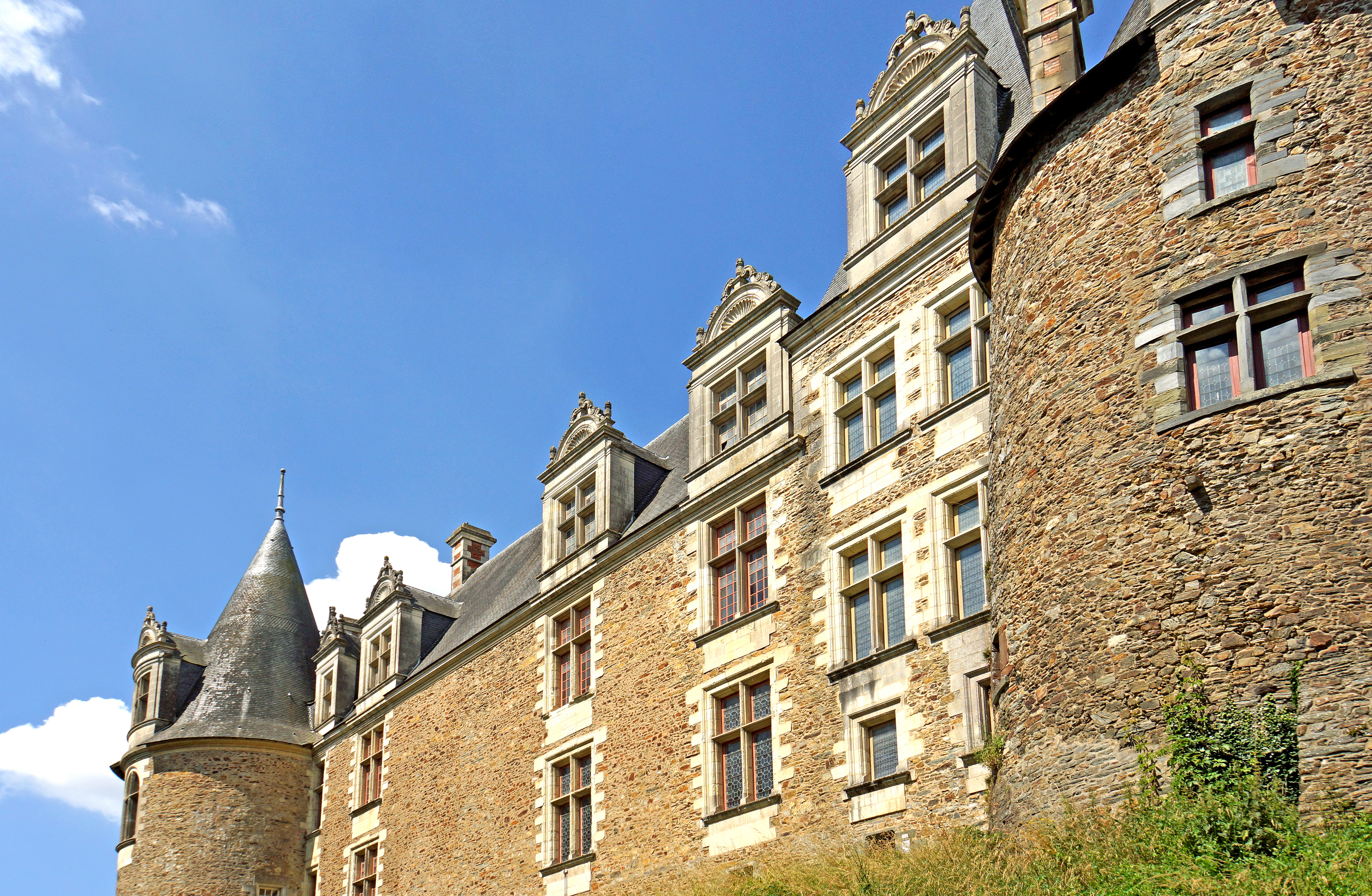
Façade extérieure du logis. Les deux travées de droite correspondent au grand escalier.

Le logis Jean de Laval a été daté par dendrochronologie des années 1530-1536. Comme le Bâtiment des Gardes, il prend appui sur l'enceinte de la basse-cour, dont les murs et les tours datent du XIIIe siècle. Le logis consiste principalement en un grand corps d'hôtel, long de 45 m sur 11, terminé à chacune de ses extrémités par des pavillons large de 7 m. À l'extrémité nord, il s'agit du pavillon du grand escalier, faisant la jonction avec le Bâtiment des Gardes. Le pavillon sud, qui fait la jonction avec la galerie, est moins profond, étant donné que la courtine marque à cet endroit un fléchissement vers le sud-ouest. Au-delà du pavillon et de la galerie, le logis se prolonge par une petite aile, qui suit la courtine dans son fléchissement. Cette aile contenait des offices au rez-de-chassée et des appartements à l'étage. La cour comprise entre la galerie et la courtine sud était en outre dévolue au service, puisque des écuries s'y trouvaient. L'aile sud a été en partie détruite en 1944 par un bombardement, elle a été reconstruite dans un style assez authentique après la guerre. L'aile était à l'origine reliée au Pavillon des Champs par un autre bâtiment, mais il a disparu au XIXe siècle. Contrairement au reste du logis, ses fenêtres du rez-de-chaussée côté douve sont encadrées de schiste et non de tuffeau. Bien que le logis intègre la courtine médiévale contre laquelle il est construit, celle-ci a subi de profondes modifications pour s'adapter à l'architecture de la Renaissance. Ainsi, les tours, et notamment les tours les plus méridionales, intégrées aux appartements, ont été percées de grandes fenêtres, et l'enceinte a été abattue sur la longueur du grand corps d'hôtel, pour faire place à un mur plus léger. Dans l'ensemble, la façade extérieure est très sobre et la décoration se cantonne aux lucarnes, toutes surmontées d'un fronton courbe orné d'une coquille entouré de pots à feu et de volutes, à l'exception d'une lucarne qui possède un fronton triangulaire contenant un buste féminin. L'original, qui semblait représenter Françoise de Foix, a été remplacé par le conservateur du musée municipal, Joseph Chapron, en 1909, par un autre buste, expressément réalisé d'après un portrait de Françoise. La tour du milieu, dite « de Françoise de Foix » est ouverte à l'étage par une grande fenêtre en plein cintre, qui éclaire l'ancien oratoire situé derrière la Chambre dorée. Initialement, cette fenêtre était plus haute et son entablement faisait un ressaut sur le tableau de la fenêtre supérieure. Une restauration du début du XXe siècle a régularisé cette disposition en réduisant la taille de la fenêtre.

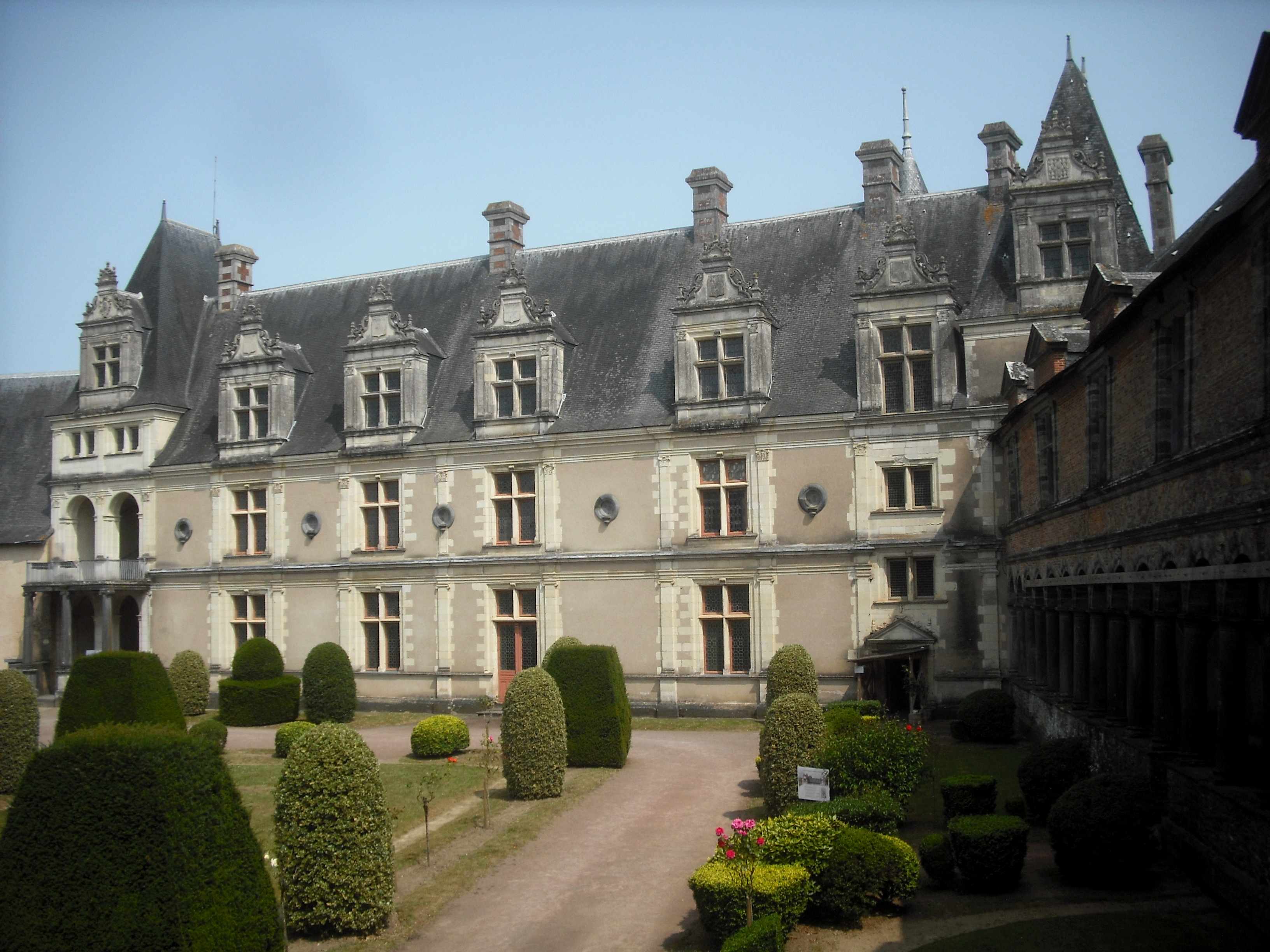
La façade intérieure.

La façade côté cour présente une architecture typique de la Première Renaissance. Elle se caractérise par l'utilisation massive du tuffeau au détriment des matériaux locaux, qui sont largement présents sur le reste du château. Le pavillon de l'escalier est exclusivement fait de tuffeau, et cette pierre blanche est aussi utilisée pour les parties vives de la façade, le reste des murs étant couvert d'un enduit clair. L'inspiration architecturale, provenant du Val de Loire, est clairement externe à la Bretagne. Pourtant, la façade sur cour montre de nombreux tâtonnements et des maladresses qui trahissent une connaissance imparfaite des canons architecturaux de l'époque. La façade est ordonnée en cinq travées de croisées délimitées par des pilastres, des lucarnes surmontant chaque travée et chaque pavillon. Les lucarnes sont de deux types alternés : soit à rampants creusés, soit à rampants découpés en courbe et contre-courbe. Cette alternance créé une cadence discrète en plus de l'harmonie découlant du nombre impair de travées. Néanmoins, il semble que la distribution intérieure a primé sur l'ordonnancement de la façade, qui n'est pas tout à fait régulière. En effet, le nombre de travées pleines est identique à celui des travées vides, entraînant un décalage dans la symétrie, puisque la façade commence à une extrémité par une travée pleine, et s'achève à l'autre par une travée vide. Ce décalage aurait pu être résolu en déplaçant une fenêtre, mais l'architecte a privilégié le confort intérieur. Les pilastres qui délimitent les travées comme sur le château de Chambord permettent de gommer en partie ce décalage, mais là encore l'architecte a montré des hésitations. Alors que dans la partie gauche, les pilastres sont  strictement liés aux fenêtres comme à Blois, vers la droite ils s'en désolidarisent et s'en écartent, comme à Chambord. Des niches en schiste ponctuent les travées pleines ; elles contenaient des bustes en marbre blanc qui ont disparu. Malgré des maladresses certaines, la façade montre cependant un usage correct des ordres superposés, qui commencent à être employés sur les constructions royales de l'époque. Les ordres ionique et corinthien sont visibles au rez-de-chaussée et à l'étage, tandis qu'un ordre composite orne les lucarnes. Les chapiteaux corinthiens et composites sont hésitants dans leur facture, mais l'ordre ionique est parfaitement respecté et il montre que l'architecte avait connaissance de publications de Vitruve. Les lucarnes portaient initialement des armoiries, effacées à la Révolution ; seules subsistent les armes de Montmorency sur la lucarne du pavillon sud et celles de Foix sur la lucarne du pavillon de l'escalier.

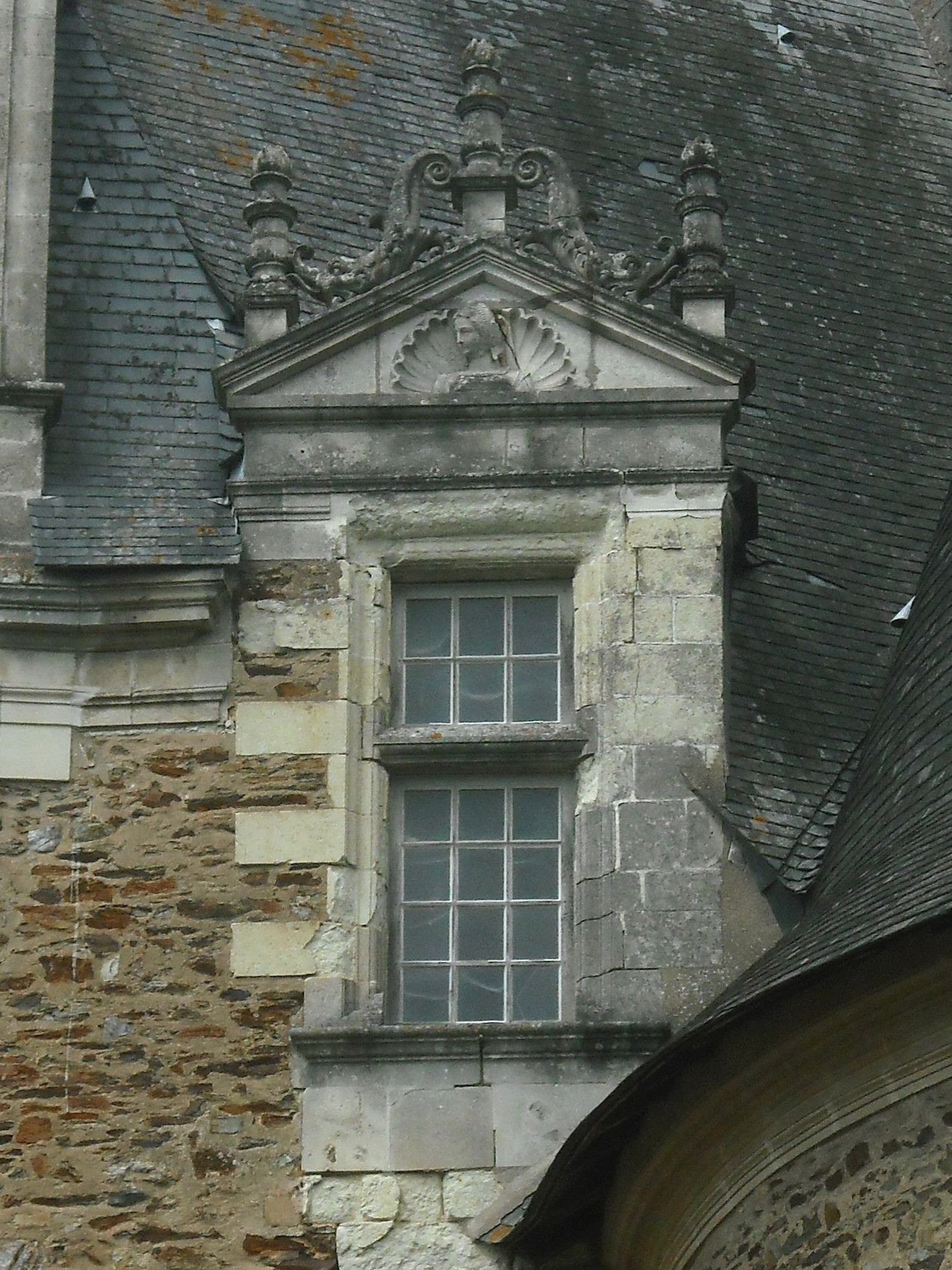
Lucarne ornée d'un buste de femme.
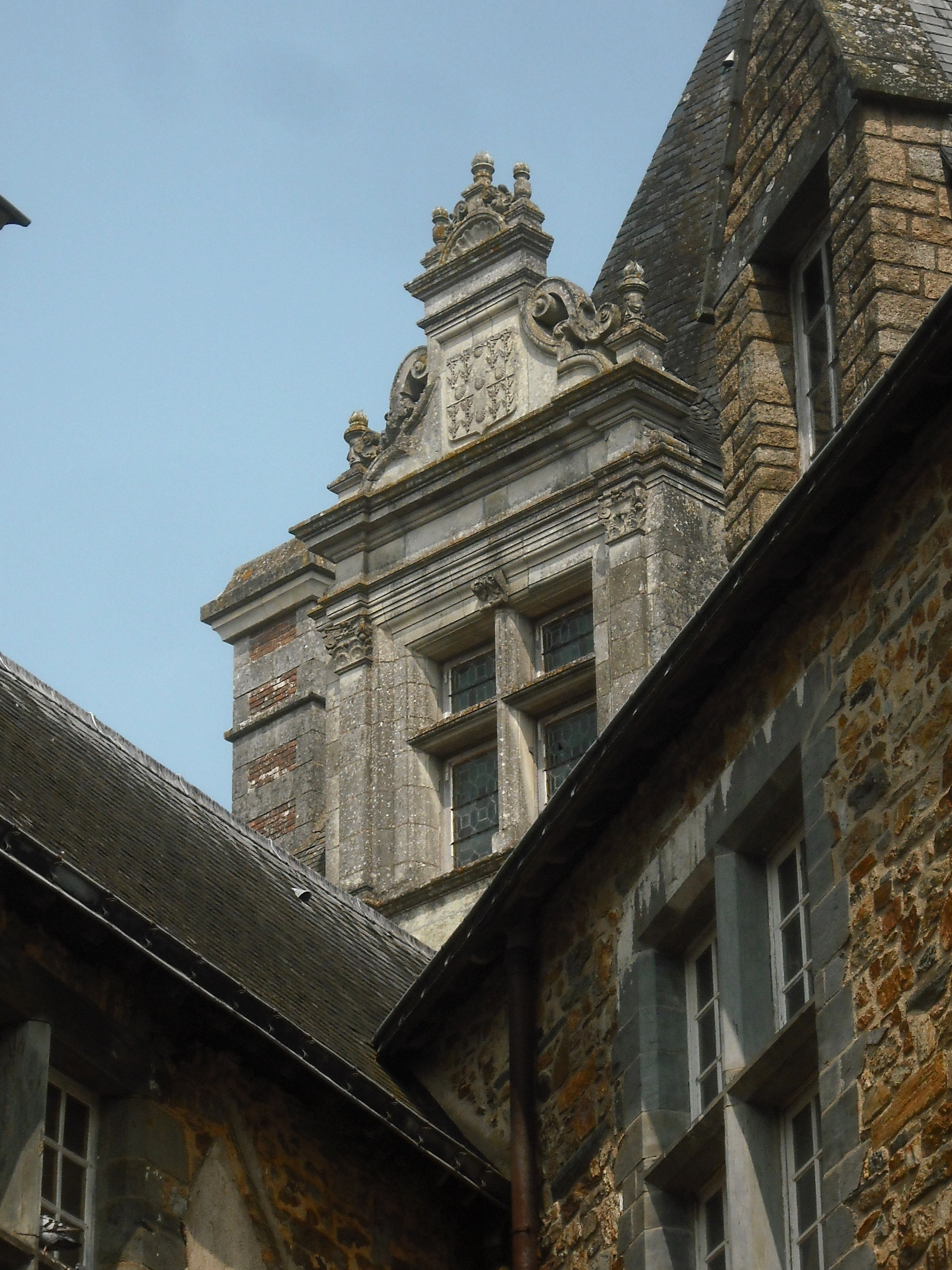
Lucarne aux armes de Montmorency.
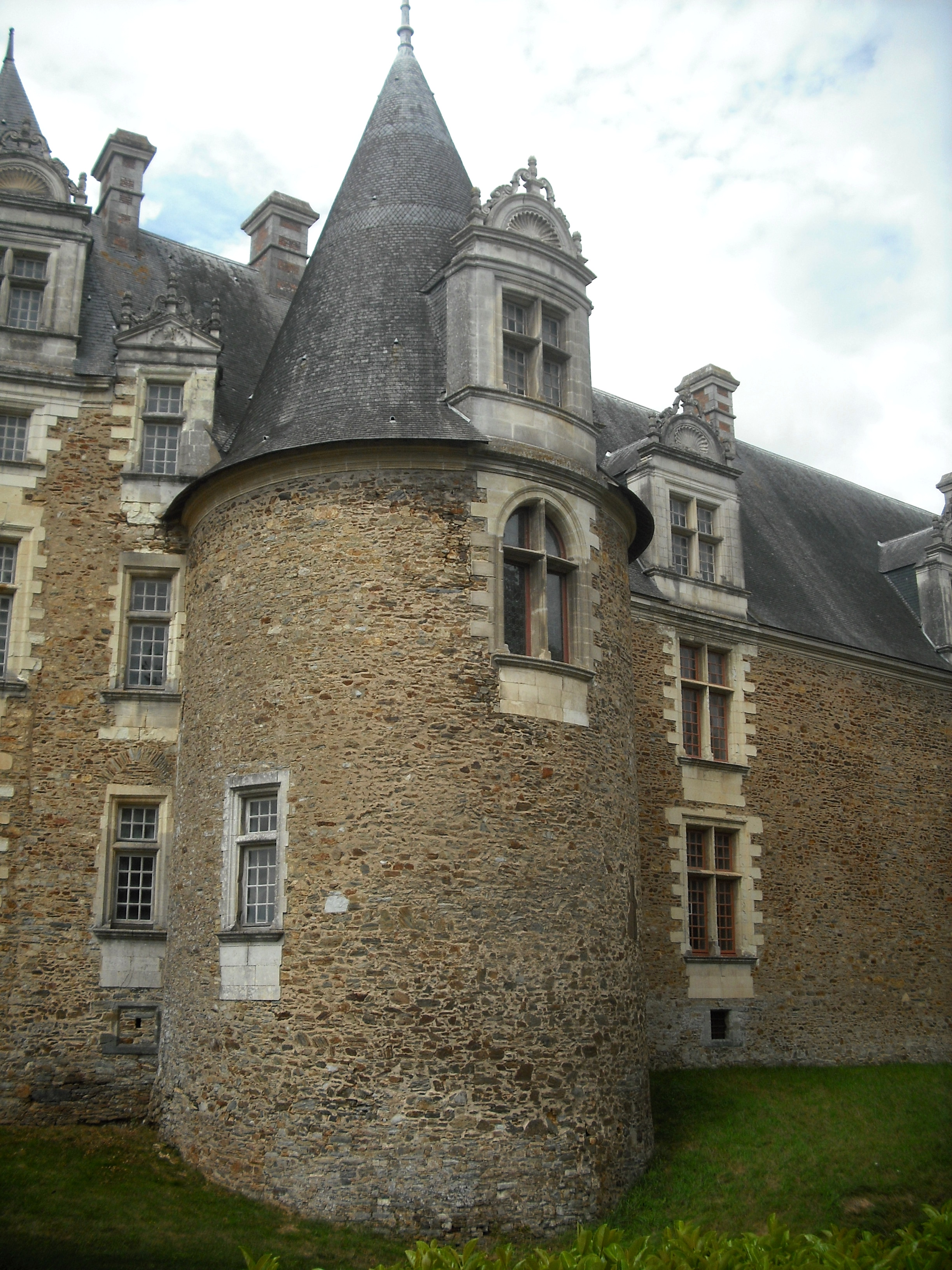
La tour Françoise de Foix.
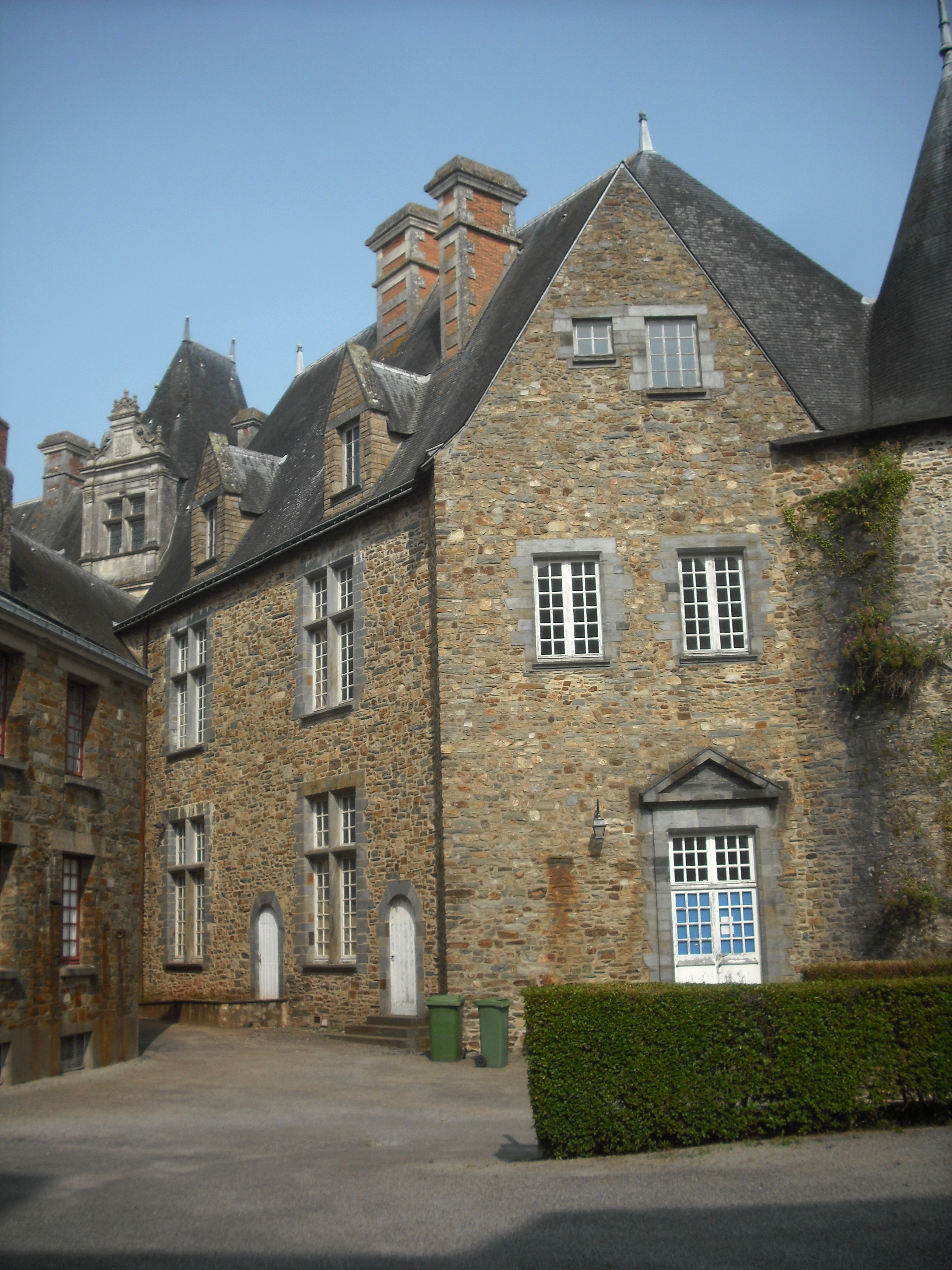
L'aile sud-est, reconstruite après 1944.

##### Intérieurs

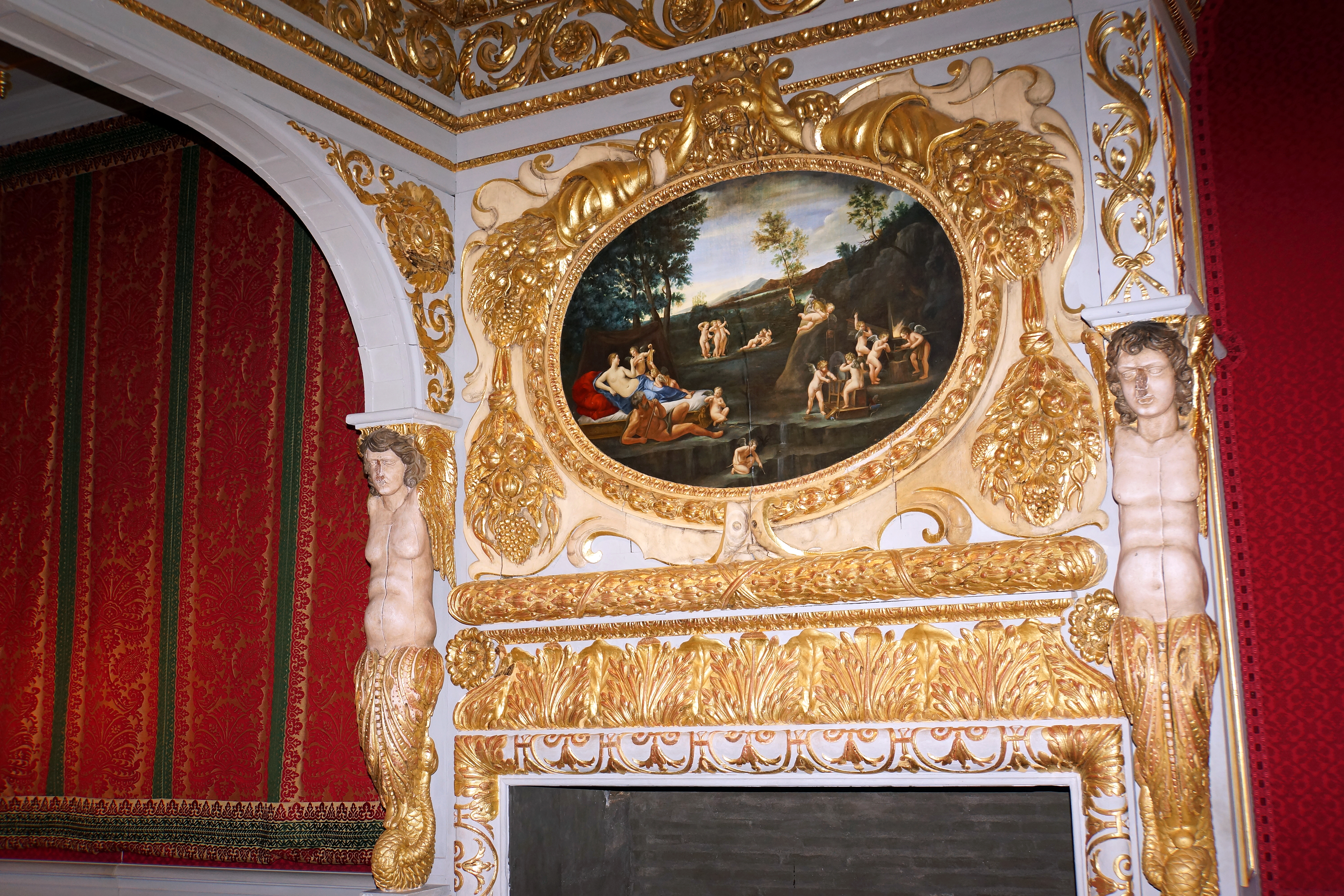
Cheminée de la Chambre dorée.

Le logis a été conçu pour abriter les appartements des seigneurs, mais il a longtemps servi de tribunal et il a été maintes fois modifié au fil des siècles. Il présente néanmoins encore son plan d'origine. Le corps principal contient ainsi à chaque étage une enfilade de trois pièces principales, tandis qu'au sous-sol se trouvent des caves non voûtées. Ces dernières sont desservies par une rampe de l'escalier principal. Un escalier secondaire, situé près de la jonction avec la Grande galerie, fournit un accès direct à la Chambre dorée à l'étage. À chaque niveau d'habitation, les fenêtres côté cour et côté extérieur ne sont pas placées en vis-à-vis, mais elles sont décalées les unes des autres, afin que chaque ouverture éclaire un panneau plein. Cette considération, maximisant l'éclairage intérieur, est à l'origine de la dissymétrie de la façade côté cour. Les pièces ont perdu pratiquement tout leur aménagement intérieur, à l'exception de la Chambre dorée dite aussi « de Françoise de Foix ». Celle-ci conserve des boiseries remarquables, avec notamment un lambris de cheminée sculpté et une arcade formant une alcôve pour le lit. Malgré son nom, il est impossible d'attribuer avec certitude cette chambre à Françoise de Foix, et le décor ne date pas de la construction du bâtiment, mais du début du XVIIe siècle. Les ornements de la cheminée, comprenant des sirènes, des cornes d'abondance et une tête de lion, le tout entourant un tableau ovale, sont brillamment exécutés, bien que l'ensemble soit un peu lourd. Le prince de Condé avait fait poser des lambris au château en 1634, et ceux de la chambre datent vraisemblablement de cette campagne d'aménagement. La cheminée d'origine en tuffeau, masquée par le lambris, est richement travaillée, et la chambre possède aussi un plafond à pendentifs qui remonte à la construction du bâtiment. Ces deux éléments montrent que cette pièce avait déjà une place privilégiée dans le château à la Renaissance. Les boiseries de l'oratoire, qui communique avec la Chambre dorée, ont été retirées en 1961. Ceci a permis le dégagement de la cheminée médiévale d'origine de la tour, rendue caduque à la Renaissance par la construction d'une nouvelle cheminée à colonnes de schiste.

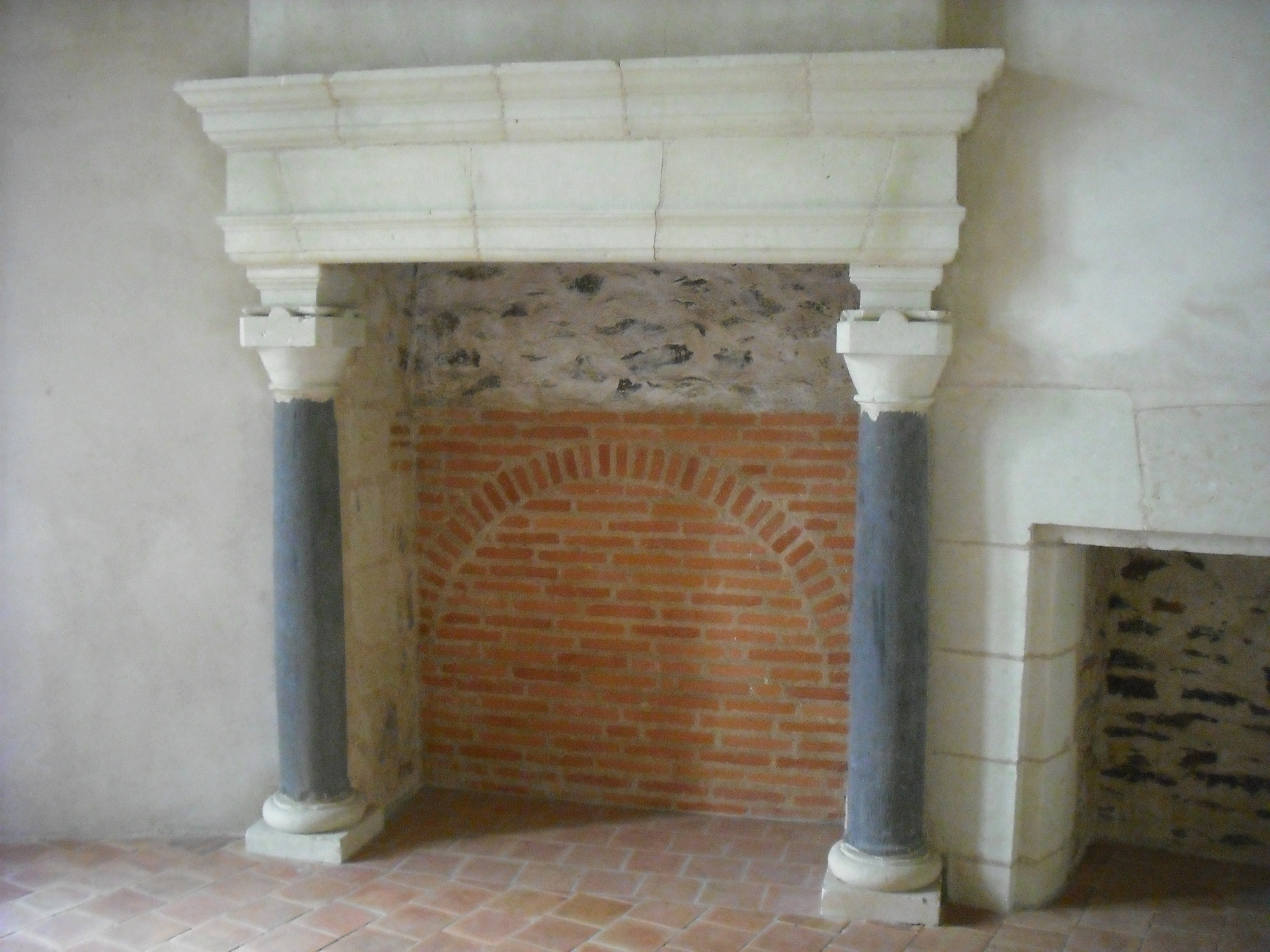
Cheminées de l'oratoire.
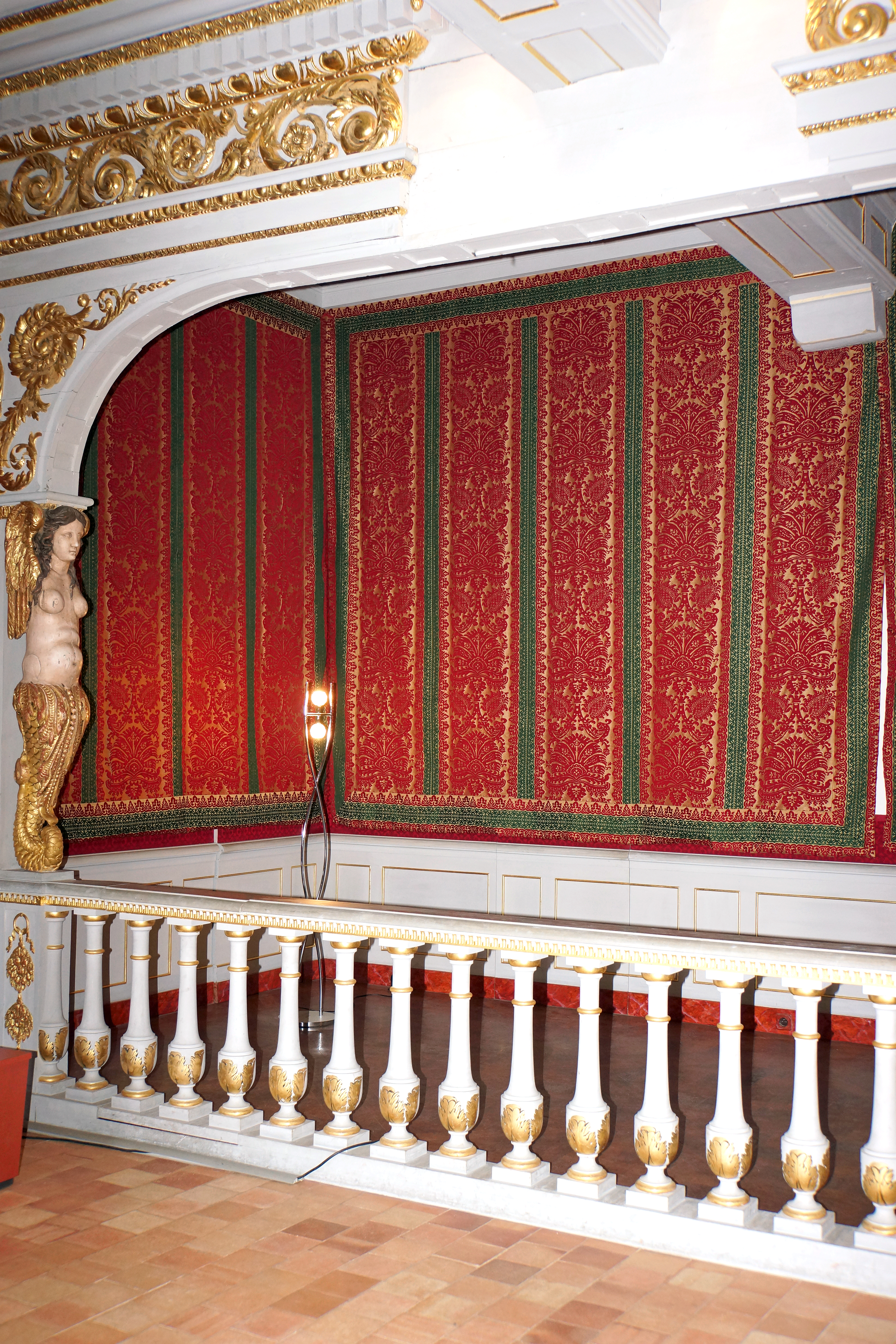
La Chambre dorée.
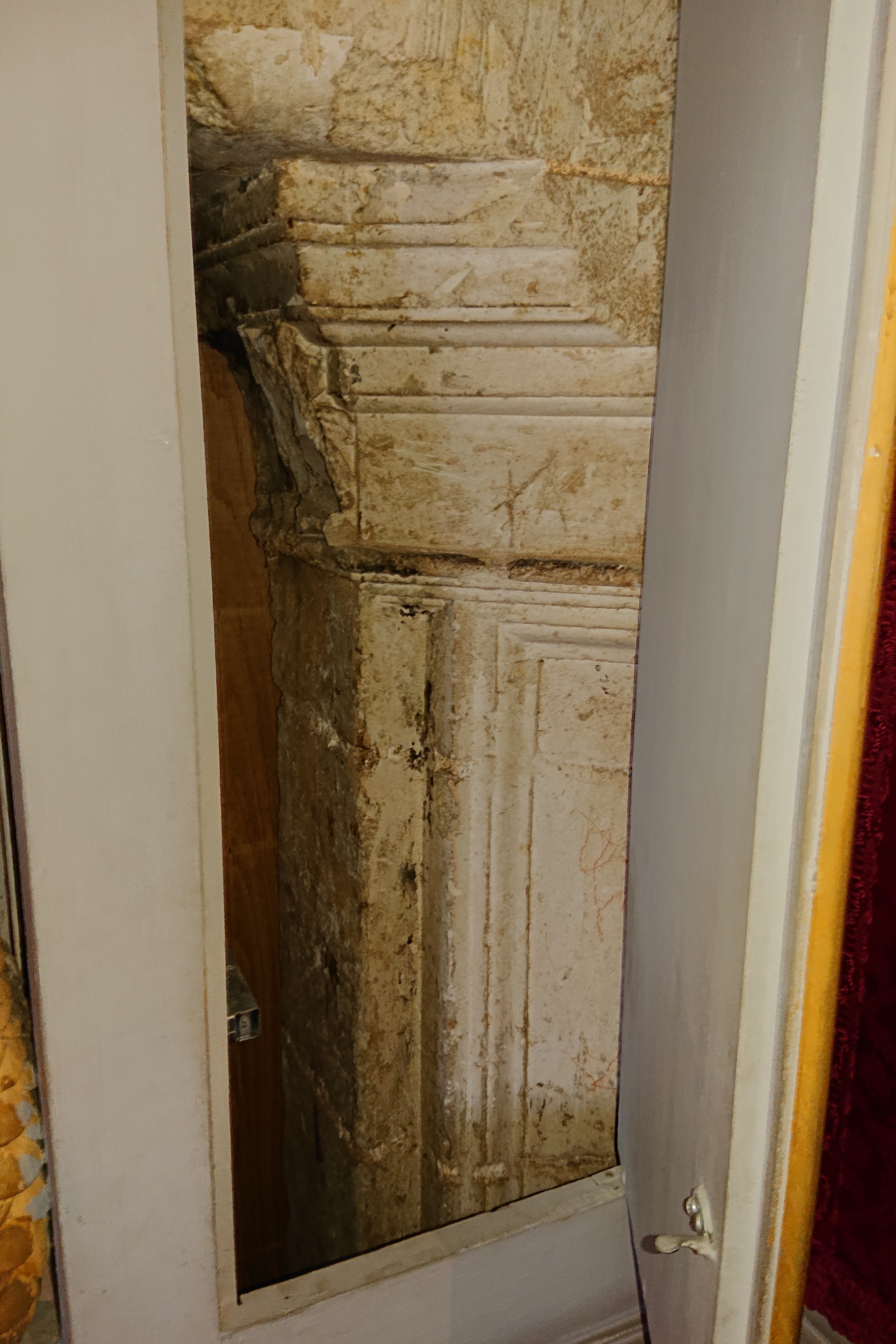
Détail de la cheminée en pierre sous le lambris.
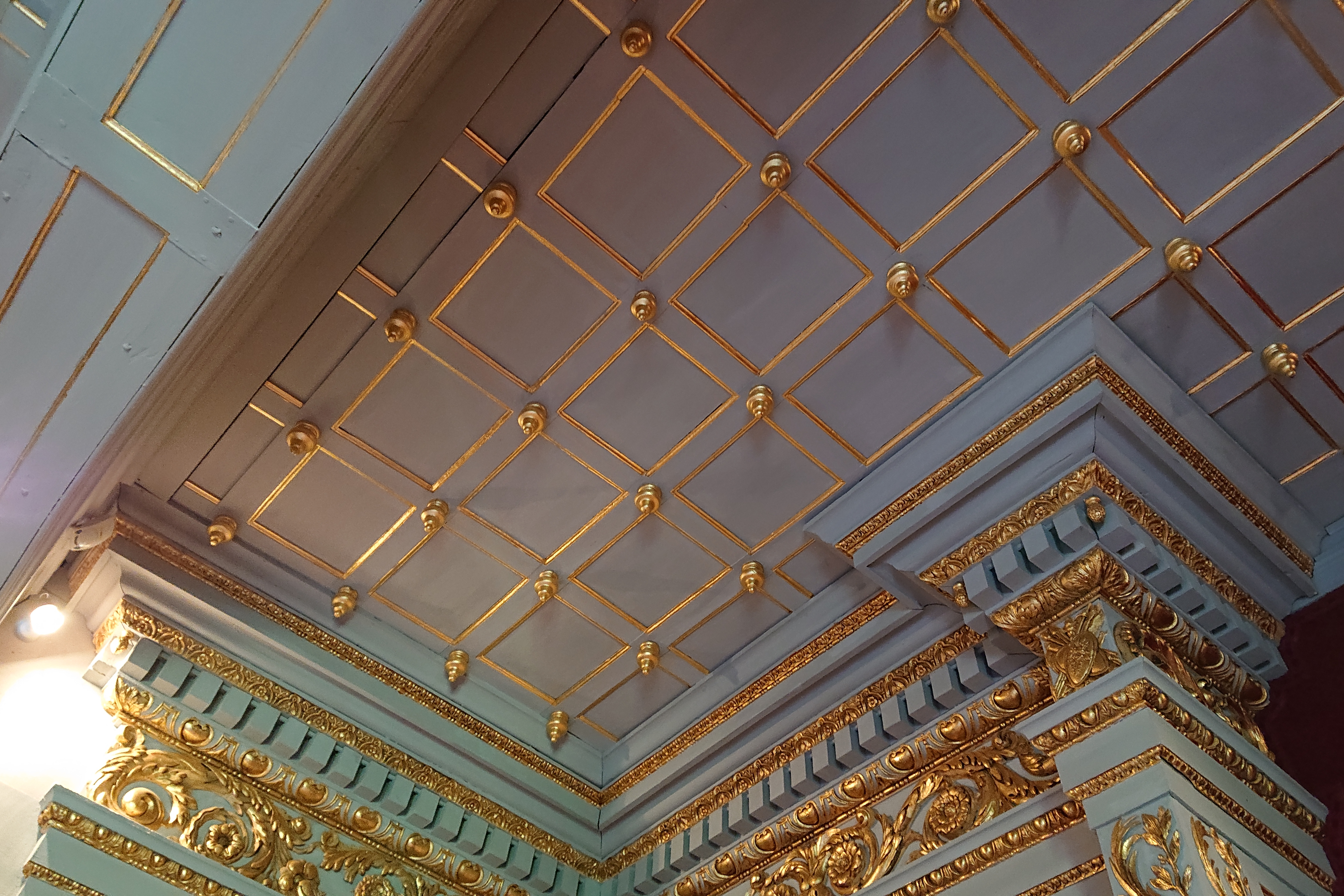
Plafond de la Chambre dorée.
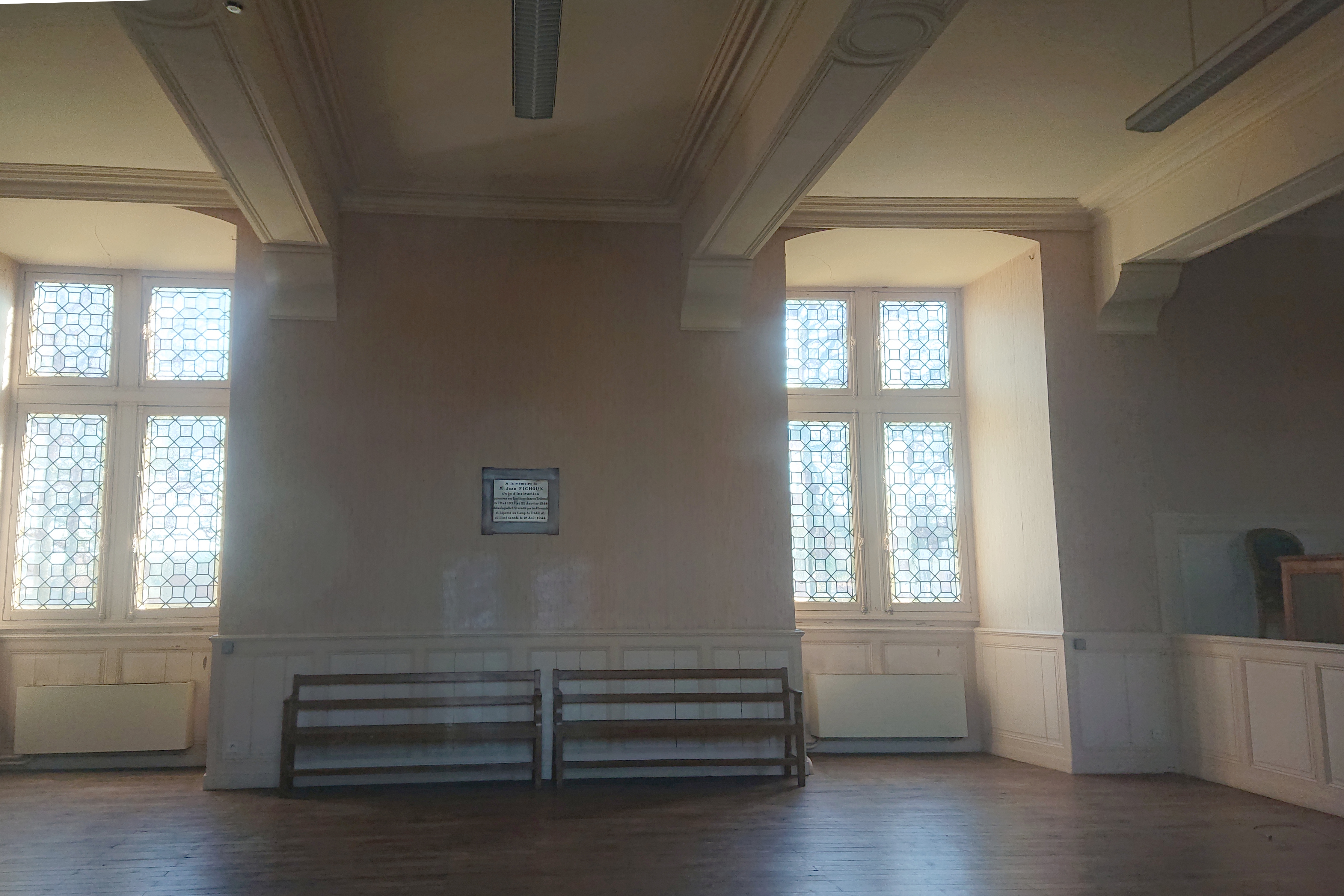
L'ancienne salle d'audience du tribunal.

##### Escaliers

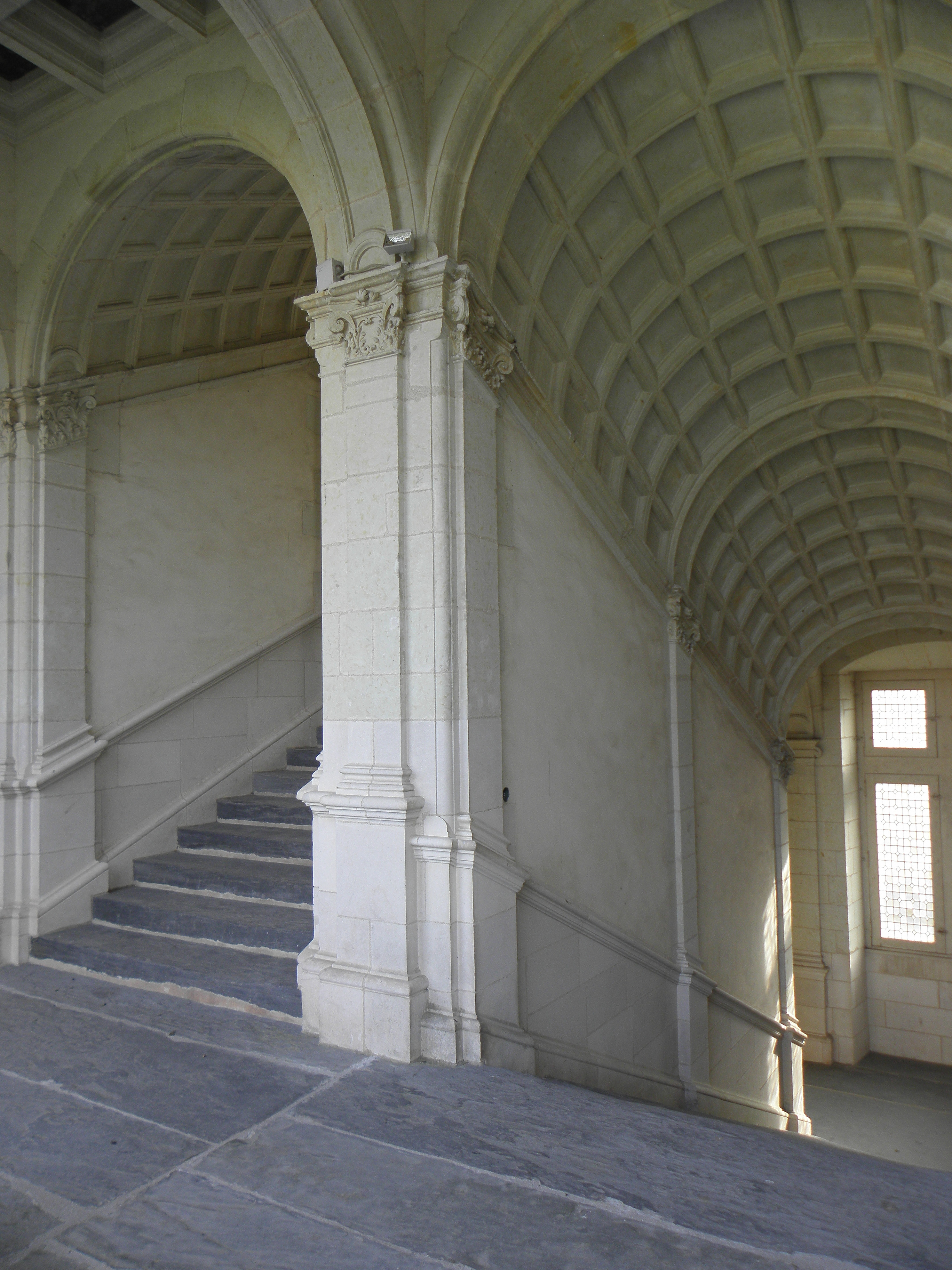
Le grand escalier et ses voûtes à caissons.

Situé entre le Bâtiment des Gardes et le logis Jean de Laval, le grand escalier dessert deux édifices de niveaux différents, grâce à la mise à profit des paliers de repos. Au premier étage, le palier forme une loggia qui s'ouvre sur un balcon, soutenu par trois colonnes en schiste. Au rez-de-chaussée, ces colonnes forment un portique devant l'entrée principale. Cette disposition aurait été inspirée par un perron construit au château de Chantilly par Pierre Chambiges. L'escalier et son pavillon sont décorés d'ordres superposés, mais l'agencement n'est pas exactement le même que pour l'aile principale. Ainsi, l'ordre ionique apparaît sur le rez-de-chaussée, l'ordre corinthien à l'étage, et le dorique est cantonné à l'attique. L'ordre corinthien n'est pas réalisé de la même façon que sur l'aile : présence de stylobates, dessin moins classique des chapiteaux. L'un des chapiteaux de pilastre à l'intérieur porte un petit amour dans son tailloir. À cause d'une galerie qui butait contre le logis, le balcon de l'escalier n'est pas rectangulaire, mais trapézoïdal. Néanmoins, cette dissymétrie est gommée visuellement par l'écartement régulier des colonnes.
La partie supérieure du pavillon, comprenant l'attique et les deux dernières rampes de l'escalier, semble avoir été achevée précipitamment après une pause dans les travaux, comme le suggère un style différent et simplifié. Les deux rampes supérieures sont ainsi couvertes en charpente simple, alors que les rampes inférieures sont couvertes de berceaux rampants à caissons reposant sur des pilastres également rampants. Les plafonds des paliers sont également ornés de caissons, mais ceux-ci sont remplis de schiste, offrant ainsi une polychromie discrète. Le raffinement des escaliers est amplifié par la décoration des portes donnant sur les appartements dans l'aile : elles sont couronnées de frontons qui reprennent l'alternance des lucarnes du toit (courbes et contre-courbes au rez-de-chaussée, gâble concave pour l'étage). Les deux frontons sont ornés de blasons, détruits sous la Révolution puis restaurés ; au rez-de-chaussée il s'agit des armes de Châteaubriant parti des armes de Foix, de Béarn et de Bigorre, le tout entouré de la cordelière que Jean de Laval portait en tant que gouverneur de Bretagne, et à l'étage, des armes de Châteaubriant entourées du collier de l'ordre de Saint-Michel dont Jean de Laval était membre,. L'escalier secondaire à vis est beaucoup plus modeste mais il présente également un souci de la polychromie, avec des marches en schiste portées par une corniche rampante blanche.

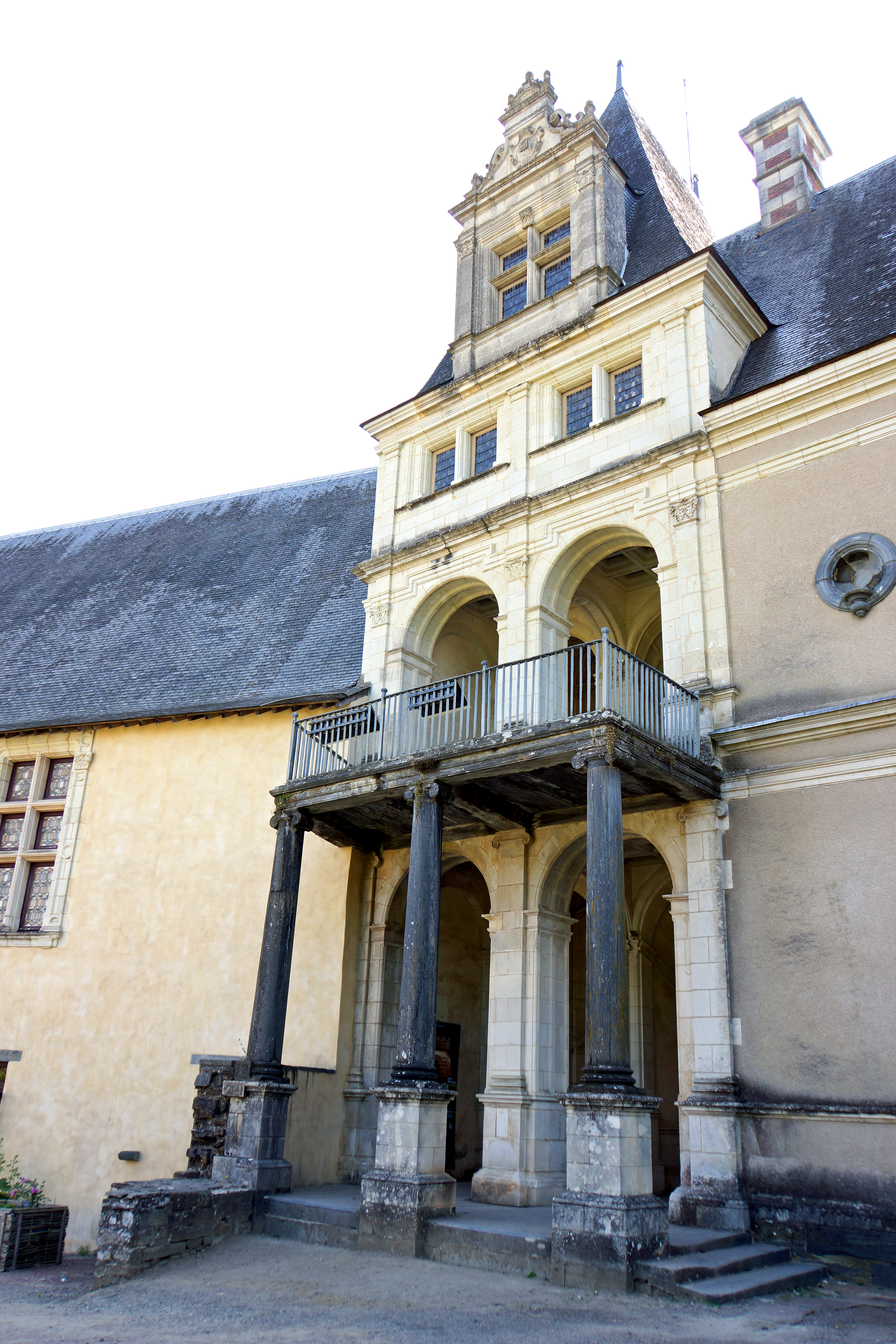
Pavillon du grand escalier.
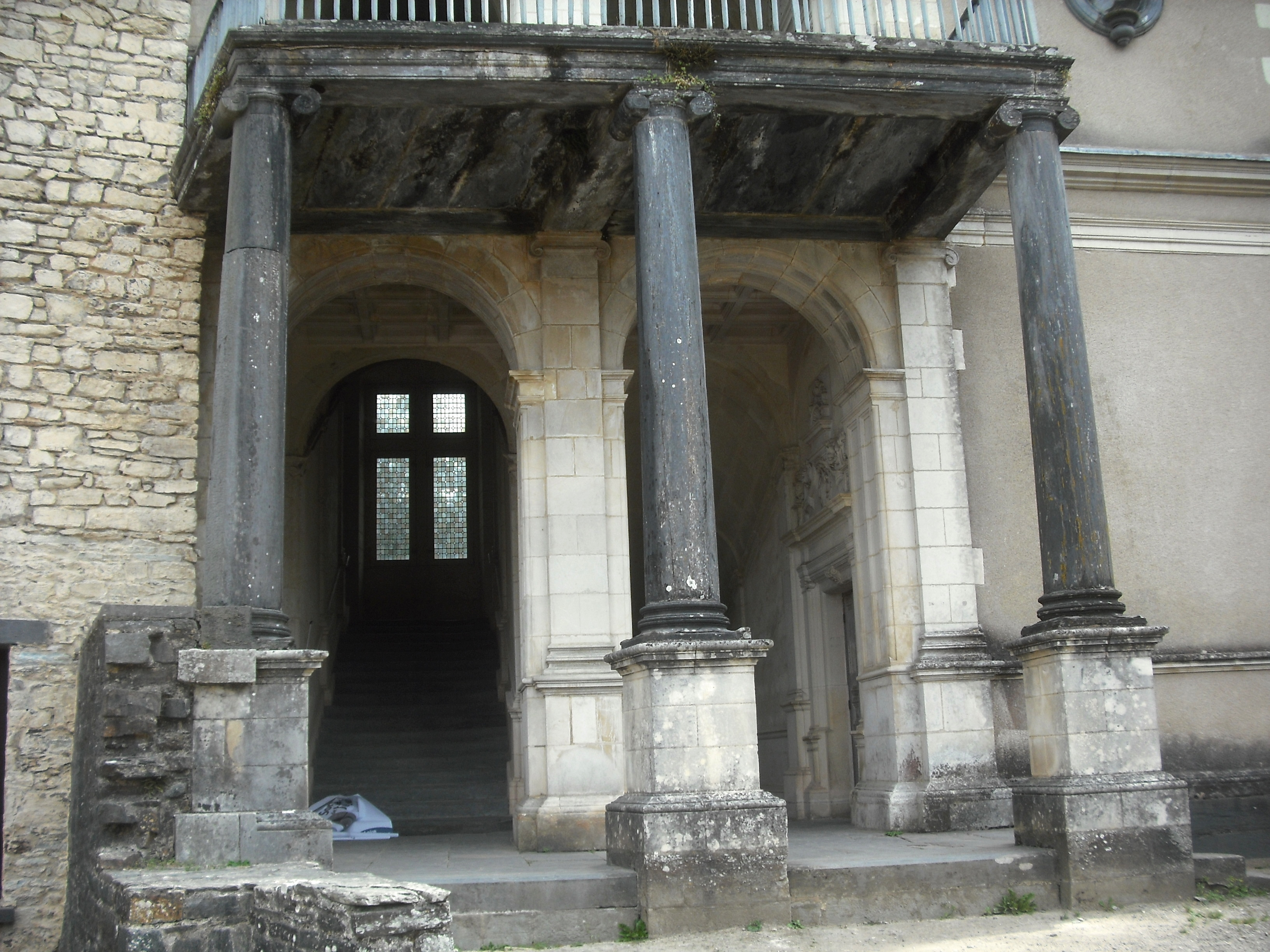
Porche du grand escalier.
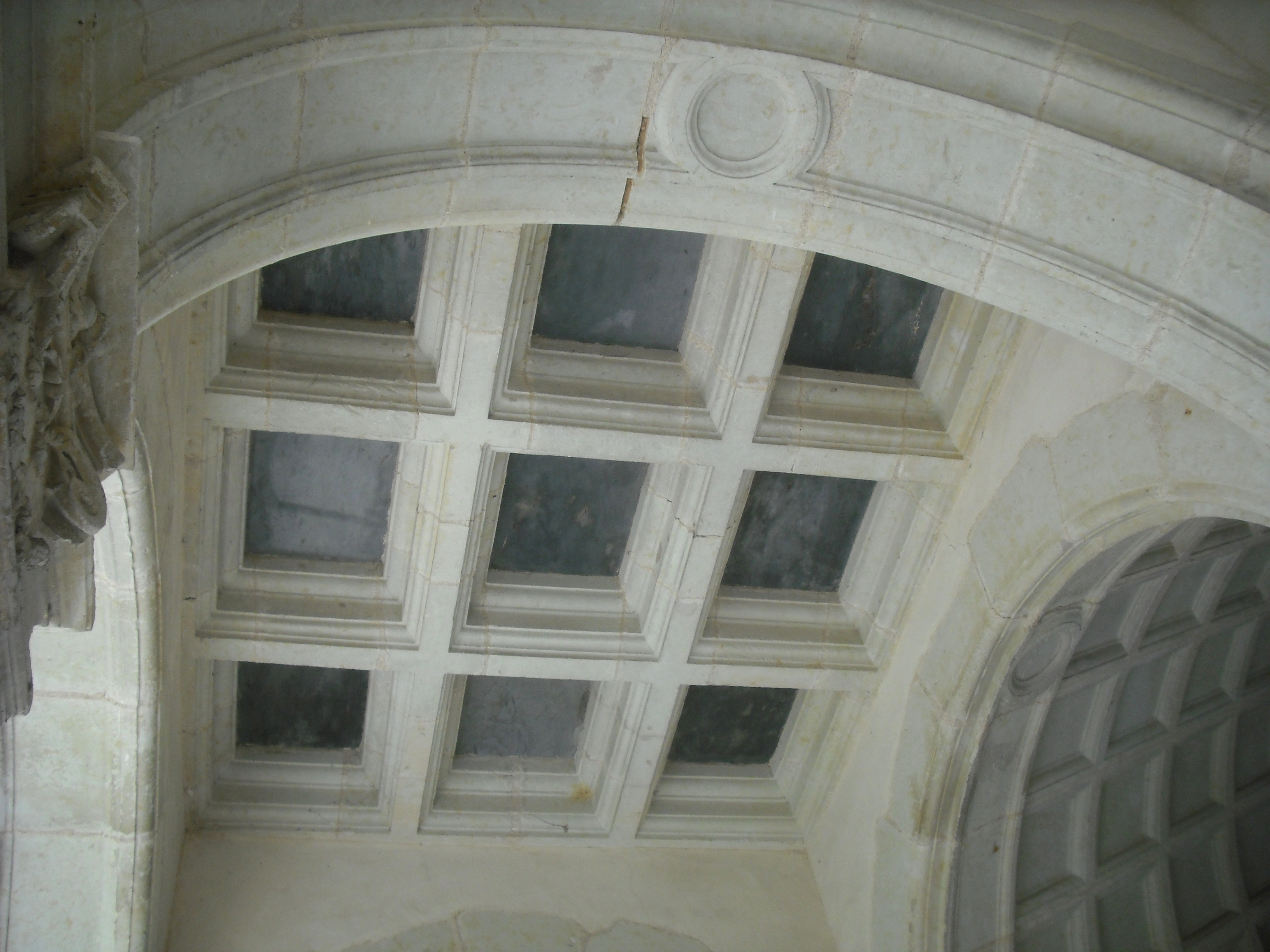
Plafond à caissons d'un palier.
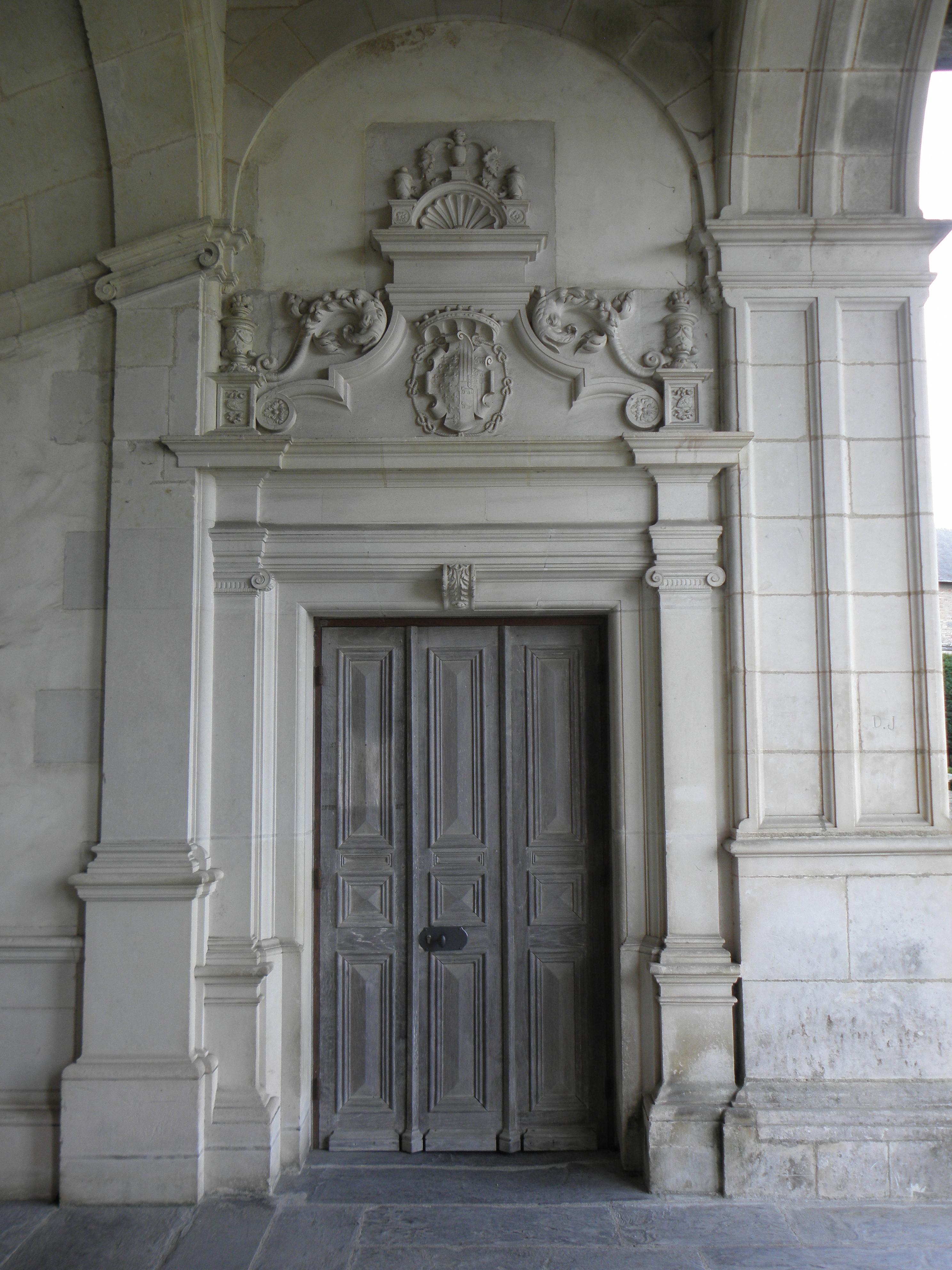
Porte du rez-de-chaussée.
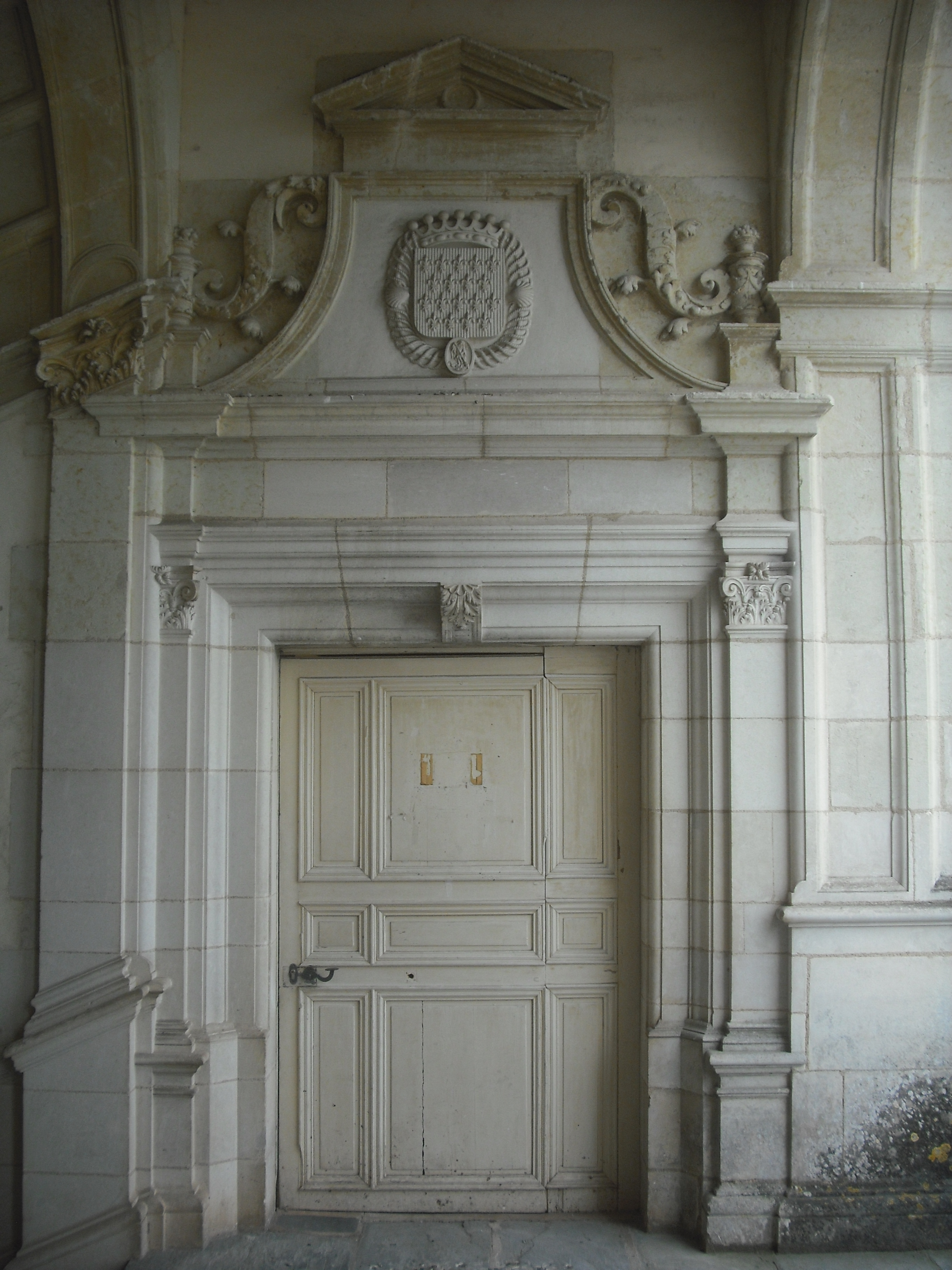
Porte de l'étage.
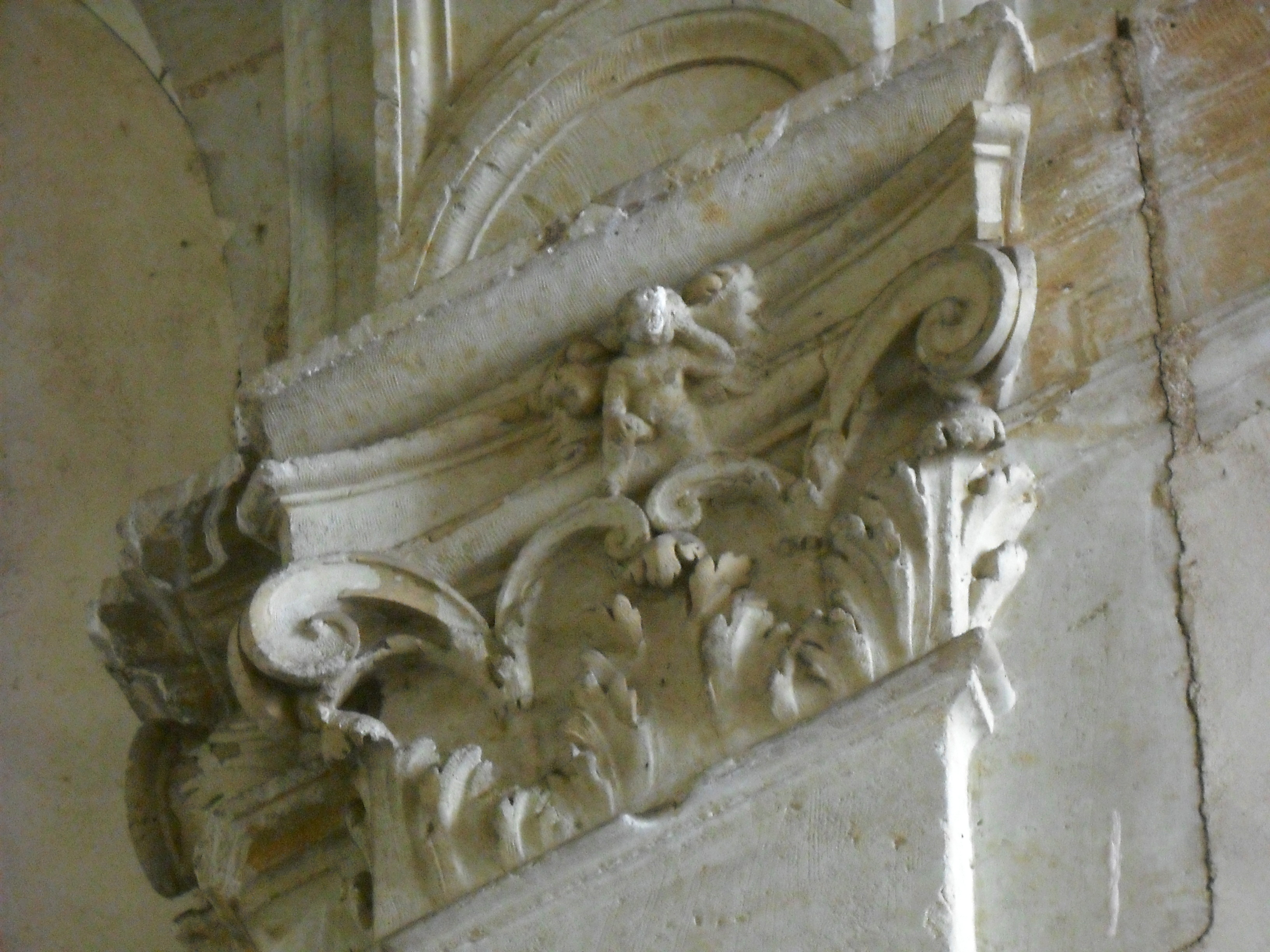
Chapiteau à amour de l'escalier.
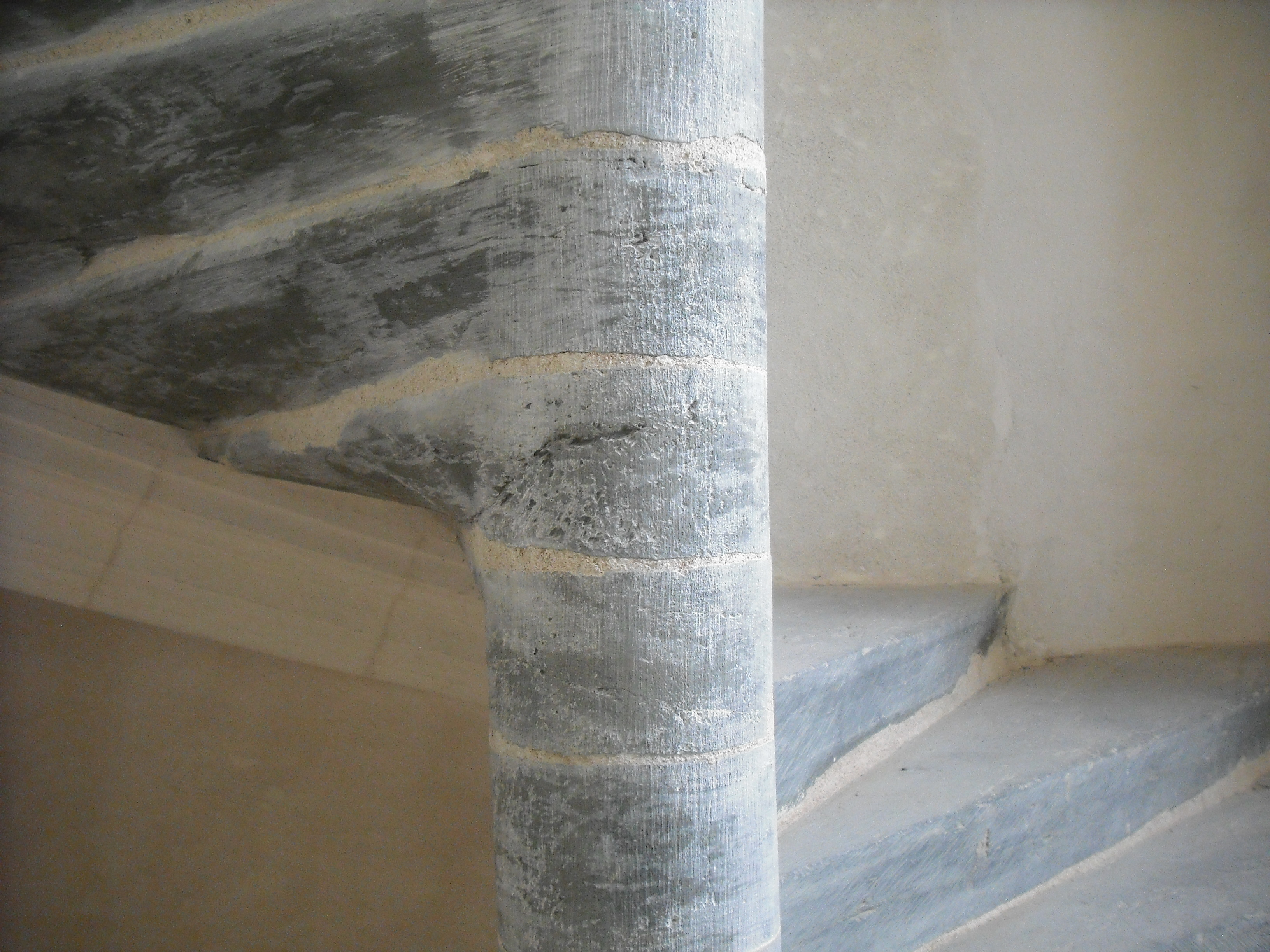
L'escalier à vis.

#### Grande galerie

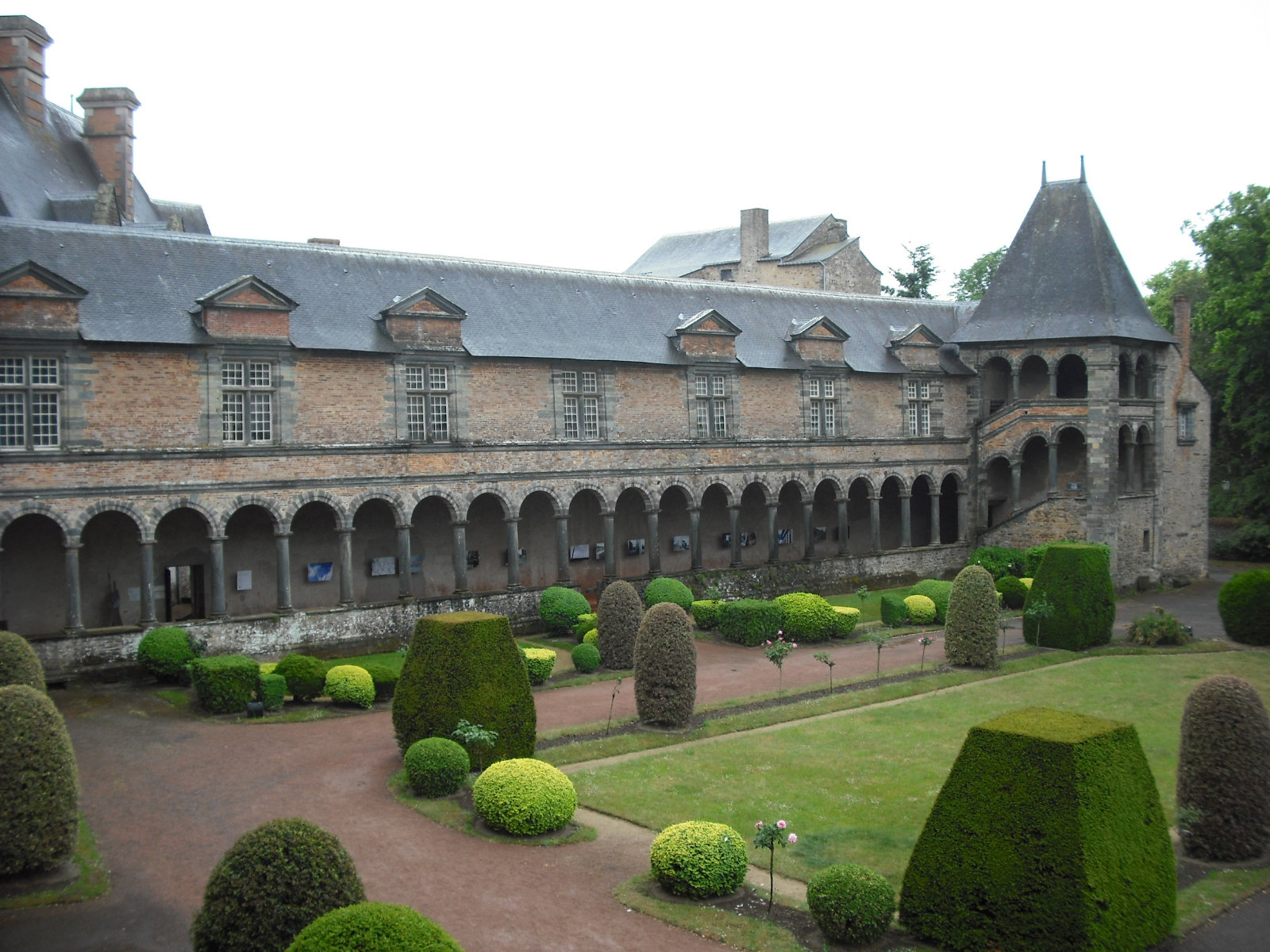
La Grande galerie vue du grand escalier.

Le Château-Neuf possédait à l'origine une série de galeries qui fermaient deux espaces : les Petits jardins devant le bâtiment des Gardes, et la cour d'honneur devant le logis Jean de Laval. La seule qui soit conservée intacte est la Grande galerie, qui s'élance à angle droit des logis et qui borde le jardin intérieur par le sud. Elle est tout à fait typique de l'architecture de la Renaissance et sa construction peut être estimée dans les années 1540. Jean de Laval étant mort en 1543, et le style de la galerie différant assez du logis attenant, il est possible qu'elle ait été commandée par son successeur, Anne de Montmorency, ou en tous cas achevée par lui. Elle possède deux niveaux, un rez-de-chaussée ouvert sur le jardin et un étage qui forme la galerie proprement dite, couverte. Le rez-de-chaussée est ouvert par une rangée d'arcades en plein cintre supportées par des colonnes doriques en schiste. Cette pierre a permis de sculpter des colonnes particulièrement fines et élancées, néanmoins il s'agit d'une roche fragile et mal adaptée à ce genre d'éléments. Par conséquent, l'étage a été construit en brique, un matériau léger. Un enduit clair recouvrait peut-être à l'origine les murs de brique, afin de prolonger le contraste entre le schiste et le tuffeau présent sur le reste des logis. Sur l'étage, le schiste est employé pour les encadrements de fenêtres, taillés en pilastres ioniques. Les fenêtres sont surmontées de frontons triangulaires faits en schiste également, à l'exception de la fenêtre centrale qui en est dépourvue. Cela est peut-être le résultat d'un accident, mais l'absence de traces de fronton dans la charpente et dans la maçonnerie peuvent laisser penser que cette absence a été voulue pour souligner l'axe de symétrie en négatif. Les frontons des fenêtres sont posés sur un petit entablement, dessin assez inhabituel qui pourrait s'expliquer par un remaniement : la galerie aurait été surmontée d'un attique qui aurait couru entre les plates-bandes des croisées et les frontons, et qui aurait été supprimé pour abaisser l'égout de toit.

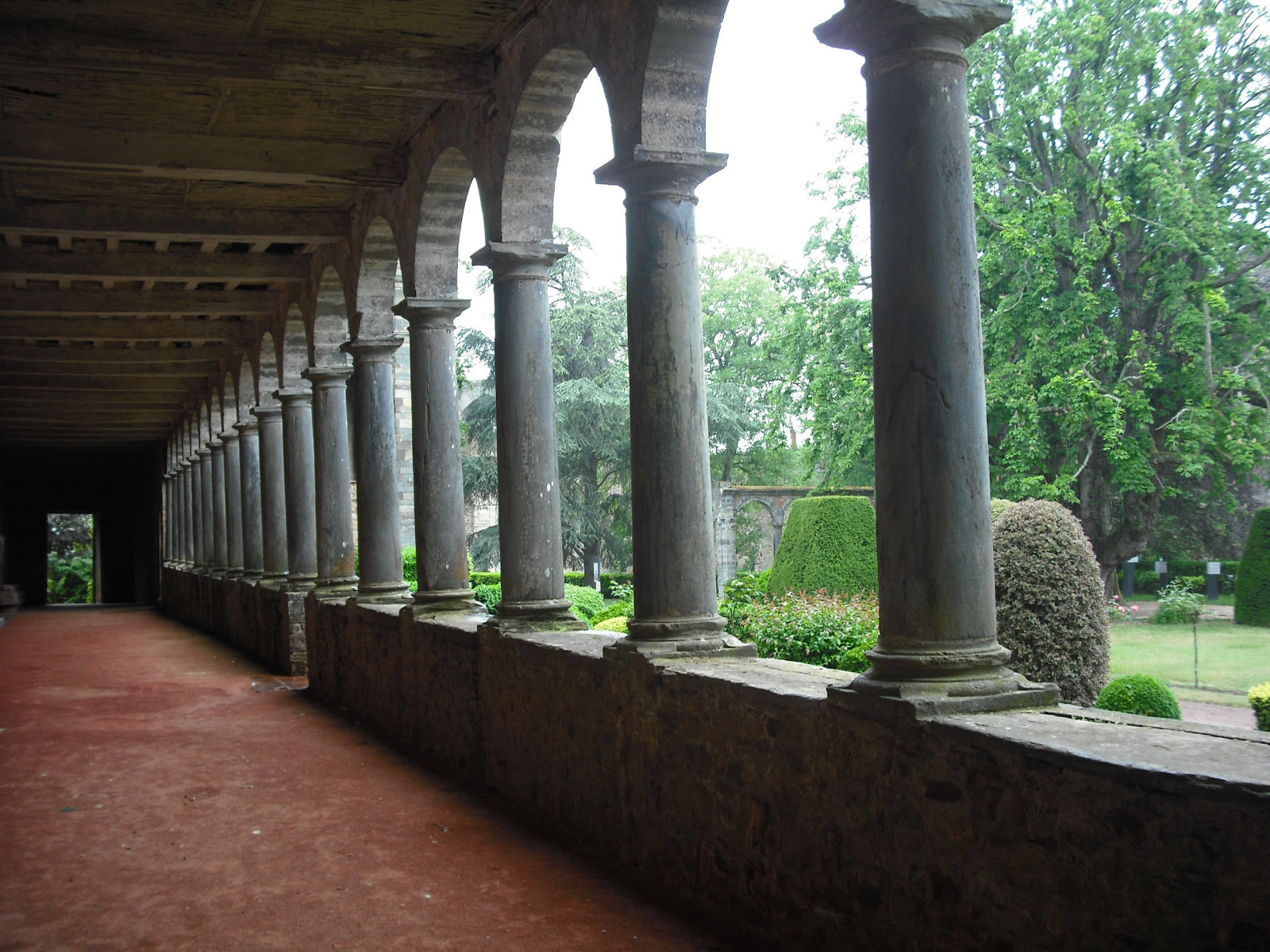
L'intérieur de la galerie.

La galerie se termine par un pavillon également construit en schiste et en brique, et qui contient un escalier. Cet escalier, à rampe droite, est ajouré par des arcades qui reprennent le parti de la colonnade de la galerie. Le niveau inférieur est d'ordre dorique, et l'étage d'ordre ionique. La disposition des arcades est originale, car les bases des colonnes, leurs chapiteaux et les arches suivent la pente de l'escalier. Le chapiteau et la base d'une des colonnes suivent même la brisure du raccord de la rampe avec le repos du palier. Comme sur le logis Jean de Laval, l'architecture classique n'est pas totalement maîtrisée, et les chapiteaux ioniques de l'étage sont placés latéralement et non de face. Selon Jean-Marie Pérouse de Montclos, l'architecte de la Grande galerie est peut-être Philibert Delorme. Cependant, certains archaïsmes comme la présence de griffes gothiques à la base des colonnes, indiquent plutôt l'œuvre d'un architecte local qui aurait mis à exécution un dessin de Delorme. Pérouse de Montclos rapproche la galerie du château de Saint-Maur, œuvre attestée de Delorme et construite à la même période. Les murs de la galerie basse étaient peut-être peints de fresques, donnant à l'ensemble une magnificence certaine, rappelant les galeries peintes du château d'Oiron. Aucune trace de décor n'a été retrouvée, mais des témoignages anciens mentionnent une scène du fils prodigue.

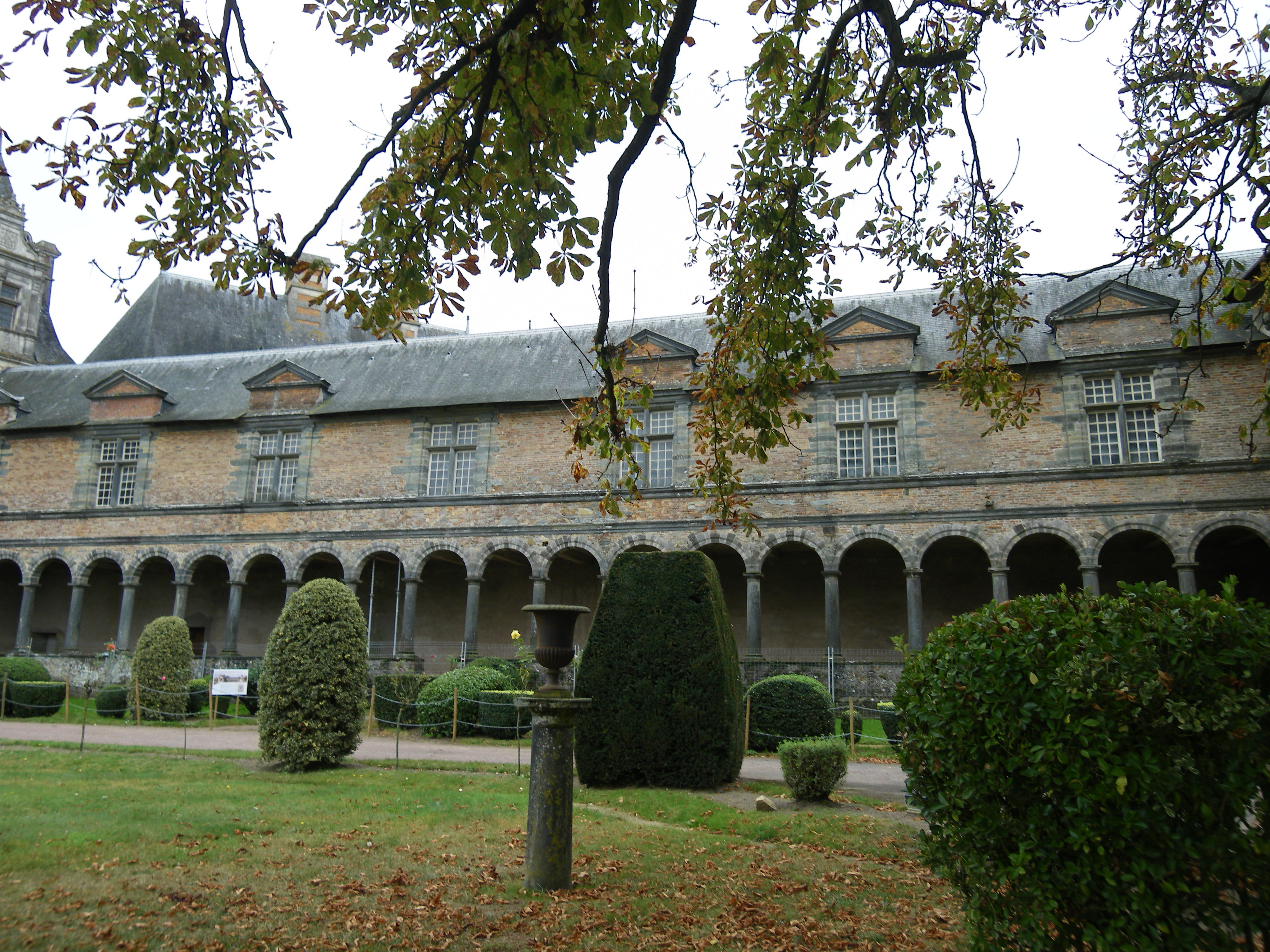
La galerie vue des jardins.
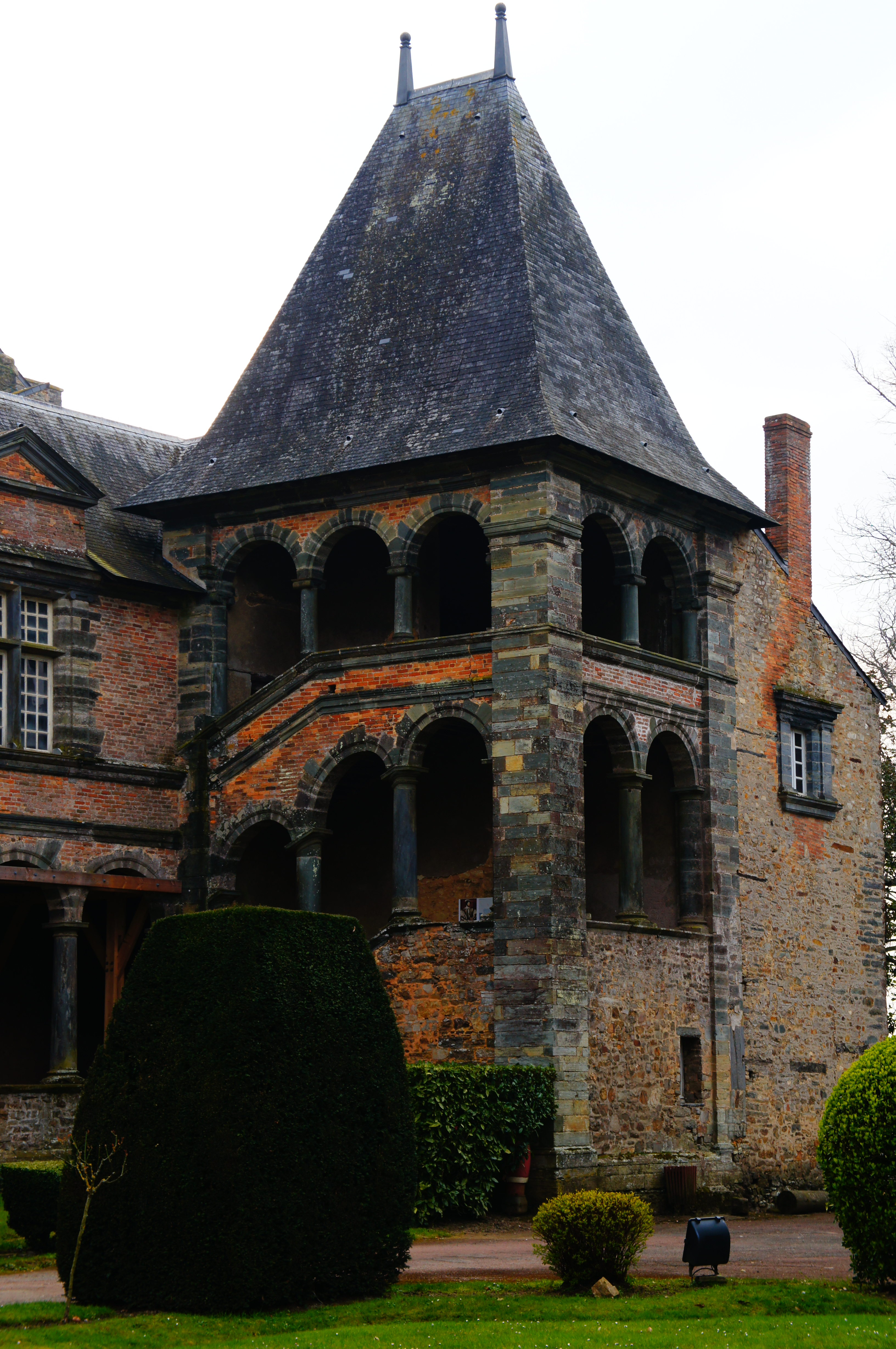
Le pavillon d'escalier.
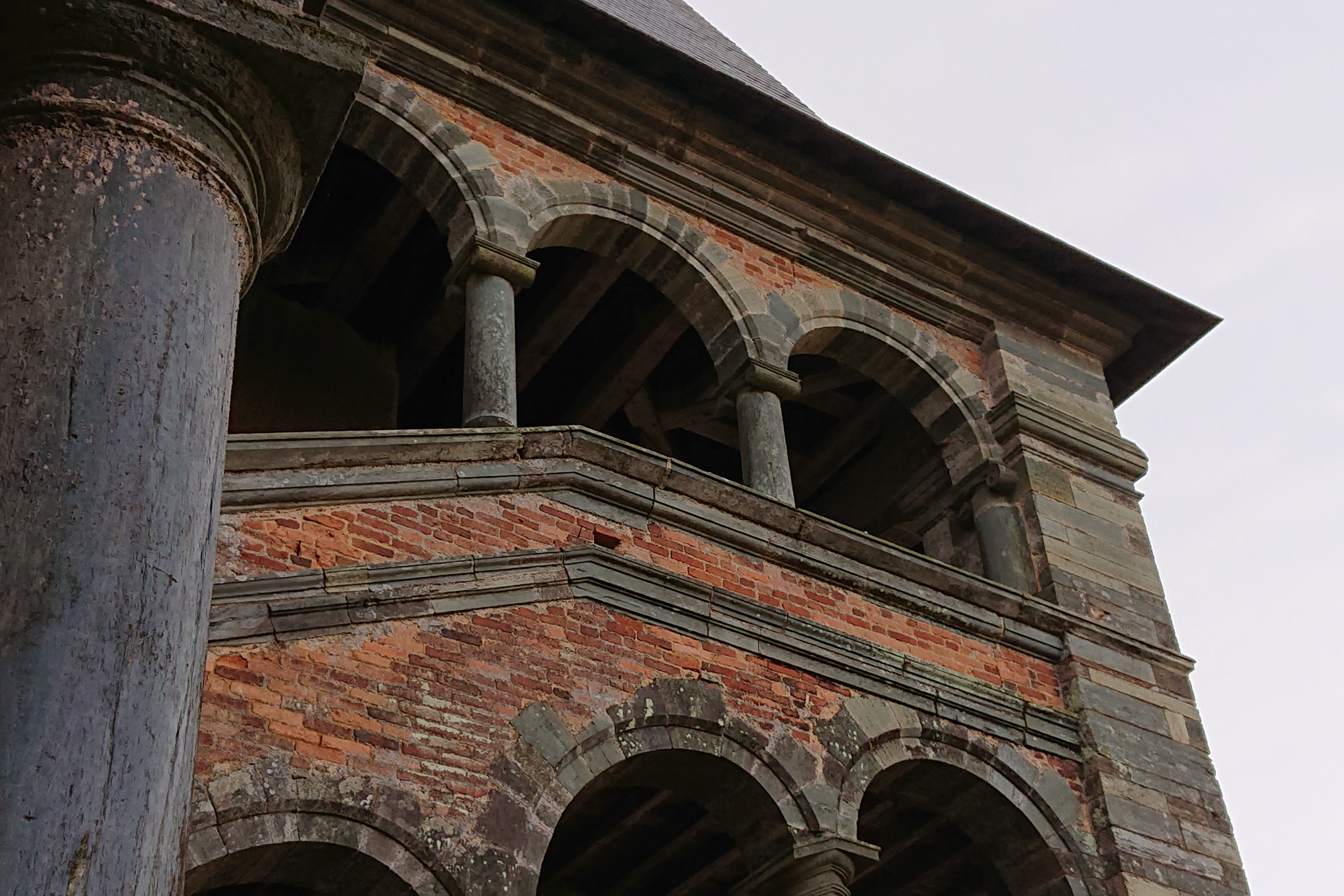
L'étage du pavillon d'escalier.
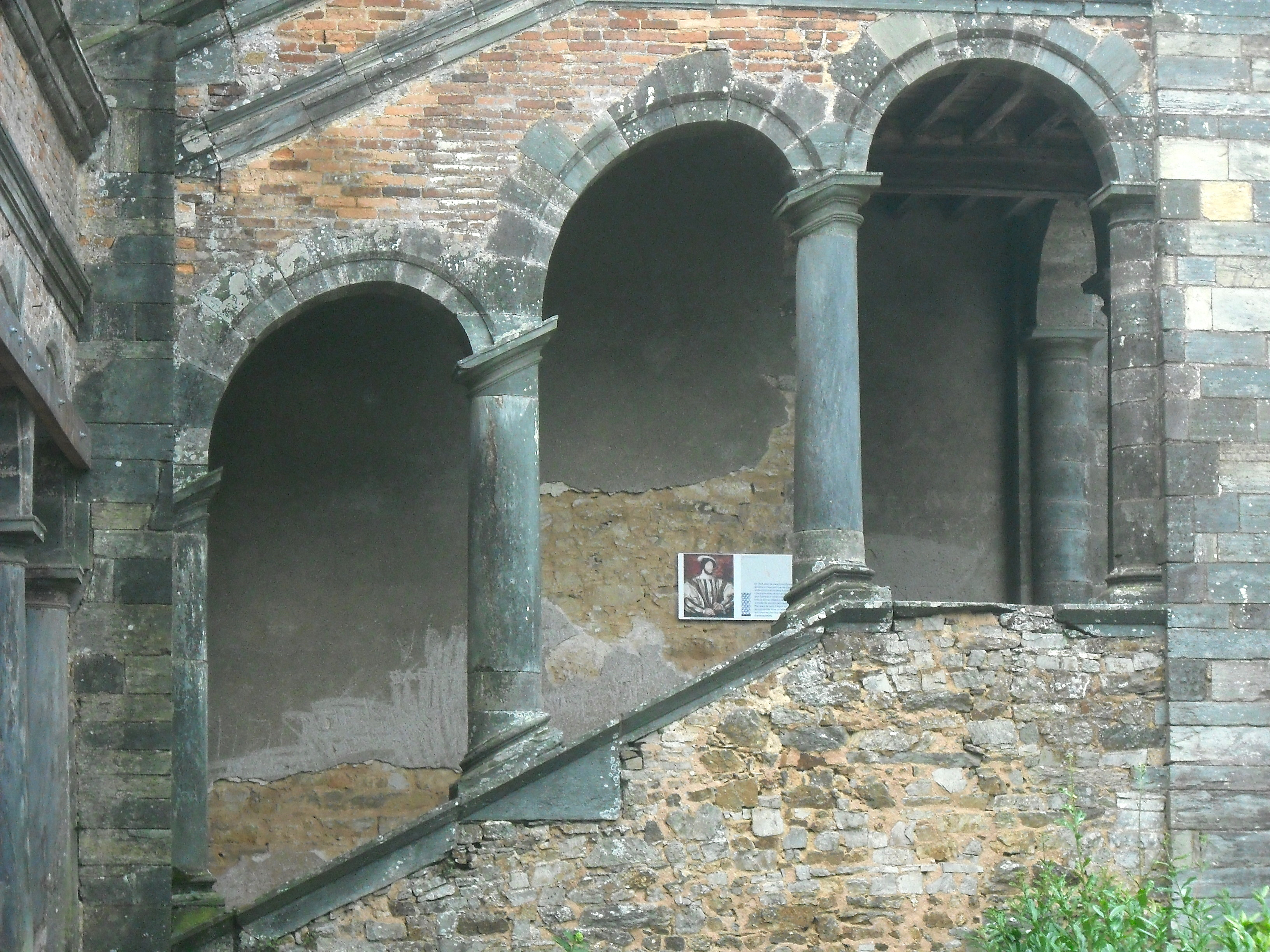
Colonnes doriques du pavillon d'escalier.

#### Autres galeries

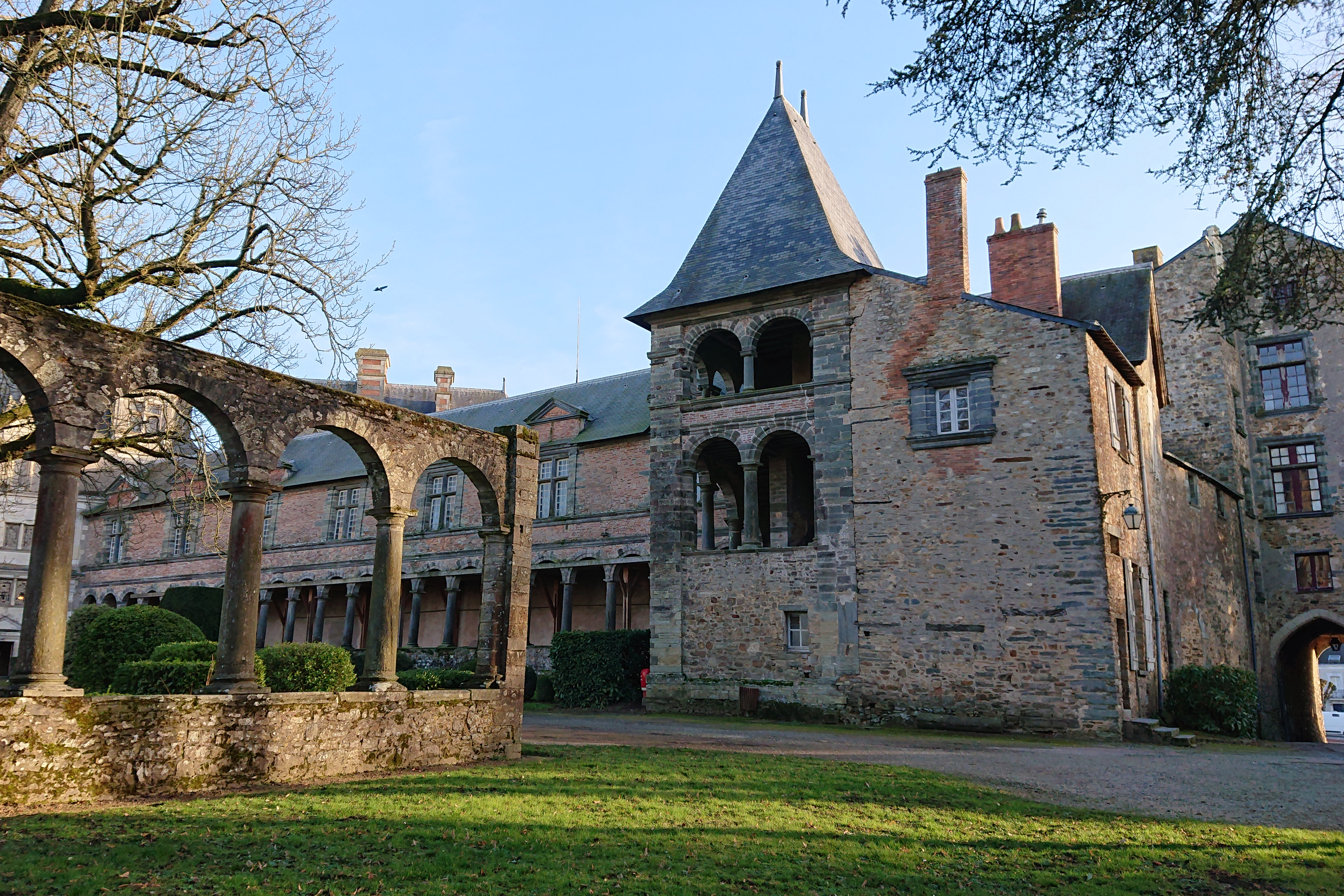
Vestiges de la galerie ouest, qui se raccordait au pavillon sous la fenêtre à droite.

En plus de la Grande galerie au sud, le Château-Neuf a peut-être possédé trois autres galeries. Deux sont attestées : l'une se trouvait à l'ouest entre l'escalier et le donjon, l'autre s'étendait au nord entre le donjon et les logis ; une autre traversait peut-être la basse-cour au centre parallèlement à la Grande galerie. La galerie à l'ouest comportait un portail, qui formait l'entrée principale du jardin et des logis Renaissance. Il ne reste de cette galerie qu'une rangée de colonnes et une partie des murs de fondation jusqu'au talus du donjon. Ces restes, ainsi que la fenêtre située au-dessus du point de jonction avec le pavillon d'escalier, montrent qu'il s'agissait d'une galerie à un seul niveau. Les colonnes doriques sont parfaitement bien exécutées. La troisième galerie, qui s'étendait au nord entre les logis et le donjon, a presque entièrement disparu. Elle subsiste uniquement dans un soubassement d'une trentaine de mètres, qui comprend à intervalle régulier des bases de schiste sur lesquelles reposaient les colonnes. Elle comprenait un étage, qui devait assurer la liaison entre l'appartement situé dans le Bâtiment des Gardes et le donjon, ce dernier étant rejoint par un escalier. Cet escalier a été refait en 1638, preuve que la galerie existait encore à ce moment-là. La façade sur jardin devait être construite en brique et ses arcades devaient être parées de schiste. Elle comprenait une chapelle dédiée à sainte Anne, située au rez-de-chaussée au pied du Bâtiment des Gardes, et qui a disparu. La quatrième galerie devait couper les jardins en deux, depuis le grand escalier des logis jusqu'à la galerie ouest. L'épais mur de soutien qui se trouve au pied du grand escalier pourrait lui avoir appartenu. La galerie centrale et la galerie ouest semblent avoir été démolies dans les années 1590, lors des Guerres de Religion, pour faciliter les manœuvres militaires. Le rôle des galeries était principalement d'assurer la circulation d'un bâtiment à l'autre, mais elles avaient aussi une fonction symbolique, rattachant les nouveaux logis au donjon ancestral. Une salle de jeu de paume, située au-delà de la grande galerie sud et disparue depuis, a été construite par Anne de Montmorency en 1551. Des colonnes de la galerie ouest ont été réemployées au château de Launay à Grand-Auverné, dans lequel se trouve aussi une copie de la Chambre dorée.

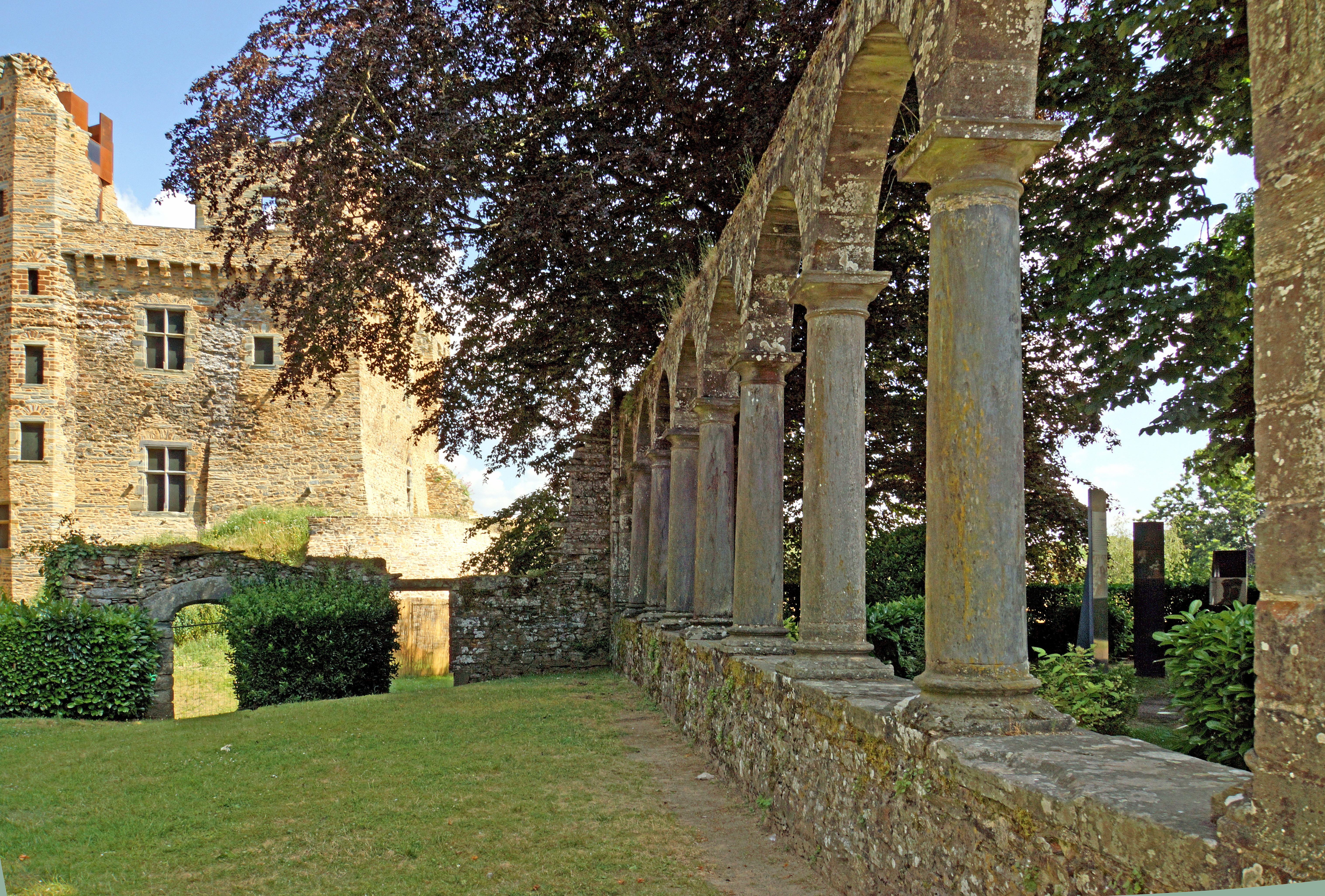
Vestiges de la galerie ouest.
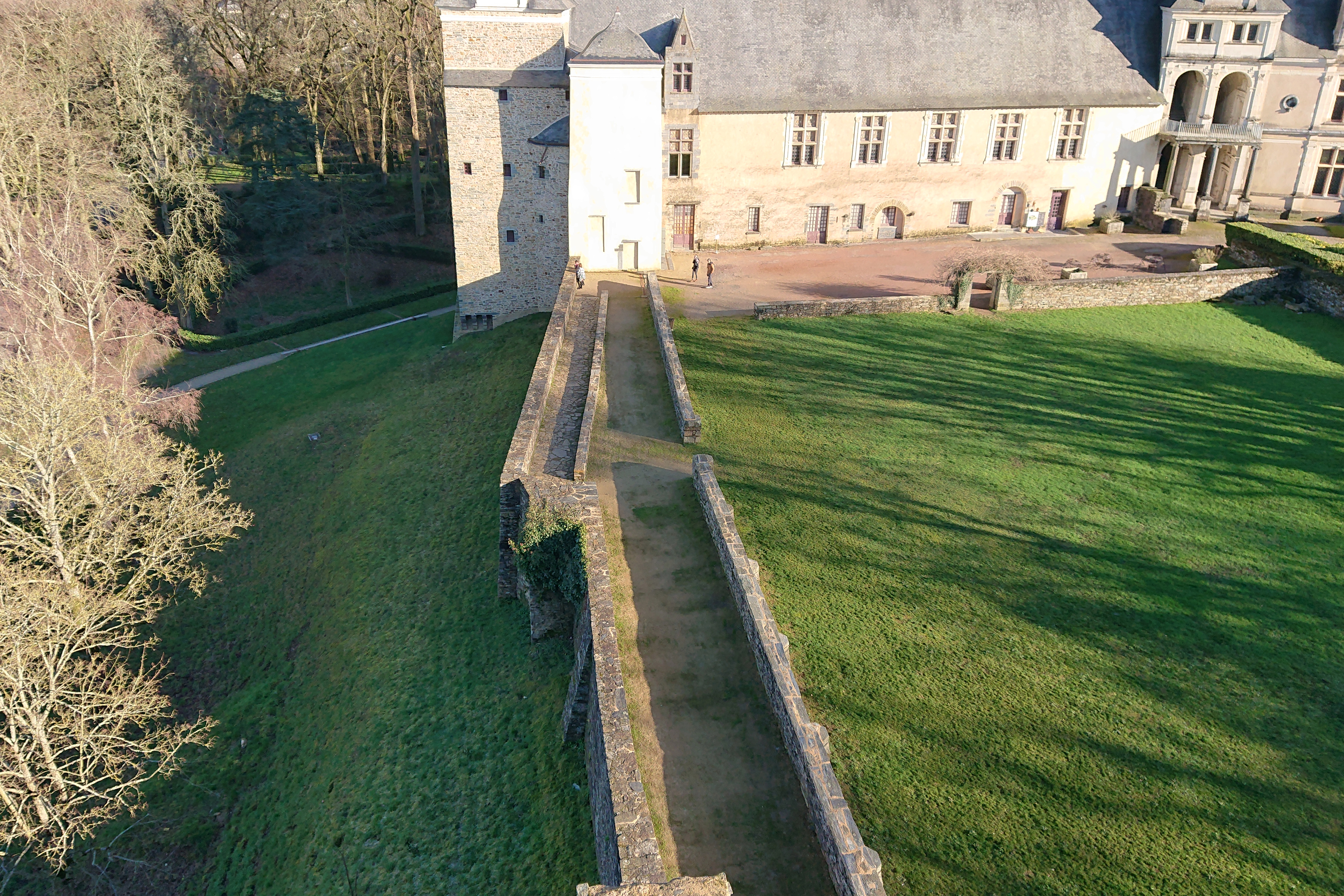
Tracé de la galerie nord vu du donjon.
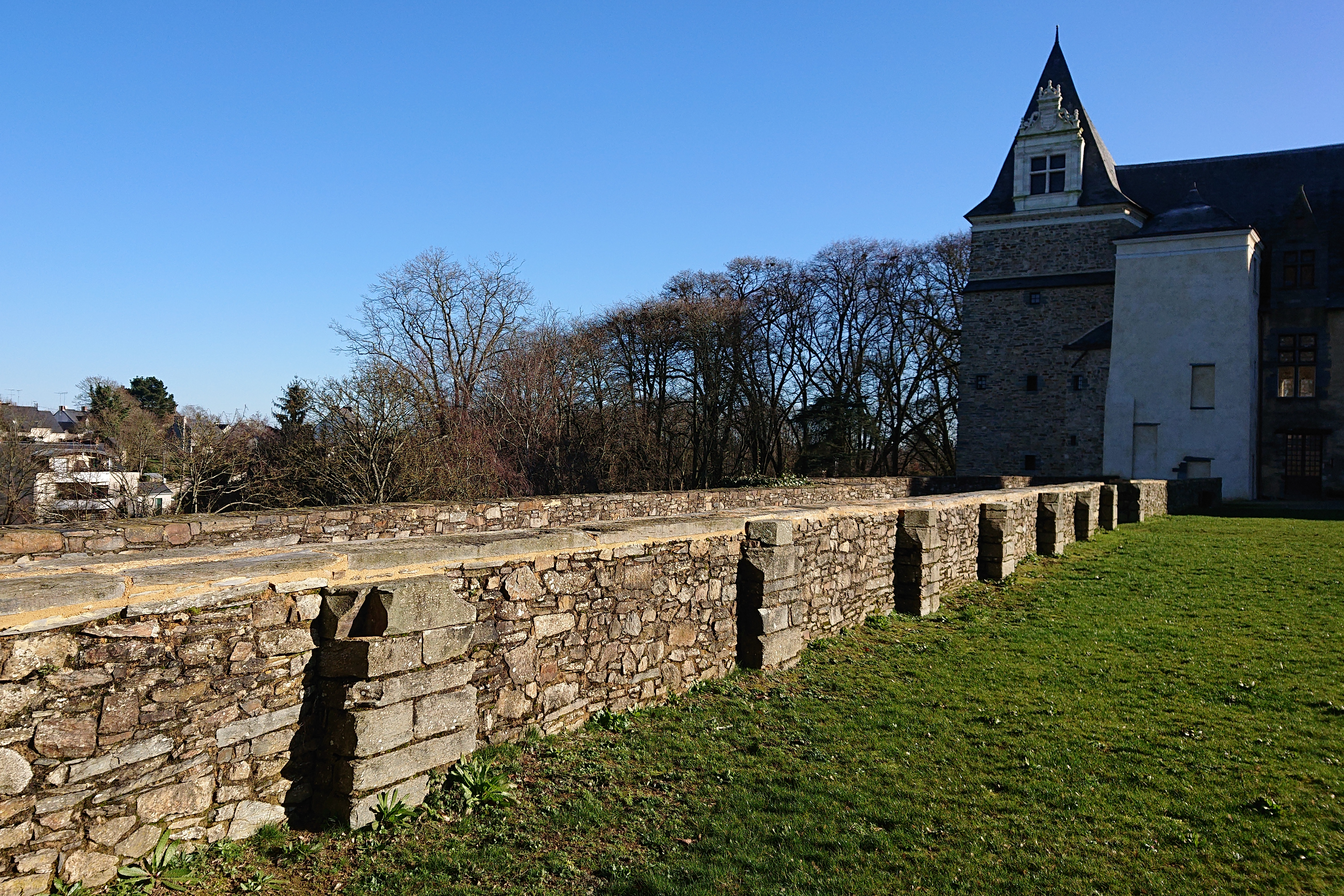
Base de l'ancienne galerie nord.
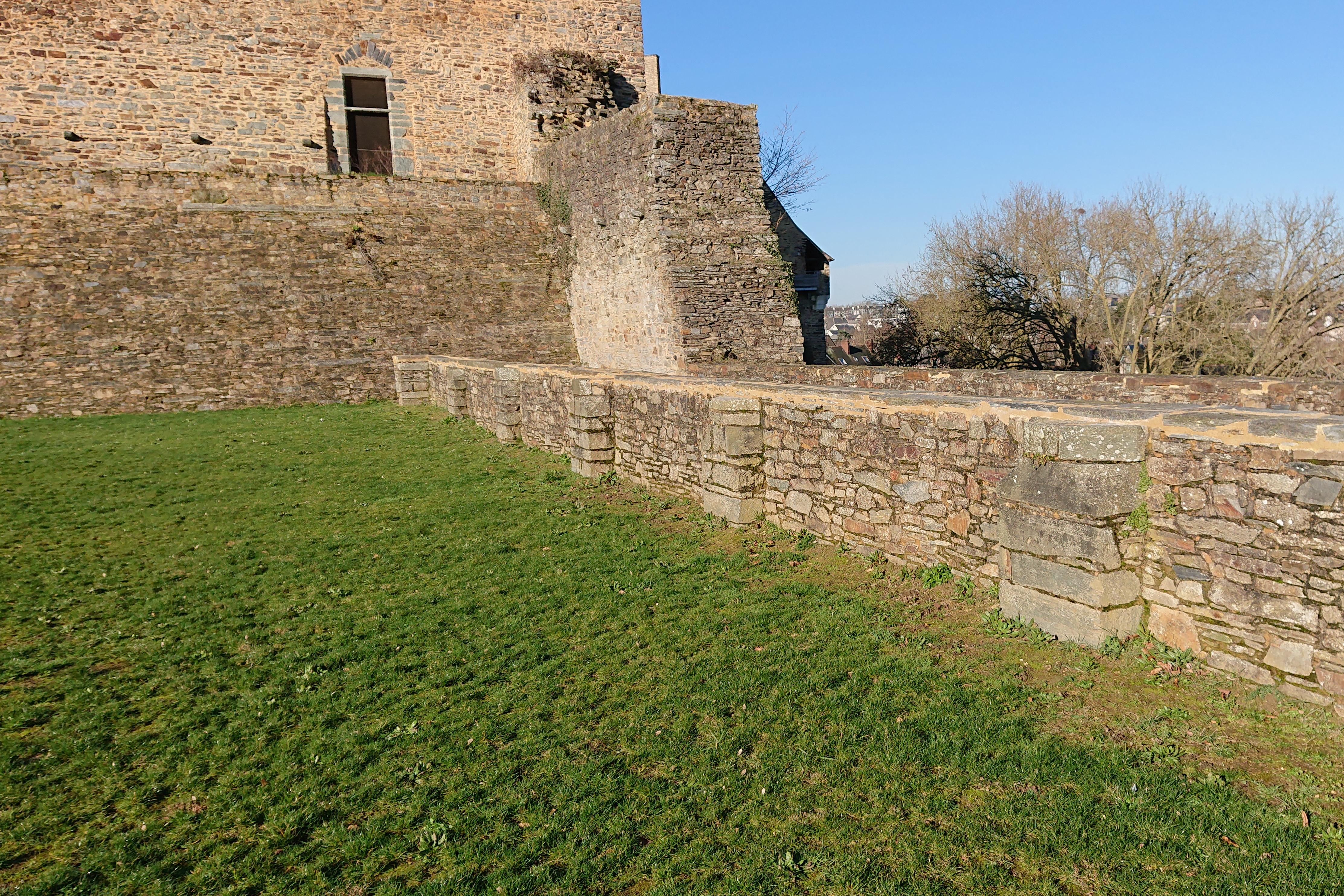
Raccord de la galerie nord au donjon.
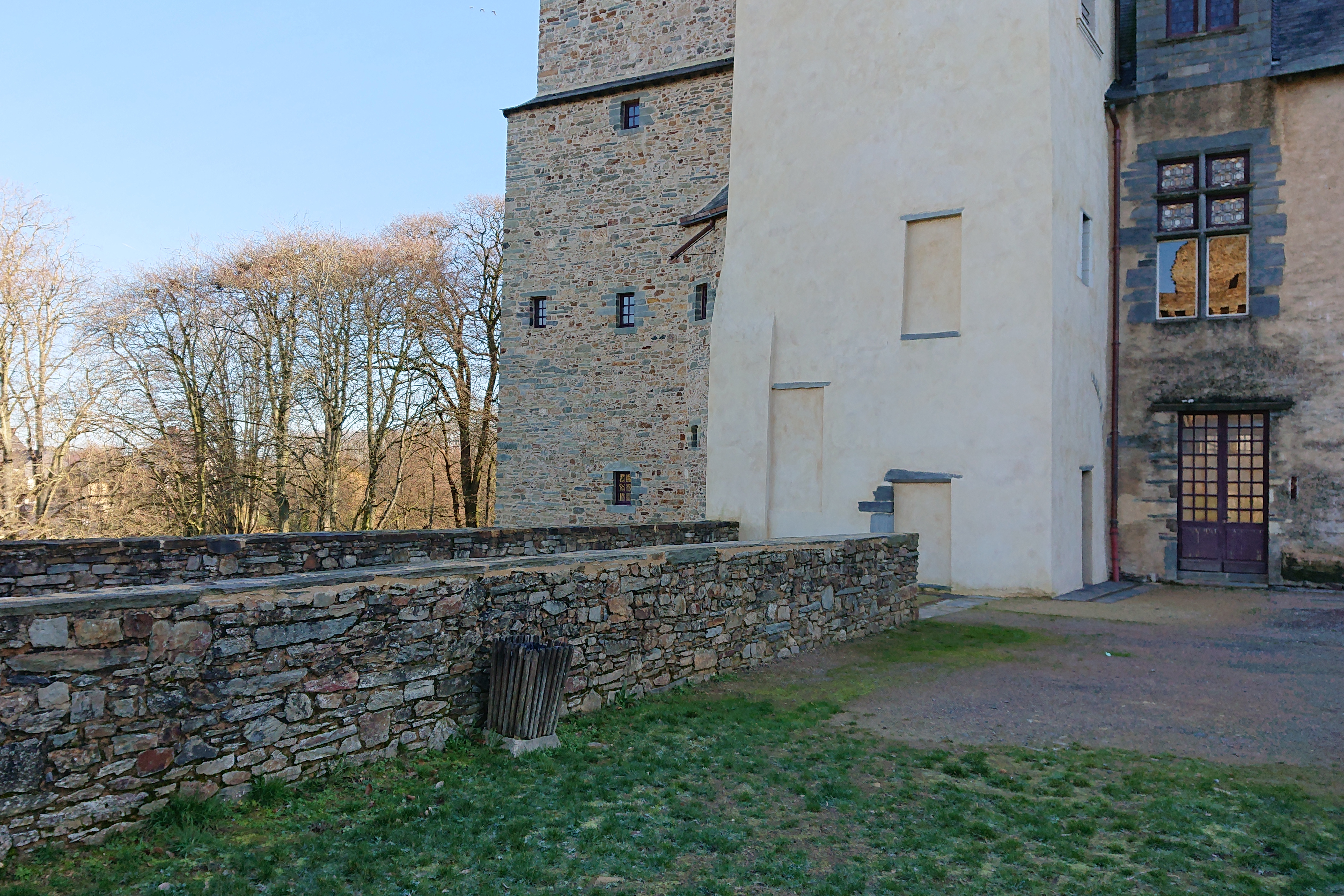
Raccord de la galerie nord aux logis.

### Autres éléments

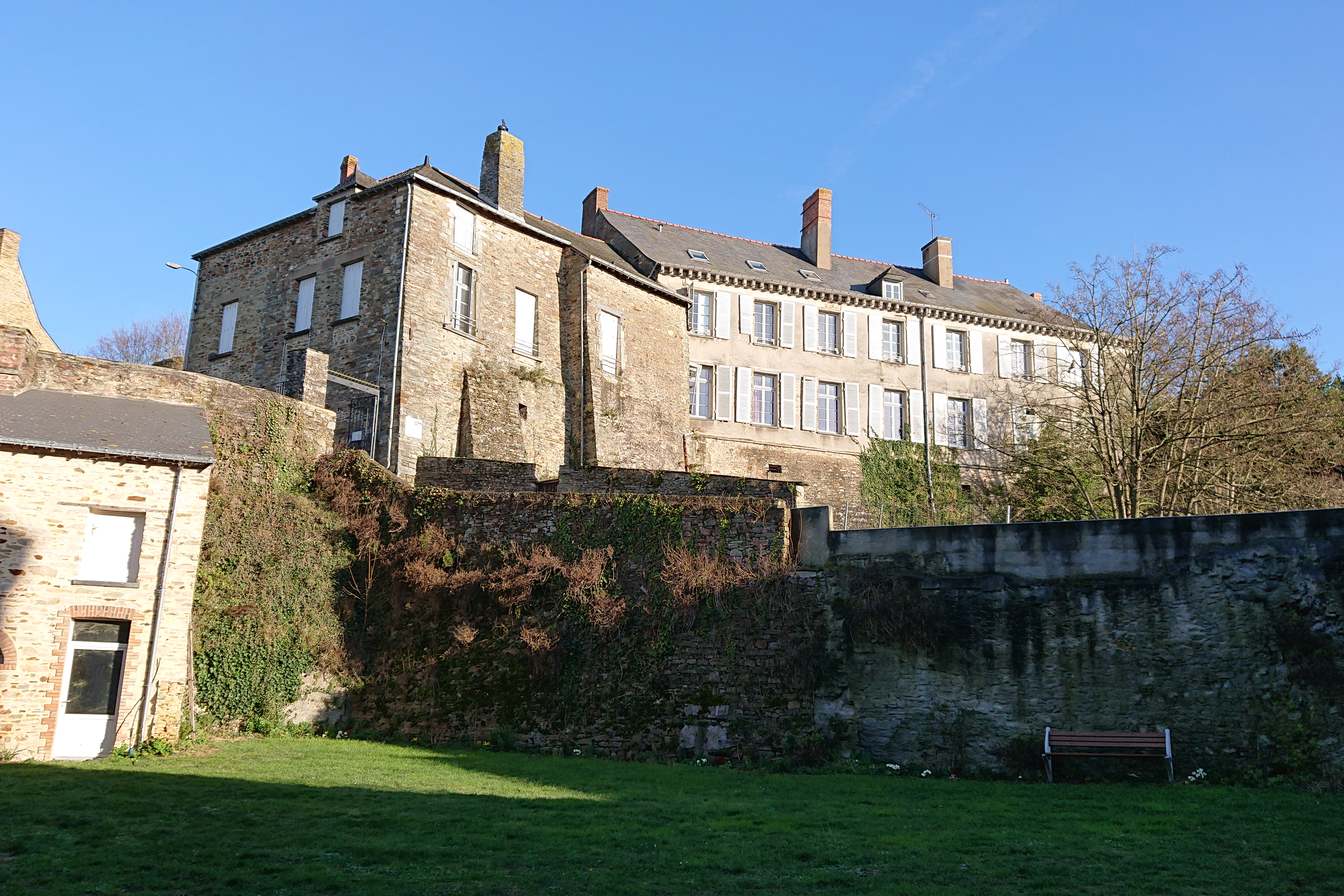
L'ancienne sous-préfecture vue depuis la rue du Château, avec la rampe d'accès à la haute-cour au premier plan.

En dehors des constructions médiévales et de la Renaissance, le château comprend quelques éléments ajoutés plus tard, et qui ne sont pas concernés par la protection au titre des Monuments historiques. L'édifice le plus important est la sous-préfecture, située dans la partie sud-ouest du château. La sous-préfecture et le jardin qui l'entoure occupent l'emplacement de constructions médiévales et de la Renaissance, comme la poterne qui reliait la haute-cour à la ville, et le jeu de paume construit en 1551. Toutes ces constructions avaient été détruites au XVIIIe siècle. La sous-préfecture est un ancien hôtel particulier, construit entre 1807 et 1822 par le maire de Châteaubriant, Martin Connesson. En 1845, lorsque le château est acheté par le duc d'Aumale, ce dernier loge dans ce bâtiment. Après l'achat du château par le département en 1853, l'édifice est affecté au logement du sous-préfet. Les bureaux de la sous-préfecture sont agrandis en 1948. Ils ne sont plus occupés depuis le déménagement des services sous-préfectoraux hors du château en 2012. Le bâtiment construit à l'arrière de la Grande galerie est un ancien édifice de la gendarmerie, qui a accueilli le centre médico-social de 1972 à 2007.

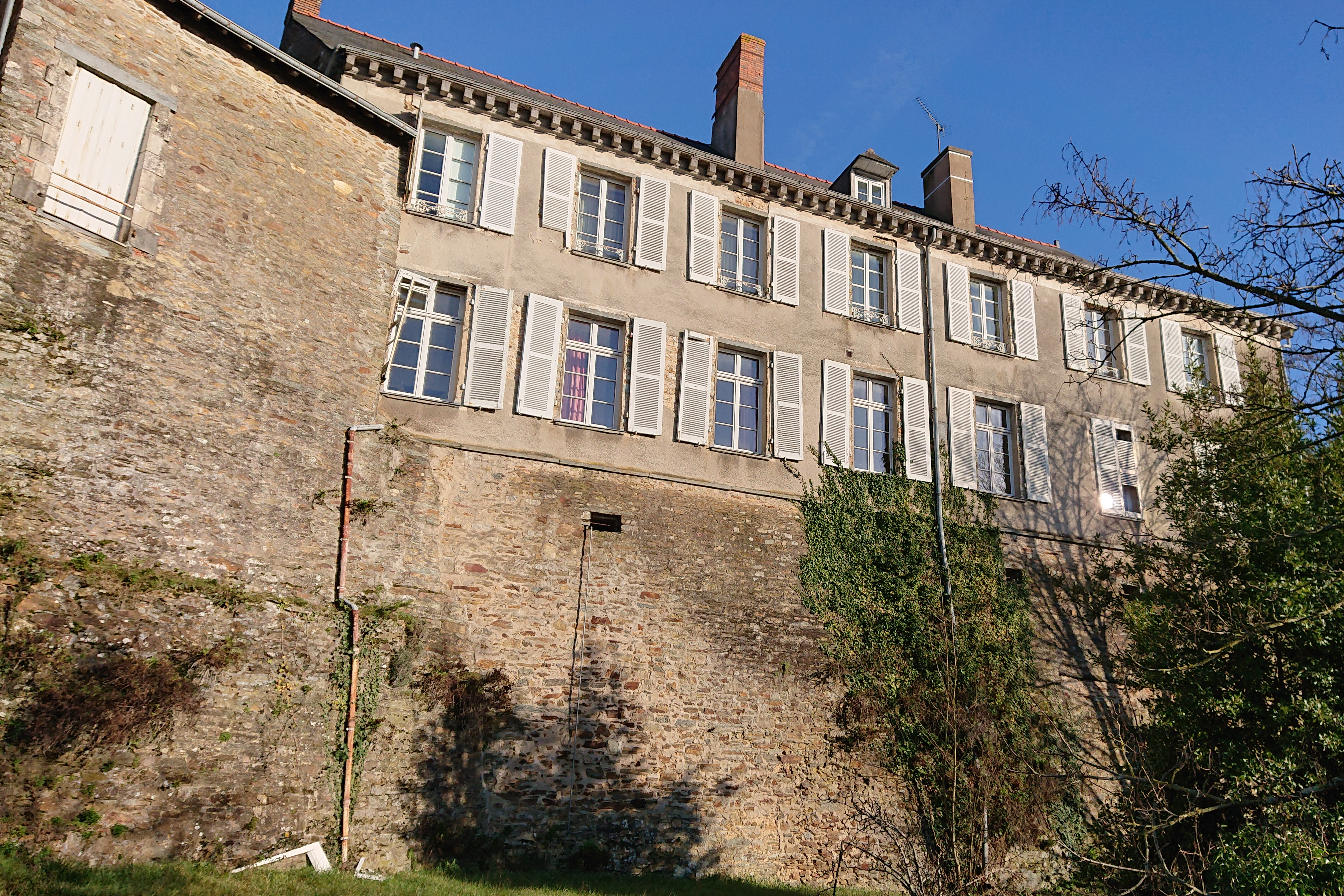
La sous-préfecture vue de l'extérieur du château.
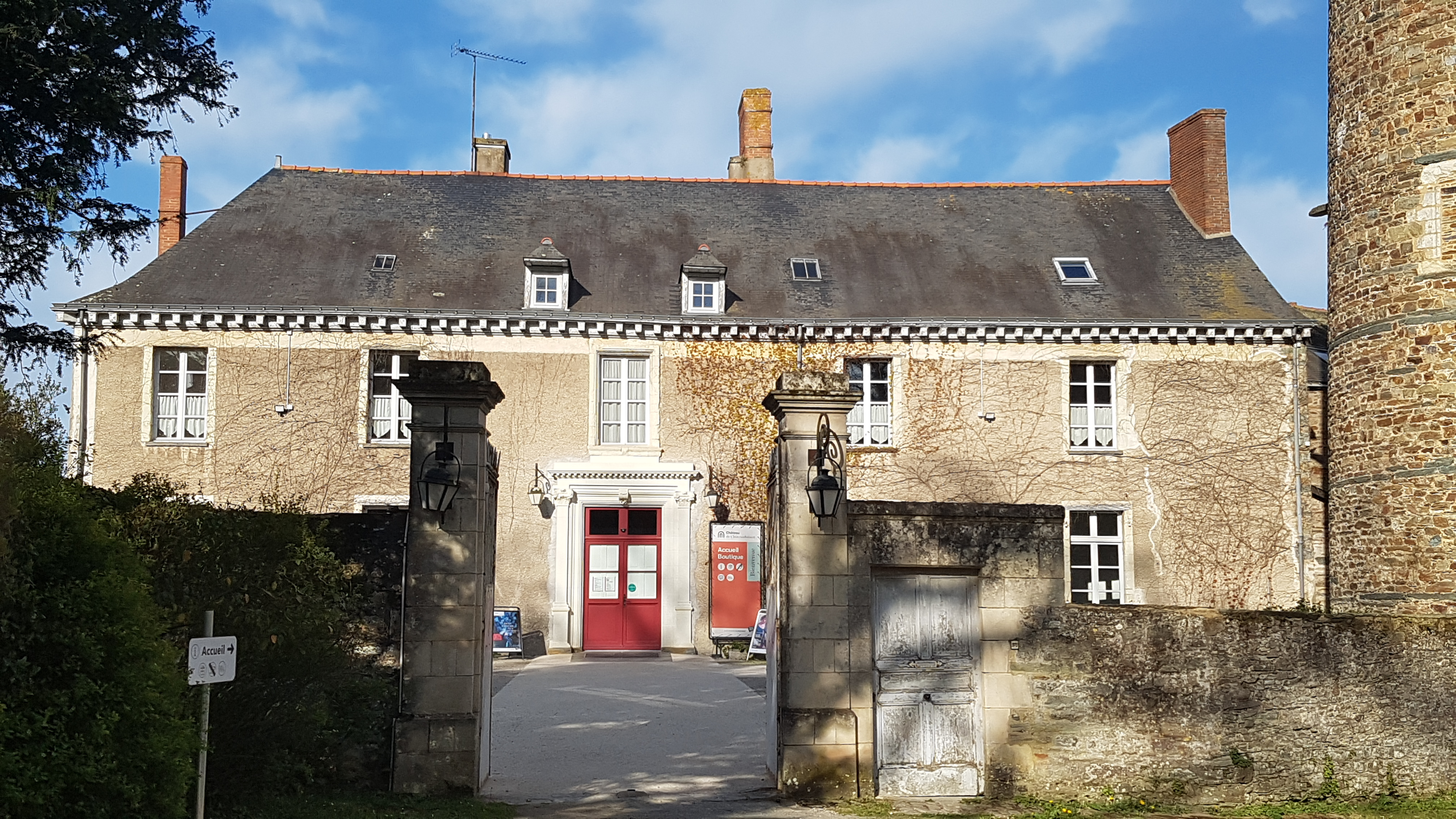
Ancienne demeure du sous-préfet de Châteaubriant. Accueil actuel du château.
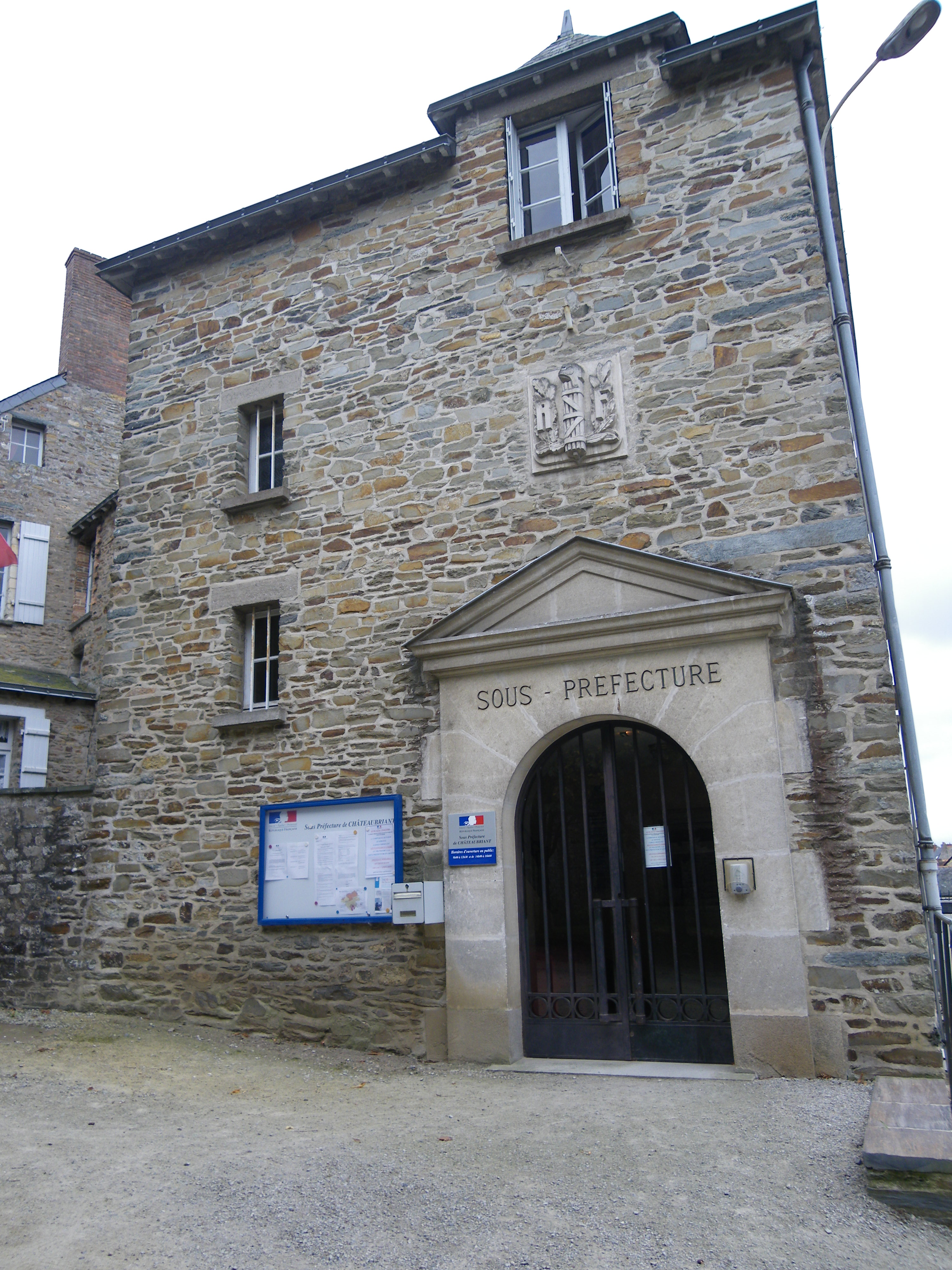
Entrée principale de la sous-préfecture.
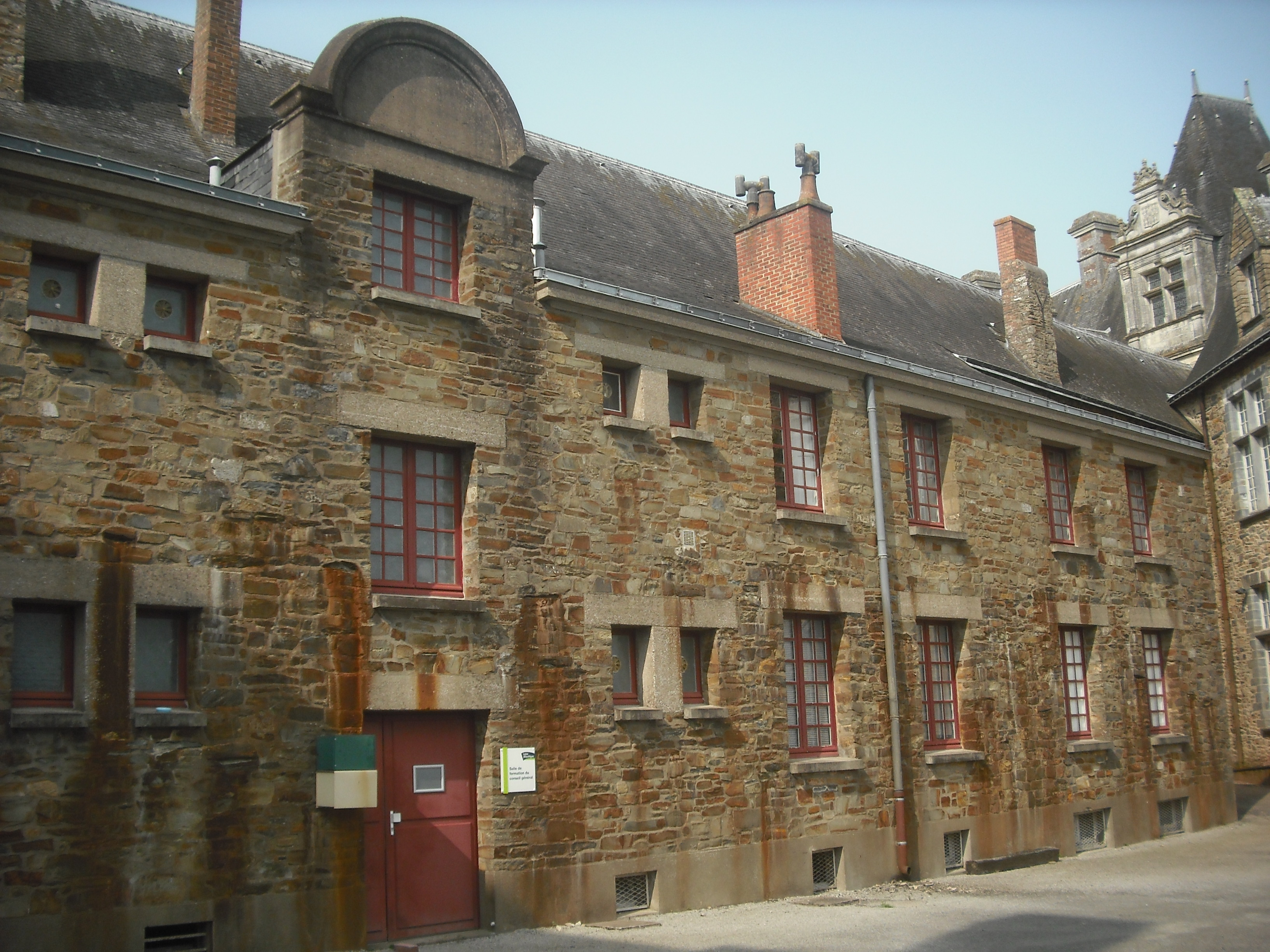
L'ancienne gendarmerie derrière la galerie.

## Parc et jardins

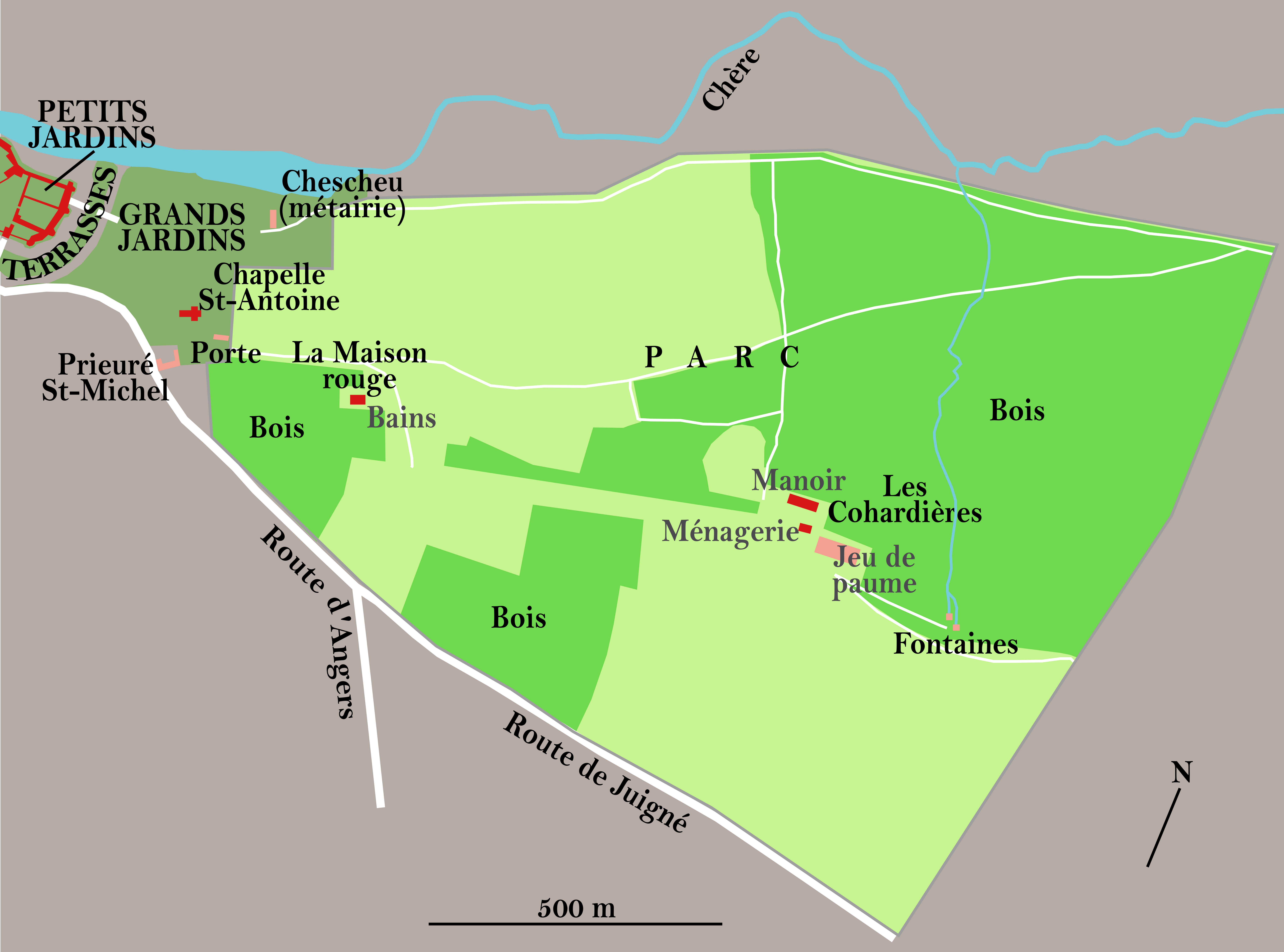
Plan du parc et des jardins au milieu du XVI.

À son apogée à la Renaissance, le château de Châteaubriant était complété par deux jardins et un vaste parc. L'un des jardins, baptisé « Petits jardins », se trouvait dans la basse-cour face au Bâtiment des Gardes, tandis que l'autre, les « Grands jardins », s'étendait à l'extérieur de la muraille, vers l'est. Le parc se prolongeait au-delà des Grands jardins, et il comprenait des bois, des landes et des terres cultivées. Ce parc était conçu pour la chasse et pour la promenade, et il tirait parti de la variété du paysage, avec notamment le versant descendant jusqu'à la Chère au nord. L'intérêt du lieu pour le visiteur était accru par la présence de fontaines, d'une ménagerie et de sculptures. Le domaine a entièrement disparu au XIXe siècle, et de nombreux éléments ne sont pas connus avec précision. Les Grands jardins sont mentionnés pour la première fois en 1500 ; aménagés au-delà des terrasses et des fossés, ils sont reliés à la basse-cour par au moins deux ponts. L'émergence de ce premier jardin en dehors des murailles s'explique par la situation de paix après le siège de 1488. Les Petits jardins s'établissent au même moment à l'intérieur du château, dans la basse-cour où sont édifiés les nouveaux logis. Ces jardins intérieurs, inscrits dans une cour rectangulaire, sont probablement constitués de carreaux formant des motifs destinés à être vus depuis les appartements. Ces premiers jardins ont pu être influencés par ceux du roi René à Angers, ou ceux du château du Verger, également en Anjou, les Laval-Châteaubriant ayant des liens de parenté avec les initiateurs des deux. Ils ont également pu s'inspirer des jardins royaux de Blois ou Amboise, où ils résident parmi la cour de la reine Anne. Seuls les jardins situés près du château semblent avoir été traités en dessins symétriques, le parc étant totalement dissocié du monument et sa structure étant dépourvue d'axe directeur.

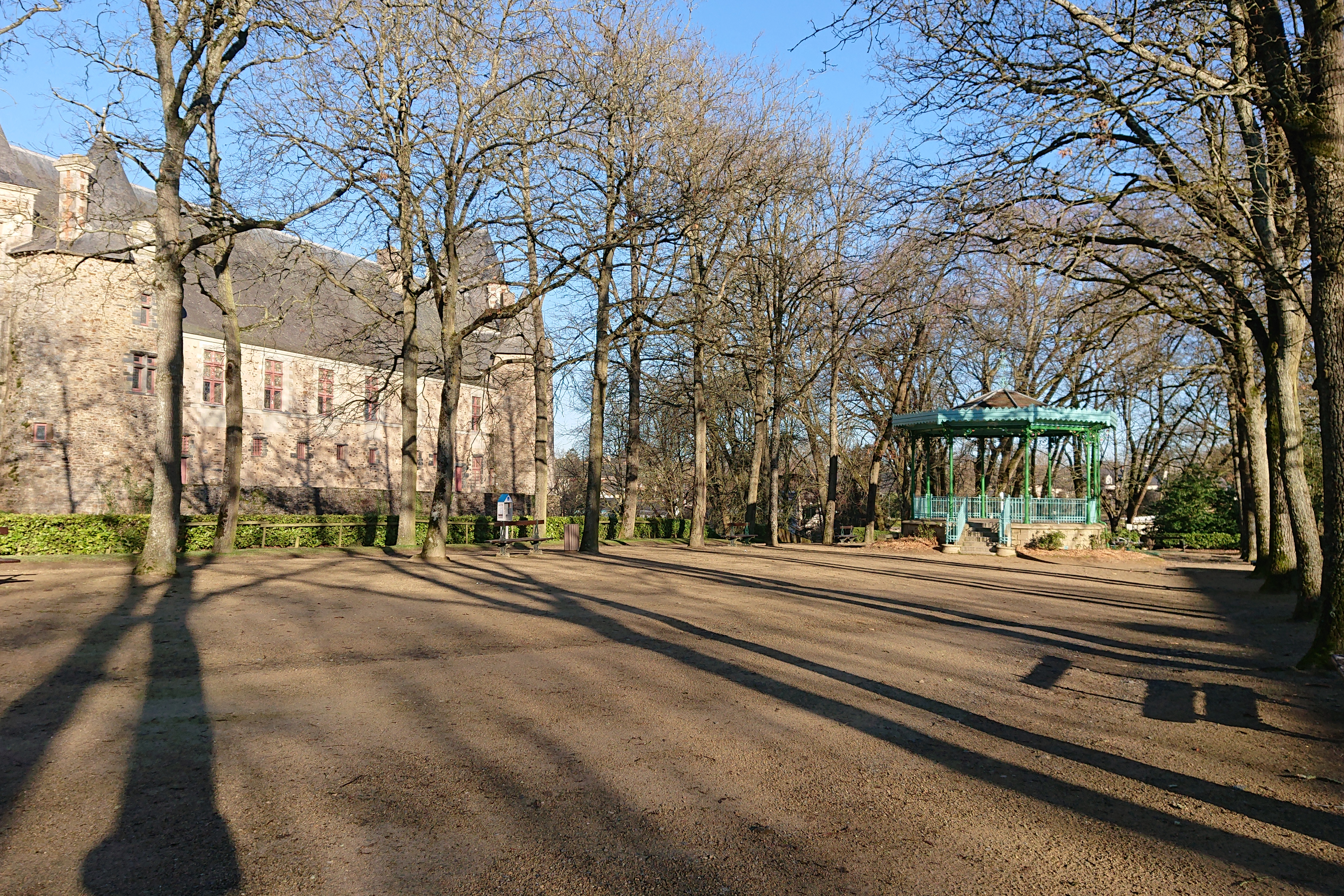
La promenade des Terrasses et son kiosque à musique.

Le parc proprement dit est constitué dans les années 1520, par l'achat de plusieurs terres. Jean de Laval fait notamment l'acquisition des Cohardières, un lieu noble qui devient un relais de chasse. Le parc qui prolonge ainsi les Grands jardins s'étend loin en dehors de la ville, entre la Chère et la route d'Angers. Il atteint alors une superficie de mille journaux. En 1541, Jean de Laval décrit son parc comme entouré de murs, comprenant des maisons, un logis de plaisance, des jardins, et peuplé d'un gibier abondant (biches, cerfs, daims, lapins). Le développement du parc et des jardins semble s'être fait simultanément à la construction des nouveaux logis Renaissance. Anne de Montmorency a manifestement accordé le même intérêt au parc qu'au château qu'il a fait terminer, mais la nature exacte des aménagements qu'il entreprend dans le parc n'est pas connue. Le domaine est à nouveau restauré par Henri II de Bourbon-Condé dans les années 1630. En 1676, le parc est décrit comme grand et ancien, faisant au moins une lieue de circonférence, et entouré de murs en pierre. Il est séparé des Grands jardins situés au pied du château par des vergers. Un ancien aqueduc, alors ruiné, est présenté comme conduisant autrefois les eaux de sources jusqu'au château. Ces canalisations devaient aussi alimenter des bains à la Renaissance, logés dans la « Maison rouge », une construction située entre le château et les Cohardières. Au moins deux fontaines devaient aussi se trouver dans le parc. Une chapelle, dédiée à saint Antoine, se trouvait dans les Grands jardins. Probablement construite par Jean de Laval, elle n'est pas décrite par les textes d'époque.

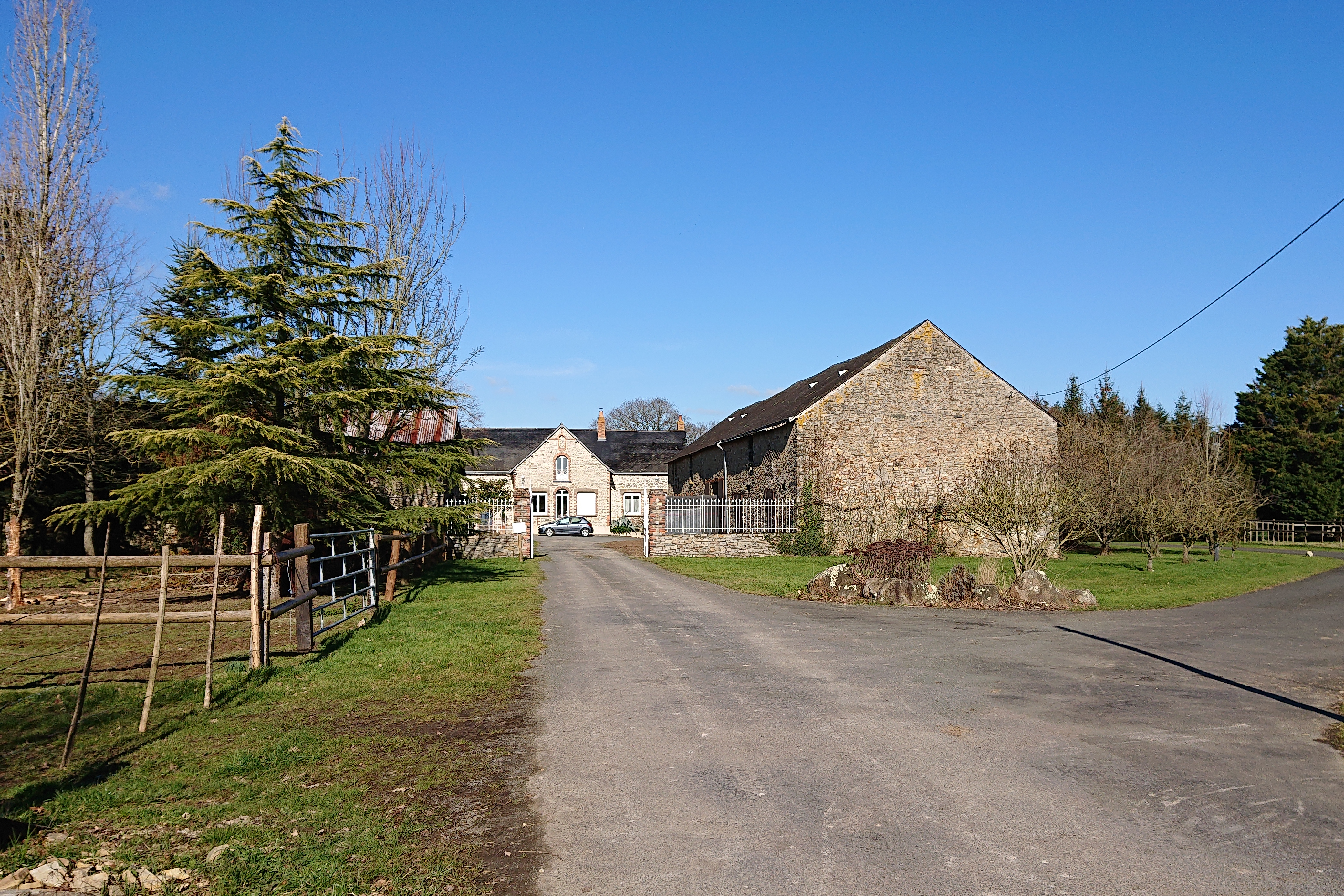
Les Cohardières. L'ancien manoir a fait place à une ferme.

Les Cohardières consistaient en un manoir édifié au XVIe siècle, accompagné d'une ménagerie dans le goût de l'époque et d'un jeu de paume découvert. Le manoir d'origine, long de 34 m et comprenant deux niveaux, a été agrandi vers 1634 par Henri II de Bourbon-Condé qui y ajoute une aile à deux niveaux, comprenant chacun un appartement, et une chapelle. Il fait également restaurer la Maison rouge, qui était délabrée et faisait alors office d'étable. Henri II est le dernier seigneur à se préoccuper véritablement du domaine, et ses successeurs au XVIIe et XVIIIe siècles n'y viennent jamais. Le parc devient un simple domaine à exploiter. Le manoir des Cohardières tombe en ruine et il fait place à une métairie. Le développement des forges dans la région accélère l'exploitation du bois, et à la Révolution, pratiquement tous les éléments ont déjà disparu, y compris les murs d'enceinte et les jardins d'agrément. En 1817, les terrasses situées juste derrière les logis Renaissance sont plantées d'arbres pour en faire une promenade publique, et la douve le long des Grands jardins est comblée en 1820 pour fournir du travail aux ouvriers de la ville. Le parc est finalement vendu par lots en 1853, lorsque le duc d'Aumale se sépare de son domaine de Châteaubriant. Le château est acquis par le département, et la ville achète la promenade des Terrasses pour en refaire un jardin public. Un kiosque à musique y est installé en 1908.

## Tourisme

### Accueil et gestion
Le château de Châteaubriant est la propriété du Conseil départemental de la Loire-Atlantique depuis 1853. Le château est géré et animé par un service spécifique, appelé Grand patrimoine de Loire-Atlantique, et créé en 2013 pour mettre en valeur les différents sites patrimoniaux appartenant au département (musée Dobrée, château de Châteaubriant, château de Clisson, domaine de la Garenne Lemot et chapelle du Vieux-Bourg de Saint-Sulpice-des-Landes). L'équipe affectée au château de Châteaubriant comprend à l'année un responsable du site, deux médiateurs, un agent d'accueil, des agents de maintenance et de surveillance, et des agents d'entretien. L'enceinte du château est ouverte aux visiteurs toute l'année et l'entrée est gratuite. En saison basse, le bureau d'accueil est fermé le lundi et mardi, et en haute saison, il ne ferme que le lundi. En novembre et décembre, il n'ouvre néanmoins que le week-end, et il est fermé pendant tout le mois de janvier.
La grande majorité des intérieurs ne se visite pas, à l'exception notable de la Chambre dorée, dont l'entrée est gratuite. La Grande Galerie, l'escalier d'apparat ainsi que le chemin de ronde de la haute-cour sont eux aussi en accès libre. Le château met aussi gratuitement à disposition du public une table interactive permettant de découvrir l'histoire du lieu à travers des représentations en trois dimensions. Enfin, les visiteurs peuvent découvrir le château en autonomie à travers un jeu de piste proposé sur une application mobile.
Des visites guidées sont proposées de février à décembre, permettant notamment aux visiteurs de découvrir la chapelle, le grand logis et le donjon. Des visites en anglais ont lieu l'été, et le château organise aussi des ateliers spécifiques pour les publics handicapés et pour les familles.

### Expositions et animations
Chaque année pendant la haute saison, le château accueille une exposition temporaire gratuite. En 2019, il s'agit de « Loire-Atlantique, terre de trésors », une exposition présentant les trésors monétaires découverts dans le département et conservés au musée Dobrée. En 2018, le château a accueilli une exposition itinérante de l'artiste Lamyne M, intitulée « Les grandes robes royales », en 2017 « Trésors de la fin du Moyen Âge » regroupait des œuvres des collections du musée Dobrée et du musée de Cluny à Paris, en 2016 et 2015 « L'Égypte des pharaons » rassemblait des pièces du musée Dobrée et du Louvre, en 2014 l'exposition était consacrée à l'écrin du cœur d'Anne de Bretagne, en 2013 « Sortie de boîte[s] » présentait une sélection des œuvres conservées au musée Dobrée, fermé pour travaux,.
Le château participe à des événements culturels nationaux et internationaux, comme la Nuit européenne des musées, les Journées européennes du patrimoine et les Journées nationales de l'archéologie. Le Grand Patrimoine de Loire-Atlantique organise aussi divers animations estivales (cirque, concerts) et une reconstitution historique médiévale, qui fait pendant à une reconstitution similaire organisée au château de Clisson.

### Fréquentation
En 2014, le château reçoit 71 272 visiteurs, ce qui le place à la dixième position des sites les plus visités de Loire-Atlantique pour cette année, loin derrière les sites phares comme Les Machines de l'île (591 117 entrées), le musée d’histoire de Nantes (265 464 entrées) ou Escal'Atlantic (256 857 entrées). Une enquête conduite en 2018 le fait toutefois disparaître de la liste des dix sites touristiques les plus fréquentés en 2017 dans le département. Le château se trouve dans une zone éloignée du littoral et de la Loire, où l'activité touristique est peu présente par rapport au reste de la région. Il est cependant le site le plus visité de la Communauté de communes Châteaubriant-Derval.

## Dans la culture

### Légende de Françoise de Foix

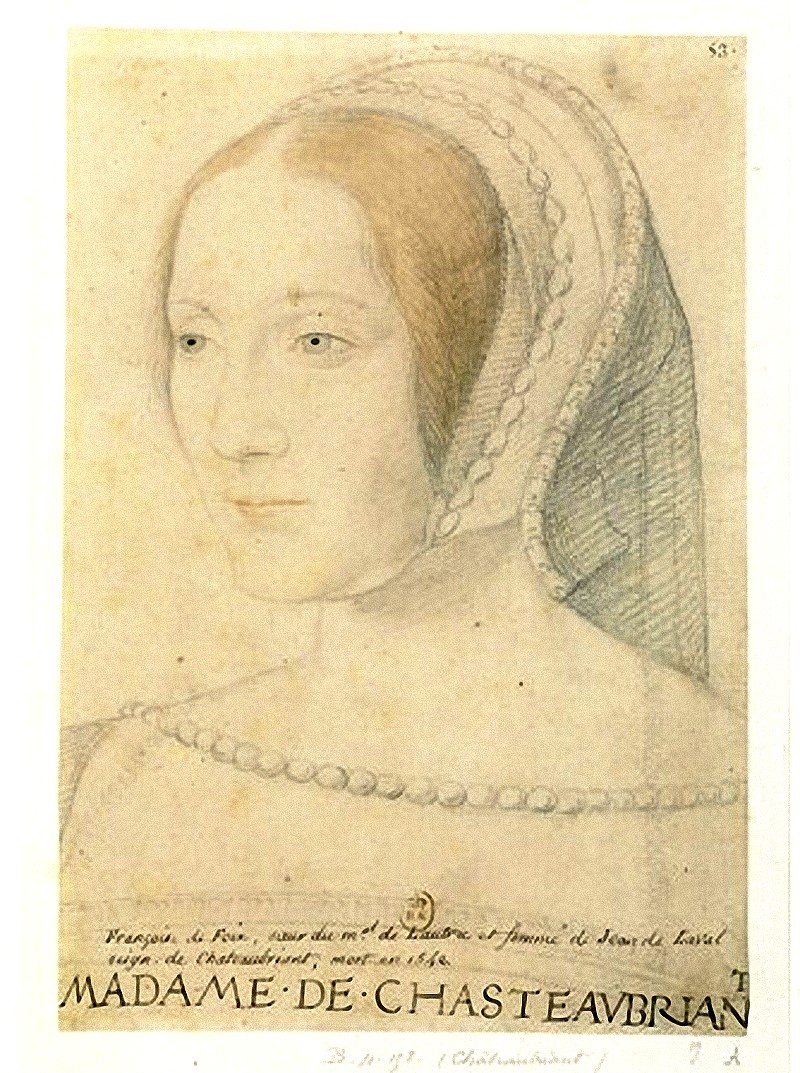
Françoise de Foix.

Françoise de Foix, femme de Jean de Laval-Châteaubriant est maîtresse de François Ier de 1517 à 1525. Évincée par Anne de Pisseleu, elle n'est pourtant pas oubliée par le roi, qui lui offre plusieurs châtellenies bretonnes à l'occasion de son séjour à Châteaubriant en 1532. Sa mort brutale, survenue en 1537, a donné lieu à de nombreux récits, aussi lugubres qu'improbables. Selon la légende, Françoise de Foix aurait été séquestrée par son époux jaloux et violent, puis un jour, ce dernier aurait décidé de la tuer en lui faisant ouvrir les veines. À la date anniversaire du supplice de la dame, le 16 octobre à minuit, un cortège fantomatique, avec Jean de Laval à sa tête, défilerait dans le château, et une tache de sang réapparaîtrait dans la Chambre dorée.
La légende entourant Françoise de Foix et le château de Châteaubriant est née dès la fin des années 1530. Des rumeurs dégradant Jean de Laval sont ainsi colportées après la donation controversée qu'il fait de sa seigneurie au connétable de Montmorency en 1539. L'écrivain Brantôme, proche d'un des héritiers possiblement spoliés par la donation, poursuit l'œuvre diffamatoire dans sa Vie des dames galantes où il dépeint Françoise de Foix comme une femme aux mœurs légères, et Jean de Laval comme un seigneur avide de reconnaissance sociale. Jean Le Laboureur exploite les textes de Brantôme, et il ajoute que Jean de Laval aurait fait de Montmorency son héritier uniquement pour se protéger des poursuites auxquelles il était sujet pour avoir tué sa femme. Le premier auteur à évoquer directement la mort sanglante de Françoise est Antoine Varillas, en 1685. Ensuite, la légende est colportée et réinterprétée à d'innombrables reprises, dans des romans, des opéras ou des pièces de théâtre, et elle continue à inspirer les auteurs au début du XXIe siècle.
À la mort de Françoise, son mari lui fait construire un riche tombeau, détruit à la Révolution. L'épitaphe a été sauvée et conservée au château. Elle porte des vers de Clément Marot qui décrivent la défunte : « Soubz ce tombeau, gist Françoyse de Foix […] De grand Beaulté, de Grâce qui attire, De bon Sçavoir, d’Intelligence prompte, De Biens, d’honneur, et mieulx que ne racompte, Dieu Eternel richement l’estoffa […]. » Cette épitaphe flatteuse et le caractère ostentatoire du tombeau ont tantôt été interprétés comme des preuves de l'innocence de Françoise et de l'amour de Jean de Laval, ou comme le témoignage du repentir de Jean après l'assassinat. François-René de Chateaubriand, qui descend d'une branche cadette de la maison médiévale de Châteaubriant, a été témoin dans sa jeunesse des tentatives de sa famille pour redorer le blason familial et faire oublier la légende noire de Françoise de Foix. Il évoque cette légende dans ses Mémoires d'outre-tombe, et il y expose son point de vue : Varillas aurait en fait confondu l'histoire de Françoise et de Jean de Laval avec celle plus ancienne de Françoise de Dinan, qui a bel et bien été séquestrée par Gilles de Bretagne.

### Autres évocations culturelles

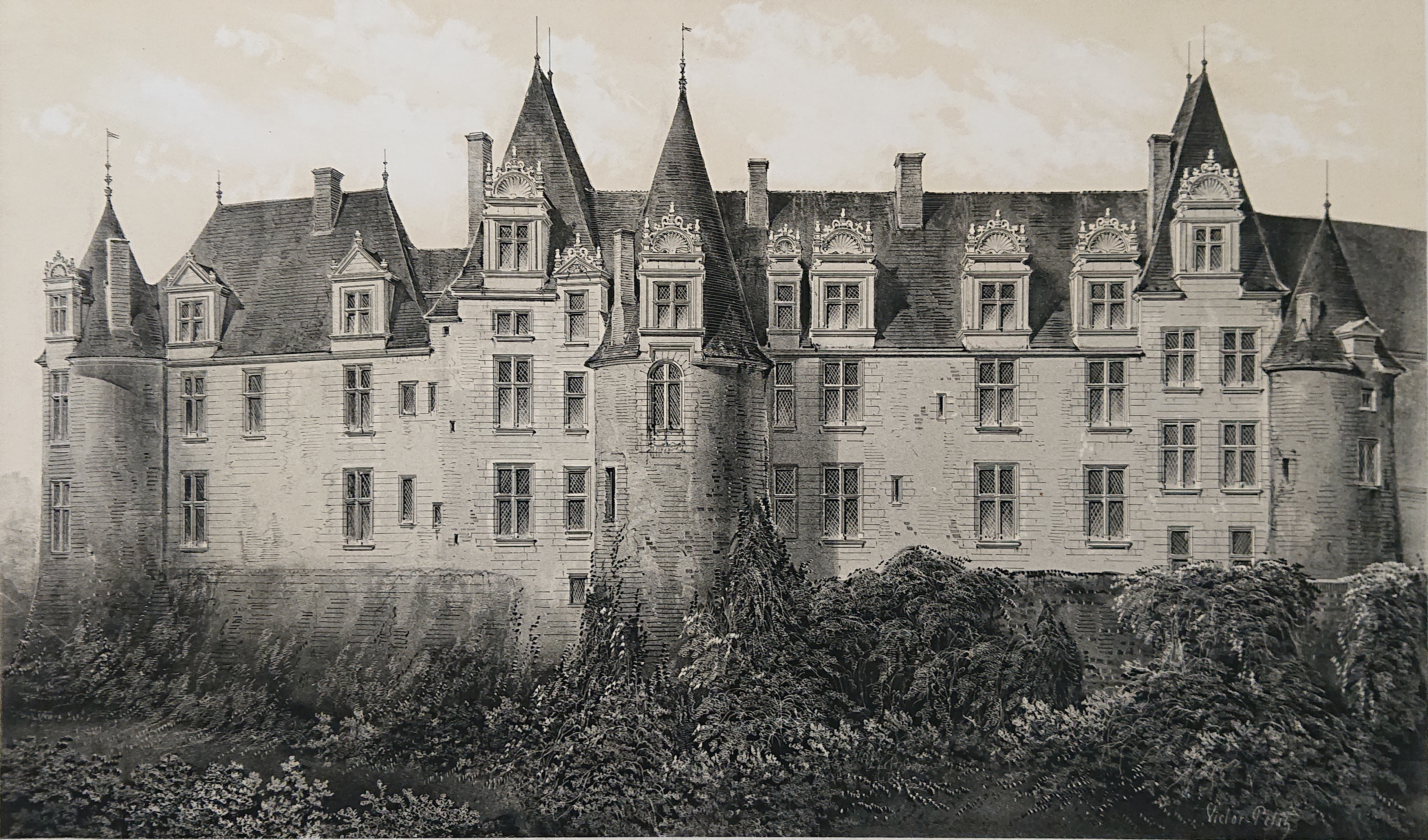
Le château vu par Victor Petit au XIX.

La plus ancienne légende liée au château est celle de Sibille de Châteaubriant, épouse de Geoffroy V (1216-1263). Ce dernier, parti faire la Septième croisade, aurait été fait prisonnier avec saint Louis à Mansourah en Égypte. À Châteaubriant, pourtant, Sibille ne désespère pas de le revoir, et elle attend patiemment son retour. Pourtant, la mort de Geoffroy V est finalement annoncée. Le seigneur, libéré après plusieurs années de captivité, revient finalement au château. Sibille, submergée de bonheur, meurt dans ses bras après avoir couru à sa rencontre. Cette légende, rapportée au XVIIe siècle par Augustin du Paz, est cependant contredite par des preuves qui attestent que Geoffroy V n'a pas pu être retenu prisonnier plus de quelques semaines.
Le « congrès d'architectes » réuni à Châteaubriant par Jean de Laval en 1532 a inspiré à Noël du Fail un passage de ses Baliverneries, ou contes nouveaux d’Eutrapel, publiées en 1548. Cette réunion devait permettre au baron de trouver celui qui dessinerait les plans du futur Château-Neuf. Du Fail rappelle que l'un de ces architectes, le Rennais Thomas Pihourt, était partisan du gothique alors que les autres étaient des architectes du Val de Loire bien décidés à propager la Renaissance. Pihourt, arrivé sur « sa jument, botté de foin », est « ébahi » lorsqu'une fois arrivé, il n'entend parler que « frontispices, piédestaux, obélisques, colonnes, chapiteaux, frises, corniches, soubassements, desquels il n'avoyt oncques ouï parler ».
Le château a été représenté par plusieurs artistes. Victor Petit a réalisé une gravure des façades de la Renaissance sur les douves, Octave de Rochebrune a représenté les façades sur cour en eau-forte en 1895, et Albert Robida a dessiné des vues du château pour l'ouvrage dédié à la Bretagne de sa collection La vieille France, publié en 1896. Yvonne Jean-Haffen a réalisé une vue au crayon des logis Renaissance dans les années 1950, conservée à la Maison d'artiste de la Grande Vigne à Dinan.

## Personnalités liées au château

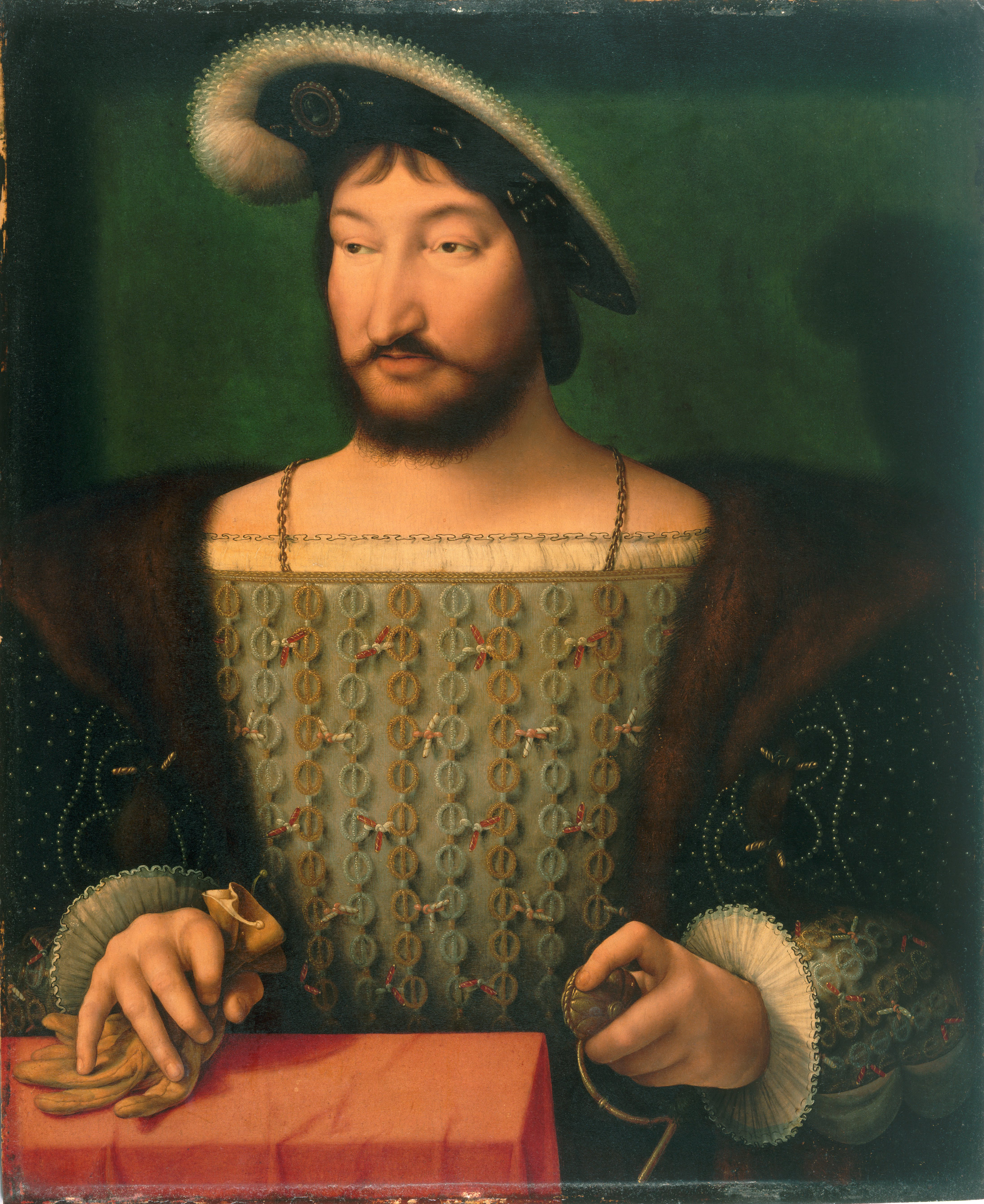
Portrait de François Ier par Joos van Cleve réalisé vers 1532, année où le roi séjourne à Châteaubriant.

Plusieurs propriétaires du château ont marqué l'histoire, comme Brient Ier, tout premier seigneur du lieu. Son descendant Geoffroy VIII (v. 1294-v. 1327) a eu pour seconde femme Jeanne de Belleville, mère d'Olivier V de Clisson et surnommée « la tigresse bretonne » pour ses faits de piraterie au cours de la guerre de Succession de Bretagne. Françoise de Dinan, baronne de Châteaubriant à la fin du XVe siècle, gouvernante d'Anne de Bretagne, s'est également illustrée pour sa rébellion contre François II de Bretagne. Son petit-fils Jean de Laval-Châteaubriant s'est illustré à la cour de François Ier, sa femme Françoise de Foix étant par ailleurs la première maîtresse de ce roi. Jean de Laval a légué le château au connétable de Montmorency, grande personnalité de la Renaissance française, puis le domaine est passé des Montmorency aux Condé, mais dès la fin du XVIe siècle, les seigneurs de Châteaubriant ne viennent plus que très rarement sur leurs terres.
Le château de Châteaubriant a eu pour hôtes le connétable du Guesclin, plusieurs ducs de Bretagne dont François II, sa fille Anne de Bretagne et son premier époux le roi Charles VIII. Au XVIe siècle, Châteaubriant profite de sa proximité avec le Val de Loire, où les rois résident le plus souvent, et de la renommée de ses seigneurs. Le château reçoit ainsi la visite de la cour à plusieurs reprises. François Ier y séjourne six semaines en 1532, et Henri II y reste plus d'un mois en 1551, avec sa femme Catherine de Médicis. Lors de ce séjour, le roi reçoit les ambassadeurs du roi Édouard VI d'Angleterre, et il signe l'Édit de Châteaubriant contre la propagation des idées calvinistes. Charles IX vient à Châteaubriant à deux reprises : il y reste trois semaines en 1565 et y fête la Toussaint, et il fait un nouveau séjour en 1570, lors duquel il reçoit le juriste Bertrand d'Argentré. Après les Guerres de Religion, le château reçoit moins de visites d'importance, à l'exception notable du séjour de Louis XIII en 1626. Le roi signe d'ailleurs à cette occasion le règlement de Châteaubriant le 26 août, qui fixe le nombre de ses conseillers ordinaires à douze. La même année, Gaston d'Orléans, son frère, passe un mois au château avec sa femme après leur mariage à Nantes. Le duc d'Aumale, dernier propriétaire privé du château, est aussi le dernier visiteur de sang royal à y demeurer, en 1845.

## Pour approfondir

#### Ouvrages sur le château
- François Le Bœuf, Châteaubriant, Loire-Atlantique…, Paris, Éd. du Patrimoine, coll. « Images du patrimoine / Inventaire général des monuments et des richesses artistiques de la France, Commission régionale Pays de la Loire », 1997, 48 p. (ISBN 2-85822-181-2).
- André David, Le Château de Châteaubriant, Clermont-Ferrand, Éditions de l'auteur, 1982, 31 p.
- Arsène Brémont, Châteaubriant : histoire du château et des amours de Françoise de Foix, Châteaubriant, Syndicat d'initiative, 1962, 28 p.
- Joseph Chapron, Le Château de Châteaubriant, Châteaubriant, A. Quinquette, 1930, 63 p.
- Joseph Chapron, Châteaux. Châteaubriant. La ville et les églises, Châteaubriant, E. Coulbault et E. Milon, 1898, 110 p.

#### Articles
- Christian Bouvet et Alain Gallicé, « Les jardins et le parc du château de Châteaubriant de la fin du XVe siècle à la veille de la Révolution », Bulletin de la Société archéologique et historique de Nantes et de Loire-Atlantique, no 149,‎ 2014, p. 123-155.
- Nicolas Faucherre, « Deux ouvrages d'artillerie construits à Châteaubriant après 1488, ostentation ou nostalgie ? », Bulletin de la Société archéologique et historique de Nantes et de la Loire-Atlantique,‎ 2012, p. 155-188.
- Christian Bouvet et Alain Gallicé, « La Maison de Châteaubriant (XIe siècle-1383) - Première partie : l'ascension d'un lignage », Bulletin de la Société archéologique et historique de Nantes et de Loire-Atlantique, no 146,‎ 2011, p. 65-109.
- Christian Bouvet et Alain Gallicé, « Les réalisations monumentales au service du pouvoir politique d'Anne de Montmorency à Châteaubriant (1540-1567) », Mémoires de la société d'histoire et d'archéologie de Bretagne, no 86,‎ 2008, p. 157-177.
- Jocelyn Martineau et Patrick Bellanger, « La fouille récente de la chapelle castrale du château de Châteaubriant », Bulletin de la Société archéologique et historique de Nantes et de Loire-Atlantique, no 143,‎ 2008, p. 71-96.
- Jean-Yves Hunot, « Châteaubriant, charpente du « Petit Logis » du Vieux-Château », Bulletin Monumental, nos 162-3,‎ 2004, p. 211-213.
- François Le Bœuf, « Les logis Renaissance à Châteaubriant : ou comment rajeunir l'image d'un vieux château », Pays de Châteaubriant, histoire et patrimoine, no 2,‎ 2003, p. 60-63.
- François Le Bœuf, « Châteaubriant aux Marches de Bretagne ou les liens ambigus d'une ville et d'un château », 303, no 515,‎ 10 décembre 1997, p. 52-61
- François-Charles James, « Le château de Châteaubriant », Congrès archéologique de France, no 126,‎ 1968, p. 304-340.

#### Autres ouvrages
- Charles Goudé, Histoire de Châteaubriant, baronnie, ville & paroisse, Rennes, Oberthur et fils, 1870, 533 p.
- Antoine Pacault, La Baronnie de Châteaubriant aux XVIe et XVIIe siècles, Châteaubriant, Histoire et patrimoine du pays de Châteaubriant, 2015, 272 p.
- Frédéric Dean et Virginie Bodin, Les marches de Bretagne : les frontières de l'histoire, Nantes, Conseil général de Loire-Atlantique, 2012, 59 p. (ISBN 978-2-907908-42-9)
- Jean-Marie Pérouse de Montclos, Les Châteaux du Val de Loire, Paris, Menges, 1997, 359 p. (ISBN 2-85620-390-6).
- Florian Le Roy, Les châteaux de Bretagne, Rouen, H. Defontaine, coll. « Images d'art », 1936, 200 p.